# Dorogi FC
A Dorogi FC Dorog város labdarúgó-egyesülete, jelenleg az NB III Északnyugati csoportjában szerepel. A csapat az NB II 2022–2023-as évadában sereghajtóként végzett a húsz csapatból álló mezőnyben, így hét egymást követő idényt követően kiesett. A Magyar Kupa 2024–2025-ös kiírásában a legjobb 8-közé jutásért vívott körében az Újpest FC ellen maradt alul 1:0 arányban, azt megelőzően 2021-ben a 16-közé jutásért a Ferencváros csapata elleni 2–1-es vereséggel, egy öngólnyi különbséggel alulmaradva esett ki, míg a 2019–2020-as kiírásában negyeddöntőt játszott, ahol az MTK elleni kettős mérkőzést követően búcsúzott. A 2017–2018-as kupasorozatban pedig a nyolcaddöntőig jutott és az akkor a NB I dobogós helyén álló debreceniek ellen összesítésben 4–4-re végzett és csak az idegenben lőtt több góljának köszönhetően jutott tovább az ellenfele. A klub a 2015–2016-os harmadosztályú magyar labdarúgó-bajnokság Nyugati csoportjának bronzérmeseként harcolta ki az NB II-es feljutást. A bajnoki kiírás szabályai szerint, mint második feljutó helyen végzett csapat, jogot szerzett a magasabb osztályban való indulásra. A csapat 2016–2017-es másodosztályú évadban az egycsoportos, 20 csapatból álló mezőnyben újoncként a 8. helyen végzett. Fennállása során megszakítás nélkül a 114. hivatalos bajnoki évadjában szerepel – közte 24 első osztályú, 52 másodosztályú, 36 harmadosztályú, valamint 2 negyedosztályú – és a 2025. május 25-i zárófordulóval bezáróan, összesen 3036 bajnoki mérkőzést játszott.
Az egyesület 1914 tavaszán, Dorogi Atlétikai és Futball Club néven alakult, és az idők során 15 különböző sportág versenyszakosztályait foglalta magában. A szervezett bajnokságban történő indulásakor már Dorogi Atlétikai Club néven szerepelt, támogatását pedig a dorogi bánya vette át 1927-től. Az egyesület igazi aranykora a második világháború után jött el. A csapatban ekkor olyan híres labdarúgók szerepeltek, mint például Grosics Gyula, Buzánszky Jenő, Varga János, Ilku István, Prohászka János, Karába János, Szuromi Antal, Monostori Tivadar, Szűcs Lajos, Horváth István és mások. A labdarúgó egyesület 1945 és 1977 között huszonnégy évadban szerepelt az első osztályban. 1927-ben, majd 1928-ban Corinthian-, 1952-ben pedig Magyar Kupa döntőt játszott. 1962-ben és 1991-ben két alkalommal nyert rangos nemzetközi kupát, valamint öt alkalommal volt a vidék legjobb csapata. A Dorogot a magyar labdarúgás vidéki fellegváraként jegyezték, amely az 1950-es és 1960-as évek egyik meghatározó klubja volt. A magyar első osztályú labdarúgó csapatok élvonalbeli mérkőzései alapján számított eredményességi listán még jelenleg is a 20. helyet foglalja el.
A csapat 1966-ban váratlanul kiesett az NB I-ből, ami után párszor még feljutott és megint kiesett, de 1977-ben végleg elbúcsúzott az első osztálytól. A klasszikus értelemben nevezett aranykorszakot követően is akadtak soraiban szép számmal kiemelkedő labdarúgók, mint Mucha József, Schnitzer Imre, Laczkó István, Szabó József, Major Ferenc, Peszeki Jenő. Azóta a másod- és harmadosztályban szerepelt váltakozó sikerrel, de többször is igen közel járt az NB I-be való feljutáshoz. Ezekben az időkben is több kiválóság fordult meg a csapatban, mint Andrusch József, Kékesi Rezső, Sikesdi Gábor, Füle Antal, Orosz Ferenc, Arany László, vagy Szatmári Csaba. 1994-ben, a rendszerváltás utáni nehéz gazdasági helyzetben, amikor a bánya befejezte a klub támogatását, a megszűnés lehetősége is fenyegette, de végül a városi önkormányzat megmentette az egyesületet. Dorogon az elmúlt két évtizedben amatőr alapokra helyezték a klub működését, ennek megfelelően a játékosok munka mellett futballoztak. A sikeres másodosztályba való feljutást követően, az MLSZ szabályainak eleget téve és követelményrendszeréhez igazodva, 2016 nyarától óta újra profi klub státuszba került, azonban a 2023-ban történő kiesését követően amatőr státuszban működik tovább.
A dorogi klub fennállása során több, mint harminc játékost adott a különböző válogatott csapatok számára, köztük olimpikonokat, Európa- és világbajnoki résztvevőket. Az utánpótlás sorra adott kiválóságokat is, akik közül többen is más élvonalbeli csapatoknál folytatták a pályafutásukat. Ugyanakkor számos olyan jeles labdarúgó is szívesen igazolt Dorogra, akik korábban már megalapozták hírnevüket az élvonalban, mint Engelbrecht Zoltán, Arany Mihály, Csepecz János, Halász István, Magos Gyula, Mózner János, Sarlós András, Sulija Ottó, Vanicsek Zoltán és még sokan mások. Azonban nem csak a kiváló labdarúgók által szerzett hírnevet az egyesület. Soraiban a legnevesebb honi edzők közül is sokan munkálkodtak az idők folyamán, mint Szabó Péter, Sós Károly, Kléber Gábor, Jeny Rudolf, Kalmár Jenő, Ivanics Tibor, Szűcs György, vagy éppen Palicskó Tibor.
A dorogiak soraiból hárman is helyet kaptak az Aranycsapatban, köztük Buzánszky Jenő, aki vidéki egyesületből sokáig az egyetlen válogatott volt. A magyar válogatott valamennyi olimpiai, Európa- és világbajnoki részvétele során szerepelt dorogi kötődésű játékos a nemzeti csapatban, valamint két szakvezető személyében külföldi válogatottak szövetségi kapitányaként olimpia résztvevőként, egy ízben pedig Ivo Georgiev révén a bolgár válogatott tagjaként Európa-bajnokságon szerepelt labdarúgóval is büszkélkedhet. Az egyesület ország- és világszerte kivívta a szakemberek és a szurkolók elismerését és szimpátiáját, amelyet emelt, hogy Dorog egy kis település, amely a klub legnagyobb sikereinek idején csak nagyközségi rangban volt. Elismerésének egyik megnyilvánulása volt, hogy évtizedeken keresztül meghívott vendége lehetett a Népstadion kettős rangadóinak, ahol a semleges szurkolók is a Dorogért szorítottak.
A Dorogi FC a Magyar Labdarúgó Szövetségtől Bozsik Utánpótlás Központ státuszt kapott 2018-ban.
Dorog labdarúgó csapata a város közepén található, eredetileg tizenötezer fő befogadására alkalmas Buzánszky Jenő Stadionban játssza hazai mérkőzéseit.

## Története

### Kezdeti időszak

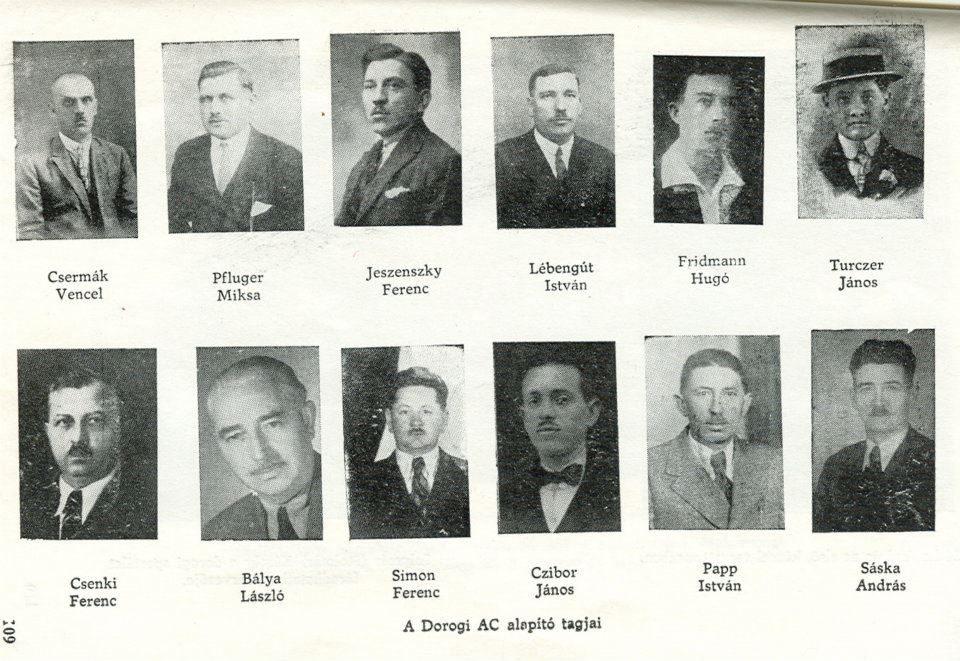
A klub alapító tagjai 1914-ben

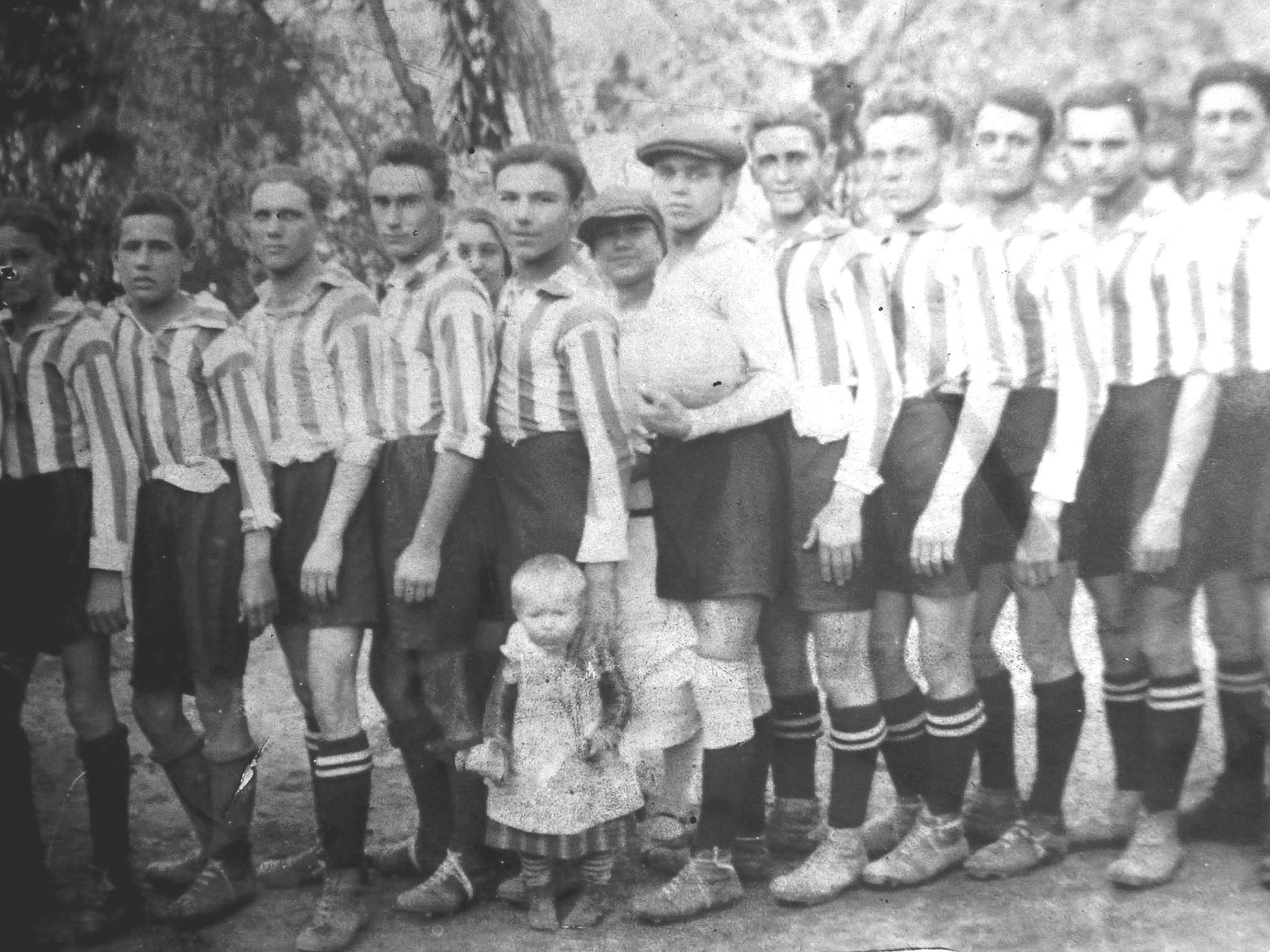
Az egyik legrégebbi csapatkép a klubalapítás első éveiből

Az egyesület 1914 márciusában alakult Dorogi Atlétikai és Futball Club (DAFC) néven. A korai időkben a színe zöld-fehér volt. Az alapító tagok – többek között Bálya László, Czibor János, Csenki Ferenc, Csermák Vencel, Fridmann Hugó, Jeszenszky Ferenc, Kökk Lajos, Lébengút István, Papp András, Pfluger Miksa, Sáska András, Simon Ferenc és Turczer János – azzal a céllal hozták létre a sportklubot, hogy a Dorogon egyre népszerűbb labdarúgás hivatalos keretek között működhessen, és mielőbb elindulhasson a csapat a bajnokságban, továbbá azért, hogy a sportszerető településen méltó körülményeket biztosítson más sportágaknak is. Bár az első világháború hátráltatta a dorogi sportot is, de 1919-re, példás összefogással teljesen készen álltak a szervezett bajnokságban való indulásra. Volt saját pálya és szerelés is. Az egyszerűség kedvéért átkeresztelték az egyesületet Dorogi Atlétikai Clubra (DAC), és már az 1920-as évek elején megjelent címerében a bányászkalapács, noha a bánya ekkor még nem támogatta a klubot. Az 1919-1920-as évad volt az első hivatalos bajnoki évük, mégpedig az amatőr másodosztályban. Az akkor még újdonsültnek számító klub rövid időn belül nem csak a környék, hanem a megye legjobb csapatává vált. Az 1922–1923-as évadban bajnokságot nyertek, mégpedig veretlenül. A legelső bajnokcsapat tagjai: Bán, Bárdos, Frayt, Holló, Horváth, Kartenacker, Kálos, Kertész, Kovács, Klotz, Sárai, Szilas, Szloboda, Tonnhauser, Varga. Edző: Nagy Sándor. A magasabb osztályban is meghatározónak bizonyultak, ahol többször nyerték a bajnokságot. 1926 és 1929 között nagyszerű sorozatot produkáltak. Előbb dobogón végeztek, majd három egymást követő évben is bajnokok lettek. Mindhárom bajnoki címet gyakorlatilag ugyan az a keret érte el: Bán, Bárdos, Berényi, Czanik, Glatzner, Gullogi, Frayt, Horváth, Höfflinger, Klausz, Klotz, Körmendi, Kövesdy, Reizinger, Szedlacsek, Szloboda, Varga, Urbán. Ez a csapat bővült tovább Horváth II-vel az 1928-ban nyert bajnoki címnél, míg az egy évvel későbbinél Lichner, Krempf és Vass is a csapat tagjai voltak már. A dorogiakat Nagy Sándor és Solymár Károly edzők vezették. A hatalmas lelkesedést és a nagyszerű eredményeket látva a DAC megnyerte a település és a térség legmeghatározóbb cégének, a dorogi bányának a támogatását.

### Az első évtizedek

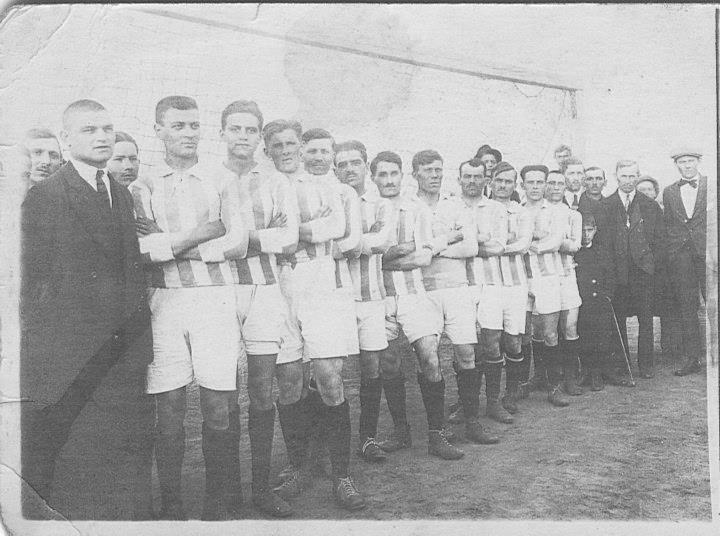
A Dorog csapata 1926-ban

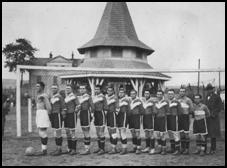
Az 1927–1928-as évad bajnokcsapata

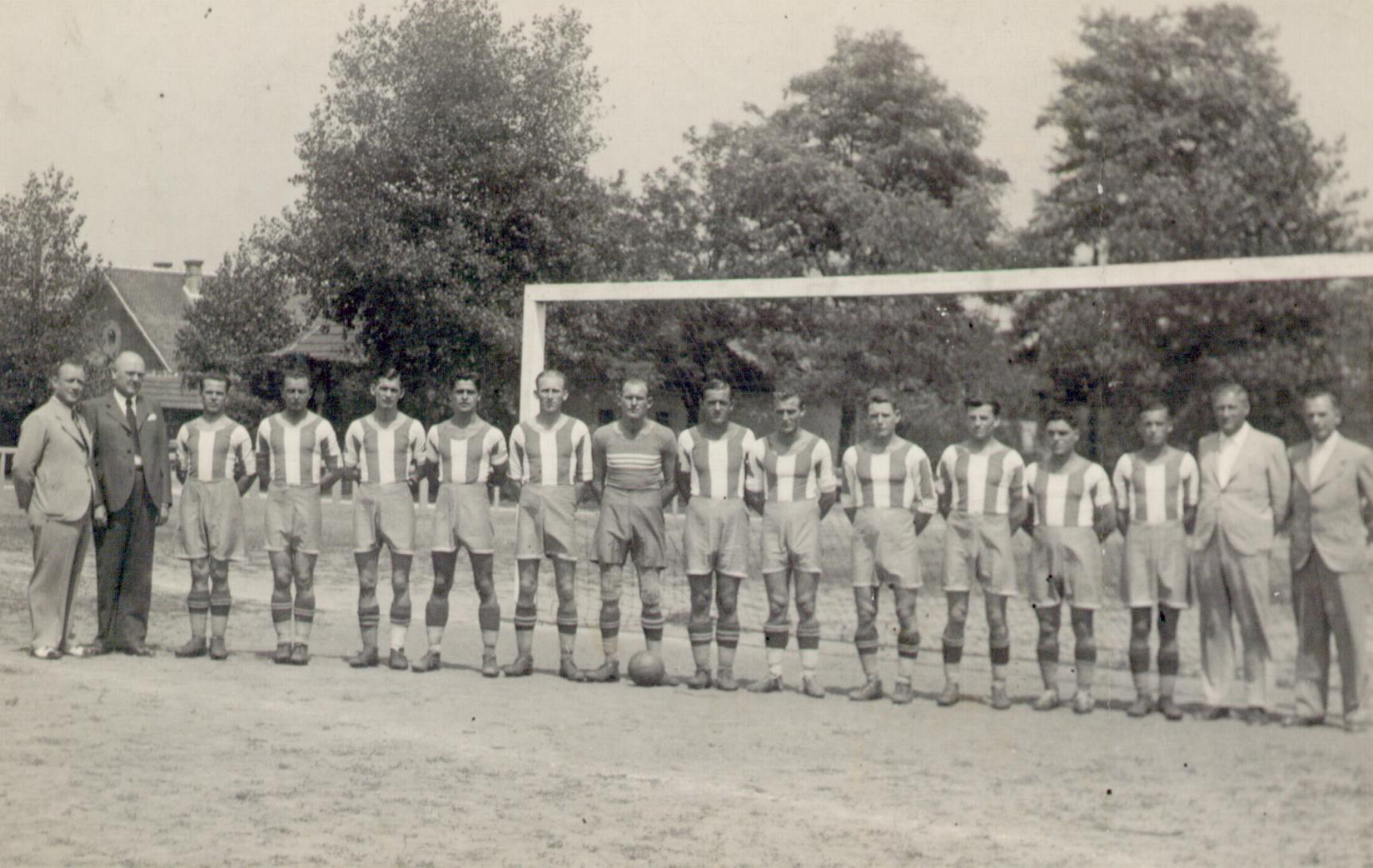
Az 1939-es bajnokcsapat. Balról: Szilárd József szakosztályvezető, Gácser János elnök, Prohászka, Nagyfejő, Horváth I., Pfluger, Bánsági, Budavári, Csermák, Turai, Klausz, Bárkai, Pick, Gyurcsó, Solymár Károly intéző, Mézner István vezetőedző.

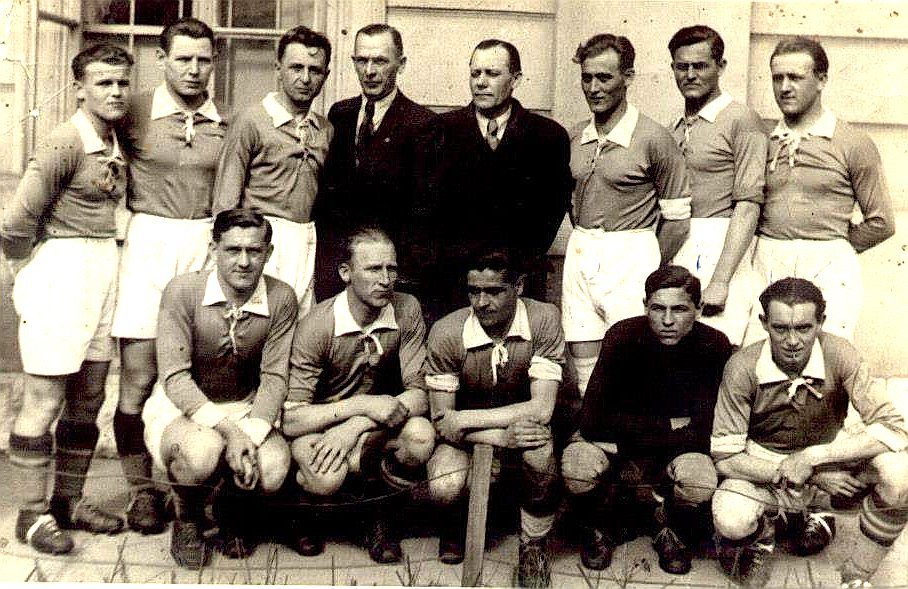
A csapat 1942-ben. Állnak balról: Nagyfejő, Klausz, Szajlai, Mézner István vezetőedző, Nagy Sándor edző, Turai, Bánfalvi, Csermák. Elől Prohászka, Bánsági, Pfluger, Grosics, Lampert.

A Dorog már az 1920-as évek végére országos hírnévre és elismerésre tett szert. A ragyogó eredmények mellett stílusosan is játszott a csapat, további híveket szerezve magának. Ezekben az időkben a Glatzner, Bárdos, Reisinger, Körmendi, Frayt, Horváth, Szloboda, Kálos, Höfflinger, Szedlacsek és Varga összetételű gárda szerepelt a leggyakrabban, az edző Nagy Sándor volt. A korszak különböző amatőr válogatott csapatainak gerincét – többek között a Megyei-, Kerület-, Regionális és az Amatőr válogatottnak – dorogi játékosok adták, míg 1927-ben négy dorogi is az olimpiai keret tagja volt. Az 1920-as évek végén és az 1930-as években fokozódtak a sikerek. A csapat kétszer egymás utáni évben is a Corinthian kupa döntőjéig menetelt, de mindkétszer alulmaradt, többek között egy ízben a MAC profi klubbal szemben. Solymár Károly edző irányítása mellett az 1931–1932-es évadban a Bán, Bárdos, Berényi, Czéh, Fekete, Glatzner, Höfflinger, Koppányi, Lichtner, Nerulda, Pechlov, Prohászka, Szakaczer, Szedlacsek, Szeidl, Szüle, Varga összetételű csapat bajnokságot nyert, a Magyar Kupában pedig a negyeddöntőig menetelt, amelyet a profiligás Szeged állított meg, mégpedig a szegedi pályán. 1928-ban a kerületi döntőben a Szolnokot győzték le 1–0-ra, a Diósgyőrt pedig 7–0-ra verték. 1936-ban kitűnően helytálltak a Ferencváros elleni mérkőzésen, amelyen 4–3 arányban szenvedtek vereséget. 1927 nyarán története során az első nemzetközi megmérettetésre került sor, ahol gólzáporos mérkőzésen 7–6-ra legyőzték Érsekújváron a hazaiak kiváló csapatát. A magyar élcsapatok közül barátságos meccsen 3–2-re legyőzték az Újpestet, míg kupa-mérkőzésen az MTK-t 2–1-re.
A csapat sikere a klubalapítás óta egészen a második világháború magyarországi eseményéig töretlen maradt, noha látszólagos visszaesés két esetben is történt. Elsőként az 1937–1938-as idényben, a Szövetség átszervezése miatt az addig másodosztálynak minősülő csoportot harmadosztályúvá alakították. A csapat azonban egyetlen év leforgása alatt feljutott az akkori tényleges másodosztályba, miután az élen végeztek, így 1939-ben volt mit ünnepelni a klub 25 éves jubileuma alkalmán, amelyet a csapat bajnoki címe tett még fényesebbé. A bajnokságot nyert csapat tagjai – Bánsági, Bencze, Budavári, Csermák, Dunai, Gárdos, Gregorovics, Gyarmati, Gyömbér, Klausz, Kövecses, Lampert, Nagy, Nagyfejő, Perl, Pfluger, Pick, Prohászka, Turai, Vázsonyi – nem csak mindannyian dorogiak, de dorogi születésűek is voltak. A csapatot a szintén dorogi Mézner István edző vezette. Az újabb központi átalakítás következtében egy évet követően azonban ismét a harmadvonalba kényszerültek, ugyanis a 14 csapatos csoportból csak az első hét helyezett maradhatott a másodosztályban, a 8. helyezett osztályozót játszhatott a bennmaradásért, míg a többi csapat automatikusan kiesett. A dorogiak a 9. helyen végeztek, ezért 1940-től osztályváltásra kényszerültek. A Dorog mellett olyan csapatok is kiesni kényszerültek, mint a Tatabánya, a Pécsi VSK vagy az Alba Régia. Az 1943-1944-es évadban imponáló eredménnyel – 30 meccsből 24 győzelem, 5 döntetlen, 1 vereség, 118-24-es gólarány – nyerték az immár nemzetinek nevezett bajnokság harmadosztályát, s jutottak fel újra a másodosztályba. A bajnokcsapat tagjai: Bartos, Baumann, Bánsági, Bányai, Csermák, Csizmadia, Dunai, Farkas, Grosics, Janetka, Meszes, Mocsnik, Klausz, Pfluger, Sebők, Spielmann, Takács, Tóth, Turai, Uitz, Vázsonyi I., Vázsonyi II. Edző: Mézner István.  A sikeres bajnoki szereplések mellett 1944-ben a Magyar Kupában az elődöntőig jutott a csapat. A döntőbe jutásért az ország akkori egyik legjobb csapata, a Kolozsvár ellen játszottak idegenben, és kis híján még nagyobb meglepetést okoztak, de végül 4–3 arányban veszítettek.
A korszak leghíresebb dorogi játékosa, Farkas Imre, a magyar válogatott tagjaként részt vett az 1936. évi nyári olimpiai játékokon, Berlinben. Szintén megjárta az olimpiát Fekete Imre, aki egyedül álló módon atlétaként szerepelt az amszterdami olimpián. Frayt Miklóst első légiós játékosként Franciaországba, Hargitai Nándort pedig előbb a Fradiba, majd a Novi Sad csapatába igazolták. Mellettük szintén meghatározó játékosok voltak Mészáros Ferenc, Bárdos Sándor, Csermák János, Turai Lajos, Pfluger Dezső, Lampert Mátyás, Klausz József, Dunai Adolf és nem utolsósorban Grosics Gyula. A második világháború azonban közbeszólt. A háború utolsó évében az ország területére ért front során az egyre erősödő harci események miatt 1944 őszén félbeszakadt a bajnokság.

### Aranykorszak

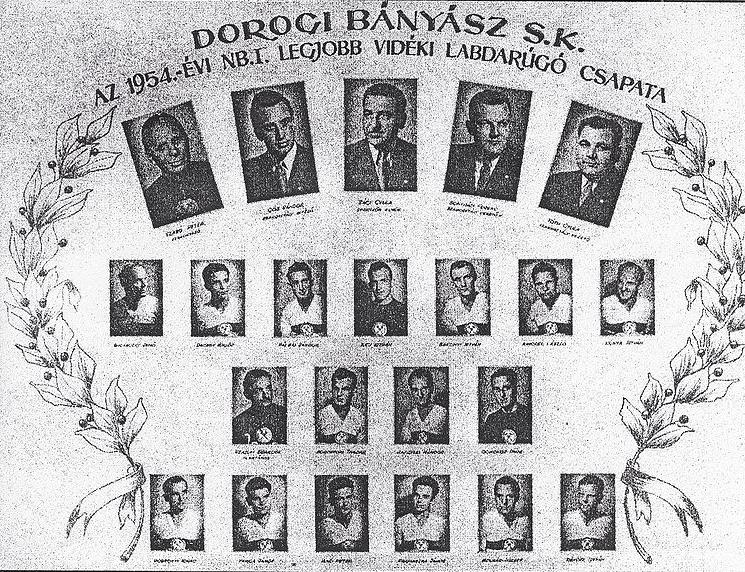
Az 1954-es vidék legjobbja tiszteletére készült tabló

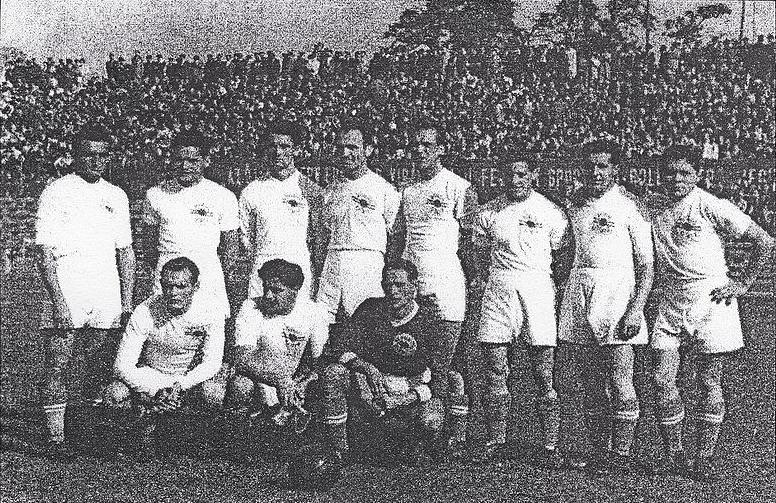
A dorogi csapat az Újpest elleni mérkőzés előtt. Felső sor: Pozsonyi, Kinczel, Káldy, Hargitai, Gramsch, Aspirány, Molnár, Kiss II., elől Buzánszky, Pfluger és Magyar

A háború után a Magyar Labdarúgó Szövetség a kiemelt csapatok közé sorolta a Dorogot, akiknek alkalmuk nyílt kivívni az NB I-ben való indulás jogát. 1945 nyarán megnyerték az úgynevezett nyári bajnokságot, mégpedig veretlenül. Ez a siker, valamint a legutóbbi bajnoki győzelmükkel összesítve osztályozó mérkőzést játszhattak a legmagasabb osztályba kerülésért, ahol legyőzték a Tatabányát, így a klub történetében először az NB I-ben szerepelhettek. Az akkori 24-es mezőnyből a 12. helyen végeztek, egyben a legsikeresebbek voltak az újonc csapatok közül.
Az első NB I-es csapat: Aubéli József, Barak József, Bánfalvi György, Csermák János, Csizmadia István, Dunai János, Farkas Imre, Garai József, Grosics Gyula, Hevesi Sándor, Horváth István, Janetka József, Kertész László, Kinczel László, Klausz József, Lampert Mátyás, Marosi Ottó, Meszes Lajos, Pfluger Dezső, Rozgonyi Miklós, Sági Gyula, Turai Lajos, Uitz József, Vázsonyi János. Vezetőedző: Bárdos Sándor.
A következő évadban azonban kiesett a csapat, mégpedig meglehetősen szerencsétlenül. Az őszi szezon gyengére sikeredett és a Dorog kieső helyről várta a tavaszi folytatást. A téli szünetben vette át a csapat irányítását Szabó Péter edző és a frissen érkezett Buzánszkyval a soraiban – aki akkor még csatárként ontotta a gólokat -, reményteljesen vágott neki a szezonnak és nem tűnt lehetetlennek a bentmaradás. 1947 tavaszán valósággal robbant a dorogi szentély, amely országos visszhangot váltott ki. A Dorog–Ferencváros teltházas NB I-es bajnoki mérkőzés mindkét csapat számára nagy fontossággal bírt. A vendégek az Újpesttel vezették a tabellát és hajtottak a bajnoki címért, míg a hazaiak a bentmaradásért küzdöttek. A két gárda remek meccset játszott, ahol a dorogiak 2–1-es Fradi vezetésnél egyenlítettek, ám Sós Károly játékvezető les címén nem adta meg a dorogiak gólját és végül maradt az egy gólos vendég győzelem. A lefújást követően a dorogi szurkolók beözönlöttek a pályára és hatalmas botrány keveredett. A Népsport kiemelten foglalkozott a történtekkel. Gyurka! Ereszd el a hajamat! Dorogi csendélet főcímmel induló cikkben többek között ezt írták:
"A Dorog jól játszott, de bírói műhiba történt. Óriási küzdelemben nehezen győzött a Ferencváros. A vereség úgy feldühítette a nézőket, hogy a lefújás után elözönlötték a pályát és csúnya bíróverés lett a dologból."
A Szövetség megbüntette a klubot, egyúttal a stadion betiltását is indítványozta. Az üggyel kapcsolatban a ferencvárosiak részéről Lakat Károly, miután megtudta, hogy be akarják tiltani a dorogi katlant, a következő nyilatkozatot tette a sportújság oldalán: "Nem kell betiltani a dorogi pályát, hadd menjen csak oda az Újpest is!"
A Dorog megóvta a meccset, de a Szövetség elutasította és végül a pályán elért eredményt erősítette meg. A cikk visszatérően beszámolt még a játékvezető kimenekítéséről is, akit a rend őrei végül rendőrruhában próbáltak kicsempészni a stadionból a csillapodni nem bíró tömeg karmaiból. Azonban a drukkerek így is felismerték, ezért újra menekülőre kellett fognia és végül egy magánlakásban bújtatták egészen éjfélig. Az utolsó nyolc mérkőzésen veretlenül, a legtöbb mérkőzést megnyerve parádéztak. Többször nagyarányú, közte egy 9–0-s győzelem ellenére is búcsúztak, mert az összesítésben a pontazonosságban álló Győr gólaránnyal megelőzte őket.
Elsőre még lemaradtak a feljutásról, miután a 2. helyen zártak az NB II-ben az 1947-1948-as évadban, azonban a Bányász Kupát sikerrel megnyerték. A döntőben éppen a nagy vetélytárs, a bajnokságban az őket megelőző és ezzel az NB I-be feljutott Tatabánya ellen diadalmaskodtak.
1948 novemberében a Péceli AC elleni hazai bajnoki mérkőzés során ismételten súlyos szurkolói rendbontás történt. A drukkerek ezúttal is a játékvezető tevékenységét sérelmezték. Elkeseredésüket fokozta, hogy a Dorog a teljes szezonban veretlen volt, azonban ekkor vereségre álltak. Néhány perccel a befejezés előtt előbb kővel megdobták a partjelzőt, majd sokan a játéktérre özönlöttek, és megverték a bírót is. Az incidens miatt az MLSZ négy hazai mérkőzésre eltiltotta a dorogi pályát. A korabeli Népsport cikke szerint szerencsétlenül kapott ki a dorogi csapat 2–1-re, akik ezzel elveszítették őszi veretlenségüket, egyben le kellett mondaniuk az őszi elsőségről.

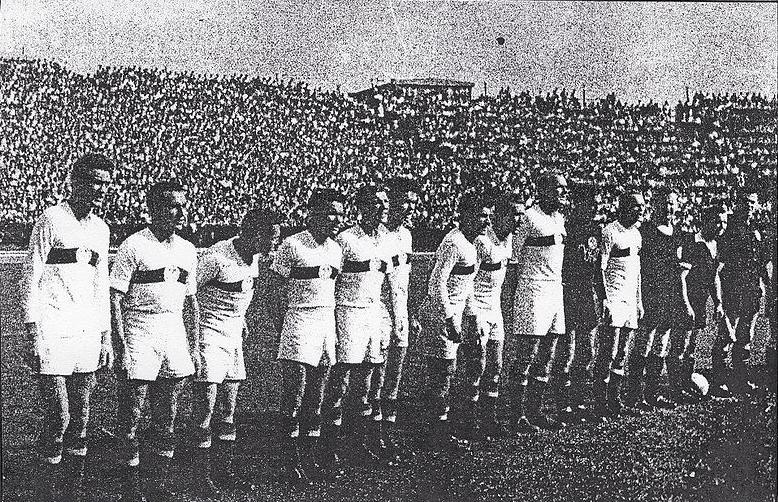
Dorogiak a Népstadionban, 1955-ben. Balról: Ilku II., Pozsonyi, Molnár, Kinczel, Bakonyi, Prohászka, Varga, Pálmai, Kónya, Ilku I. és Buzánszky

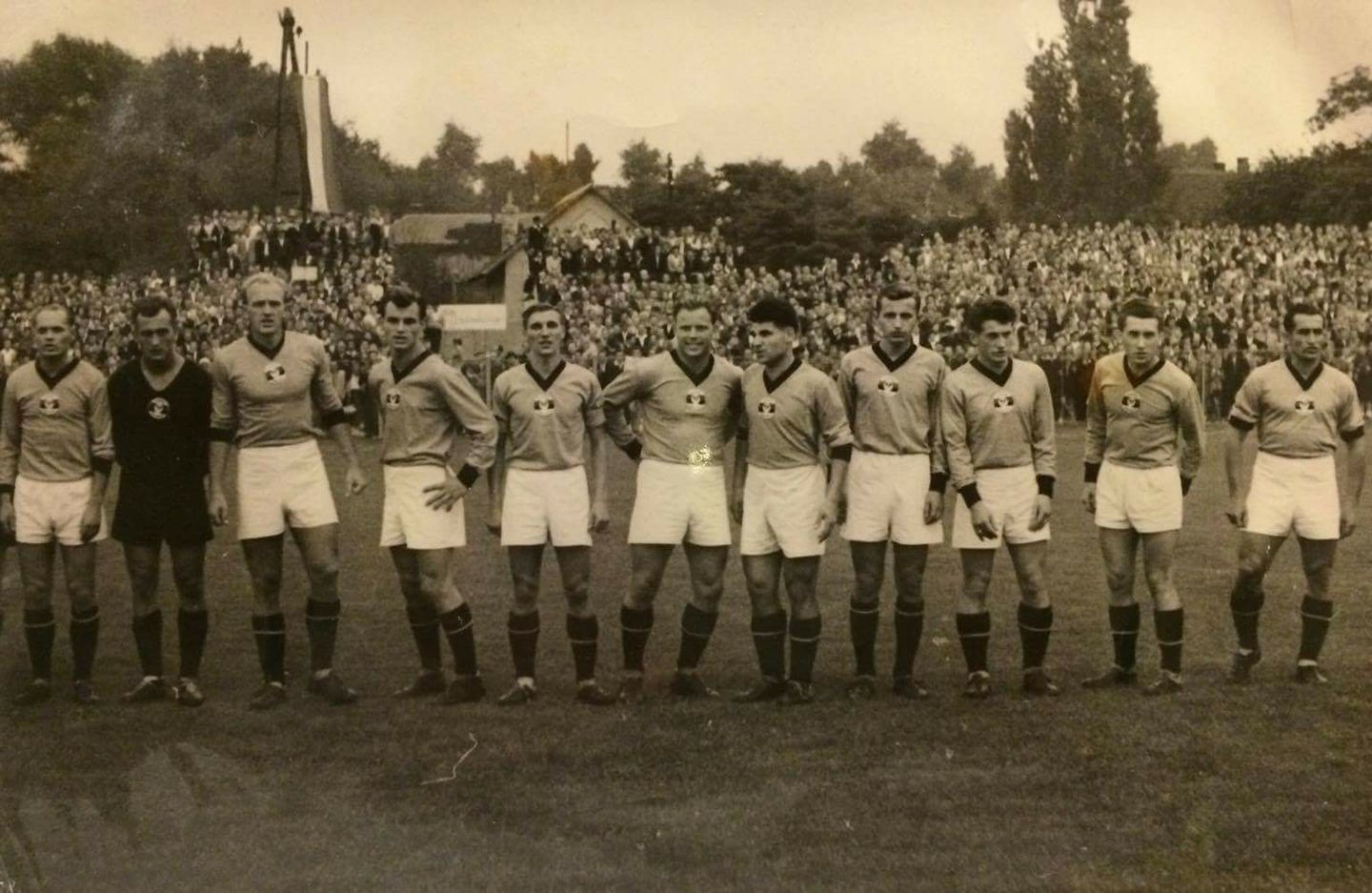
Hazai mérkőzre felsorakozott dorogi csapat 1957-ben. Balról: Buzánszky, Ilku, Kónya, Monostori, Bakonyi, Révész, Varga, Surányi, Andris, Pálmai és Pozsonyi

1949. március végén a komplett magyar A- és B-válogatott érkezett a dorogi stadionba, hogy a dorogi csapattal megmérkőzzön. A Sebes Gusztáv által irányított magyar válogatottban többek között Puskás Ferenc, Zakariás József, Szusza Ferenc, Bozsik József, Kocsis Sándor, Sándor Károly, Deák Ferenc, Szilágyi Gyula, Turai István, a B válogatottban pedig Hidegkuti Nándor és Budai László kapott helyet.Sebes Gusztáv mellett a szakmai vezetők közül Mándi Gyula, Bukovi Márton és Kalmár Jenő, valamint az MLSZ prominens személyei kísérték el a nemzeti csapatokat. Dorogon a Bányász emlékmű koszorúzásával kezdte a programot a delegáció, majd az ebéd elfogyasztása után a futballé lett a főszerep. Hatalmas érdeklődés mellett előbb a B válogatott–Dorog II. mérkőzésre kerül sor, majd a nagy válogatott csapott össze a Dorog első csapatával. A játékvezető Bárdos Sándor, a dorogi csapat hajdani játékosa és edzője volt. Mindkét mérkőzésen a válogatott nyert fölényesen, de az NB II-ben szereplő Dorog sem vallott szégyent. Az első játékrészt követően 3–1-re vezetett a nemzeti gárda, míg a második félidőben nyolc ifjúsági játékost játszattak a dorogiak, megadva számukra is a lehetőséget. A találkozókat követően Sebes Gusztáv elismerően nyilatkozott a dorogi csapatról, dicsérte az impozáns stadiont, és külön kiemelte a helyi szurkolók sportszerű drukkolását és a remek hangulatot.
1949 tavasza kimagasló eredményt hozott és a végelszámolásnál – 30 mérkőzésből 19 győzelem, 9 döntetlen, s mindössze 2 vereséggel, 88-28-as gólaránnyal – megnyerték a bajnokságot, majd lehengerlően vették az NB II-es bajnokok körmérkőzéseit, a Budapesti Előrét és a Debrecent is biztosan legyőzve. A mérkőzéseket a fővárosban játszották és a négy másodosztályú csoport bajnokai közül a Dorog lett az abszolút bajnok. Teljes sikerként a dorogi tartalékcsapat is bajnoki címet nyert. A botrányos kimenetelű őszi mérkőzést követően kétszeresen is elégtételt vettek a pécelieken. Előbb a tavaszi szezonban a bajnoki visszavágón nyertek 4–0-ra Pécelen, majd már az új évadra készülődve, edzőmérkőzésen is találkoztak, ahol 8–0-s dorogi siker született.
Az 1948–1949-es NB I-be jutott bajnokcsapat: Aubéli József, Bakonyi István, Bankó Zsigmond, Bartos Dezső, Buzánszky Jenő, Csermák János, Csizmadia István, Farkas Imre, Horváth István, Keszeli Károly, Kinczel László, Klausz József, Laczkó István, Magyar József, Meszes Lajos, Molnár József, Perjési Ferenc, Pfluger Dezső, Pozsonyi Ignác, Szilágyi Mihály. Vezetőedző: Wéber Lajos.
Ekkor változott az egyesület neve Dorogi Tárnára, amely a Rákosi-korszak erőltetett névfelvételének a következménye, a következő évben pedig a színe piros-feketére. 1949-től 19 évadon át megszakítás nélkül szerepeltek az NB I-ben. A hosszú élvonalbeli szereplés mellett 1949 és 1955 között Magyar Kupa ezüstérem, két alkalommal a Bányász Kupa, egy-egy ízben pedig Népszava Kupa és Felszabadulás Kupa-győzelem, valamint a vidék legjobbja cím társult. Két dorogi is bekerült minden idők legkiválóbb magyar válogatottjába, az Aranycsapatba, bár Grosics Gyula már a Budapesti Honvéd játékosaként, akit még a Dorog játékosaként hívtak meg a válogatott-kerethez. Az is igaz, hogy méltatlanul keveset beszélnek arról, hogy az Aranycsapatnak volt még egy dorogi tagja, Ilku István. Az idők során azonban csak a klasszikus 11-et emlegetik Aranycsapatként, noha abban az összeállításban gyakorlatilag egyszer léptek pályára. Valójában az igazi Aranycsapat az 1950–1956 közötti időszakban szerepelt magyar válogatott kitüntetett megnevezése volt. Monostori Tivadar 15 góljával megosztott gólkirály lett az 1958–59-es szezonban. Közben, 1951-ben, újabb névváltozást követően már Dorogi Bányász a hivatalos név, utalva a bánya hathatós anyagi és erkölcsi támogatására. Az 1953-ban elkészült Népstadion gyakori vendégei voltak, miután meghívást kaptak a legendás kettős rangadókra, ahol a fővárosi élcsapatok elleni bajnoki mérkőzésekre került sor, gyakran 50–60 ezres nézősereg előtt. A korszak kimagasló játékosai Buzánszky Jenő, Ilku István, Monostori Tivadar, Varga János, Pozsonyi Ignác, Bakonyi István, Kinczel László, Prohászka János, Molnár József, Dacsev Miklós, Aspirány Gusztáv, Ilku Péter, Kiss Jenő és Horváth István, továbbá a korábbi időszakban már méltatott azon játékosok, akik még ekkor is a csapatot erősítették, mint Pfluger, Csermák, Klausz, Farkas, valamint a visszatért Hargitai Nándor voltak.

### A csúcson

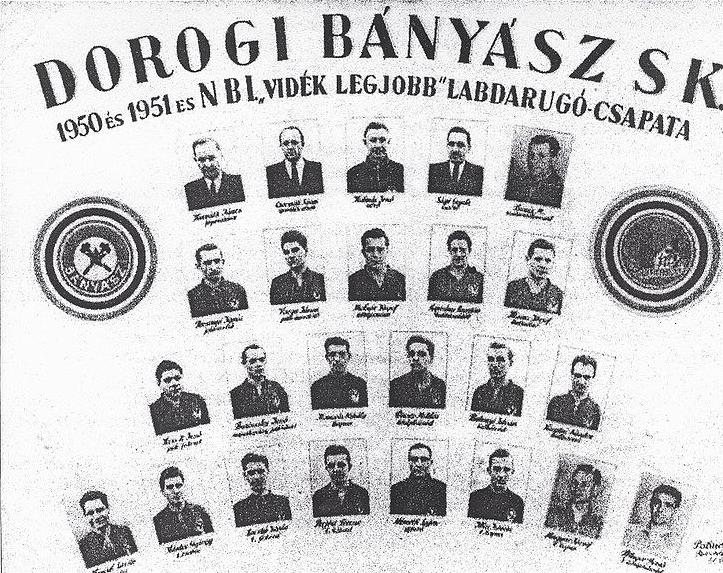
A dorogi sikercsapat tablója az 1950-es évek elején

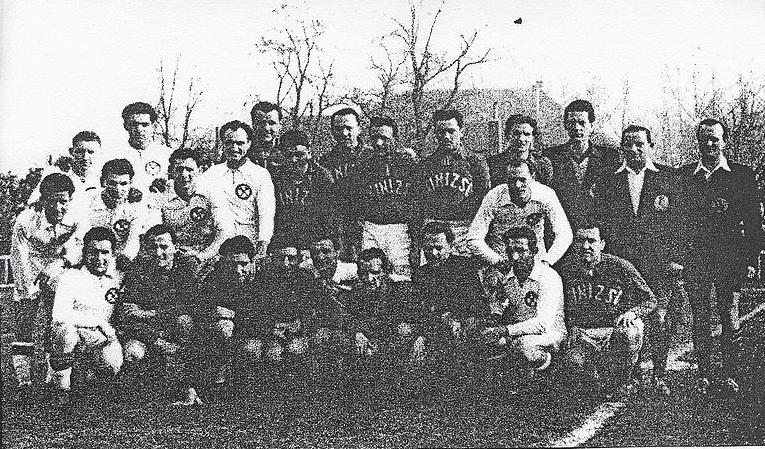
A két csapat tagjai együtt a Dorog–Ferencváros 5–0-s mérkőzésen

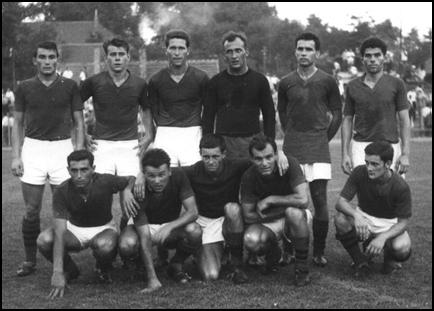
Az MTK elleni győztes dorogiak 1963 őszén. Állnak, balról: Lévai, Szűcs, Lakat, Ilku, Prohászka, Fellegi. Elöl: Karába, Szuromi, Makray, Monostori, Bartalos

A Dorogi Aranycsapat tablója

A Dorog az 1960-as évek első felében érte el legnagyobb sikereit. Két rangos nemzetközi kupasikere, valamint a válogatottban szereplő játékosainak világbajnoki szereplése tette felejthetetlenné ezt az időszakot, emellett pedig ötödször nyerték el a vidék legjobbja címet. Előbb Belgiumban a Húsvét Kupát nyerték kapott gól nélkül, ahol a döntőt a Bayern München ellen játszották. Ezt követően pedig a Rappan Kupában végeztek 2. helyen az olasz Padova mögött. Az NB I-ben is ekkor szerezték meg a legelőkelőbb helyezésüket, miután 1963-ban a 4. helyen végeztek. Sokáig a bajnoki címre is esélyesek voltak, amikor öt fordulóval a befejezés előtt csak egy ponttal lemaradva álltak a listavezető Ferencváros mögött úgy, hogy a tavaszi szezonban veretlenek voltak és mindössze három gólt kaptak. Ekkor azonban előbb meglepetésre a Pécsi Dózsától, a következő fordulóban pedig a Vasastól kaptak ki. Ezt követően legyőzték a Budapesti Honvédot és az Újpesti Dózsát, az utolsó fordulóban pedig az MTK elleni döntetlennel zárták az évadot a fővárosban, amely csak a 4. helyhez bizonyult elegendőnek, mivel az MTK egy ponttal többet szerezve végzett a 2. helyen, míg az Újpest csak jobb gólarányával lett a harmadik. A következő évadban a Fradit ütötték el a bajnoki címtől, miután a zárómérkőzésen legyőzték, így a Győr lett a bajnok, amellyel először nyert bajnoki címet vidéki csapat a második világháború után. Az ebben a korszakban szerepelt csapatot nevezik Dorogi Aranycsapatnak, amely az ország egyik legjobb gárdája volt, és nemzetközi mércével mérve is igen komoly erőt képviselt.
A Dorogi Aranycsapat tagjai: Csóri László, Fellegi István, Fürtös Sándor, Ilku István, Janák István, Karába János, Kertes László, Lakat Jenő, Marosvölgyi András, Mészáros Imre, Monostori Tivadar, Oláh Sándor, Pálmai Sándor, Prohászka János, Rátvai István, Surányi József, Szuromi Antal, Szűcs Lajos, Takács Tibor, Tima Horváth László, Varga János. Vezetőedző: Buzánszky Jenő.
1963-ban két saját nevelésű játékos, Bartalos József és Tóth Gyula került a felnőtt csapatba, akik hamarosan a dorogi klub meghatározó labdarúgóivá, valamint a közönség kedvenceivé váltak. A következő évben Horváth Péter személyében újabb ígéretes játékossal gyarapodott a korszak legendássá vált kerete. 1964-ben nagy csatában veszítettek a bajnok Győri ETO elleni MNK negyeddöntőjében Győrben, míg 1965 igen szép nemzetközi sikerekben bővelkedett. Elsőnek a tél végén a csehszlovák ezüstérmes Slovan Bratislava vendégei voltak Pozsonyban, ahol a hat válogatottat is felsorakoztató vendéglátójuk fölé nőttek. A Slovan kapuját védő legendás Schrojf kapus is többször tehetetlennek bizonyult a lendületes dorogi támadások során, s végül megérdemelt 2–0-s dorogi győzelemmel zárult a találkozó.
A nyár elején az MLSZ és a Szovjet labdarúgó-szövetség közös szervezésében kéthetes szovjetunióbeli túrán vettek részt, ahol neves helyi első osztályú csapatok ellen léptek pályára. A túra állomásai az ázsiai földrészen található három akkori tagállam – Tádzsikisztán, Üzbegisztán és Kazahsztán – érintésével zajlott, ezáltal a dorogiak először játszhattak a kontinensen kívül. A dorogi különítményt fokozott érdeklődéssel és várakozással fogadták és valamennyi mérkőzését, amelyek teltház előtt zajlottak, a helyi televízió, valamint a rádió is egyenes adásban közvetített. Június 3-án érkeztek Moszkvába, ahol néhány nap eltöltését követően utaztak tovább. Az első mérkőzés színhelye, a tádzsik főváros, Dusanbe volt. A Pioner stadionban mintegy 50 ezer néző hangorkánja közepette a helyiek kiváló csapata, a CSKA Dusanbe ellen remek játékkal győztek 3-1-re. Négy nappal később az üzbegisztáni Taskentben 65 ezer néző és 40 fokos hőség fogadta a piros-feketéket, akik ezúttal is győztesen hagyhatták el a pályát a Pahtakor Taskent ellen. A mérkőzés külön sporttörténeti értékű is egyben, ugyanis a Pahtakor korábbi 27 hazai nemzetközi mérkőzése során soha sem szenvedett még vereséget és számos neves ellenfelet, köztük nem sokkal korábban a kiváló uruguayi válogatottat is legyőzte. A harmadik, egyben utolsó erőpróbán Kazahsztán fővárosában, Alma Atában a Kajrat FK várt rájuk a Központi stadionban közel 50 ezer néző biztatása közepette. Nem a dorogiakon múlott, hogy végül nem 100%-os teljesítménnyel zárták a sorozatot, ugyanis két góljukat is érvénytelenített a játékvezető, így a mérkőzés gól nélküli döntetlennel zárult. A dorogiak nagy közönségsikert arattak a túrájuk során és valamennyi helyszínen kitüntetett szeretet övezte őket. Tiszteletükre valamennyi állomáshelyük repülőterén még a magyar nemzeti lobogót is felvonták. A csapat Moszkva érintésével tért haza. A ragyogó eredmények értékét növelte, hogy a dorogi csapat négy naponként játszott, ráadásul meglehetősen szélsőséges földrajzi és éghajlati viszonyok közepette, több ezer kilométeres utazással vegyítve. Az év örömteli teljességét az ősszel lejátszott Dorog–Vasas mérkőzés egyenes adású televíziós közvetítése szolgálta. Ez volt a legelső olyan alkalom, amikor a Dorog hazai mérkőzését élőben sugározták, amelyet a hazaiak győzelmükkel tették még emlékezetesebbé.
- Kapcsolódó videó:

Dorog–Ferencváros NB I-es mérkőzés, 1963

### Leszálló ágban, majd újra az élvonalban

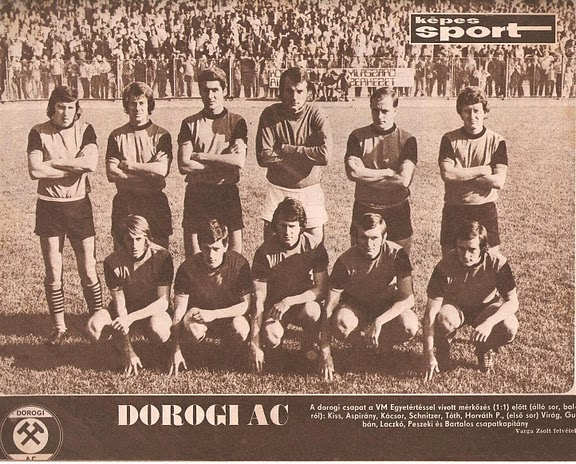
Dorogiak az NB I-ben 1973-ban, a Egyetértés elleni hazai mérkőzés előtt. Felső sor balról: Kis R., Aspirány, Kácsor, Schnitzer, Tóth Gy., Horváth P. Alsó sor: Virág, Gubán, Laczkó, Peszeki J., Bartalos

1966-ban váratlanul kiestek az NB I-ből, a rákövetkező évben pedig az NB I/B-ből is búcsúztak. A látványos visszaesésnek két fő oka volt: több játékost, így például Szűcs Lajost, Karába Jánost, vagy éppen Szuromi Antalt a fővárosi nagy klubok (Ferencváros, MTK) vitték el, míg számos játékos a kora miatt befejezte az aktív játékot. Bármennyire is jó volt az utánpótlás-állomány, az egy csapatra való labdarúgót képtelenek voltak minőségileg pótolni, és az idegenből igazolt játékosok nem tudták beváltani a hozzájuk fűzött reményeket. A csapat így sem esett ki simán az 1966-os bajnokságból, ugyanis lehetősége volt az osztályozóra, ahol négy csapat körmérkőzéssel döntötte el az NB I-es tagságot. A találkozókat semleges pályákon rendezték. A dorogiak első két meccsére az MTK Hungária körúti stadionjában került sor, míg a harmadikat a csepeli stadionban játszották. A Dorog az első fordulóban 3–2-re legyőzte az Ózdi Kohászt, majd utána a Szombathelyi Haladás ellen 1–1-es döntetlent játszott, így a végén egy döntetlennel is biztosíthatta volna az NB I-es tagságát. Csak 5 perc választotta el mindettől őket, de a 85. percben egy kapu előtti kavarodást követően bekapott góllal a Komlói Bányásztól kikapott 1–0-ra, így csak a harmadik helyet szerezte meg, azonban csak az első két helyezett maradhatott az első osztályban 1967-ben az NB I/B-ből is búcsúzni kényszerültek, pedig csak hajszálon múlott, hogy elkerülje azt a kudarcot, hogy egy éven belül két osztálynyit csússzon lejjebb. Ha csak egyetlen ponttal szereztek volna többet, úgy a 13. helyen végeznek a 18-as mezőnyből, így viszont csak a 16., egyben a "legjobb kiesőhely" jutott a számukra. Ezt követően négy évet küzdöttek az NB II-ben, ahol kétszer is a 3. helyen végeztek. 1971 meghozta az áttörést, miután bajnokságot nyerve feljutottak az NB I/B-be.
Az 1970–1971-es bajnokcsapat: Aspirány Ferenc, Bartalos József, Berecz József, Bredán Viktor, Csóri László, Gabala Ferenc, Halmágyi Péter, Horváth István, Horváth Péter, Kis Rudolf, Peszeki Jenő, Pusztai Ede, Rátvai István, Soós László, Takács Tibor, Tóth Gyula, Virág Pál. Vezetőedző: Hári László.

A dorogi NB I-es csapat 1977-ben. Felső sor: Horváth I., Pásztor, Péntek, Sándor, Kiss L., Szabó, Schnitzer. Középső sor: Varga edző, Gabala, Eipel, Peszeki J., Engelbrecht, Ivanics vezetőedző. Alsó sor: Balogh, Tóth Gy., Major, Peszeki G., Bartalos

Két év alatt alaposan megerősödött a csapat a másodosztályban, és gólerős támadóinak köszönhetően rengeteg gólt szereztek. Hétéves kihagyás után, 1973-ban sikerült visszakerülniük az NB I-be, ahol mindjárt a nyitómérkőzésen legyőzték a Ferencvárost. A csapat azonban nem tudott megragadni a legjobbak között, és 1974-ben kiesett.
Az 1973–1974-es NB I-es csapat: Abuczky Béla, Aspirány Ferenc, Bartalos József, Berecz József, Ecker Róbert, Gabala Ferenc, Gubán László, Horváth István, Horváth Péter, Kácsor Attila, Kecskés Imre, Kis Rudolf, Laczkó István, Peszeki Jenő, Reich Antal, Schnitzer Imre, Takács Tibor, Tóth Gyula, Virág Pál, Zigó Zoltán. Vezetőedző: Varga János.
Ezúttal azonban csak két évet kellett várni a visszajutásra, miután 1976-ban az NB I/B ezüstérmeseként kiharcolták az NB I-be kerülést. 1976 kora nyarán, még másodosztályú csapatként arattak országos visszhangot kiváltó sikert, amikor a Felszabadulás Kupa nyolcaddöntőjében 3–0-ra legyőzték a bajnok Ferencvárost. A csapat még nyílt versenyben állt ekkor a feljutásért és felváltva érték egymást a bajnoki fordulók a kupaszerepléssel péntek-vasárnap forgásban. A legjobb négy között az Újpest, a Vasas, vagy az MTK várt volna a dorogiakra a kupáért, amelynek elnyerése egyben az UEFA-kupában történő indulást is jelentett. A Dorog ugyanakkor nehéz hajrá elé nézett, ugyanis az utolsó két bajnokija idegenben volt. Végül nem sikerült bekerülniük az elődöntőbe, miután szoros meccsen 1–0 arányban maradtak alul a Rába ETO-val szemben. A bajnoki hajrát ugyanakkor sikeresen vették és feljutottak az első osztályba.
A sokra hivatott csapat viszont ezúttal sem tudta tartóssá tenni az NB I-es tagságát. Legyőzték 4–1-re az aktuális kupagyőztes Diósgyőrt, az Újpestet pedig elütötték a bajnoki címtől a Vasassal szemben, miután 2–1-re nyertek ellenük. Közvetlenül a bajnoki hajrá megkezdése előtt biztosan verték a jó erőkből álló Békéscsabát, majd az azt követő fordulóban a Kaposvárt, amellyel nem tűnt lehetetlennek az első osztályú tagságuk biztosítása. A csapat dolgát nehezítette, hogy sérülések miatt ritkán tudott kétszer egymás után ugyanabban az összeállításban pályára lépni. Továbbá a meglehetősen rendhagyó és egyedi sorsolási rendszer, amelynek következtében több olyan periódus is akadt, amikor huzamosabb időn keresztül csak idegenbeli fordulók követték egymást. Így előfordult, hogy egymás után 4, illetve 6 idegenbeli meccset játszottak zsinórban. A két szezon azonban nem volt egymás tükörképe, ezáltal ezek a sorozatok nem jöttek vissza a hazai mérkőzések alkalmával. A kiesés ellenére is egy csapatra való játékos után érdeklődtek a nagynevű ellenfelek. A bajnokság végén alaposan szétszedték a keretet. Többen is az NB I-ben folytatták, mint például Szabó József, akit a Videoton, vagy Major Ferenc, akit pedig a Fradi igazolt le. Mindkét játékos még a Dorogból kapott meghívást a válogatott-kerethez. 1977-ben végleg elbúcsúzott a Dorog az NB I-től.
Az utolsó NB I-es csapat: Balogh Attila, Bartalos József, Csapó Zsigmond, Ecker Róbert, Eipel Ferenc, Engelbrecht József, Farszki Tibor, Gabala Ferenc, Gerschner Ferenc, Goldschmidt Gyula, Hernádi Gyula, Honti József, Horváth István, Kapitány György, Kiss László, Major Ferenc, Merényi Lipót, Morecz László, Pásztor Sándor, Peszeki Géza, Peszeki Jenő, Péntek Sándor, Rozgonyi Miklós, Sarlós Mihály, Sándor Mihály, Schnitzer Imre, Szabó József, Tóth Gyula. Vezetőedző: Ivanics Tibor.''

### Másod- és harmadvonalban

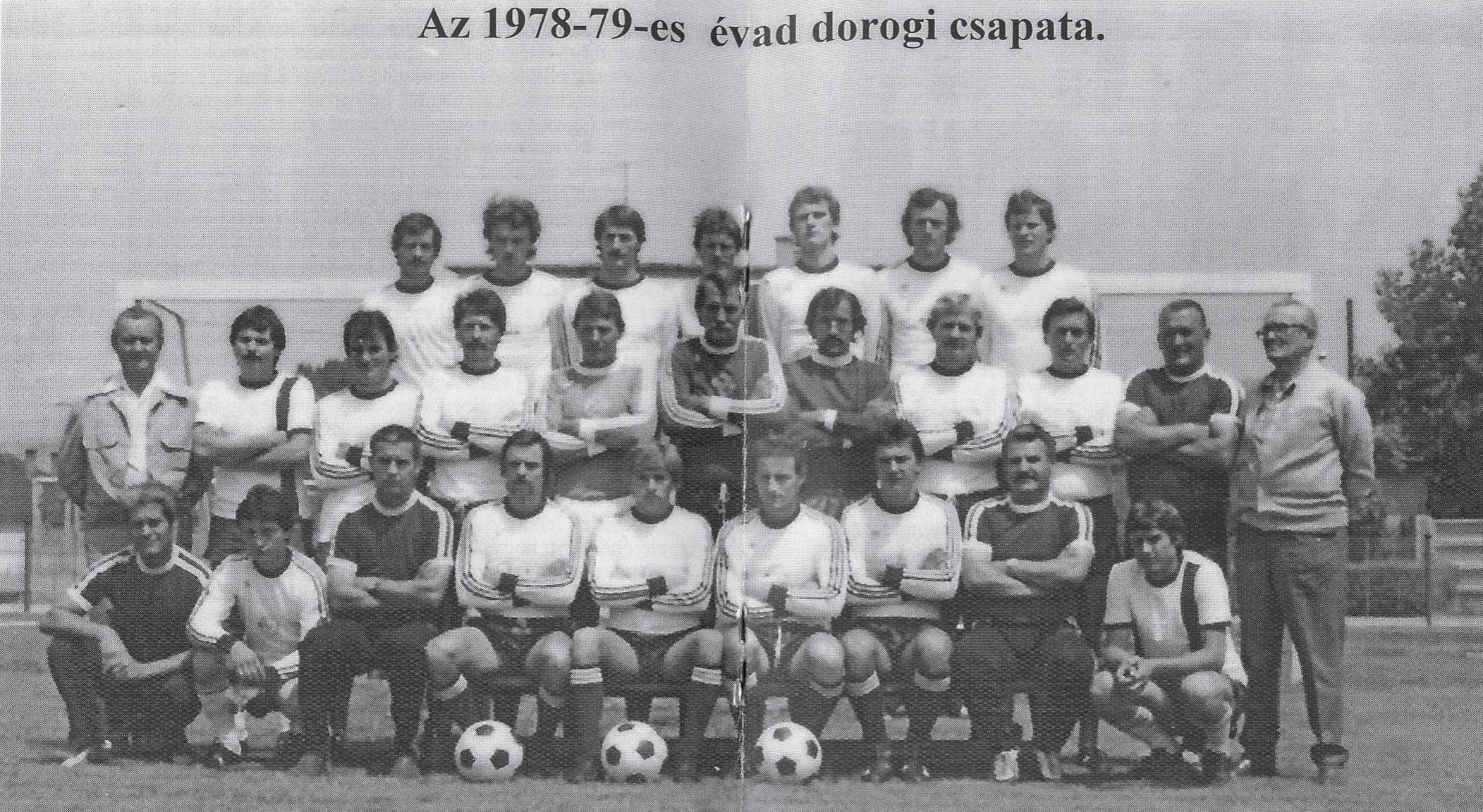
A csapat az 1970-es évek végén. Felső sor balról: Merényi, Vigh, Ormándi, Farszki, Holdampf, Honti, Csapó. Középső sor: Kollár Lajos elnök, Fürstenceller, Kovács, Laczkó, Szabó, Schnitzer, Horváth, Varga, Kiss, Ilku István kapusedző, Fischer Ákos intéző. Alsó sor: Molnár Ernő gyúró, Balogh, Prohászka János edző, Kapitány, Jánosi, Izsó, Guzsik, Varga János vezetőedző, valamint Major Ferenc, a Ferencváros játékosa, aki mint egykori dorogi jött látogatóba volt csapatához

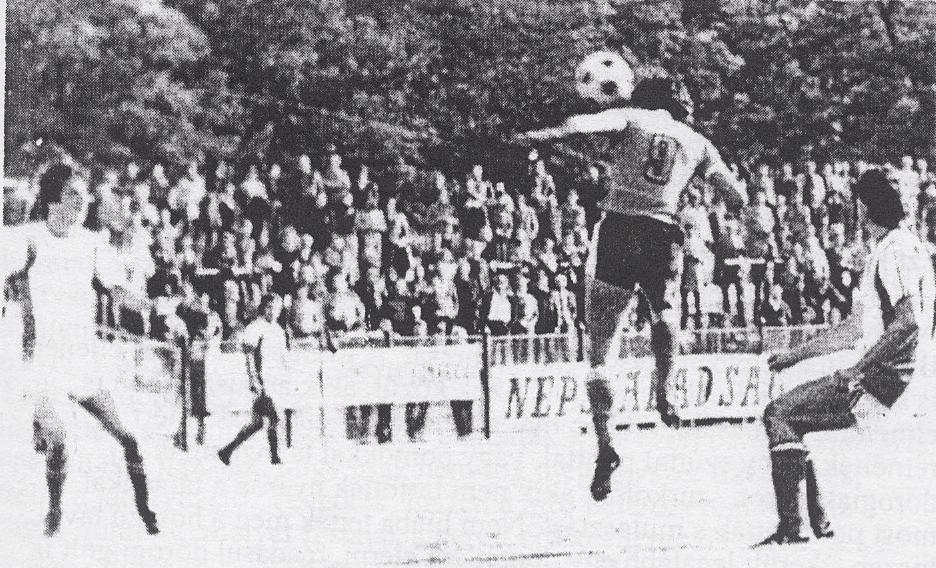
Hazai bajnoki mérkőzés 1978 őszén. Laczkó (9) az évtized meghatározó játékosa, 1978 és 1982 között állandó házi gólkirály

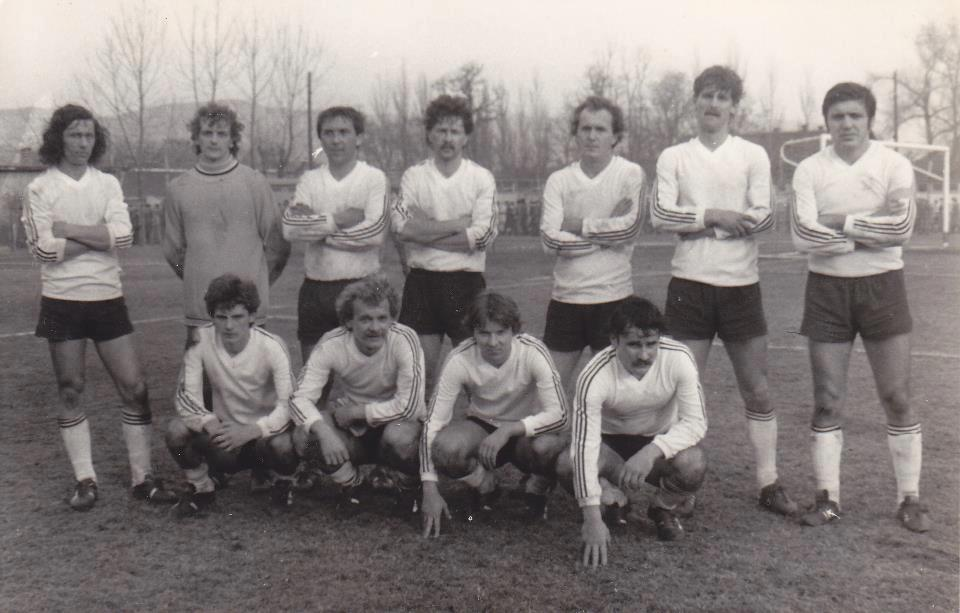
A Dorogi csapat 1980-ban. Felső sor balról: Péntek Béla, Andrusch, Csizmazia, Laczkó, Kollár, Goldscmidt, Arany Mihály. Elöl: Marosvölgyi, Varga, Csapucha, Kovács

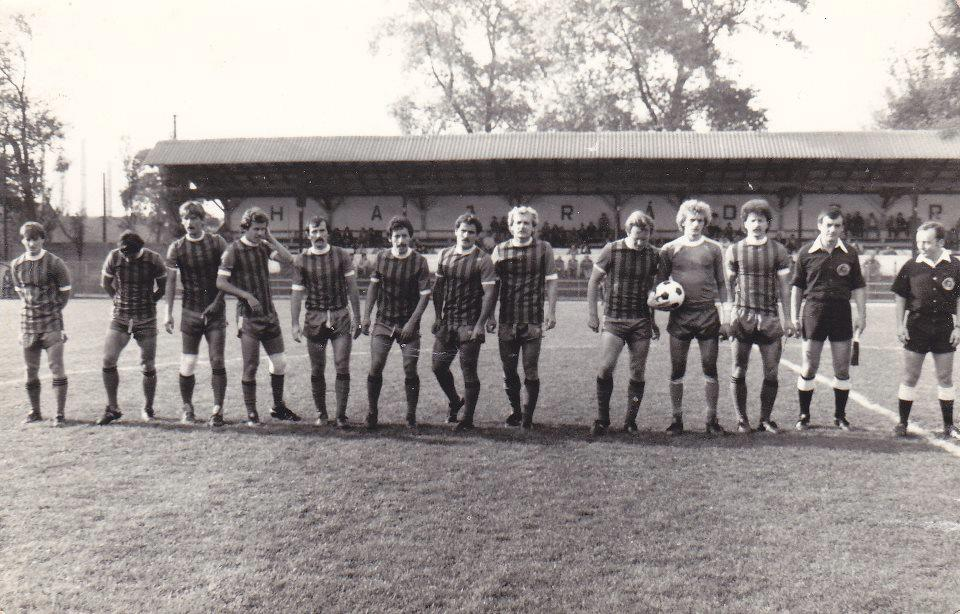
Csapatfotó 1981-ből. Balról: Sikesdi, Guzsik, Goldschmidt, Schalk, Engelbrecht Zoltán, Mészáros, Kovács, Varga J., Kollár, Andrusch, Laczkó

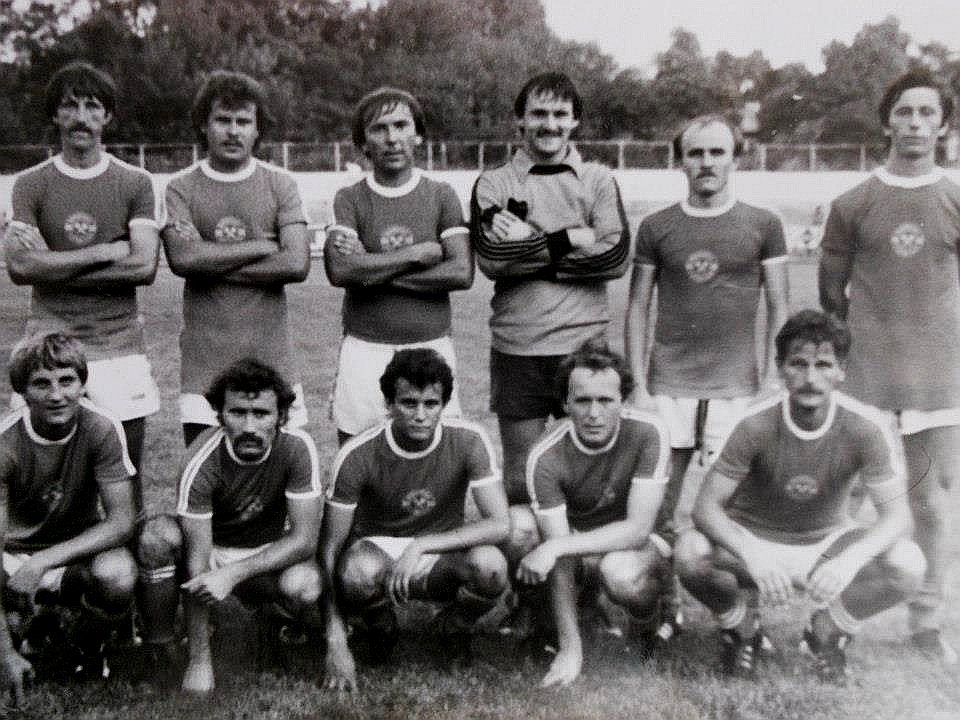
A Nagykanizsát 4–1-re verő dorogiak 1982-ben. Felső sor balról: Varga S., Schalk, Csizmazia, Schromeisz, Lukács L., Péntek B.. Elöl: Borsos, Török, Csanálosi, Kollár és Goldschmidt.

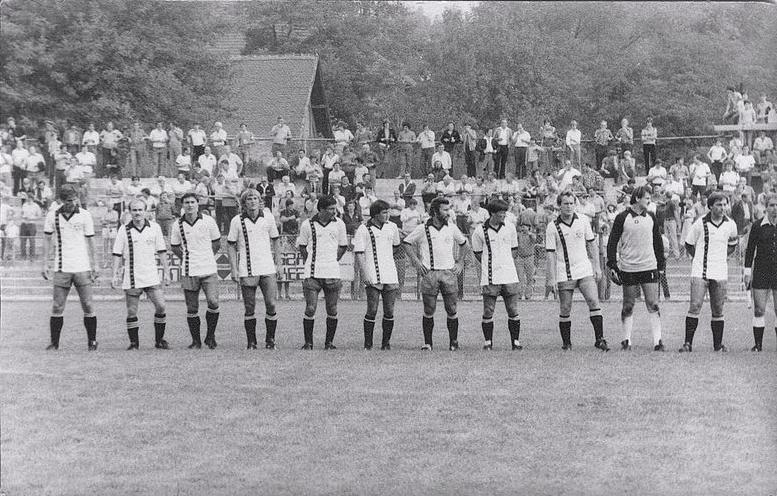
A dorogi csapat a Szekszárd elleni hazai bajnoki mérkőzés előtt, 1982 szeptemberében. Balról: Goldschmidt, Lukács I., Guzsik, Borsos, Tamás Sándor, Domján, Török, Sikesdi, Kollár, Schromeisz és Csizmazia

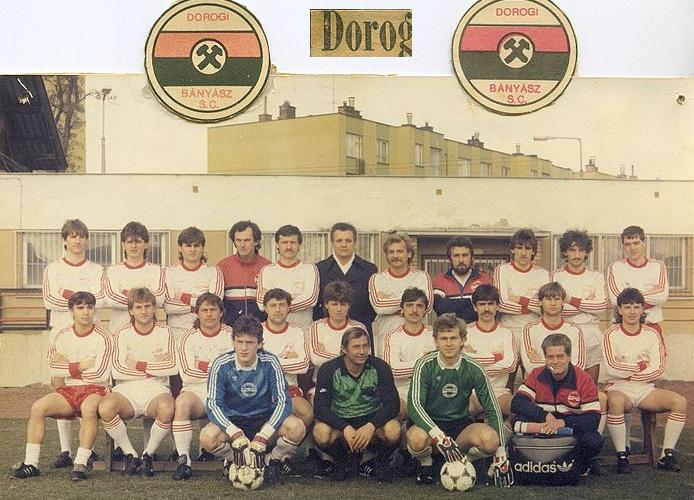
Az NB II-be jutott csapat 1988-ban. Felső sor balról: Papp, Marosvölgyi, Sulija, Honti József edző, Szabó, dr. Pák Gábor orvos, Varga, Gabala Ferenc vezetőedző, Füle, Szedlacsek, Harmat. Ülő sor: Kottesz, Borsos, Csikós, Németh, Szenczi, Szalai, Szabados, Schuttovics, Sallai. Guggolnak: Gáspár, Csepecz, Belányi és Molnár Ernő gyúró

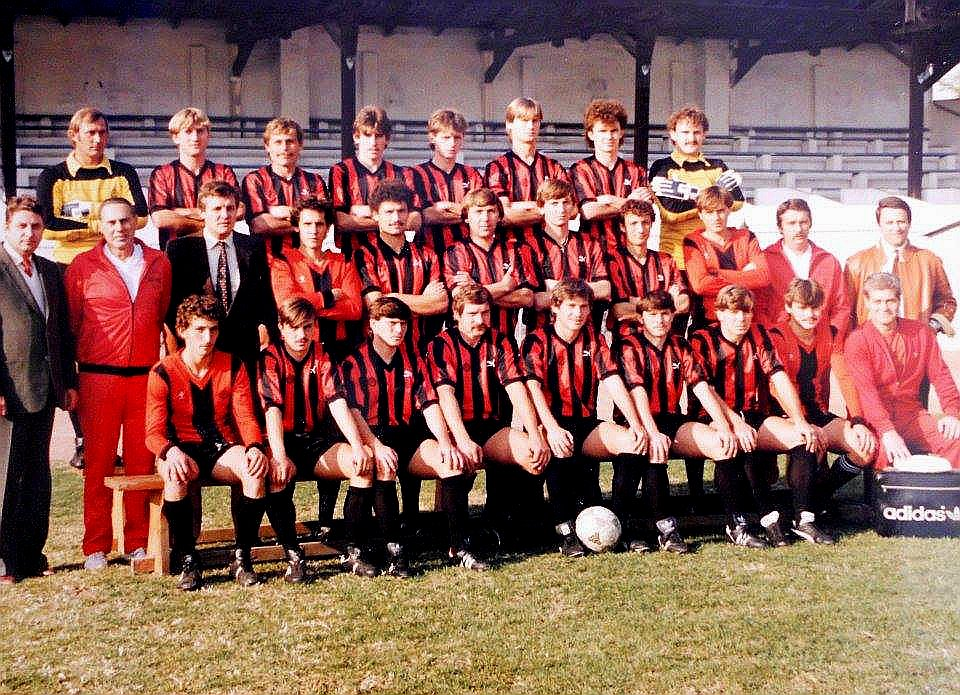
Az 1984–1985 időszak kerete. A felső sorban balról: Csepecz, Borsos, Csikós, Füle, Marosvölgyi, Schuttovics, Krómer, Schromeisz. Középső sor: Szedlacsek Károly elnökségi tag, Palicskó Tibor vezetőedző, dr. Pák Gábor orvos, Kosztadinu, Zilahi, Csizmazia, Pénzes, Horváth, Harmat, Gabala Ferenc edző, Kunya György technikai vezető. Ülő sor: Szedlacsek, Kőnig, Selymes Gy., Merényi, Magos, Selymes A., Szanyi, Mészáros, Molnár Ernő gyúró.

Az 1977-es kiesést követően hat évadon keresztül az NB II-ben küzdöttek váltakozó sikerrel. Bár folyamatosan a mezőny meghatározó csapata volt, az NB I-es szereplés egyre messzebb került. 1981-ben egy nagyszerű és ütőképes gárda született, amely nem csak eredményesen, de stílusosan is játszott. Sokáig nyílt volt a versenyfutás a bajnoki címért az MTK-val, miközben a Magyar Kupában is vitézkedtek. Csak 11-esekkel maradtak alul az NB I-es Szombathelyi Haladással szemben a 16 közé jutásért játszott mérkőzésen. A bajnokság végéig azonban már nem tudtak lépést tartani a fővárosi kék-fehérekkel, és az utolsó fordulóban a Budafokon 2–1 arányban elszenvedett vereség miatt végül be kellett érniük a bajnoki bronzéremmel, mivel a 3. helyen álló 22. sz. Volán odahaza gólzáporos mérkőzésen verte 5–4-re a 4. helyezett Kecskemétet, így helyet cserélve, beelőzték a Dorogot. Egyébként az egymás elleni mérkőzéseken a Dorog oda-vissza verte a közlekedésieket.
Az 1981-1982-ben bronzérmet nyert NB II-es sikercsapat: Andrusch József, Arany Mihály, Borsos Zsolt, Csizmazia István, Engelbrecht Zoltán, Goldschmidt Gyula, Guzsik György, Haraszti János, Kollár László, Knapik István, Laczkó István, Lukács László, Marosvölgyi József, Merényi Lipót, Mészáros Tibor, Péntek Béla, Schalk Károly, Sikesdi Gábor, Szabó István, Török József. Vezetőedző: dr. Magyar György.
A következő évben nagyszerűen kezdte a bajnokságot a csapat, azonban a szezon derekán a zsinórban elveszített hat mérkőzés következtében az utolsó helyre csúszott. Az őszi szezon végére bennmaradó helyen zártak és a tavaszi folytatásban a középmezőnyig zárkóztak fel, azonban két egymást követő idegenbeli vereség miatt mégis az utolsó fordulóra újra a kieső zónába kerültek. Előbb hétközi fordulóban Kazincbarcikán három szerzett góljuk ellenére is kikaptak, majd négy nappal később emberhátrányban játszva maradtak alul a 22. sz. Volán otthonában. Ekkor Ivanics Tibor átadta helyét másodedzőjének, Gabala Ferencnek, aki mint megbízott edző vitte végig a hátralévő 5 fordulót. Gabalával 2 győzelem, 2 döntetlen és egy vereséggel zárt a gárda, s végül meglehetősen furcsa körülmények között kiesett. A mindent eldöntő találkozón, a záró fordulóban hazai pályán 4–1-re legyőzték a Debreceni Kinizsit. Amikor véget ért a mérkőzés, a hangosbemondó örömmel számolt be arról, hogy ugyan még 10 perc van hátra a Szeged–Ganz-Mávag találkozóból, de a korábban már biztosan az NB I-be feljutó hazaiak 2–0-ra vezetnek. A vége 2–2 lett, így a Ganz-Mávag maradt az NB II-ben, mert 1 ponttal megelőzték a Dorogot. A csalódottság többszörös volt, hiszen a csapat a teljes tavaszi szezon során egyszer sem szenvedett vereséget hazai pályán, de az egész szezonban is mindössze öt alkalommal kapott ki. A feljutó Szeged és a bronzérmes Salgótarján otthonában minimális egy góllal maradtak alul, ráadásul a nógrádi megyeszékhelyen az első játékrészben a játékvezető megsértéséért kiállították a kapusukat, Pálinkás Andrást, akit több mérkőzésre el is tiltottak. A játékvezető egy vitatható esetet követően 11-est adott a hazaiaknak, amelyet értékesítettek, majd néhány perccel később egy beadást megkaparintó Pálinkást labdástól fellökték, a bíró azonban nem vett az esetről tudomást. A dorogi hálóőr kötőszavakkal kísérve megjegyezte, hogy ezt kellett volna inkább lefújnia, mint a 11-est megadnia. Erre aztán egyből villant a piros lap. A tavasz folyamán volt egy hat egymást követő fordulón át tartott veretlenségi szériájuk, valamint egy nagyarányú hazai győzelmük, ahol a Nagybátonyt 7–2-re kiütötték, míg a dobogóra törő Siófokot 0–1-ről fordítva verték 2–1-re. A keserűséget tovább fokozta, hogy a 20 csapatból álló mezőny rendkívül kiegyensúlyozott volt, így például magabiztosan az abszolút középmezőnyben, a 11. helyen végzett Keszthelynek mindössze 2 ponttal volt több, mint a 18. helyezett Dorognak. A kiesett csapat labdarúgói iránt nagy volt az érdeklődés és az átigazolások során többen is az élvonalban, illetőleg magasabb osztályban folytatták. Sikesdit a Honvéd, Domjánt a Haladás, Kiszit a Tatabánya, míg Tamást a Salgótarján vitte el. A gólerős támadó, Török befejezte aktív pályafutását, Schromeisz pedig bevonult katonának.
1983 őszétől az NB III-ban szerepeltek, ahol évekig esélyesek voltak a feljutásra. Két harmadik és egy második helyet szereztek, miközben a Magyar Kupában, harmadosztályú csapat létükre is jeleskedtek. 1984-ben a kupagyőztes Siófok búcsúztatta őket nagy csatában a 16 közé jutásért, 1986-ban pedig ugyancsak a 16 közé jutásért szerencsétlenül maradtak alul a Ferencvárossal szemben. Harmat József négy Fradi-védőn is átkígyózott, majd Zsiborás Gábor kapust is elfektetve szerzett vezetést a Dorognak, amit Simon Tibor bombagóllal egyenlített. Az FTC győztes góljánál már a dorogi hátvéd megszerezte a labdát, ám Dzurják József átlökte a labdán. Dorogi szabadrúgás helyett Kvaszta Lajoshoz került a labda, aki így zavartalanul helyezett a kapuba. Néhány perccel a befejezés előtt egy 11-estől fosztották meg a Dorogot, miután nagy helyzetben a Fradi kapuja előtt éppen a vendégek egyik gólszerzője, Simon kézzel mentett, a játékvezető sípja viszont néma maradt. A korszak emlékezetes mérkőzése volt az első osztályú Dynamo Berlin vendégjátéka, ahol a dorogiak nem kis meglepetésre 2–2-es döntetlent értek el. Szintén ekkor került sor történetének legnagyobb arányú győzelmét hozó találkozóra. Ellenfelük a zömében török vendégmunkásokból álló alakulat volt, amely Bécsújhelyről érkezett egy barátságos mérkőzésre Dorogra. A dorogiak könnyedén verték 19–0-ra a komolyabb ellenállást csak az első negyedóráig mutató vendégeiket.
A harmadik vonalbeli szereplés évei alatt több neves labdarúgó is erősítette a csapatot. Elsőként a másodosztályban bronzérmes SBTC-ből egy komplett sor érkezett Tamás átigazolásáért cserében, mint Kovács Béla, Szedlák Gábor és Szanyi Ferenc, majd a Selymes testvérek és az egykori saját nevelésű Marosvölgyi József tért vissza Tatabányáról. 1984-ben csatlakozott Csepecz János és Halász István az élvonalbeli Nyíregyháza csapatából, később pedig a szintén az első osztályból jól ismert Magos Gyula, Zilahi József és Sarlós András. Az ifjúsági csapatból többen ekkor kerültek fel a felnőtt csapathoz, mint Füle Antal – aki 17 évesen kapott először lehetőséget bajnoki mérkőzésen és hamarosan a Budapesti Honvéd igazolt le – , Belányi István, Filip György, Szedlacsek István, Németh Zoltán és Zahorecz Tamás. Azonban hiába volt ütőképes gárda, valami plusz mindig hiányzott a végső sikerhez. A dorogi vezetés viszont türelmesen kivárt és lépésről lépésre igyekezetek egy olyan csapatot kialakítani, amely nem csak kiharcolja a feljutást, de hosszútávon is képes a magasabb szinten való szereplésre. A szurkolók hasonló türelemmel és bizalommal viseltettek a csapat iránt. A harmadosztályban is 1-2 ezres nézőátlag volt a jellemző, több esetben pedig 3-6 ezer közötti nézőszám sem volt ritka. Különösen az Esztergom elleni szomszédvári rangadók során, ahol a 4-5 ezres nézőszám garantált volt.
Végül egészen 1988-ig kellett várniuk az NB II-be jutásra. 1987-ben már egy nagyszerű csapat formálódott, amelyhez csatlakozott három egykori saját nevelésű kiválóság: Szabó József a Videotonból, Varga János Nyíregyházáról, Füle Antal pedig a Budapesti Honvédból tért vissza. Továbbá Szenczi Gábor is Dorogra igazolt Vácról. Kiváló teljesítménnyel biztos feljutónak látszott a Dorog, de megfosztották a bajnoki cím lehetőségétől, mivel az NB II-es Ganz Mávag bajnokság közbeni visszalépése miatt a Budapesti Építők SC csapatát vitték fel helyettük, egyben az Építők eredményeit törölték. Ezért 4 pontot levontak a dorogiaktól. A 82-20-as gólaránya viszont a csoport legjobb mutatójának bizonyult. Még a két elvett mérkőzés ellenére is a legtöbb rúgott góllal a dorogiak voltak a legeredményesebbek a mezőnyből és ugyan ez igaz a kapott gólok tekintetében is, miszerint a legkevesebb találat a dorogi kapuba esett az évad során.
Az 1987–1988-as NB II-be feljutott sikercsapat: Belányi István, Borsos Zsolt, Csepecz János, Csikós Sándor, Füle Antal, Harmat József, Kárpáti Imre, Kottesz Béla, Marosvölgyi József, Németh Zoltán, Sallai László, Schuttovics László, Sulija Ottó, Szabados György, Szabó József, Szalai Tamás, Szedlacsek István, Szenczi Gábor, Varga János. Vezetőedző: Gabala Ferenc. Az évad során pályára lépett még Sarlós András és Godó Attila is.
- Kapcsolódó videó:

Dorog–FTC MNK mérkőzés, 1986

### Az NB I küszöbén
A magasabb osztálynak a harmadosztályban szerepelt csapat vágott neki, sőt még meg is gyengült, ugyanis Fülét visszavitte a Honvéd, Szabó pedig Görögországba igazolt. Ennek ellenére a Dorog a középmezőnyben végzett, és komoly vetélytársa volt ellenfeleinek. Az élcsapatok ellen meglehetősen sok pontot szerzett. Legyőzte a bajnok Csepelt, oda-vissza a Törőcsikkel felálló Volánt, 5–0-ra verte a bronzérmes Komlót, 3–1-re a dobogóra törő Keszthelyt és oda-vissza döntetlent ért el az ezüstérmes BVSC ellen. 1989-ben emlékezetesen ünnepelte az egyesület a 75 éves fennállását. Ebből az alkalomból került megrendezésre a nemzetközi Jubileumi Kupa, ahol csehszlovák csapatok mellett a kor egyik legjobb honi együttese, a megyei rivális Tatabánya is szerepelt. A dorogiak ünnepelthez méltóan megnyerték a kupát, a döntőben a Tatabányát is legyőzve. A bajnokságban továbbra is biztos középcsapatnak bizonyult, és sikerült még egy hellyel előrébb végezni a tabellán, mint egy évvel korábban. 1990 őszén alaposan ráijesztettek híveikre, miután nagyon gyengén kezdték az évadot. A 7. forduló után kieső helyen álltak, viszont innen egy nagyszerű időszak köszöntött be Dorogon. Az őszi szezon végére elkerültek még a kieső zóna közeléből is, tavasszal pedig jött a nagyszerű folytatás. A Mohács elleni hazai mérkőzést Mészöly Kálmán, a válogatott szövetségi kapitánya is megtekintette, aki egy bizonyos Orosz Ferencet, a dorogi csapat ifjú tehetségét tesztelte. A kapitány vizitálását a Mohács bánta, mivel remek játékkal úgy nyert a Dorog 4–0-ra, hogy Orosz első, egyébként teljesen szabályos gólját nem adták meg, így mesterhármas helyett két góllal kellett beérnie az újdonsült válogatott-jelölt játékosnak. Párhuzamban a Magyar Kupában is remekeltek. Sorra búcsúztatták az NB I-es ellenfeleket, köztük a Veszprémet és a Rába ETO-t, majd a negyeddöntőben jött a Vác. Az első mérkőzésen, Vácott Szedlacsek az első játékrész közepén szerzett gólját a hazaiak az utolsó percben tudták csak kiegyenlíteni. A dorogiak már az 5. helyig kapaszkodtak a bajnokságban, közben meghívást kaptak a Németországban megrendezésre kerülő Pünkösd Kupára. Az NB II-es csapat ellenfelei között olyan európai élcsapatok sorakoztak, mint a holland Feyenoord, vagy éppen a német 1. FC Kaiserslautern, azonban a dorogiak mindenkit legyőzve, történetük során immár második alkalommal hódítottak el jeles nemzetközi trófeát. A csapat egyenesen a németországbeli kupaszereplésről esett be a Vác elleni kupavisszavágóra, ahol a 2–2-es döntetlennel az ellenfél az idegenben lőtt több gólnak köszönhette a továbbjutást. Pár perccel a befejezés előtt, 2–2-es állásnál Orosz egyedül húzott kapura, már csak a vert helyzetben lévő Koszta János kapussal állt szemben, amikor hátulról buktatták, alig 10 méternyire a kaputól. Vágner játékvezető kivételével mindenki 11-esnek látta. A mérkőzést közvetítő Knézy Jenő csak annyit mondott az esetnél: „A Vác megköszönheti a játékvezetőnek…”.

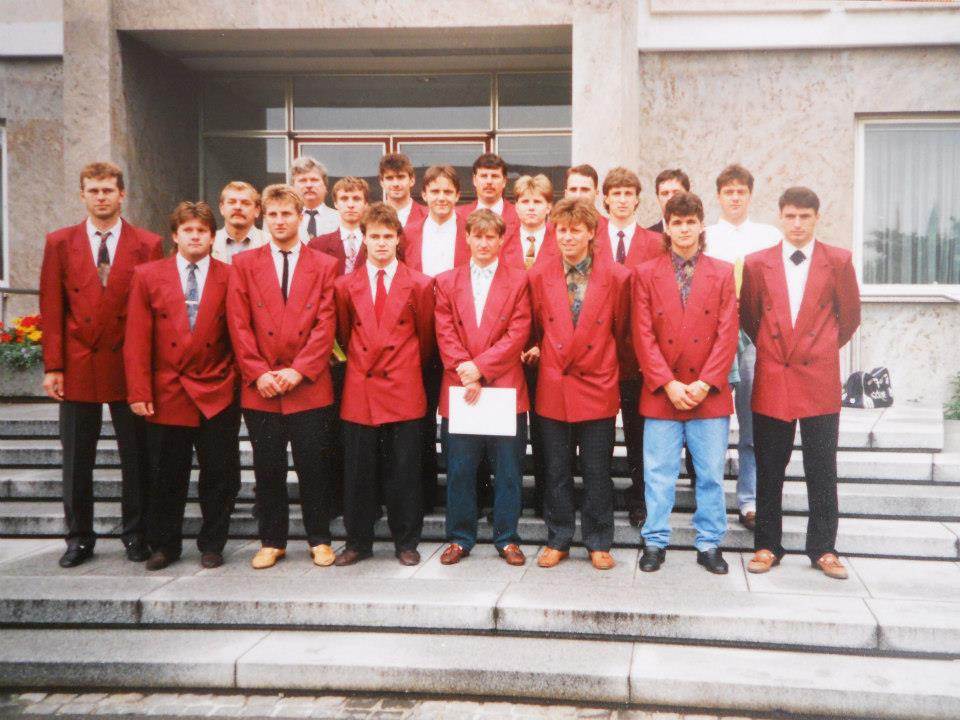
A dorogiak kimenő uniformisban az 1990-es évek első éveiben. A felvételen Belányi, Tóth Ferenc, Borsos, Guba, Sikesdi, Szenczi, Szatmári, Bánföldi az első sorban. Mögöttük Varga J, Kilián, Arany, Szabó, Csapó, Harmat. Hátul Csuha András elnök, Kasza, Reszeli-Soós István vezetőedző és Simon.

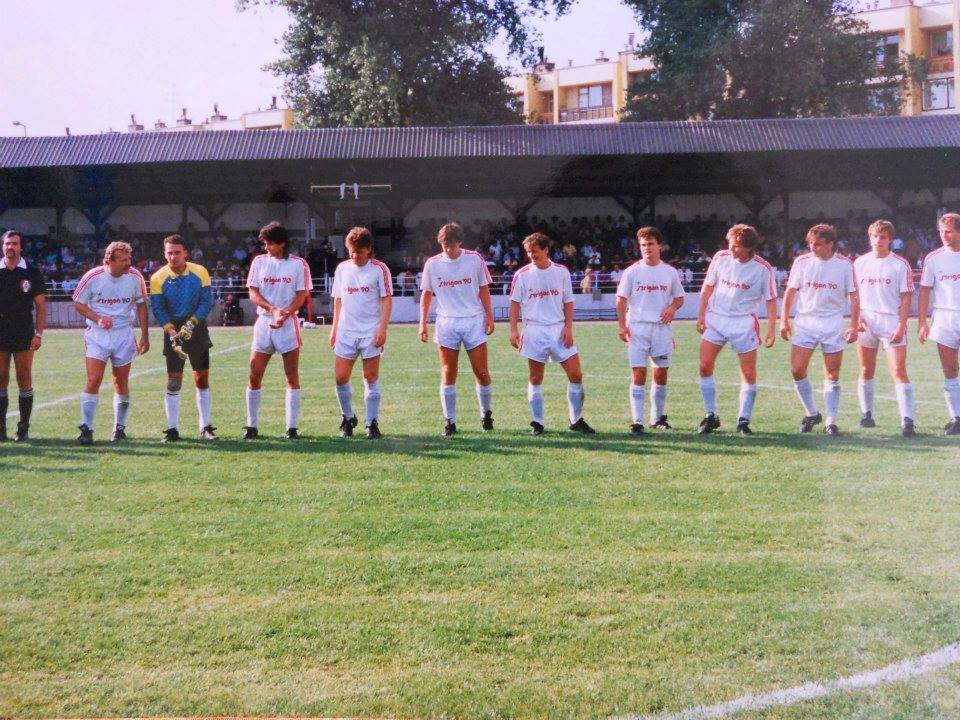
Bajnoki mérkőzéshez felsorakozva 1991-ben. Balról: Varga J., Simon, Szőczey, Szenczi, Harmat, Sikesdi, Guba, Szabó, Ignácz, Kilián és Borsos.

A csapatnak azonban soknak bizonyult egyszerre ennyi irányban koncentrálni, és érthetően elfáradt, így a bajnokság végén a 7. helyen végeztek. A bajnoki hajrá előtti két hét leforgása alatt 8 tétmérkőzésen – közte 3 bajnoki, 4 nemzetközi kupa- és az MK negyeddöntőjének visszavágó találkozója alkalmával – lépett pályára. A szezon végén a Vác Oroszt és Szedlacseket is elvitte, ugyanakkor visszatért a Honvédból az egykori saját nevelésű Sikesdi Gábor, és vele érkezett csapattársa, Tóth Ferenc is. Az új évadban a két gólerős játékos kiválása ellenére is nagy lendülettel kezdtek, és tíz forduló után mindössze két kapott góllal nemcsak veretlenek voltak, de a legtöbb mérkőzést megnyerve, fej-fej mellett álltak az élen a szintén veretlen Csepellel. Ekkor került sor az egymás elleni rangadóra, amelyet a Dorog nyert. Mindenki az NB I-et emlegette, és nem alaptalanul. A csapat továbbra is nyerte a meccseit, miközben egy nem mindennapi megtiszteltetés is érte az egyesületet. Az olasz C válogatott elleni soron következő ligamérkőzésre magyar csapatként a Dorogot jelölték, mint nemzeti C válogatott. A találkozót a dorogiak nyerték, feltéve a pontot az egész éves kiváló teljesítményre. 1991 a nagy sikerek éve volt a klub történetében, amelyhez még a Fair play-díj odaítélése is társult, melyet az ország legsportszerűbb csapata kapta minden évben.
A tavaszi folytatás is több, mint biztatónak ígérkezett. Négy fordulóval a befejezés előtt a listavezető Csepellel pontazonosságban, csak gólarány eltéréssel álltak a második helyen. A bajnokság végéig harcban maradtak az NB I-ért, de az utolsó fordulóban Óbudán 1–0-ra kikaptak a III. kerületi TTVE csapatától, amellyel elbukták az élvonalba jutás lehetőségét, az pedig csak egyetlen ponton múlott. A sorsdöntő utolsó négy mérkőzésből rosszul jöttek ki, amelyhez részben hozzájárult a csapat két oszlopos tagjának, Varga és Harmat sérülés miatti kiesése, valamint több vitatható játékvezetői döntés, azonban ezzel együtt is legalább az osztályozót jelentő helyet biztosan kellett volna tartaniuk. Reszeli edző szerint a csapat mentálisan ingott meg a nagy lehetőség súlya alatt, amelyet lelkileg nem bírtak elviselni. Az elúszott nagy lehetőséget követően, nem sokkal a bajnoki évad után egy Németországban rendezett nemzetközi tornán szerzett 2. hellyel vigasztalódtak.

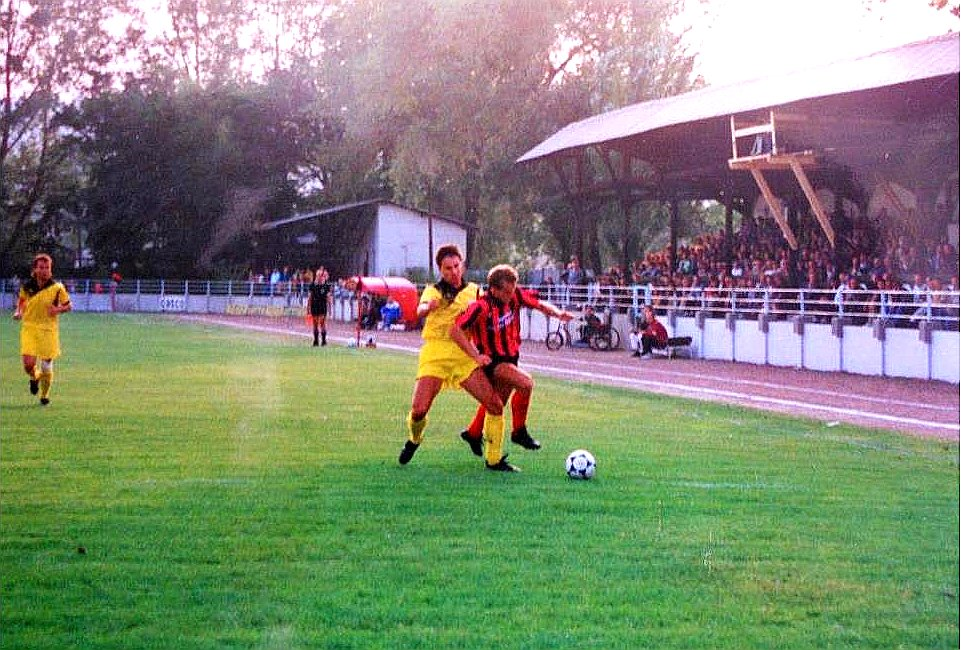
Borsos és a közlekedésiek játékosának párharca a Dorog–Volán (2-0) bajnokin 1991 szeptemberében

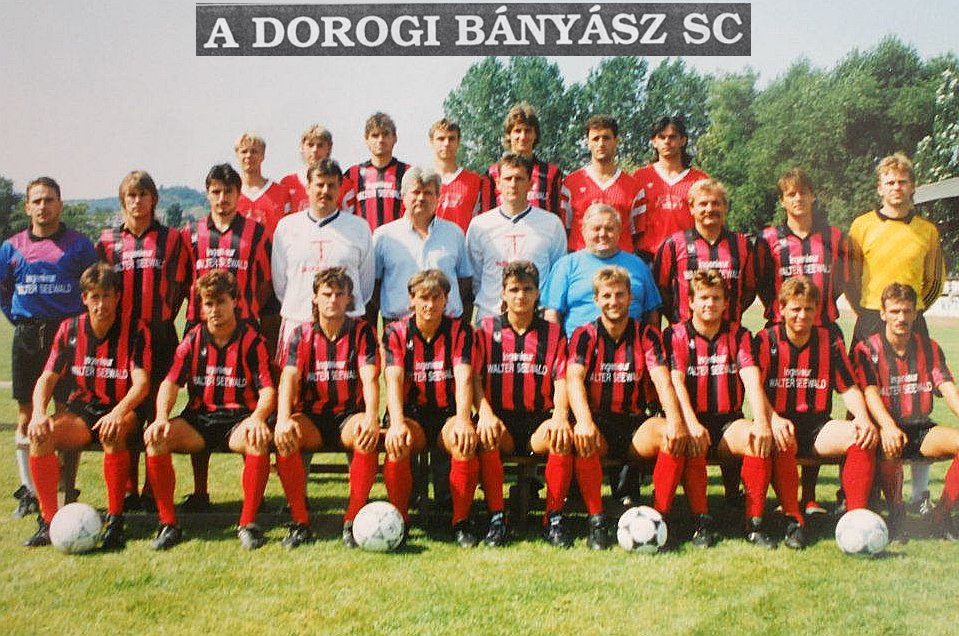
Az 1992–93-as évad csapata. Felső sor balról: Ambrus, Szalai, Kasza, Kilián, Csapó, Zalomír, Szőczey. Középen: Simon, Balogh, Bánföldi, Reszeli Soós István vezetőedző, Csuha András klubelnök, Holdampf Sándor edző, Kaiser József utánpótlás-vezető, Varga, Harmat, Belányi. Ülő sor: Jeszenszky, Guba, Garas, Sikesdi, Szatmári, Borsos, Tóth, Szenczi és Shirgea

Az 1992–1993-as évadban egyértelmű cél volt az NB I-be kerülés. A Dorog hasonlóan vette az őszi szezont, akárcsak az elmúlt évben. Egyetlen vereséggel ott álltak a feljutás küszöbén, azt is a nagy vetélytárs, a Haladás ellen szenvedték el 1–0 arányban. A Magyar Kupában is meneteltek, amelyben az Újpest állította meg őket. 1992-ben is a Dorog volt a legsportszerűbb csapat. Egyetlen negatívumot Varga végleges kiesése jelentette, akinek nem jött rendbe makacs sérülése. Ezért a tervezetnél hamarabb volt kénytelen befejezni aktív pályafutását és a Szekszárd elleni hazai bajnoki mérkőzés előtt hivatalosan is elbúcsúztatták.
Az 1993-as bajnoki folytatás előtt egy nemzetközi teremtornát, a Szuper Kupát nyerték, majd a bajnoki nyitány főpróbáján legyőzték az NB I-es bajnok Vácot. Miután 4–1-re verték a bajnoki nyitányon a Tatabányát, Szombathelyen már előrehozott NB I-es mérkőzésnek titulálta a sajtó is a Haladás elleni rangadót. 8000 néző előtt egy megítélt 11-essel veszítettek 1–0-ra, miközben Bede játékvezető két egyértelmű büntetőtől is megfosztotta a Dorogot. A végén kísértetiesen hasonlított a végjáték az egy évvel korábbihoz. A csapatnak megint csak egyetlen pontra lett volna szüksége az utolsó mérkőzésen a Sopron ellen hazai pályán. Hiába támadták végig a meccset, a legjobb helyzetek is kimaradtak. Egy ízben Sikesdi lövése túl is jutott a gólvonalon, de Herbály játékvezető nem ítélte meg, akárcsak a teljesen egyértelmű 11-est. Ugyanakkor egy meglehetősen vitatható esetből kapott büntetőből, majd egy többméteres lest elengedve, az utolsó percben született góllal 2–0-ra nyert az ellenfél, és újra elúszott az NB I. A balsikerekhez hozzátartozott egy pechszéria is, nevezetesen a tavaszi szezon 6. fordulójától a befejezésig a csapat mérkőzésenként folyamatosan 4–5 standard játékosát kénytelen volt nélkülözni sérülések miatt.
Az 1991–1993 közötti időszak csapata: Arany László, Ágoston Zoltán, Balogh Zoltán, Bánföldi Zoltán, Belányi István, Bohner Zoltán, Borsos Zsolt, Burkodi Sándor, Csapó Károly, Garas Zoltán, Guba Péter, Harmat József, Huszák Zsolt, Ignácz János, Jeszenszky József, Kasza István, Kilián Géza, Papp Tibor, Roman Mazupa, Orosz Ferenc, Romfa Károly, Schuttovics László, Constatin Shirgea, Sikesdi Gábor, Simon László, Szabó Zoltán, Szalai Norbert, Szatmári Csaba, Szenczi Gábor, Szépvölgyi Zoltán, Szőczey István, Tóth Ferenc, Varga János, Cristian Zalomír. Vezetőedző: Reszeli Soós István.
A bajnokság végén készült riport alkalmán a könnyeivel küszködő Reszeli edző a következőt nyilatkozta: „Mindent megpróbáltunk, de akkora ellenszélben kellett bizonyítanunk, amelyet a csapat nem bírt el” – utalva ezzel arra is, hogy több esetben egyértelműen az inkorrekt játékvezetés okán érezhető volt, mintha sokan nem akarták volna a Dorog feljutását. A szezon után szétszedték a csapatot, mindössze nyolc játékos maradt a népes keretből. Kasza István személyében már a negyedik dorogi került Vácra, akik később meghatározói lettek az NB I-es bajnokcsapatnak és a Bajnokok Ligája sikereknek. Cserében Vácról érkezett Lénárt János, Szatmári Csaba helyett pedig Ivo Georgiev Debrecenből. A bánya visszavonta a klub kiemelt anyagi támogatását. Honti József vette át a csapat irányítását a lemondott Reszeli Soós Istvántól, aki a mostoha körülmények ellenére egy stílusosan játszó, ütőképes gárdát épített. A kezdeti szakaszban még döcögött a szekér, de mérkőzésről mérkőzésre egyre jobban ért össze a csapat, amely a nagy havazás miatt egy forduló elmaradása okán a csonkára sikeredett szezon végén az őszi bajnok Nagykanizsa mögött két pontnyi különbséggel a 3. helyen zárt.
Az 1993-as őszi csapat: Ambrus Zoltán, Belányi István, Bors János, Borsos Zsolt, Csapó Károly, Ivo Georgiev, Gömbös András, Guba Péter, Harmat József, Horváth Imre, Jeszenszky József, Lénárt János, Ócsai János, Constatin Shirgea, Simon László, Szalai Norbert, Tábori István, Tóth Ferenc, Christian Zalomír, Zsupán László. Vezetőedző: Honti József.

### Ellehetetlenülés után felemelkedés

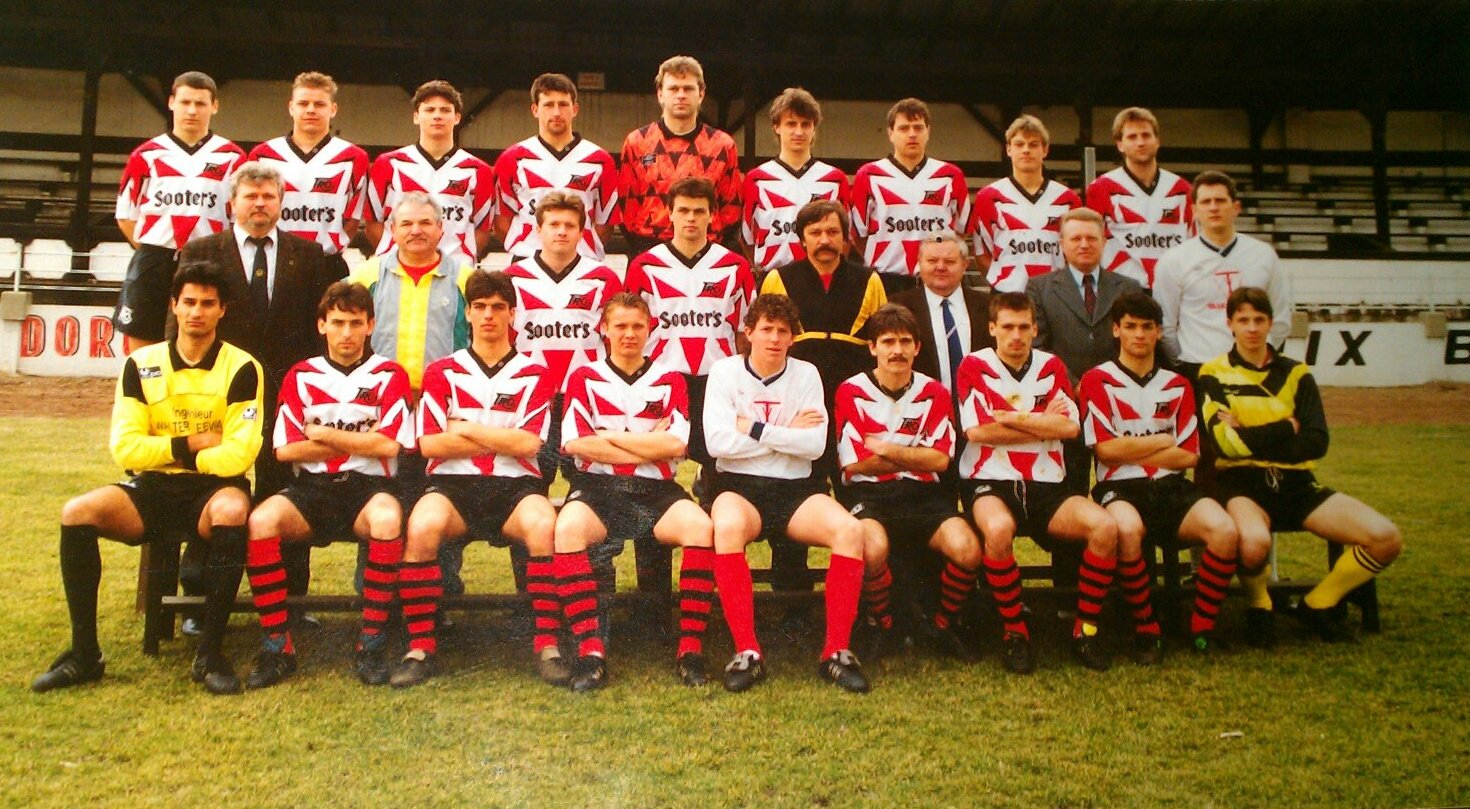
Az NB II-es dorogi csapat 1994 tavaszán

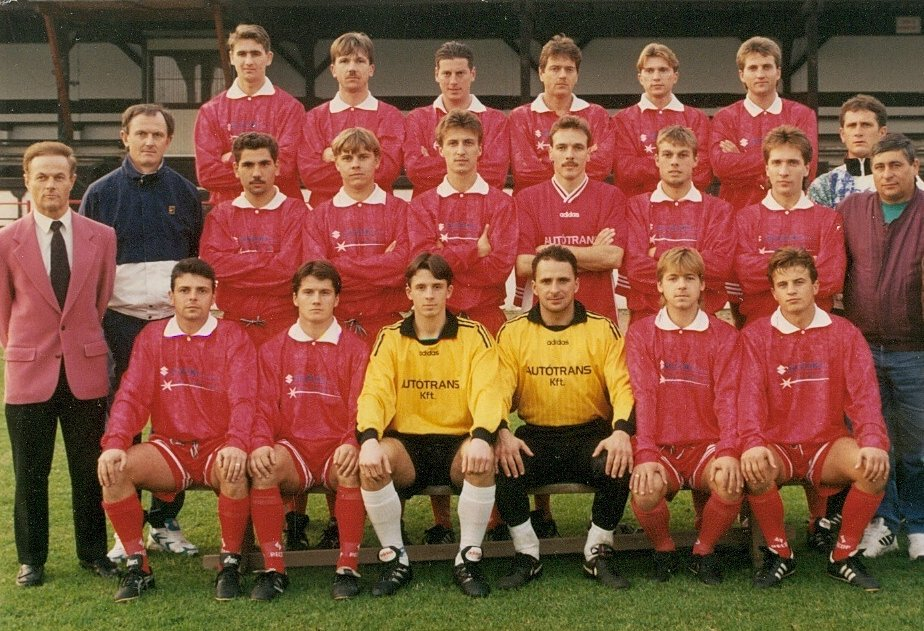
A Dorogi SE 1995 őszén. Álló sor balról: Haász Gábor, Karcagi Pál, Vanicsek Zoltán, Harmat József, Harmath László, Borsos Zsolt. Középső sor: dr. Révay Gábor elnökségi tag, Honti József vezetőedző, Romfa Norbert, Binder Vendel, Csapó Károly, Tóth László, Szalai Norbert, Bajor Tibor, Holdampf Sándor edző, gyúró, Perger Károly elnök. Ülnek: Marczinkó Zoltán, Toronyi Imre, Fodor Gábor, Simon László, Altrichter Tamás, Izeli József

Nagy gondokkal köszöntött a klubra az 1994-es esztendő, miután a bánya végérvényesen kivonult a támogatói körből: az éppen 80 éves egyesületet a megszűnés veszélye fenyegette. A hivatalos álláspont szerint elfogyott a Dorogi Szénbányák vezérkarának türelme a klub irányában, mivel egymást követő két szezonban is elbukta az NB I-es feljutást. Az igazsághoz azonban az is hozzátartozik, hogy a bányát ebben az időben privatizálták, és a magánkézben összpontosuló bányának a tulajdonosa nem kívánta támogatni a csapatot. A bánya tulajdonviszonyának átalakulását azonban nem csak a sport sínylette meg ebben az időszakban. A bánya a sport mellett korábban kiemelt kulturális és szociális támogató volt a városban, 1994 óta azonban gyakorlatilag semmilyen módon nem segítette a várost, mint ahogy még a nevét viselő Dorogi Bányász Zenekart sem. Az ellehetetlenült klub szétesett, Honti edző lemondott, és az amúgy is szűkös játékoskeretből többen is távozni kényszerültek. Jobb megoldás híján a legjobb játékosait eladta a klub, hogy bevételhez jusson. Simont már az elmúlt évben is vinni akarta az Újpest, a klub viszont maradásra kérte, ekkor viszont kényszerből eladták a legélelmesebb jelentkezőnek, a Stadler FC-nek. Guba is Simon sorsára jutott, s a dorogiak a leggólerősebb támadójukat áldozták fel ezzel. Nem volt fűtés és melegvíz sem, teljes volt a csőd. A megmaradt, mindennel dacoló maroknyi állomány nem adta be a derekát, és kiállt a tavaszi folytatásra, immár Haraszti János edző irányítása alatt, aki maga is a Dorog játékosa volt egykor. Az eladott játékosokat az ifjúsági csapatból igyekeztek pótolni. Közülük sokan igen fiatalon estek át a tűzkeresztségen, mint Malárik, vagy éppen Sztojka, akik gyakran kaptak helyet a kezdőcsapatban is. Ezen felül a környékbeli települések alacsonyabb osztályban szereplő csapataiból is érkeztek néhányan. Erőn felül teljesítve, hat fordulóval a befejezés előtt, a hetedik helyen álltak a tabellán. A bajnok Nagykanizsa ellen két meghatározó játékosát, Harmatot és Csapót is kiállították, majd eltiltották, Lénárt pedig makacs sérülése miatt volt kénytelen hosszú időt kihagyni. A csapat kilenc emberrel is tartotta magát, de igyekezete csak egy tisztes 2–0-s vereségre volt elegendő. A folytatásban legyőzték a mezőny sikercsapatát, a 3. helyezett Keszthelyt 3–0-ra, és nyertek a dobogós álmokat szövő BKV Előre ellen is. A bajnokság hajráját azonban nem bírták. Ötször kaptak ki egymás után, amellyel az utolsó fordulóra a kieső zóna szélére csúsztak, de még éppen bennmaradó helyen álltak. A zárómérkőzésen, Veszprémben egyetlen pontot kellett volna szerezni a bennmaradáshoz. Az első félidőben még 0–0 volt az állás, azonban a második játékrészben bekapott gólt követően szétestek, és újabb gólokat kapva 4–0-s vereséget szenvedtek, amellyel kiestek az NB II-ből.
Az NB III-ban vergődött a csapat és a kiesés szélén állt, a klub megszűnésének állandó rémétől kísértve. 1995 elején a Petőfi Rádió Sportkoktél című műsorában a neves sportriporter Vass István Zoltán és kollégái egy szép összeállítást mutattak be az egykori bányászcsapatokról, köztük egy teljes önálló fejezettel a Dorogról. Az utolsó pillanatban érkezett a mentőöv. A dorogi önkormányzat rendkívüli segélyt szavazott meg, és folyamatos támogatásról biztosította a haldokló klubot.

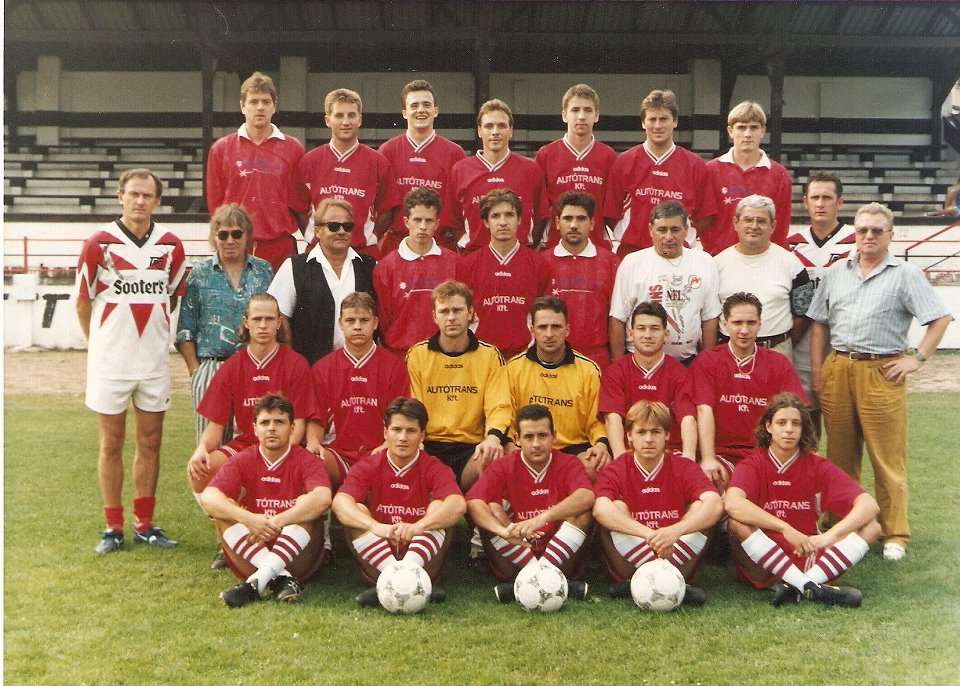
A dorogi csapat 1996 tavaszán. Felső sor balról: Harmat József, Borsos Zsolt, Kneiszel Krisztián, Tóth László, Faragó Szabolcs, Vanicsek Zoltán, Szalontai Róbert. Álló sor: Honti József vezetőedző, Árvai Ferenc törzsszurkoló, Rozgonyi Miklós elnökségi tag, Salik László, Horváth Gellért, Romfa Norbert, Perger Károly ügyvezető, Czomba László elnökségi tag, Holdampf Sándor edző, gyúró, Farkas János technikai vezető. Ülnek: Takács Gábor, Binder Vendel, Belányi István, Simon László, Czifferi Tamás, Bajor Tibor. Elöl: Marczinkó Zoltán, Toronyi Imre, Bodó László, Altrichter Tamás, Merényi Tamás

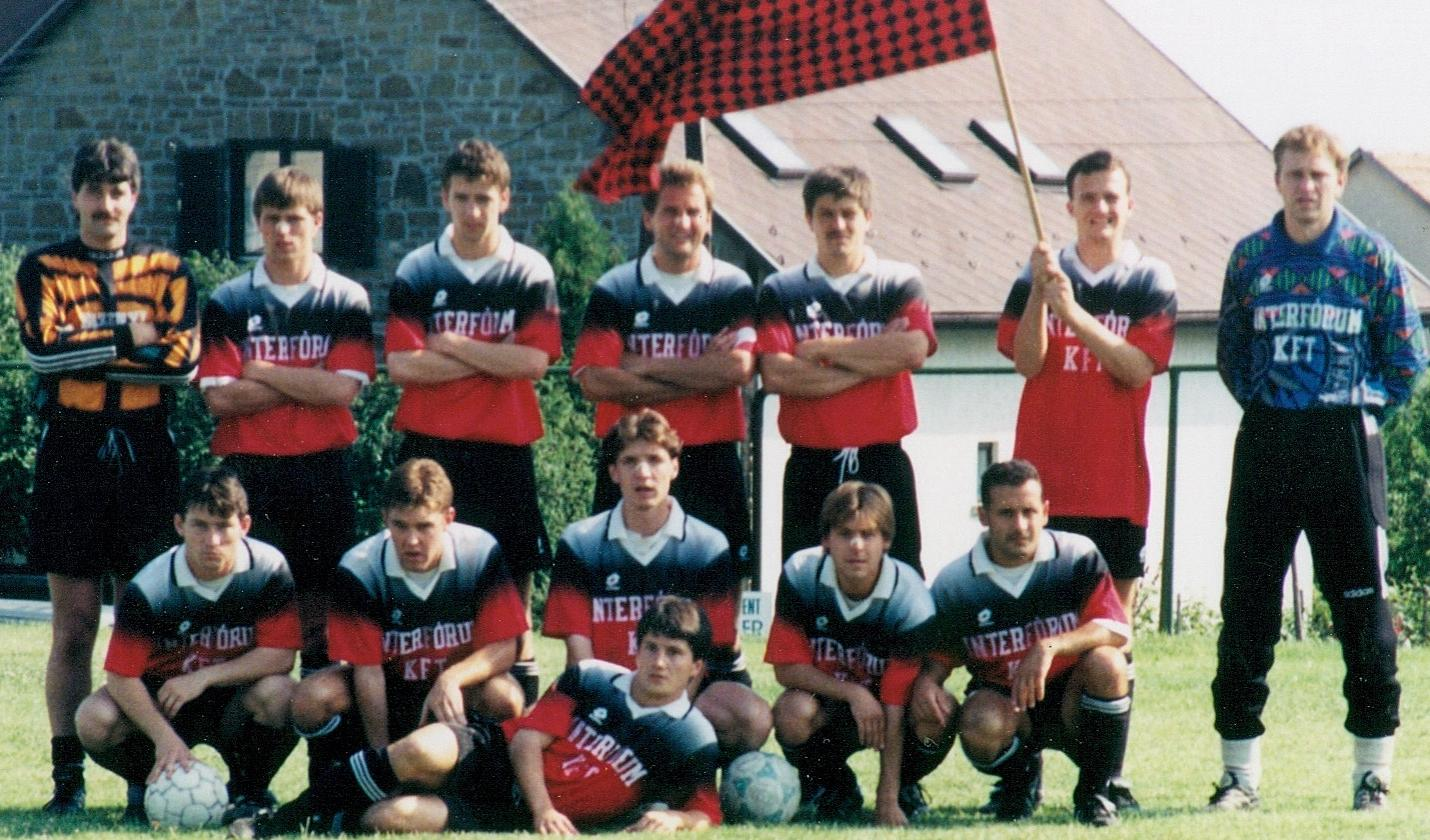
A dorogi bajnokcsapat a tihanyi záróforduló előtt 1997-ben. Állnak balról: Bohner, Takács, Faragó, Borsos, Szépvölgyi, Kneiszel, Belányi. Elöl: Czifferi, Brandhuber B., Horváth, Altrichter, Bodó. Fekszik: Toronyi

Átvállalták a sporttelep teljes fenntartási költségét, miközben megszüntették a Dorogi Bányász elnevezést. A csapat a Dorogi SE nevet vette fel, a régi klubcímert ideiglenesen Dorog város címere váltotta. A gárda, ha nehezen is, de kiharcolta a bennmaradást. Az új évadban normalizálódtak a viszonyok. Honti József vette át újra a csapat irányítását, amely gyakorlatilag változatlan összetételben kezdte a bajnoki küzdelmeket, viszont visszatért Simon László a Stadler FC-ből, Szedlacsek István Vácról, míg Vanicsek Zoltán az FTC-ből igazolt Dorogra. Kiesőjelöltből bajnokjelöltté léptek elő, és sokáig nyílt volt a verseny a bajnokságot nyert Gázszer FC-vel szemben, de ekkor még be kellett érni a 4. hellyel. Az 1996–1997-es évadban viszont rajt-cél győzelemmel nyerték a bajnokságot. A Magyar Kupában a 16 közé jutásért játszottak az Újpest ellen. Bár kiestek, azonban a hazai visszavágón úgy győztek, hogy a helyzetek alapján akár a 4 gólos hátrányt is ledolgozhatták volna. Ebben az időszakban került sor a vb-selejtezőre készülő magyar labdarúgó-válogatott elleni előkészítő mérkőzésre a tatai edzőtáborban, ahol a nemzeti csapat kínkeservesen nyert 1–0-ra. A Telesportnak adott interjúban Kuttor Attila, a válogatott oszlopos tagja így nyilatkozott: „Nem gondoltuk volna, hogy a Dorog ilyen nehéz ellenfél lesz”. A csapat erejét mutatta, hogy még a három legjobb játékosának kiválása ellenére is megnyerte a bajnokságot. Tavasszal, a 7. forduló után készültek a Komárom elleni idegenbeli rangadóra. A meccs hétvégéjét együtt töltötték a játékosok összetartás céljából, azonban Simon, Harmat és Vanicsek megszegte a szigorú esti 10 órai takarodót, ezért Honti edző mindhárom játékost felfüggesztette, akik a hátralevő nyolc mérkőzésen már nem is kaptak lehetőséget, amelyet a Dorog veretlenül (6 győzelem, 2 döntetlen) és 2 kapott góllal zárt.
A bajnoki kiírásnak megfelelően az NB III-as bajnokok osztályozót játszhattak az NB I/B-ért, ezáltal az átszervezett bajnoki rendszernek köszönhetően gyakorlatilag két osztályt ugorhattak előre. A Dorog emlékezetes mérkőzésen jutott az NB I/B-be a Dunakeszi ellen. Bár az idegenben lőtt gól döntött a Dorog javára, az osztályozó alapján egyértelműen a dorogiak bizonyultak jobbnak. Több, mint 10 ezer szurkoló ünnepelte a mérkőzés lefújása után a dorogi fiúkat, ahol Csank János szövetségi kapitány is jelen volt.
Az 1996-1997-es bajnokcsapat: Altrichter Tamás, Bajor Tibor, Belányi István, Bodó László, Bohner Zoltán, Borsos Zsolt, Brandhuber Barna, Czifferi Tamás, Faragó Szabolcs, Harmat József, Haselbach Zsolt, Horváth Gellért, Kneiszel Krisztián, Marczinkó Zoltán, Mezei János, Mucha Bálint, Sabján István, Simon László, Szépvölgyi Zoltán, Takács Gábor, Toronyi Imre, Vanicsek Zoltán. Vezetőedző: Honti József. Továbbá az évad során a keret tagja volt és az őszi szezon során bajnokin is pályára lépett Binder Vendel, Merényi Tamás és Szedlacsek István.

### Az élvonal felé

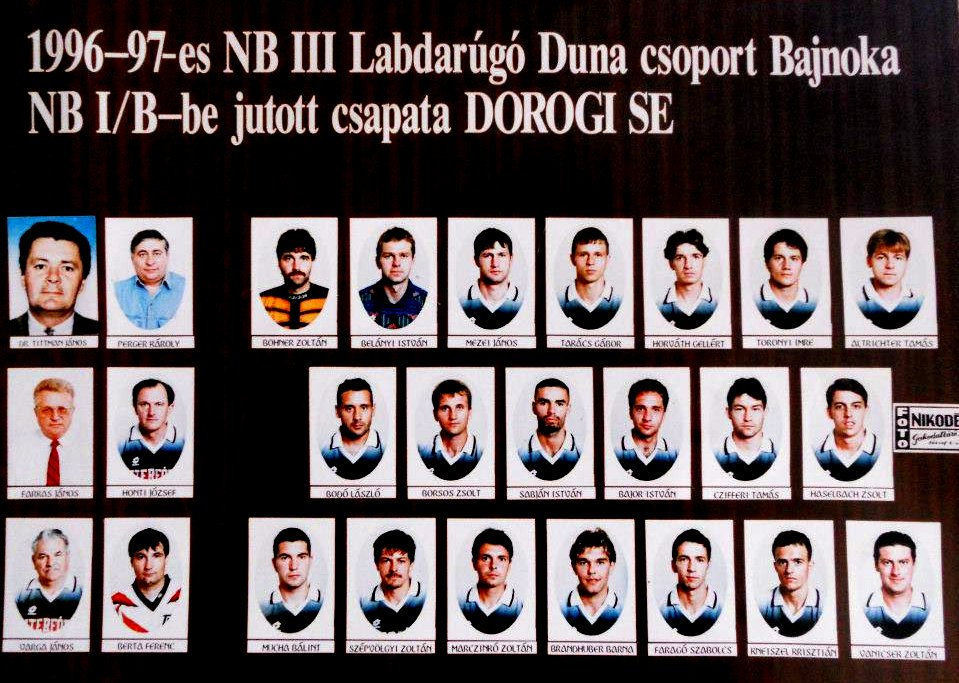
Az NB I/B-be jutott bajnokcsapat tablója 1997-ben

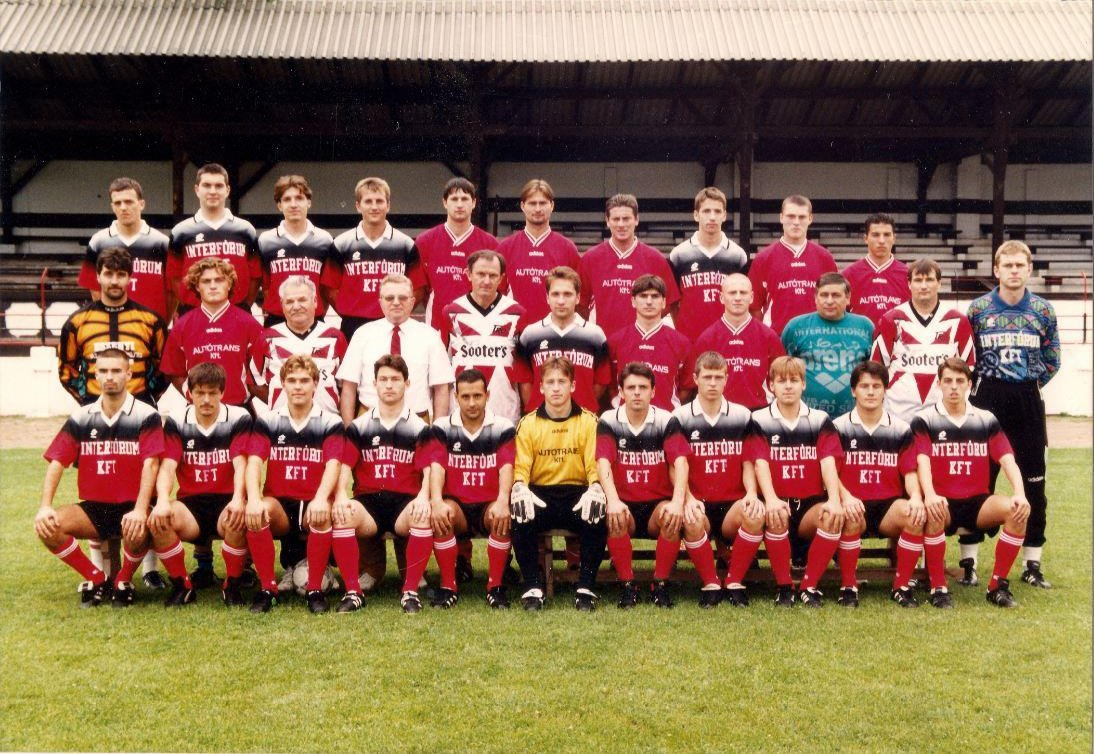
A Dorogi SE NB I/B-s csapata 1997 őszén

Bár két osztálynyit ugrott előre a csapat, az NB I/B-t gyakorlatilag az NB III-as keret kezdte, amelyből két meghatározó játékos kiesett. Harmat befejezte aktív pályafutását, akit a Honvéd elleni 2–2-re végződött kupa-mérkőzés előtt búcsúztattak el hivatalosan is 1997 augusztusában. A kiváló játékos 1980-ban mutatkozott be a felnőtt csapatban és közel két évtizeden keresztül meghatározó tagja volt a dorogi alakulatnak. A búcsú azonban csak az aktív játéknak szólt, ugyanis továbbra is a klub alkalmazásában maradt, segítve a szakmai munkát. Simon szintén visszavonult és levezetésként a megyei osztályú Vértesszőlőshöz került. Mindössze két új igazolás történt. Bajkai Zoltán a Gázszerből, míg Móra Krisztián Tatabányáról érkezett. Móra alapjában véve hazatért, hiszen családjával Dorogon élt, viszont a korábbiakban a megyeszékhely csapatát erősítette. A bajnoki nyitányon mindjárt a mezőny egyik favorit egyesületét, a Nagykanizsát verték 4–1-re, és a folytatásban is eredményesek voltak. Idegenben győzték le 2–0-ra a kitűnő Salgótarjánt, a két bajnokaspiráns – a III. Kerületi TVE és Nyíregyháza – ellen döntetlent értek el, a Magyar Kupában pedig a 16 közé jutásért az MTK ellen búcsúztak. A szezont ennek ellenére végül kieső helyen zárták. Ekkor jelentkezett a Budalakk Konzorcium RT. mint tőkeerős befektető, akik az MLSZ által az 1998-ban felállítani kívánt Profi Ligába, mint a legmagasabb szintű honi osztályba kerülést célozták meg a Doroggal. 1997 vége nagy változást hozott a klub háza táján. Az egyesület felvette a Budalakk Konzorcium FC. Dorog nevet. Klubcímeréből kikerült a bányászkalapács, helyét egy futball-labda foglalta el, ezen kívül mintegy 20 játékost igazoltak. Honti edzőt a Sarlós András–Tóth József edzőpáros váltotta, valamint a klubelnöki széket a befektető céget közvetítő Valencsik Ferenc foglalta el, aki ezekben az időkben adta ki A focicsalók című könyvét. A Dorog valóban úgy festett, mint egy profi klub, és minden jel arra mutatott, hogy egy kedvezőbb időszak elé néznek. Az előkészületi mérkőzéseken szinte mindenkit legyőztek, köztük a Ferencvárost 3–0-ra, a Honvédot 2–0-ra, azonban a vezérkarban ellentét támadt, és néhány bajnoki fordulót követően szerződést bontottak Sarlósékkal, hogy őket Bozai Gyula vezetőedző váltsa. Az eredmény katasztrofális volt, és a csapatból sereghajtó lett. Közben a Budalakk nem kapott engedélyt egy festéküzem Dorogra történő telepítésére, így válaszlépésként azon nyomban kivonult a dorogi klub életéből. A főszponzor mellett az újonnan érkezett játékosok egy része és Bozai edző is távozott.
A kaotikus helyzetben visszahívták Honti Józsefet, aki inkább az eredeti játékosoknak szavazott bizalmat. A csapat nagy hajrával elkerült a kieső helyről, végül azonban mégis kiesett. Az utolsó fordulóban 1–1-et játszottak a Sopron ellen, de a bennmaradáshoz győzniük kellett volna. A dorogiak nagyon közel álltak ehhez, ám kihagytak egy 11-est, az ellenfél pedig az utolsó percekben egyenlített. Profi liga helyett az NB II-t, tehetős anyagi háttér helyett pedig több milliós hiányt hagyott hátra Valencsik elnök és az alig féléves fúziót követően a Budalakk. 1998 nyarán újjászerveződött az elnökség, amely új alapokra helyezte a klub vezetését. Ekkor vették fel a mai napig hivatalos elnevezést, a Dorogi FC-t, és rehabilitálták az eredeti címert. Egyetlen komolyabb támogató a város önkormányzata volt, de a szerényebb anyagiak ellenére legalább biztos és kiszámítható körülmények voltak ebben az időben. Az 1998–1999-es NB II-es évadot szinte az 1997-es bajnokcsapat gerince által alkotott gárda küzdötte végig, kiegészülve a legendás Bene Ferenc ideigazolt fiával. ifj. Bene Ferenc maximálisan azonosult a dorogi klubbal, és a csapat erőssége, valamint házi gólkirály lett. A dorogiak bronzérmet szereztek és remekeltek a Magyar Kupában is, ahol a Tatabánya legyőzését követően csak szoros csatában maradtak alul a Kispest Honvéd ellen 2–1 arányban (*).

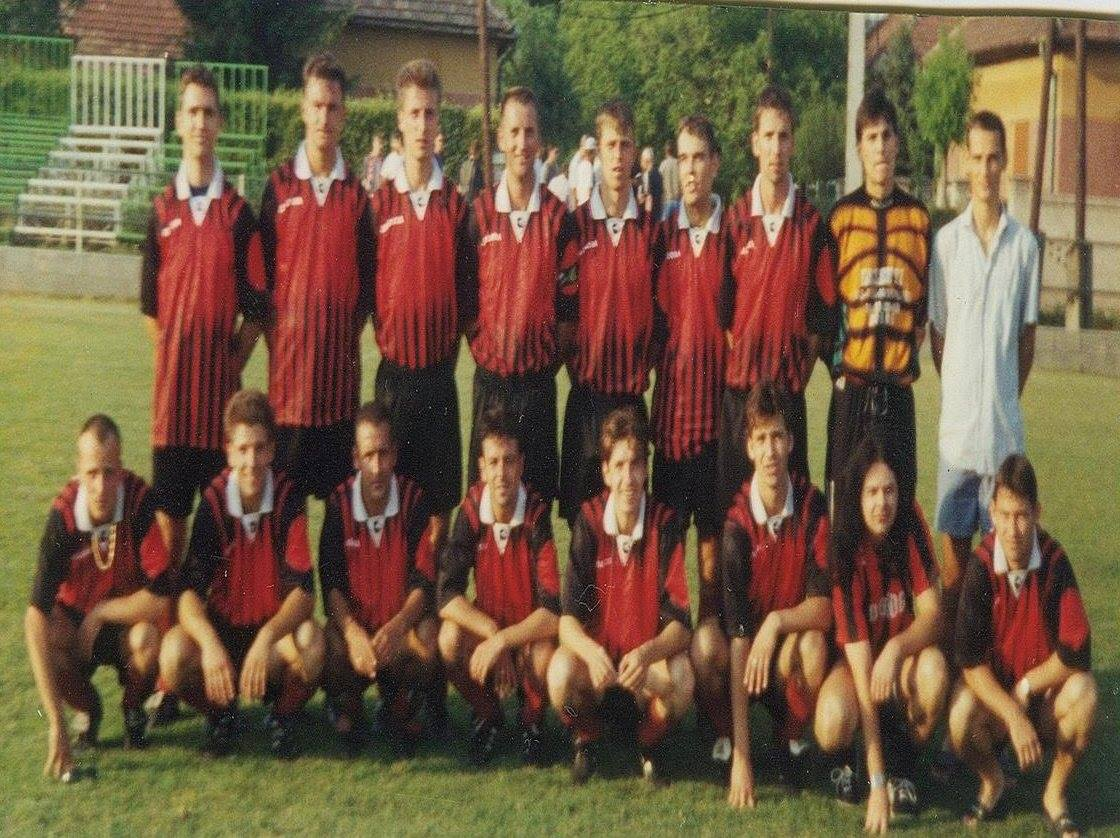
Az NB I-be jutott dorogi csapat, az évad zárófordulóján Taksonyban, 2000 nyarán. Felső sor balról: Nádasi Mihály, Fekete Zoltán, Csapó Károly, Borsos Zsolt, Takács Gábor, Brandhuber Barna, Faragó Szabolcs, Czivisz Tamás, Engelbrecht László. Guggolnak: Vigh Szabolcs, Pásztor Márk, Bodó László, Marczinkó Zoltán, Horváth Gellért, Szegvári Gábor, Szabó Gyula elnökségi tag és Czifferi Tamás

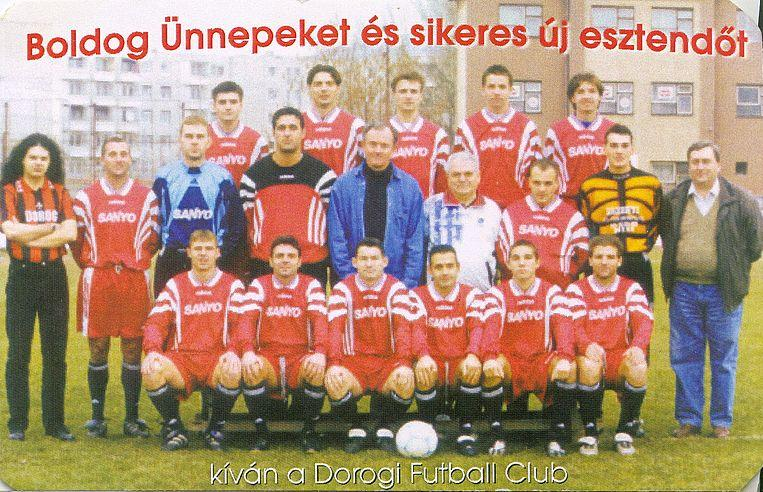
Az NB I-es csapat 2000-ben. Felső sor balról: Kecskeméti, Hollik, Csapó, Faragó, Horváth. Középen: Szabó Gyula elnökségi tag, Borsos, Belányi, Halmai, Honti József vezetőedző, Varga János edző, Vigh, Czivisz, Kiss László ügyvezető. Ülő sor: Takács, Marczinkó, Czifferi, Bodó, Nádasi és Pásztor

Az 1999–2000-es évadban egyértelmű cél az NB I-be kerülés volt, és minden a terveknek megfelelően haladt annak ellenére, hogy két meghatározó játékost is nélkülözni kellett, mivel Bene Ferencet és Merényi Tamást is elvitte az NB I/B-s BKV Előre. A szezont feljutó helyen zárták. Az őszi szezon záró fordulójának napján, a Dorog–Taksony 2–0-s bajnoki mérkőzést követően ünnepelték a klubalapítás 85. évfordulóját, melynek részeként hatalmas érdeklődés mellett avatták fel a Dorogi Sportmúzeumot az MLSZ főtitkár Berzi Sándor és sok neves egykori dorogi labdarúgó jelenlétében, köztük a két világháború közötti korszak legendás alakjával, a klubbal majd' egyidős Csermák Jánossal, valamint Grosiccsal és Buzánszkyval. A tavaszi folytatás előtt derült ki, hogy kiürült a klubkassza és nem jön további anyagi segítség. Honti edző és játékosai azonban nem mindennapi klubhűségről és sportszerűségről mutattak példát, amikor így is vállalták a folytatást és vele együtt a célkitűzés teljesítését. A csapat kiharcolta az NB I-be kerülést, amely csak nevében volt NB I, ugyanis a Profi liga létrejöttével kapta ezt a nevet a kiemelt másodosztály.
Az NB I-be jutott csapat: Belányi István, Bodó László, Borsos Zsolt, Brandhuber Barna, Czifferi Tamás, Czivisz Tamás, Csapó Károly, Engelbrecht László, Faragó Szabolcs, Fekete Zoltán, Halmai Tamás, Hídvégi Péter, Horváth Gellért, Kiss Krisztián, Marczinkó Zoltán, Mlaka Tamás, Nádasi Mihály, Pásztor Márk, Szegvári Gábor, Takács Gábor, Vida István, Vigh Szabolcs. Vezetőedző: Honti József.
Az új szezon előtt rendezőzött az anyagi háttér. Az önkormányzat mellett sikerült támogatóként megnyerni a Dorogon abban az időben gyárat nyitó Sanyo Hungary Kft-t. A Dorog még így is a mezőny egyik legszerényebb anyagi hátterű egyesülete volt, a csapat azonban sikeresen bennmaradt, amelyhez nagyban hozzájárult a zsinórban megnyert öt mérkőzés, amelyet 10-1-es gólaránnyal hoztak. Erre az időszakra esett a Fradi elleni emlékezetes mérkőzés a 2000-es év bányásznapján, ahol 2–2-es döntetlent harcoltak ki.

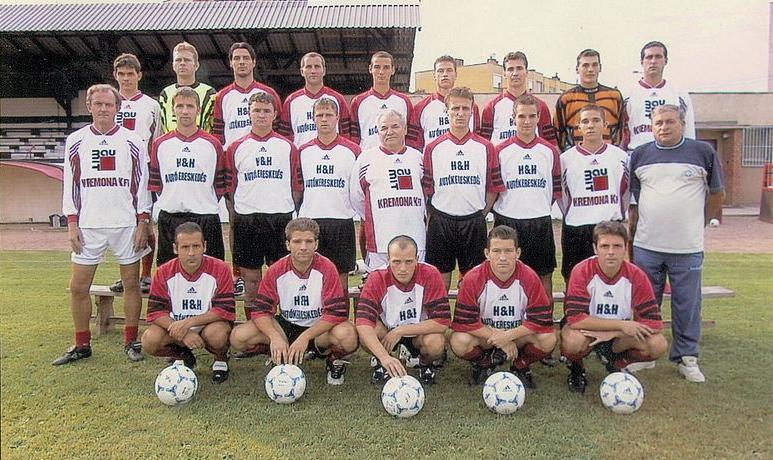
A 2000-2001-es évad NB I-es csapata. Felső sor balról: Hídvégi, Belányi, Hollik, Borsos, Engelbrecht, Papp, Szegvári, Czivisz, Halmai. Középen: Honti József vezetőedző, Faragó, Fekete, Takács, Varga János edző, Csapó, Mlaka, Nádasi, Perger Károly klubelnök. Első sor: Bodó, Pásztor, Vigh, Czifferi és Marczinkó

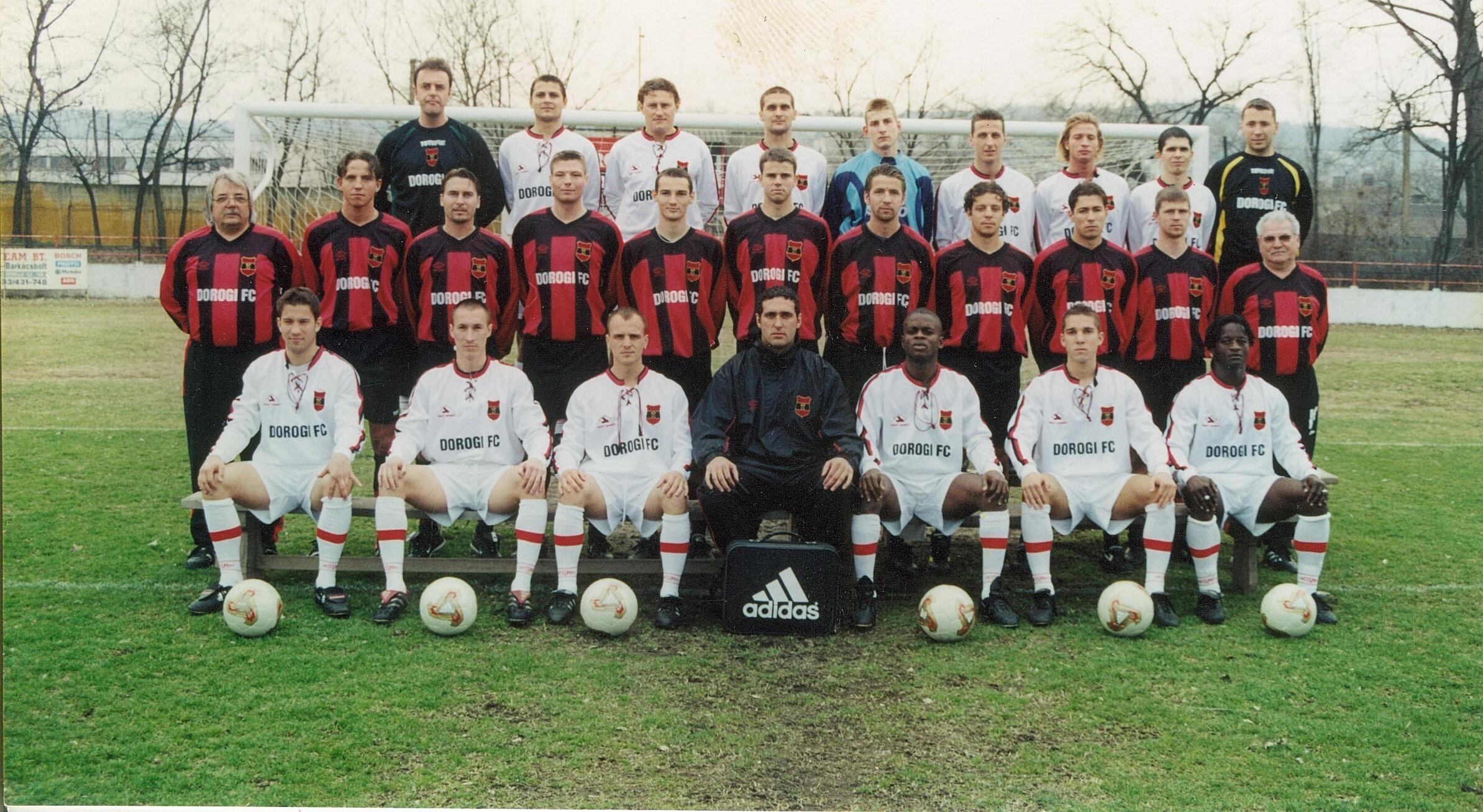
Az utolsó NB I/B-s dorogi csapat 2002-ben, a tavaszi szezon rajtja előtt

Az új, 2000–2001-es évadban sokáig jól szerepeltek, de a bajnokság hajrájára a sorozatos sérülések következtében az amúgy is szűk létszámú keretre még nagyobb nyomás nehezedett. Sikerült a utolsó fordulóig életben tartani a bennmaradási esélyeket, így ha a zárómeccsen legalább döntetlent játszik a Dorog, továbbra is NB I-es maradhat. Az ellenfél azonban éppen az a Százhalombatta volt, amelynek a bajnoki ezüstéremhez viszont győznie kellett. A helyzetet tetézte, hogy a mérkőzésre elfogyott a dorogi legénység, Honti edző rendelkezésére mindössze hét épkézláb játékos állt. A ritka szorult helyzetben ketten sérülten is vállalták a játékot, köztük Hollik András, aki még lépni is alig tudott, valamint az ifjúsági csapatból pótolták a hiányzókat, így a cserepad szinte üres volt a mérkőzésen. Nem sok jóval kecsegtetett a találkozó, ráadásul az első félidőben történt kiállítás miatt emberhátrányba kerültek. A meccs ritkán látható drámai végkifejletet hozott, ahol a második félidő elején 3–1-re vezetett az ellenfél, viszont a szurkolók hangorkánjával támogatott dorogiak fergeteges hajrával kiegyenlítettek. Néhány perccel a befejezés előtt újból előnyhöz jutott a Százhalombatta, azonban az utolsó percben csillant egy végső esély, amikor a dorogi csapat 11-eshez jutott. Ha belövik bennmaradnak, viszont a büntetőt elvállaló Takács Gábornak – társaihoz hasonlóan – jártányi ereje sem maradt. Lövése alig vánszorgott el a kapuig, amelyet a kapus könnyedén hárított, így 4–3-as vereség lett a vége. Az eredmény alapján kiesett volna a Dorog, azonban ezúttal a szerencse melléjük szegődött, miután volt visszalépő, ezáltal megőrizhették NB I-es tagságukat.
A 2001–2002-es bajnokság őszi szezonjának kezdete előtt Strausz László edző és egy csapatra való új játékos érkezett Dorogra. A régi és többször bizonyított labdarúgókat mellőzték, miután Strausz edző az új szerzeményeket erőltette, és vereséget vereségre halmozva, a dorogi labdarúgás példátlanul gyenge időszakát produkálta. Az edző szezon közben távozott, helyét ideiglenesen Varga János vette át, majd az országos hírnevű vállalkozó, Horváth Pál, a Fővárosi Rádió Taxi elnöke érkezett, aki megfelelő anyagi támogatás mellett általános felemelkedést ígért. A lelkes befektető a szakmai irányítást is kezébe vette, és egyben a csapat edzője lett. Az első általa irányított mérkőzésen megszerezte első győzelmét a Dorog az évadban. Horváth edző is hozott számos új játékost, ugyanakkor adott lehetőséget azoknak is, akiknek jó része 5–6 éve folyamatosan a csapat gerincét adták. A csapat kiharcolta az osztályozós helyet, amellyel megvédhette volna a menet közben újra NB I/B-nek nevezett kiemelt másodosztályú tagságát. Az osztályozó első találkozóját azonban 1–0 arányban elveszítették odahaza a Monor ellen. Hiába egykapuzott a meccsen a Dorog és kihagyott számtalan ziccert, a vendégek jószerével az egyetlen támadásukból gólt értek el a mérkőzés végén, így az idegenbeli 2–2 kevésnek bizonyult. Azonban akárcsak az elmúlt évben, ezúttal is indulhatott volna a csapat az NB I/B-ben, de Horváth Pál a legnagyobb igyekezete ellenére sem tudta az elnökséget meggyőzni, hogy az induláshoz szükséges minimum összeget teremtsék elő. Az egyre elanyagiasodó honi labdarúgás által generált helyzetnek számtalan egykori élcsapat esett áldozatául az elmúlt egy-két évtizedben, amely 2002 nyarán érte utol a dorogi klubot is, amely ugyan szerencsésebben járt sok más klubhoz viszonyítva, hiszen nem szűnt meg, de az élvonalbeli szereplés lehetőségéhez nem voltak meg az anyagi feltételek.
- (*) Kapcsolódó videó: Dorog–Kispest Honvéd Magyar Kupa-mérkőzés, 1999

### A XXI. század első évtizede

A 2009–2010-es csapat

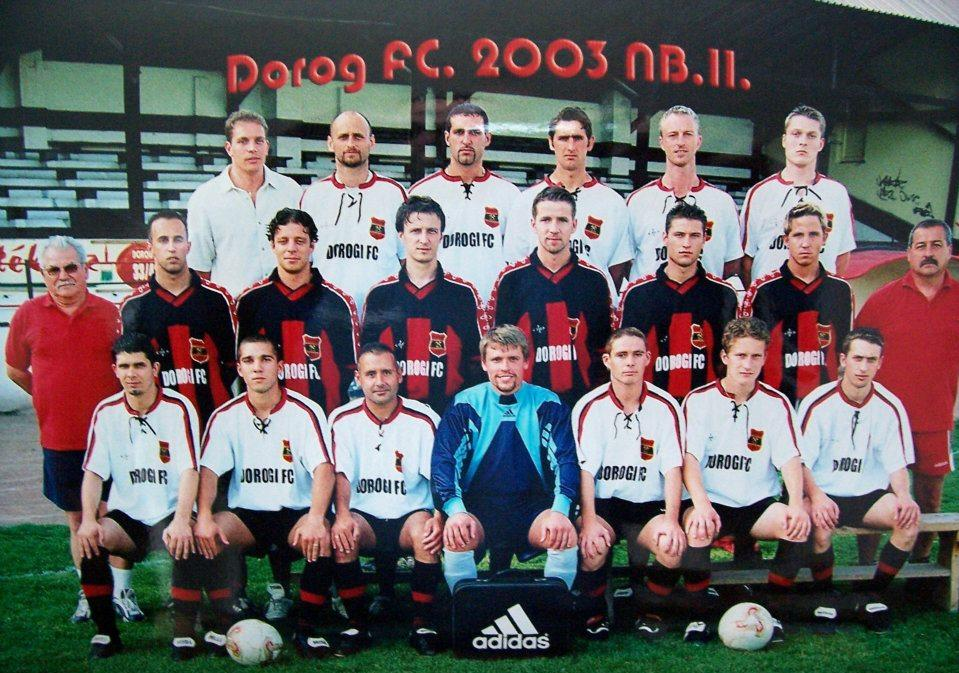
A nevében utolsó NB II-es csapat. Felső sor balról: dr. Pák Péter csapatorvos, Kriska, Halmai, Haász, Czipper, Brandhuber T. Középső sor: Varga János edző, Czakó, Merényi, Csapó, Faragó, Papp, Pandúr, Morecz László vezetőedző. Elöl: Hídvégi, Nádasi, Bodó, Hauser, Bergendi, Fuzik és Kiss

A 2002–2003-as idényt már az NB II-ben folytatta a csapat, ahol ugyan jól szerepelt, valamint még egyszer érdemlegesebb szereplés történt a Magyar Kupában is, de az egyre nagyobb költségek miatt a klub maga kérte az egy osztállyal való visszasorolását 2003-ban. Ez akkor a negyedosztályt jelentette, amely sosem látott mélypont volt a dorogi labdarúgás történetében. Azóta az NB III-ban – amely az MLSZ átszervezésének köszönhetően 2005-től újra harmadosztálynak számított – szerepeltek váltakozó sikerrel, de leginkább a bennmaradásért küzdöttek évről évre. Az időszak emlékezetes eseménye az egyesület fennállásának 90. évfordulóján rendezett ünnepség volt 2004. szeptember 11-én.. Az elmúlt évek legjobb bajnoki szereplését a 2006–2007-es évadban elért 6. hely jelentette. Dorogon már mintegy másfél évtizede abszolút amatőr alapokra helyezték a klub működését, ennek megfelelően a játékosok munka mellett futballoztak. A csapat tagjai meglehetősen fiatalok, akik szinte kivétel nélkül saját nevelésű labdarúgókból, vagy környékbeliekből kerültek ki. Külön említést érdemel a keretből a veteránnak számító Faragó Szabolcs, aki több, mint másfél évtizede játszott a dorogi csapatban. Az időszak legnagyobb neve Duró József volt, az egykori NB I-es és válogatott játékos, aki korábban három évadot játszott a Dorogban, 2011. január 7-ig pedig a csapat vezetőedzője volt, jelenleg pedig a dorogi öregfiúk csapatának a tagja. Őt Karcagi Pál követte, aki szintén a Dorog egykori játékosa volt. A 2010–2011-es évadot követően a csapat kieső helyen végzett, azonban az MLSZ átszervezésének köszönhetően továbbra is az NB III-ban szerepelhetett.
- Kapcsolódó videó: Újpest B–Dorog bajnoki meccs, 2010

### Elmozdulás a holtpontról

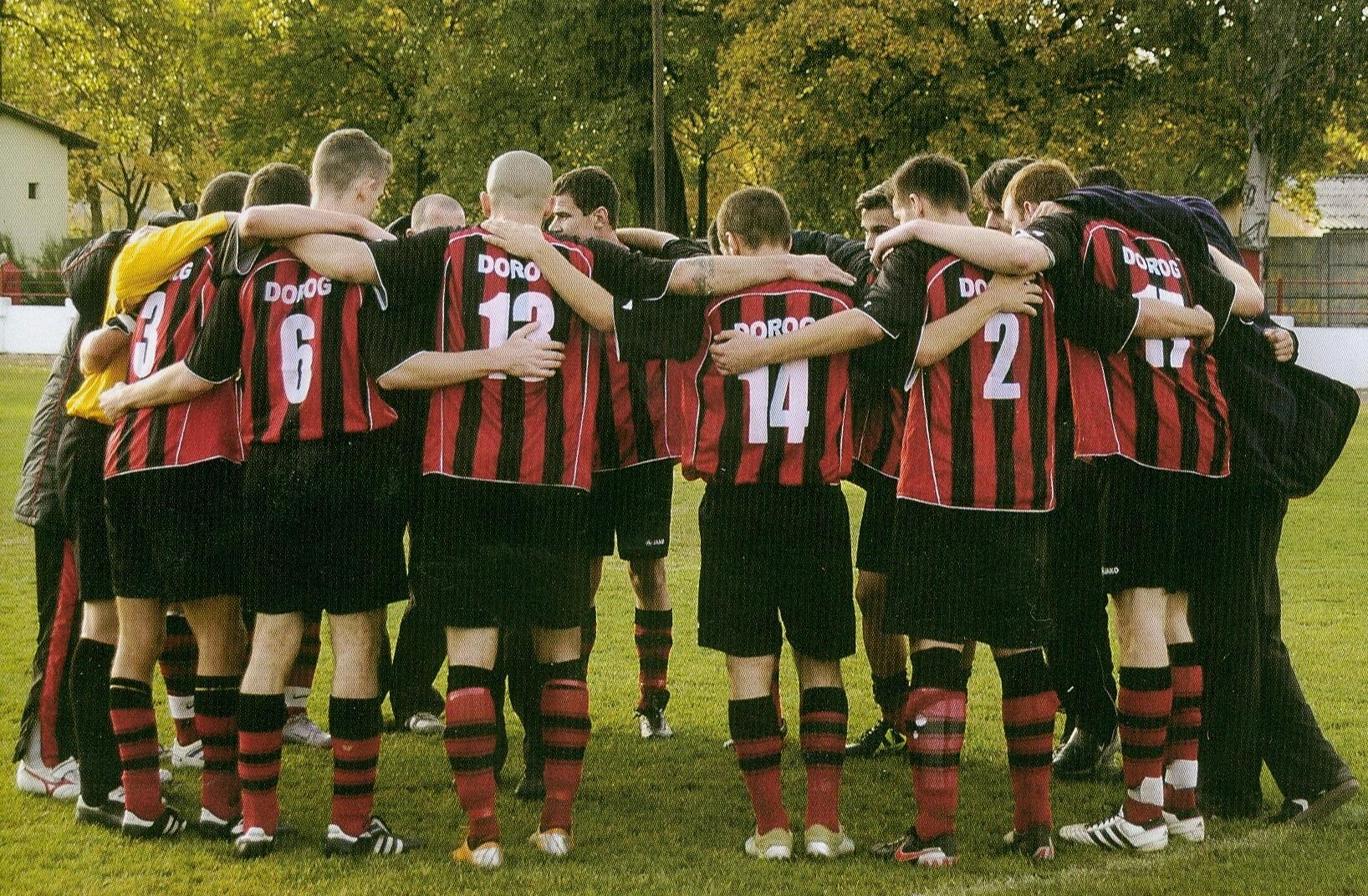
Igazi példás csapategység jellemezte a dorogiakat a 2011–2012-es évadban

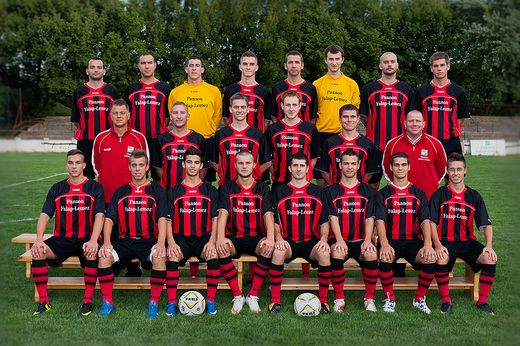
A dorogi csapat a 2011–12-es évadban a magyar labdarúgó-bajnokság harmadosztályában a Duna csoport őszi szezonjában

A 2011–2012-es évadtól Miskei Attilát – aki az 1990-es évek első felében a Dorog játékosa is volt – nevezték ki az új vezetőedzőnek, segítője pedig Harmat József lett. Rövid időn belül jelentős változások történtek, és egy teljesen más Dorogot láthattak a szurkolók az őszi szezonban, noha a játékosállományban többen is megmaradtak a korábbi csapatból. A dorogiak remek rajtot véve 12 forduló után – a mezőnyben egyedüliként – még veretlenek voltak, és mindössze 5 gólt kaptak, a tizedik fordulót követően pedig vezették a tabellát is. A 13. fordulóban aztán hazai pályán a listavezető Érd elleni 1–0-s vereséggel megszakadt a kitűnő sorozat, és végül a 3. helyről várhatták a tavaszi folytatást. Az új szezonban is tartották remek formájukat és a bajnokság hajrájában nyílt versenyben álltak a bajnoki címért. Akár csak az ősszel, ezúttal is a listavezető, a bajnokságot megnyerő Érd ellen szenvedték el egyetlen vereségüket, minimális 1–0 arányban. A 2. helyet azonban magabiztosan tartva ezüstérmesek lettek és az elmúlt évtized kimagaslóan legsikeresebb évadát zárták. A dorogi csapat három leget is felállított: az egész mezőnyben ők kaptak ki a legkevesebbszer, mindössze kétszer, valamint a legkevesebb gólt kapták, összesen 14-szer rezdült meg a dorogi háló a 30 mérkőzésen, és gyakorlatilag egy teljes szezonon keresztül őrizték veretlenségüket. 2011. november 12. és 2012. június 2. közötti időszakban nem kaptak ki. Ezen felül március 31. és május 12. között 7 egymást követő mérkőzést nyertek meg. A keretben sok jó egyéni teljesítmény mellett elsősorban kiváló csapatteljesítményüknek köszönhették előkelő helyezésüket. A gárda összetartása és a csapatszellem példás volt az egész évadban. Az amúgy is fiatalos csapat két saját nevelésű ifista újoncot is avatott ebben az évadban Monostori Benjamin és Szatmári Csaba személyében. Előbbi, Monostori Tivadar unokája. A klub szakmai stábja még ekkor is olyan sportemberekből állt, akik egykor játékosként, később pedig szakvezetőként sokat tettek a dorogi klub hírnevéért. Így Monostori Tivadar, Kiss László, Varga János, Haraszti János, Morecz László, Belányi István, Bodó László és Csapó Károly, akik mind a csapatot segítették szakmai tudásukkal és a klub iránti elkötelezettségükkel.

### A 2012–2013-as évad

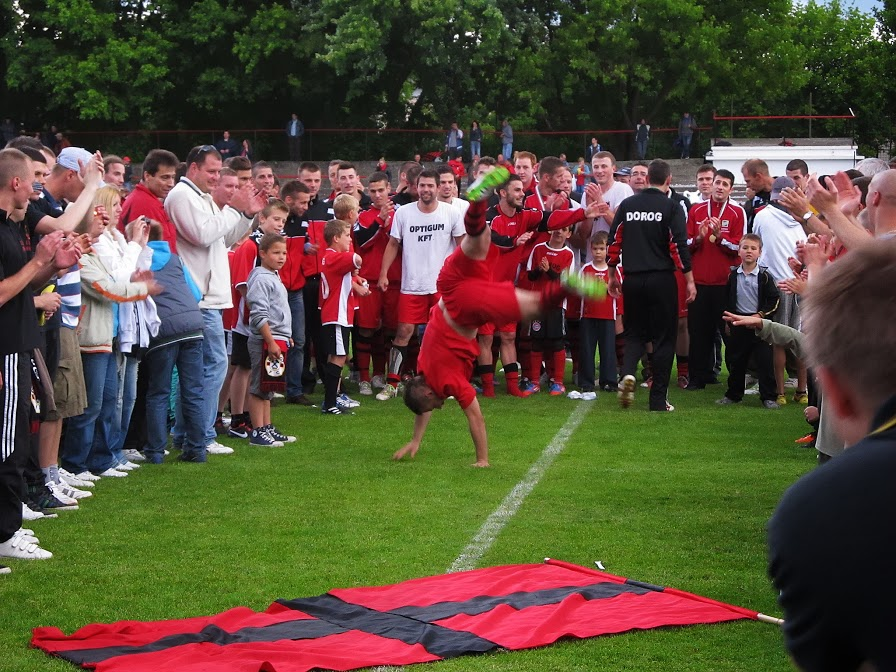
Fieszta a bajnokavatón

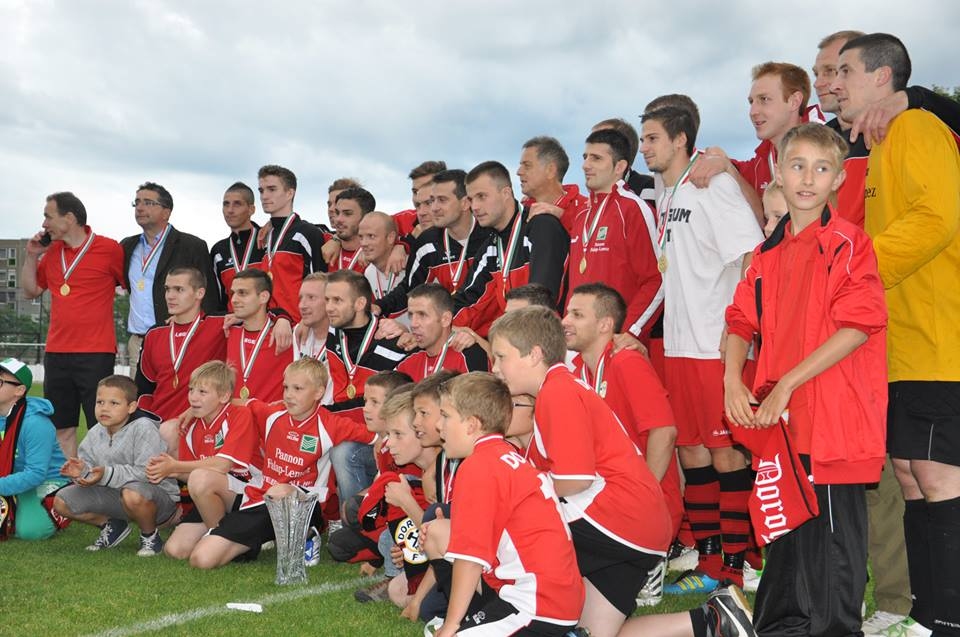
Bajnokcsapat

Az új évadot gyakorlatilag változatlan összetételű játékosállomány és szakmai stáb kezdte. Egyetlen említésre méltó változást Tóth László technikai vezető jelentette, aki a 2011–2012-es évadot követően nyugdíjba vonult elődjét, Kiss Lászlót váltotta ezen a poszton. Az új technikai vezető korábban szintén a Dorog játékosa volt. Az igazi változást a MLSZ új versenykiírása hozta, amelynek egyik alaptételét az első három osztály mezőnyének drasztikus csökkentési szándéka jelentette, valamint a dorogi csapat átsorolása a Bakony csoportba. A Duna csoportban ugyanis a mezőny felszaporodott, egyrészt a 2012-es bajnoknak, az Érdnek köszönhetően, aki nem vállalta az NB II-es indulást, így továbbra is ebben a csoportban maradt. A dorogiaknak a csoportváltozás számos ismeretlen ellenfelet és jelentős utazási pluszt jelentett. A klub minimális célként a még osztályozós helyet jelentő 6. helyet jelölte meg. A Szövetség határozata értelmében az NB III-as csoportokban a 7. helyezettől lefelé valamennyi csapat kiesik a megyei osztályba. Ezáltal hatalmas küzdelmekre volt kilátás, hiszen a bajnoki végeredmény hosszú évekre meghatározhatta az egyes csapatok sorsát. A dorogi csapat gyakorlatilag ott folytatta, ahol az előző szezont abbahagyta. A mezőny egyik meghatározó gárdája lett és az őszi szezont a 6. helyen zárta. A magabiztosan menetelő listavezető Balatonfüredet éppen a Dorognak sikerült megállítani a 8. fordulóban.
A téli felkészülési időszakban négy játékos igazolásával kívánták a csapat hatékonyságát növelni. Köztük az egykori ferencvárosi és más NB I-es csapatnál is hírnevet szerző veterán játékosnak számító Schultz Levente és az Érdről érkező gólerős Skita Tamás ígérkezett a legígéretesebb húzásnak. A csapat a tavaszi szezonban minden előzetes várakozást alaposan felülmúlt. Veretlenül, mindössze két döntetlent játszva valamennyi mérkőzését megnyerve bajnoki címet szerzett. A bajnokság megnyerése mellett egy sor rekordot is sikerült felállítani. A Dorog volt az egyetlen csapat a mezőnyből, amely valamennyi ellenfelét le bírta győzni. Több csapat ellen oda-vissza is győzött, közte az egyik legnagyobb riválisnak számított Balatonfüred ellen, akik még gólt sem tudtak elérni a piros-feketék védelmével szemben. 2012. október 14-től, összesen 17 bajnoki mérkőzésen át tartott a veretlenségük. Mindössze két alkalommal maradtak alul, mindkétszer minimális egy góllal, amely még az őszi szezonban történt. A leggólerősebb és egyben az egyik legkevesebb gólt kapták és a legjobb gólaránnyal rendelkeztek. A tavaszi menetelés során egyetlenegy alkalommal fordult elő, hogy gólképtelenek voltak, ugyanakkor háromszor szereztek 5, kétszer pedig 4 gólt egy mérkőzésen. A csapat elsőként 5 fordulóval a befejezés előtt lépett elő listavezetőnek, igaz, akkor csak ideiglenesen, mert nem volt teljes a tabella, a menet közben elmaradt mérkőzések miatt. Igazán két fordulóval a vége előtt lépett az élre és meg is tartotta az utolsó két mérkőzésen aratott magabiztos győzelmeiel. Az évad érdekességéhez tartozik, hogy a Dorog öt hónapon át nem játszott saját pályáján. 2012. november 3-án, a Nagykanizsa elleni hazai fordulót követően az őszi szezon zárómérkőzésére Sárváron került sor, majd a téli felkészülés során sem játszott hazai környezetben, aztán a tavaszi folytatásban a sorsolásnak megfelelően idegenben kezdtek. Ezt követően pedig a hatalmas havazás miatt kimaradt a hazai meccsük, amely után szintén a sorsolásnak megfelelően két idegenbeli mérkőzés jött. Végül április 6-án lépett újra pályára a Buzánszky stadionban. A sikert a záróforduló tette teljessé a harmadosztályban ritkán tapasztalható nézőszámmal. Hosszú évek után fordult elő újra, hogy Dorogon több ezren látogattak ki bajnoki meccsre. A pontos nézőszámot csak becsülni lehetett, ugyanis a klub az utolsó hazai mérkőzésre, 2013. június 1-jén 2000 belépőt bocsátott ki, amely elfogyott és ezt követően még mindig sokan várakoztak jegyre a pénztáraknál. A stadion kapacitásának ismeretében a becsült nézőszám 2500-3000 fő közöttire volt tehető. A bajnokavató hangulatában és a szurkolás minőségében is a legmagasabb osztályhoz volt mérhető. A mindent eldöntő záró sípszót követően rengetegen rohantak a lelátókról a játéktérre és önfeledten ünnepelték a bajnokcsapatot. Ekkor került sor a bajnoki aranyérmek és a győztesnek járó serleg – jelen esetben egy gravírozott kristályváza – átadására a Szövetség részéről, amelyet Buzánszky Jenő adott át személyesen. A hivatalos ceremóniát követően a kora hajnali órákban nyúlóan tartott a fieszta az északi kanyarban felállított sörsátorban. A bajnoki címet több egykori dorogi labdarúgó, többek között Füle Antal személyesen is együtt ünnepelte a helyszínen.
A 2012-2013-as bajnokcsapat: Ambrus Tamás, Bakos Bence, Bedő Béla, Bula Benjamin, Grósz Gergely, Faragó Szabolcs, Frank Tamás, Fürjes Ádám, Hauser Dániel, Janetka Zoltán, Kinyik Ádám, Kopányi Ádám, Lajer Gábor, Máj Gábor, Mészáros Áron, Papes Ferenc, Sándor Péter, Schultz Levente, Sebestyén Dávid, Skita Tamás, Szabó Pál, Tóth Ádám, Tóth Zoltán, Vigh Ádám. Vezetőedző: Miskei Attila. A csapat tagja volt továbbá Máté Miklós, aki az őszi szezont követően igazolt el, valamint az elmúlt évben már bemutatkozott Szatmári Csaba, akire a keret tagjaként számítottak, de ezúttal csak a Magyar Kupa-küzdelmek során szerepelt tétmérkőzésen, egyébként az U19-es csapatot erősítette a teljes évadban.

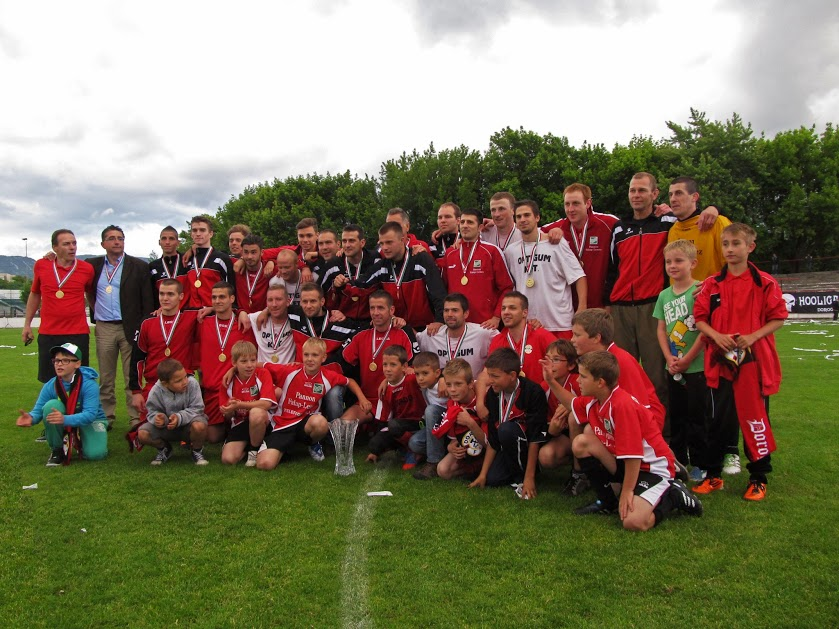
A 2012–2013-as bajnoki évad NB III. Bakony csoport bajnoka, a Dorogi FC

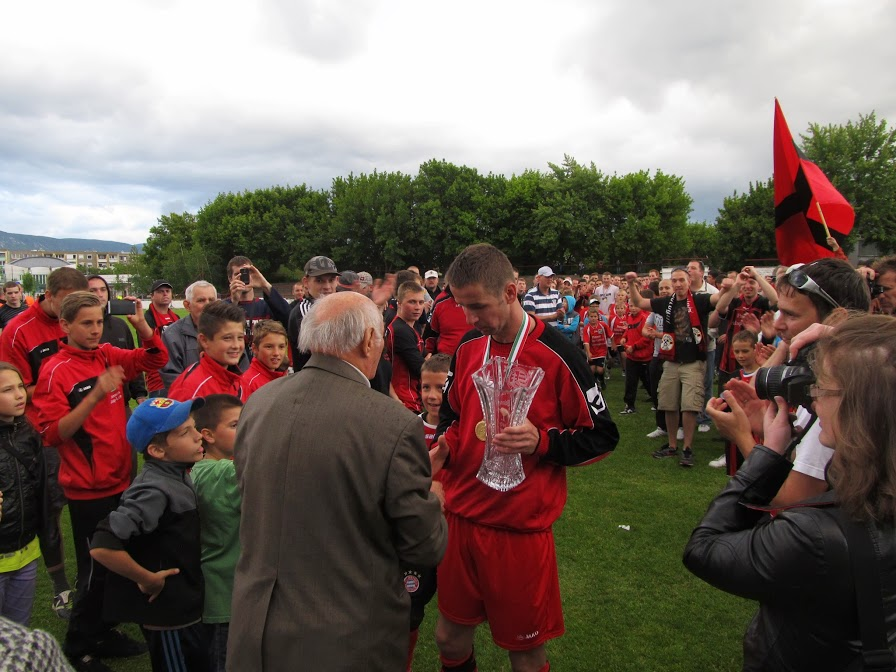
Buzánszky Jenő köszönti a bajnokcsapatot

A kiírás értelmében az NB III-as bajnokok az NB II osztályozós helyein végzett középmezőnybeli csapatokkal küzdhettek a másodosztályú tagságért. A dorogiak az NB II Nyugati csoport 7. helyezettjét, a Szigetszentmiklóst kapták ellenfélül, azonban hideg zuhanyként érte őket a keserű hír, hogy az osztályozó eredményétől függetlenül nem indulhatnak az NB II-ben, ugyanis nem rendelkeztek másodosztályú licenccel, amelyet az év márciusában kellett volna intézni. Mindettől függetlenül az MLSZ kötelezte a mérkőzés lejátszását, ugyanis amennyiben az ellenfél alulmaradna, úgy kiesnek az NB II-ből. Az első felvonásra 2013. június 8-án Dorogon került sor, ahol a motiválatlan hazaiak katasztrofális 6–0-s vereséget szenvedtek. Az egy héttel későbbi idegenbeli visszavágóra azonban alaposan felszívták magukat és teljesen egyenrangú ellenfelei voltak az egyébként nagy becsvággyal és jól játszó hazaiaknak, akik újabb gólfesztiválra készültek, azonban be kellett érniük az 1–1-es döntetlennel. Menet közben azonban újabb fejlemények kuszálták tovább a szálakat, ugyanis az első osztályból frissen kiesett Eger SE nem kívánt elindulni a másodosztályban, így az MLSZ kénytelen volt feltöltést előirányozni a csonka bajnokság elkerülése érdekében. Szabályai értelmében az osztályozón legjobb eredménnyel alulmaradt csapat és az éves összteljesítményével legjobb mutatókkal rendelkező csapat az erőnyerő. Ennek alapján a Dorogot illette volna a feljutást, azonban a licenc hiánya tovább bonyolította a mezőny végleges összeállítását. Az MLSZ nem engedélyezte a dorogi egyesületnek a szükséges dokumentumok utólag történő rendezését, míg több hetes várakozást követően végül a Soproni VSE maradhatott az NB II-ben, a Dorog pedig továbbra is a harmadosztályban küzdhetett.
A dorogi klub történetében két év alatt jelentős pozitív változások álltak be. Az egyesület fő erejét az adta, hogy a teljes elnökség és a szakmai stáb tagjai kivétel nélkül erősen és önzetlenül kötődtek a nagy múltú klubhoz. Az egyik plusz kapocs, hogy szinte valamennyien egykor a Dorog játékosai is voltak. Kara Dániel elnöktől és Mayer László alelnök klub menedzsertől kezdve Bartalos József elnökségi tagon, Miskei Attila vezetőedzőn, Harmat József pályaedzőn át Tóth László technikai vezetőig gyakorlatilag valamennyiükre igaz, valamint Honti Józsefre is, aki újfent a dorogiakat szolgálta, mint játékos- és ellenfél megfigyelő. Többek között Schultz Levente leigazolásában is fontos szerepet játszott. A siker egyértelműen csapatmunka, azonban Mayer László személye kiemelkedik, aki minden téren rengeteg hangsúlyt és magánvállalkozásából jelentős összeget szentelt az egyesületre. A dorogi csapat gerincét is saját nevelésű játékosok alkották, az ideigazolt labdarúgók pedig maximálisan azonosulni tudtak a klub szellemével, a Dorogi Szívvel.

### A centenárium évében

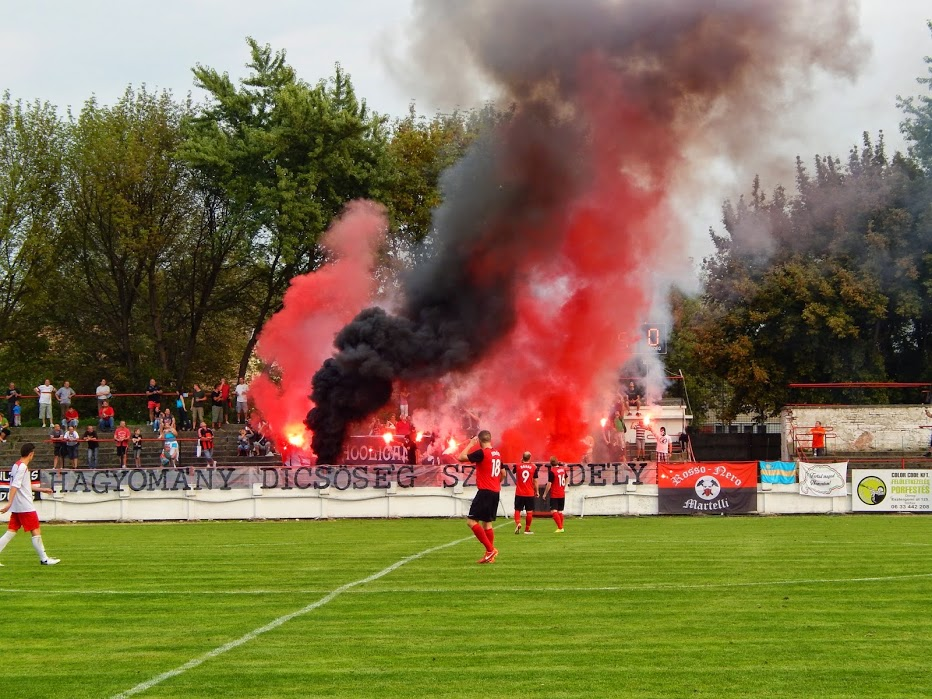
Így köszöntötték a szurkolók a centenáriumot

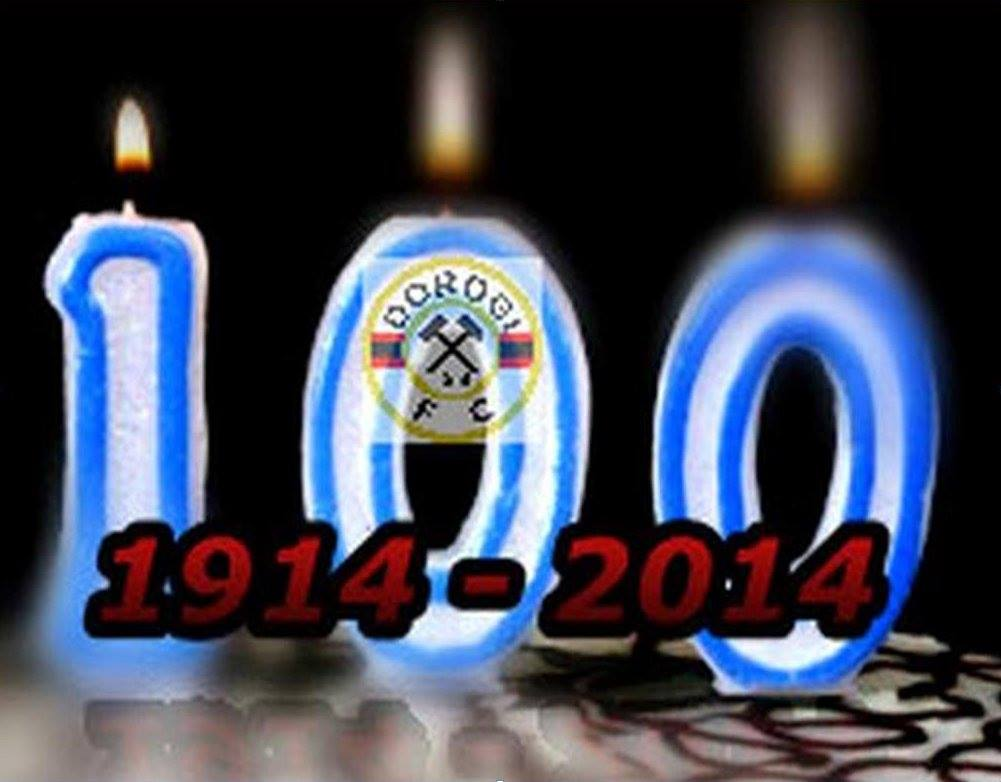
100 éves lett a dorogi klub

Az ünnepi év legelső eseménye a január első napjaiban bekövetkezett edzőváltás volt. A dorogi csapat a 2013-2014-es évad őszi szezonjában, az alaposan megerősödött csoportjában hullámzó teljesítményt nyújtott. Fényes győzelmek és bosszantó vereségek váltogatták egymást. Többek között magabiztosan győzték le a két éllovast – köztük a Győri ETO II. csapatát sziporkázó játékkal 5–1 arányban ütötték ki –, ugyanakkor sima 4–0-s vereséget szenvedtek a kieső helyen lévő Diósd otthonában, és hazai pályán kaptak ki a sereghajtó Tököltől. A várakozáson alul való szerepléssel a szezon során végig a tabella alsó házát erősítette a csapat. A klub elnöksége és Miskei Attila közös megegyezéssel szerződést bontott. A korábbi sikeredző, Miskei ezt követően a rivális Diósd csapatához került, míg az új vezető edző Ozoróczi Gábor lett.
A centenárium első mérkőzése 1–0-s győzelemmel zárult a REAC ellen, a rákospalotai együttes otthonában, ahol egy minitornára hívták meg a dorogiakat januárban. A téli átigazolási időszakban került Dorogra Sitku Illés, akivel a csatársort kívánták hatékonyabbá tenni. A tavaszi szezon elején éppen a Diósd elleni hazai mérkőzésen aratta a csapat első bajnoki győzelmét. A centenárium tiszteletére számos ünnepi programot tervezett az elnökség, amelyre egykori legendás játékosai is meghívást kaptak, valamint a stadionban is több újítást, fejlesztést hajtottak végre. Bár a tavaszi szezon valamennyivel eredményesebbnek bizonyult, azonban végül csak a 11. helyre volt elegendő. A nyári szünetben edzőváltásra került sor. Ozoróczi helyett Németh Szabolcs érkezett. A csapat gerince megmaradt, ugyanakkor elsősorban posztra történő igazolásokkal igyekeztek erősíteni a keretet. Talán még a szakmai stáb sem számított ilyen sikeres szezonra. Magabiztos idegenbeli győzelemmel rajtolt a csapat, majd az első hazai mérkőzésén – immár zsinórban harmadszor – legyőzte a csoport fő favorit csapatát, a Győri ETO II-t. A számos megemlékezés mellett, Bányásznapra időzítették a központi ünnepséget, amelyet a dorogi csapat remekbe szabott győzelme és a dorogi szurkolók hatalmas és látványos pirotechnikai koreográfiája tett felejthetetlenné. A szezon egyik legemlékezetesebb mérkőzése a Tatabánya elleni összecsapás volt. Egyrészt a dorogiak hosszú idő után kerültek össze újfent ősi, megyei riválisukkal bajnokin, ráadásul ez volt a két csapat egymás ellen játszott 50. tétmérkőzése. Nem utolsósorban Miskei Attila vezette a tatabányaiakat, aki így egy éven belül immár másodszor is ellenfélként küzdött meg egykori csapata ellen.
Szépszámú közönség jött össze a megyei rangadóra még annak ellenére is, hogy éppen a dorogi ultrák távol maradtak. Történt, hogy a magyar szurkolócsoportok közös tüntetést szerveztek az MLSZ ellen a fővárosban és a megmozdulás éppen egybe esett a dorogi mérkőzéssel. A szurkolók szolidaritást vállaltak az ország ultracsoportjaival és a tüntetésen vettek részt a meccs helyett. Kárpótlásként valamennyien kilátogattak a dorogi csapat, rangadó előtti utolsó edzésére, és igazi meccshangulatot varázsoltak a lelátón. A Tatabánya elleni mérkőzés végül gól nélküli döntetlent hozott. A dorogi gárda mindvégig a tabella élbolyában tanyázott és szorgalmasan gyűjtötte bajnoki pontjait, majd dobogós helyen, az utolsó előtti fordulóban pedig már az első helyen állt. A zárófordulóban is sikerült megőriznie listavezető pozícióját, így őszi bajnokként várhatta a tavaszi folytatást. A remek eredmény értékét fokozta, hogy veretlenül és az egész csoportban a legkevesebb gólt kapva zárta a szezont. Szám szerint mindössze 8 alkalommal rezdült meg a dorogi háló. Az évadban többször is ezres nagyságrendű volt a drukkerek száma egyes mérkőzéseken. A bajnoki találkozók mellett a nyár folyamán lejátszott Haladás elleni Magyar Kupa-meccsen is négyjegyűre duzzadt a nézőszám, pedig hétközi mérkőzés volt, ráadásul igen nagy hőségben került sor a találkozóra. Egy félidőn keresztül úgy tetszett, hogy meglepetés készül. A dorogiak vezettek, de végül a nagyobb rutin és a két osztálynyi különbség kidomborodott a vendégek javára, mégpedig 4–1 arányban.

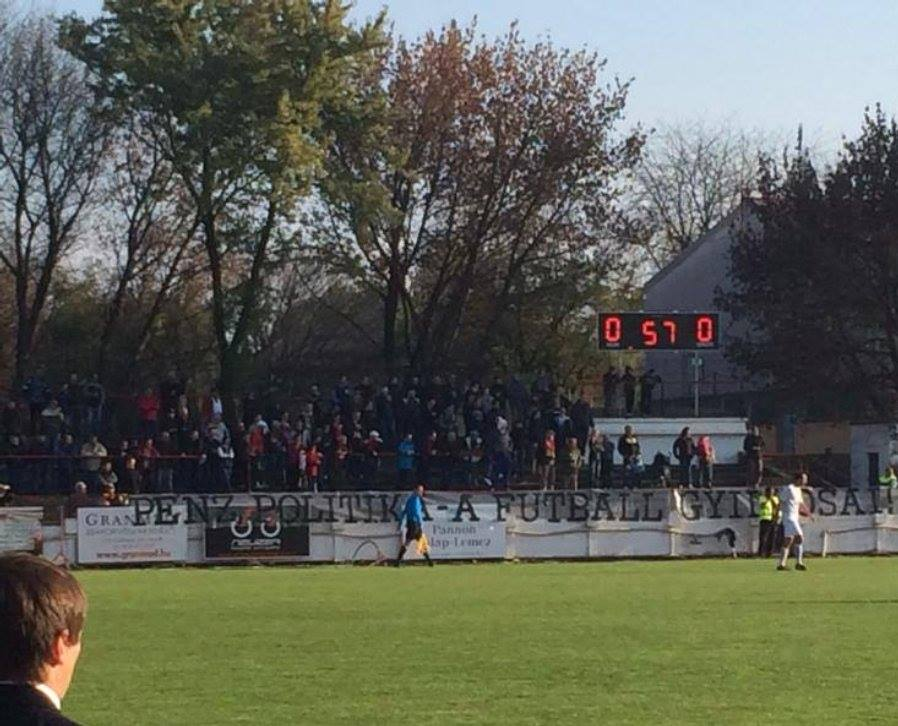
Szépszámú nézősereg az 50. Dorog–Tatabánya tétmérkőzésen

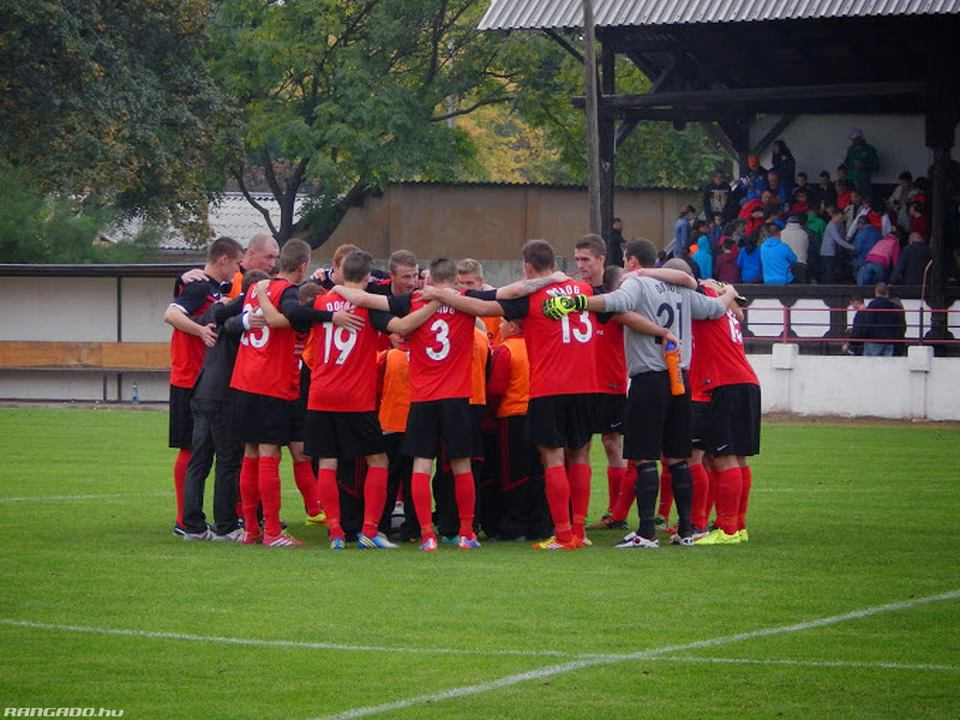
A Dorogi Szív összetartó ereje 100 évet követően is meghatározó

Hét csapat képtelen volt betalálni a dorogi kapuba. Egyben egy új remek sorozat volt kialakulóban, ugyanis az előző évad utolsó fordulójától az őszi szezon zárásáig lejátszott 16 bajnoki mérkőzésen tartották veretlenségüket és csak minden második meccsre jutott egy kapott gól. Egyedüli negatívumként a kihagyott büntetőket lehetne megemlíteni, ugyanis a szezonban többször is 11-est hibáztak. A centenárium éve szomorú pillanatokat is tartogatott a klub és hívei számára. Sajnálatosan, többen is elhunytak az egykori legendás játékosok és vezetők közül. A megemlékezés és kegyelet gyertyái égtek Kottesz Béláért, Monostori Tivadarért, Grosics Gyuláért, Ivanics Tiborért, Bakonyi Istvánért és Tramita Máriáért, valamint Bencze László fotóművészért, a klub törzsszurkolójáért. A dorogi gárda igazi csapatmunkával érte el remek teljesítményét, nagyszerű közösséget alkotva. Az év játékosának Vigh Ádámot választották, aki kiegyensúlyozott jó teljesítményén felül a leggólerősebb játékosként egyben házi gólkirály is lett. Az ünnepi év fényét emelte a női csapat páratlanul sikeres szereplése, akik előbb 100%-os teljesítménnyel bajnoki címet nyertek az NB II-ben, majd az osztályozón is oda-vissza győzedelmeskedtek és jutottak az első osztályba. Újoncként mindjárt az első három fordulóban is fölényes győzelmekkel hibátlan teljesítménnyel az NB I tabelláját is vezették. Az évad befejeztével, a legjobb vidéki csapatként a 4. helyről várták a tavaszi folytatást.

### Példátlan büntetésekkel teli évad
A dorogiak ragyogó teljesítménye és a magasabb osztályba való kerülésének reménye hamarosan szertefoszlott. Előbb az újbudai klub nyújtott be óvást a dorogiak ellen két játékos érvénytelen sportorvosi igazolása miatt, amelyet az MLSZ jóváhagyott és a pályán elért 4–1-es dorogi győzelmet törölve, 3–0-s gólaránnyal az újbudaiak javára írta jóvá. Ezt követően a teljes szezont kivizsgálva megerősítést nyert, hogy a dorogiak közül Vigh Ádám és Skita Tamás végig érvénytelen igazolással játszottak, ezért a csapatot kollektív büntetésként összesen 25 pont levonással sújtották. A nevezett két játékos munkahelyi elfoglaltsága miatt nem tudott részt venni a megadott sportorvosi vizsgálaton, ezért pótlólag mentek el később egy sportorvoshoz és onnan szerezték be az igazolást. Azonban az illető orvos nem volt akkreditálva az MLSZ rendszerében, így a szövetség nem fogadta el az igazolást. Ennek ellenére mindkét labdarúgó megkapta az érvényes játékosigazolását a Szövetségtől. A dorogi klub kénytelen volt beletörődni a határozatba, azonban halmazati büntetésként az MLSZ mind a két érintett játékost két szezonra eltiltotta a hivatalos szerepléstől, ám mindezt csak a téli átigazolási időszak lezárta után adta a dorogi klub tudtára. Ezáltal a csapat nem csak elvesztette a két leggólerősebb játékosát, de esélyt sem kaptak arra, hogy legalább számban pótolni tudják a keretből kiesett labdarúgókat. További érvágásként elveszítették Schultz Leventét, aki visszavonult az aktív játékból. Bajnok aspiránsból kieső jelöltek lettek és a tabella utolsó előtti helyéről rajtoltak a tavaszi szezon indulásakor. A csapat minden nehézség ellenére tisztességesen és nagy elszántsággal küzdötte végig az évadot. A közel egy éve tartó kiváló sorozat Diósdon szakadt meg. 20 bajnoki fordulón át őrizték veretlenségüket, végül egy vitatható 11-eseből kapott góllal maradtak alul a 3. helyen végzett diósdiak ellen. Két bajnoki fordulóval később a volt rivális, listavezető Budaörs vendégeként szenvedtek szintén 1–0-s vereséget, azonban a mérkőzéseik nagy részét megnyerték, még az örök megyei rivális Tatabánya otthonában, valamint a példátlan pontlevonással járó lavinát elindító Újbuda vendégeként is nyerni tudtak. Végül a 8. helyen végeztek, azonban ha a levont pontokkal gazdagabb lettek volna, akkor ezüstérmet nyer a csapat. Az egész mezőnyben a második legjobb gólarányt tudhatták magukénak.

### Sikeres feljutás közel másfél évtized után

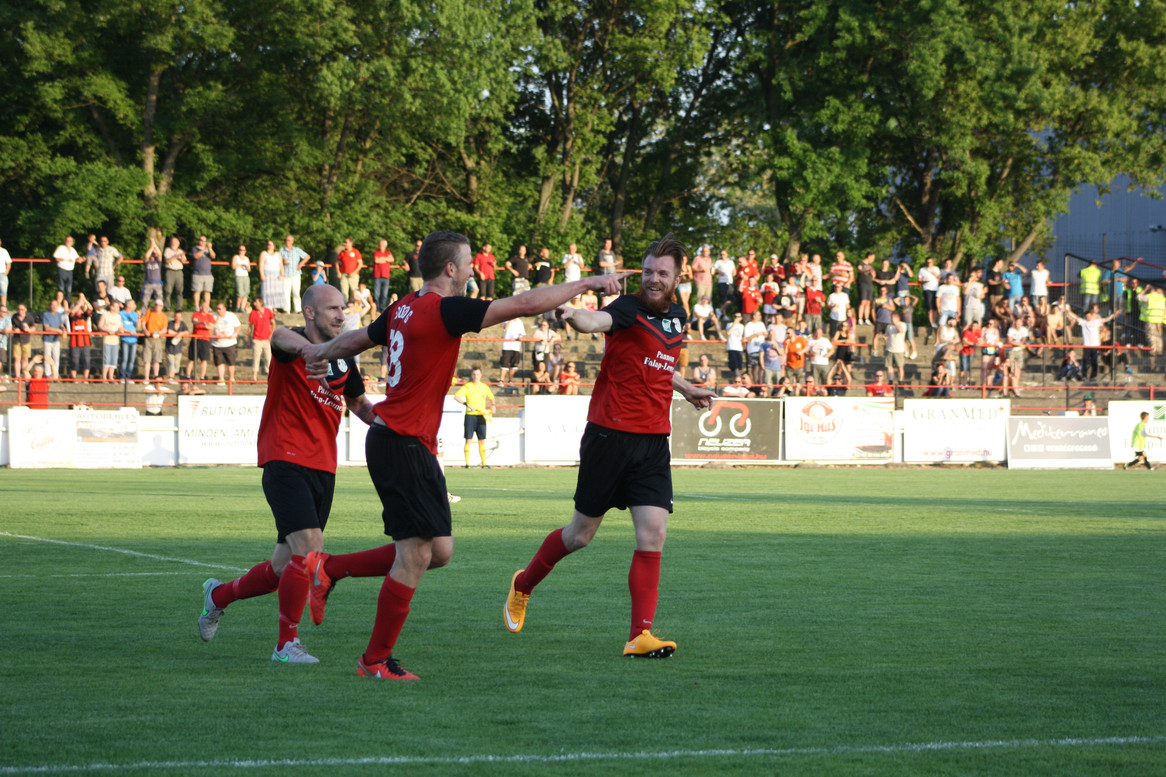
Dorogi gólöröm 2016 tavaszán

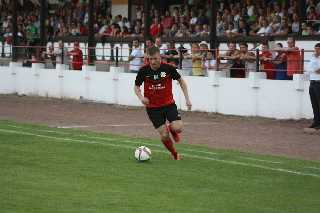
Lendületben a piros-feketék

A 2015–2016-os évadnak úgy vágott neki a csapat, hogy fő célkitűzése a másodosztályba való kerülés volt. A mezőny nagyon megerősödött. Az elmúlt évad húzó csapatai mellett egy sor NB I-es klub, – mint a Ferencváros, MTK, Videoton, Puskás Akadémia FC – tartalékcsapatai is ebbe a csoportba lettek besorolva, továbbá az NB I-ből kiesett Győri ETO is. Döcögősen indult a szezon a dorogiak számára, akik a Videoton vendégeként játszották első meccsüket és viszonylag simán kaptak ki 3–0-ra, majd ezt követően a Ferencváros második csapata ellen csak egy tisztes gól nélküli döntetlenre futotta erejükből. A 3. fordulóban ugyan a BKV Előre ellen egy bravúros idegenbeli győzelemmel további lendületet vehettek volna, ám a folytatásban hazai pályán súlyos, 4–1 arányú vereséget szenvedtek az addig még pontot sem szerző felcsútiak ellen. Igaz, a Puskás Akadémia azon a meccsén több, az első csapatukban játszó játékost vetett be Dorogon. Az 5. fordulótól kezdve azonban megindult a csapat felfelé, szorgalmasan gyűjtötték a pontokat. Csak a Csepel elleni idegenbeli 2–0-s vereség jelentette az egyetlen kisiklást a nagy menetelésben. Közben párhuzamosan a Magyar Kupában is sziporkázott a csapat, ahol sikerült az azóta már az NB I-be jutott Gyirmót FC együttesével szemben tovább jutniuk, s végül a szintén másodosztályú Csákvári TK búcsúztatta a dorogiakat. A bajnoki záró fordulót már a 3. helyről várhatták. Tekintve, hogy a két első helyen az FTC és a Videoton állt, így a bajnoki kiírás alapján – miszerint NB I-es tartalék csapat nem juthat fel -, a dorogiak a legjobb feljutó helyen állva fogadták a legnagyobb riválisuk, a Győri ETO csapatát. Igazi rangadót hozott a mérkőzés, ahol a késő őszi idő ellenére is szépszámú közönség látogatott ki a Buzánszky stadionban. Győrből is rengeteg szurkoló érkezett és nagyszerű hangulatban, valamint hatalmas hangpárbaj közepette a dorogiak győzelmével zárult az összecsapás. A győriek a lefújás előtti utolsó percben rárontottak a biztonsági emberekre és tettlegességre is sor került. A MLSZ salamoni döntést hozva, mindkét egyesületet megbüntette. Győzelmükkel a dorogiak 4 pontos előnnyel zártak a 3. helyen a Győr előtt, ám örömük mégsem volt felhőtlen. A szezont követően derült ki ugyanis, hogy a dorogiak fiatal tehetséges és stabil alapemberénél, Koronczai Benjaminnál – akit Bernd Storck szövetségi kapitány meghívott az U21 válogatott keretéhez – nyirokeredetű rákot diagnosztizáltak egy orvosi vizsgálat során. Ezzel nem csak a fiatalember labdarúgó pályafutása, hanem az életkilátásai is kétségesnek tűntek. A dorogi klub, a játékostársak és a szurkolók egy emberként sorakoztak fel melléje és hatalmas erőt adtak neki a betegséggel való szembenézéshez és maga is erősen hitt a gyógyulásban. A tavaszi folytatás hasonlóan kezdődött az őszihez. A nyitányon hazai pályán gól nélküli döntetlen a Videoton ellen, míg a Fradi ellen egy gólos vereség idegenben, azt követően pedig 1–1-es döntetlen otthon a BKV-val szemben. Ezután viszont egy nagyszerű szériát produkáltak, ahol nem csak a pontok száma kezdett el rohamosan nőni, de a dorogi kapu kilenc egymást követő mérkőzésen is érintetlen maradt. Végül az Érdnek sikerült betalálni, de az is csak szépségtapaszra volt elegendő a 3–1-es dorogi győzelmet hozott találkozón. A dorogiak három fordulóval a bajnokság vége előtt már a másodosztály küszöbén álltak úgy, hogy amennyiben idegenben legyőzik a III. Kerületi TVE csapatát, úgy mindentől függetlenül biztos feljutók. Élve a kínálkozó alkalommal, magabiztos 3–0-s győzelemmel belőtték magukat a magasabb osztályba.

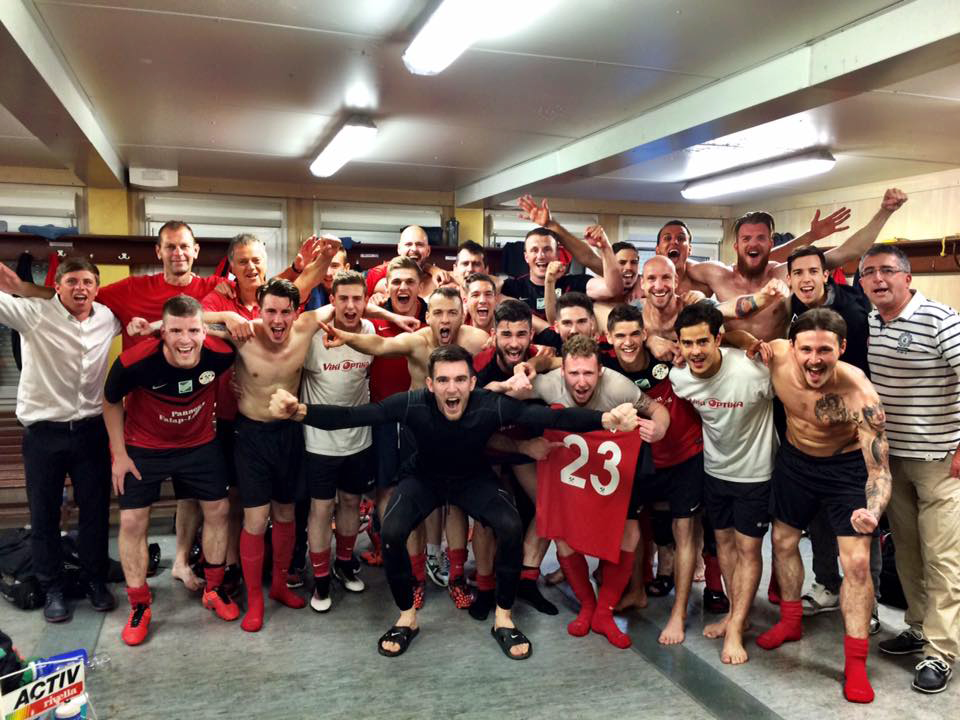
A feljutást bebiztosító győzelem után a III. ker. TVE otthonában

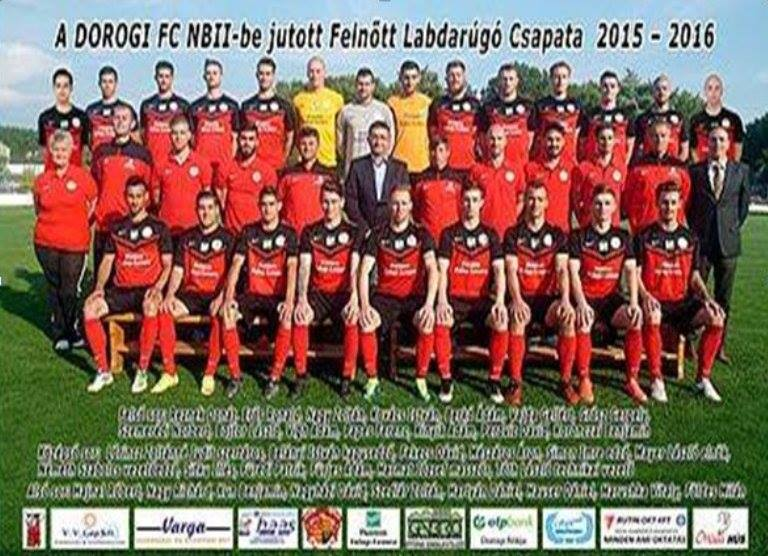
Az NB II-be jutott sikercsapat a 2015–2016-os évadot követően

Két fordulóval a vége előtt 8 ponttal vezettek a Győr előtt, amely már matematikailag is behozhatatlanná vált. A maradék két mérkőzés már csak az önfeledt örömfociról szólt. Előbb hazai pályán született kapott gól nélkül biztos kétgólos győzelem a Sárvár ellen, ahol az évad egyik legszebb pillanatának is tanúi lehetettek játékosok és szurkolók egyaránt. A korábban súlyos betegségével küzdő Koronczai Benjamin sikeresen túlesett a kezelések megpróbáltatásain és a kontrollvizsgálatok igazolták, hogy szervezete legyőzte a gyilkos kórt. Az első adandó alkalommal elkezdett edzeni és az utolsó hazai bajnoki mérkőzés záró 5 percére játéklehetőséget kapott Németh Szabolcs vezetőedzőtől. A közönség és a csapattársak önfeledt örömmel fogadták a szerencsésen visszatért játékost, akinek szép gesztusként a kapitányi karszalagot is odaadták pályára lépésekor. Az év meccse lehetett volna a Győri ETO – Dorog rangadó a zárófordulóban, ám csak presztízs értéke maradt, hiszen a dorogiak 8 ponttal előzték meg vetélytársukat. Ennek ellenére egy nagyszerű mérkőzést játszottak, ahol a dorogiak ezúttal sem adták alább a győzelemnél. A győrieknek sovány vigaszként jutott egy szépítő gól, amely a legtöbb csapatnak nem sikerült tavasszal a Dorog ellen. Végül 11 pont különbség lett a két csapat között, amellyel a dorogiak nem csak tartani tudták az őszi 4 pontos fórjukat, de majdnem megháromszorozták azt. A kiváló szezon ellenére a MOTIM TE beelőzve a Dorogot, a 2. helyen végzett és jutott szintén fel magasabb osztályba. Egyetlen ponttal többet sikerült begyűjteniük. Egymás ellen mindkétszer döntetlen született, bár a mosonmagyaróvári mérkőzésen az utolsó percig vezettek a dorogiak, s végül egy megítélt 11-esből tudott pontot menteni riválisuk. A bajnok a Ferencváros lett, 4 ponttal megelőzve a bronzérmet szerző dorogiakat. Az egész mezőnyben a dorogiak kapták a legkevesebb gólt, összesen 16 találatot. Ebből tavasszal mindössze 4 gólt kaptak és a bajnok, egyben a második legkevesebb kapott góllal büszkélkedhető FTC is 10 góllal kapott többet. Szintén a legkevesebb vereséggel hozta a csapat az évadot. Csak 4 alkalommal veszítettek meccset, közte a Videoton, a Puskás Akadémia, a Csepel és a Ferencváros tudott csak nyerni a Dorog ellen. Ebből pedig mindössze a Fradi elleni az egyetlen tavaszi vereség, így a dorogiak 14 mérkőzés óta voltak veretlenek. Ezzel a sikeres évaddal 14 év elteltével újra NB II-es csapata lett Dorognak.
Az NB II-be jutott csapat: Berkó Ádám, Bojtor László, Erős Roland, Fekecs Dávid, Füredi Patrik, Fürjes Ádám, Földes Milán, Grósz Gergely, Hajnal Róbert, Hartyán Dániel, Hauser Dániel, Kinyik Ádám, Koronczai Benjamin, Kovács István, Kun Benjamin, Marushka Vitaly, Mészáros Áron, Nagy Zoltán, Nagy Rihárd, Nagyházi Dávid, Papes Ferenc, Perovic Dávid, Reznek Donát, Sitku Illés, Szedlár Zoltán, Szemerédi Norbert, Vajda Gellért, Vigh Ádám. Vezetőedző: Németh Szabolcs. A 2015-16-os évadban a keret tagjai voltak még Balogh Bence és Megyeri Gábor.
- Kapcsolódó videó: Koronczai Benjamin visszatérése

### Ismét az NB II-ben
A sikeres és megérdemelt feljutást követően 14 év elteltével Dorognak újra másodosztályú csapata lett. Azonban sokáig nem ülhettek a babérjaikon, hiszen mindössze alig két hónap állt rendelkezésre a magasabb osztályban történő bajnoki rajtig. A bajnoki rendszer alaposan átszerveződött. A 12 csapatos első osztályt az egy csoportra redukált 20 csapatos másodosztályú mezőny követte, amely igazi országos bajnoksággá vált. Soprontól Békéscsabáig, Nyíregyházától Zalaegerszegig terjedő kiszögelés alaposan felölelte az ország területét. A mezőnyben mindössze egyetlen fővárosi egyesület kapott helyet, a többi 19 vidéki klub között pedig számos korábban NB I-et is megjárt csapat részvételével készült az új évadra. A dorogiak lehetőség szerint szerették volna az elmúlt évad sikeres gárdáját együtt tartani. Elsőként a meglévő játékos állomány tagjaival ült le a vezetőség tárgyalni. A legtöbb labdarúgóra számítottak az új évadban is, azonban a magasabb osztály követelményrendszerének megfelelően a játékosok státuszát itt már fő állású sportolóként jegyezték. A csapatból többen ezt nem tudták vállalni, tekintve sokan rendelkeztek biztos megélhetést nyújtó munkahellyel, amelyről nem akartak lemondani. A közös megegyezést követően a tavalyi legénység gerince megmaradt, összesen 16 játékos az elmúlt évi 28-as keretből. Részben a távozók pótlására, részben erősítés céljából egy sor minőségi igazolás történt. Ennek jegyében került Dorogra Csató Martin a Győri ETO-ból, a Grabant testvérek és Medgyes Zoltán a Haladásból, Kővári Róbert Paksról, Bor Dávid Balmazújvárosból, Tóth Martin Sopronból, Bora György a Honvédból, Icsó Zsolt pedig Diósgyőrből.
A klub vezetőségében, úgy az elnökség, mint a szakmai stáb terén maradt mindenki. Egyetlen változást, a korábban Dorogon játékosként már szerepelt Bene Ferenc érkezése jelentette, akit, mint sportigazgatót szerződtetett az egyesület. Bene Ferenc a labdarúgó pályafutását követően szakedző lett. Sikeresen dolgozott az utánpótlás-válogatottnál, majd Diósgyőrben. A 2015–2016-os évadban a Gyirmót FC-t vezette az első osztályba. Az évad végén kölcsönös megegyezés által szerződést bontott az egyesülettel és visszatért egykori sikereinek színhelyére, Dorogra, ahol az 1999-es távozása után is kiváló kapcsolatot tartott fenn a várossal és a dorogi klubbal egyaránt.
A klub célkitűzése a magasabb osztályban a biztos bentmaradás volt, ezzel megalapozva a másodvonalban történő megragadást. A felnőtt csapat mellett szisztematikusan folytatódott a nagy hagyományokkal bíró utánpótlás-építés, valamint a Buzánszky stadion szépítése és az NB II-es kritériumoknak való megfelelés. A bajnoki nyitányra kialakult a 2016–2017-es évad NB II-es dorogi csapata: Berkó Ádám, Bor Dávid, Bora György, Csató Martin, Csák Zoltán, Grabant Bence, Grabant Péter, Fekecs Dávid, Füredi Patrik, Fürjes Ádám, Hauser Dániel, Hartyán Dániel, Icsó Zsolt, Kovács István, Koronczai Benjamin, Kővári Róbert, Medgyes Zoltán, Mészáros Áron, Nagyházi Dávid, Perovic Dávid, Sitku Illés, Szedlár Zoltán, Szemerédi Norbert, Tóth Martin, Vajda Gellért, Vigh Ádám, Zima Ádám, Vezetőedző: Németh Szabolcs.

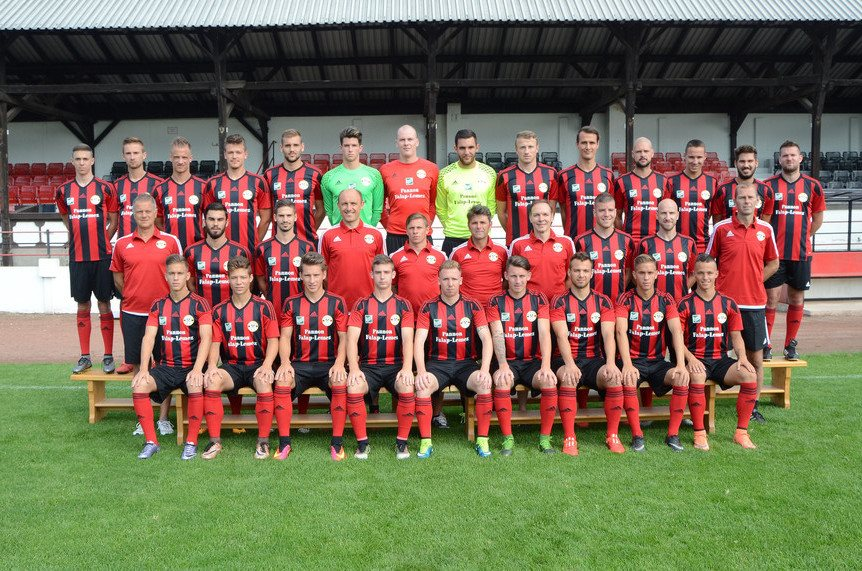
A Dorogi FC NB II-es csapata 2016-ban

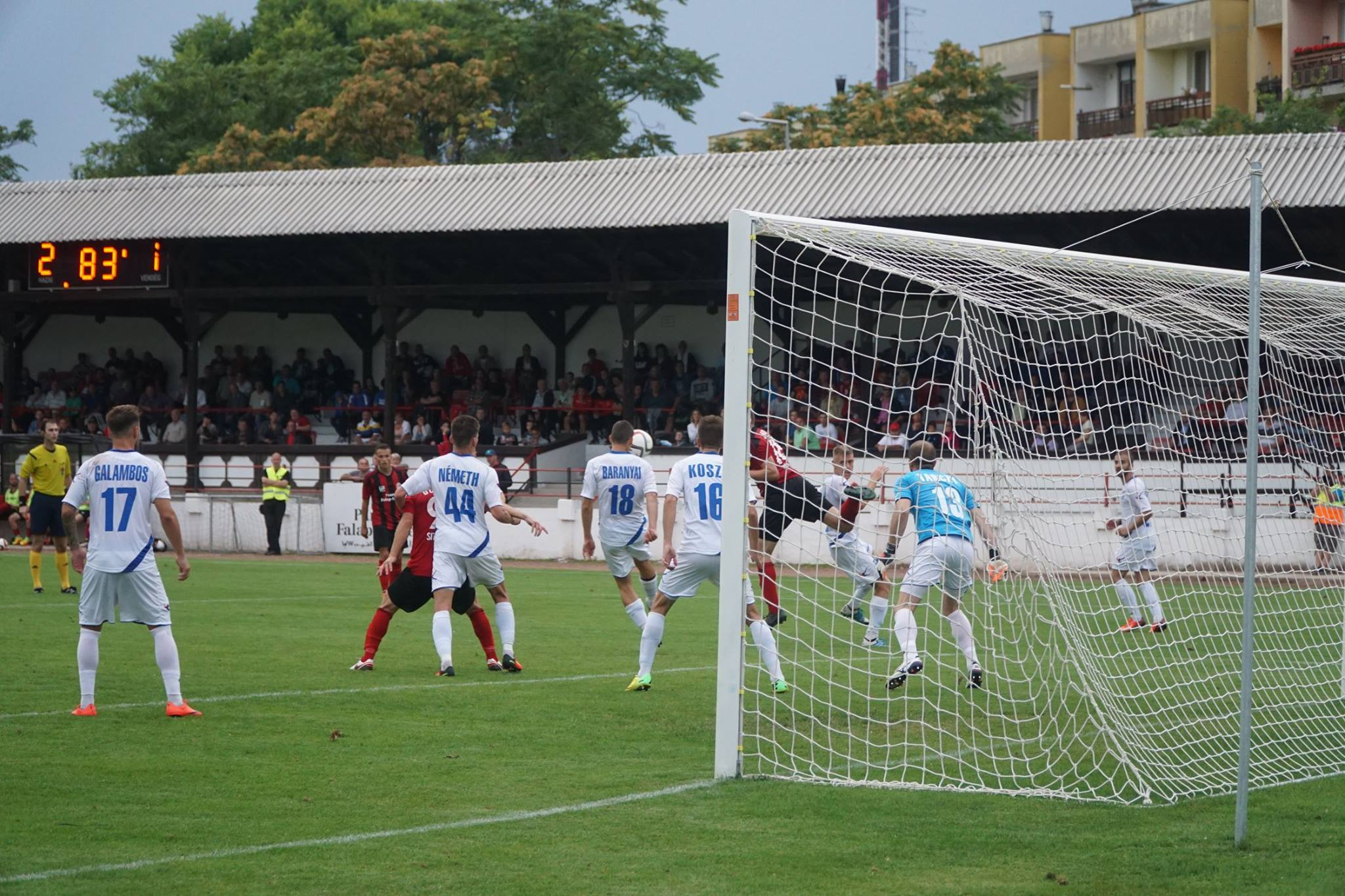
Győztes hazai NB II-es mérkőzés a MOTIM ellen

A bajnoki rajtra 2016. július 31-én hazai pályán került sor. Szépszámú közönség előtt jól sikerült a bemutatkozás, amely 2–1-es dorogi győzelmet hozott a szintén újonc Cigánd SE ellen. A siker értékét növelte, hogy a piros-feketék vesztett pozícióból fordították a maguk javára az eredményt, miután a vendégek egy szerencsétlen eset következtében megítélt 11-esből szereztek vezetést. A 2. fordulóban, az első vendégszereplés is pontosan zárult. Az elmúlt év sikercsapatának, a 6. helyen végzett Csákvár otthonában 1–1-es döntetlent játszottak úgy, hogy a dorogiak vezettek. A 3. forduló meghozta az első vereséget, ráadásul hazai pályán a Vác ellen, majd az azt követő forduló után is pont nélkül távoztak a Zalaegerszeg vendégeként. Ezzel előbb egyben egy 16 bajnokin át tartó veretlenségi széria szakadt meg, majd a 7 idegenbeli mérkőzésen keresztül őrzött veretlenség is. Ezt követően viszont két egymás utáni fordulóban nyertek és újoncként 3 győzelemmel, egy döntetlennel, két vereséggel, 9:8-as gólaránnyal az 5. helyen álltak. A továbbiakban váltakozó sikerrel vették a fordulókat. A szezon kiemelkedő pillanatai voltak a Siófokon aratott magabiztos 2–0-s győzelem, valamint 4 egymást követő fordulóban való veretlenség. Ez a jó széria a Budaörs 3–0-s legyőzésével indult. Az ellenfél csapatát Miskei Attila irányította, aki ezúttal is alul maradt egykori csapatával szemben. Az élbolyban tanyázó Soroksár otthonából úgy hoztak pontot, hogy vezettek is, majd 1–1-es állásnál 11-est hibáztak. Az őszi időszak emlékezetes momentuma volt a tavaly még első osztályú Puskás Akadémia FC elleni mérkőzés Felcsúton. A dorogi szurkolók valóságos karavánnal érkeztek a Pancho Arénába olyan számban, mintha hazai meccsen lettek volna. A hivatalos nézőszám 1400 szurkoló volt, amelynek túlnyomó része Dorogról jött. Fantasztikus meccshangulatot teremtettek a vendégek. (*) Az esélyesebb – s a bajnokság végén az élen végzett – házigazdák nem bírtak a dorogiakkal, akik egy ponttal távozhattak.
Végül a dorogi csapat a 6 győzelem, 5 döntetlen, 8 vereség, 19:23-as gólaránnyal, 23 ponttal a 15. helyen zárta a hosszú szezont, amely egészen december közepéig tartott. A mutatott játék és eredményesség alapján nem voltak elégedetlenek sem a vezetők, sem a szurkolók. A csapat méltó ellenfele volt a mezőny tagjainak és legtöbbször igen szoros meccseket játszott. Egyetlen fiaskótól eltekintve, nem szenvedett nagyarányú vereséget. Az egy komolyabb vereség éppen saját pályájukon érte őket, az akkori éllovas Kisvárda FC ellen. Mindez pedig közvetlenül az említett 4 veretlen meccset hozott széria után történt. Az élvonal felé kacsintgató szabolcsiak rutinjukat kihasználva, az utolsó 20 percben döntötték el a mérkőzést és nyertek 4–1-re. A bajnoki rajtkor nem volt NB II-es rutinja a dorogiaknak és az alig 24 éves átlagéletkorral is az egyik legifjabbak voltak a mezőnyben. Egyedül Sitku Illés számított igazi rutinos játékosnak, egyben korelnöknek. A bajnokság során nem fenyegette kiesési veszély a gárdát és egyetlen egyszer sem álltak kieső helyen. Válogatott mérkőzés miatt kimaradt forduló napján edző mérkőzést játszottak csoporttársukkal, a Csákvárral, ahol 4–0-ra kiütötték Sitkuék az ellenfelüket. Párhuzamosan a Magyar Kupában is helyt állt a csapat. A főtáblára kerülést követően a Tatabányát verték magabiztosan 3–0-ra a megyeszékhelyen, villanyfényes mérkőzésen, majd a folytatásban, szintén idegenben múlták felül a Hódmezővásárhely csapatát 4–0 arányban. A legjobb 16 közé jutásért az MTK következett, ahol megérdemelten nyertek újfent. A fővárosiak pedig még Torghellét is bevetették, ám nem sikerült kifogniuk a dorogi védelmen. 1991 óta nem jutott ilyen messzire a kupában a csapat, akikre a tavaszi folytatásban a Vasas várt a nyolcaddöntő jegyében. Az év utolsó tétmérkőzését a tavaszról előre hozott forduló okán még decemberben játszották. A Cigánd vendégeként 1–0-s vereséget szenvedtek, de a 15. helyüket a 20. fordulót követően ezzel együtt is sikerült megtartaniuk. (*) Kapcsolódó videó: Dorogi szurkolók a Pancho Arénában
A téli szünetben két posztra igazoltak. Ekkor érkezett a csapathoz az MTK ifjúsági válogatott kapusa, Demjén Patrik és az NB I-es rutinnal rendelkező gólerős Simon Attila az élvonalbeli Gyirmótból. Noha a szakmai vezetés alapjában véve elégedett volt valamennyi játékos őszi teljesítményével, mégis az első számú kapus, Szemerédi Norbert helyére szemelte ki Demjént. Szemerédivel közös megállapodással szerződést bontottak, aki a rivális Szeged 2011 csapatához igazolt. Néhányan távoztak a keretből, mint Csák Zoltán, Icsó Zsolt, valamint Kovács István. Nagyházi Dávidot és Fürjes Ádámot kölcsönbe adták további fejlődésük érdekében. Ezen kívül az utánpótlásból három játékos, mint Ungvári Máté, Izsó Bence, és Farkas Ákos a felnőtt kerettel kezdte meg a felkészülést. A szakmai stábhoz pedig Fenyvesi László érkezett, mint asszisztens edző, míg Havrán József – aki 2001-ben a Dorog játékosa is volt – erőnléti edzőnek szerződött.
Az amúgy is korán rajtoló tavaszi szezon a dorogiaknak egy héttel hamarabb indult, ugyanis február 11-én került sor a Vasas elleni kupa-mérkőzés nyolcaddöntőjének első összecsapására, mégpedig Dorogon. Közel 2000 néző látogatott ki a Buzánszky stadionban, valamint Bernd Storck, a válogatott szövetségi kapitánya is személyesen tekintette meg a találkozót. Németh Szabolcs csapata teljesen egyenrangú ellenfele tudott lenni élvonalbeli dobogós helyen álló ellenfelének. A vendégek ugyan az első percekben előnyhöz jutottak, de a dorogiakat ez nem törte meg és a félidő derekán egyenlítettek. Az első játékrész utolsó negyedórája a Dorogé volt, ahol több gólszerzési lehetősége is adódott, ám a második félidő elején újra a Vasas talált be és nyert végül 2–1-re a szoros találkozón.

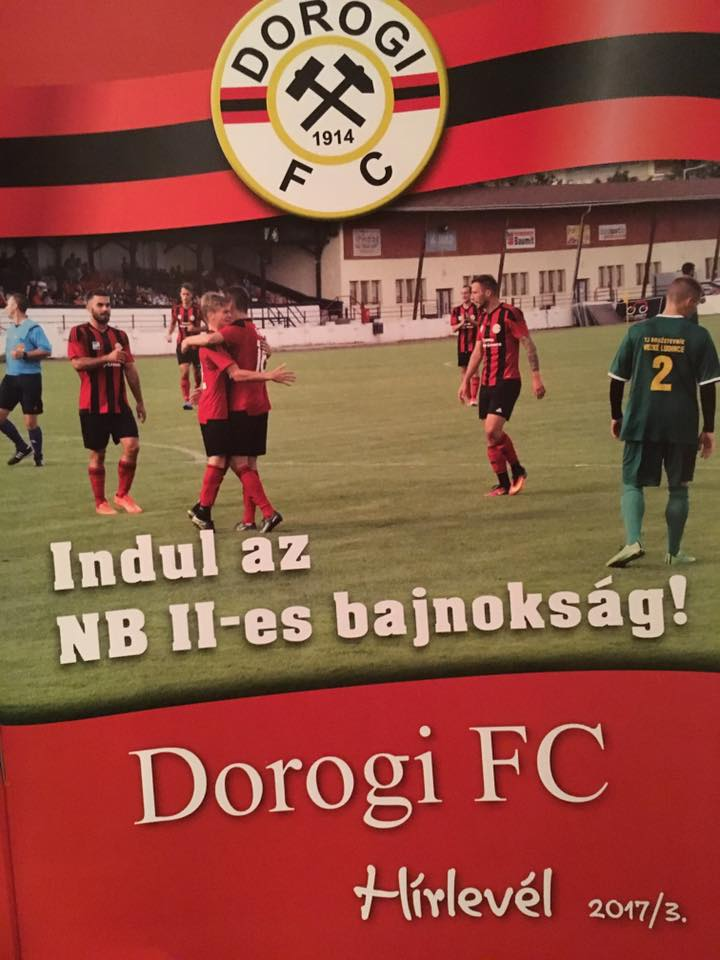
A Dorogi FC Hírlevél című kiadvány 2011 óta folytatja a korábbi meccsbeharangozók sorát, amely hosszú évtizedekre visszamenő tradíció. A Hírlevél negyedévente. minden naptári évben négy alkalommal jelenik meg. Az egyesület saját kiadása, amely fotókkal mellékelt, igényes kivitelű, színes nyomtatású. A mérkőzésekre kilátogató szurkolók a belépőjegyük mellé kapják.

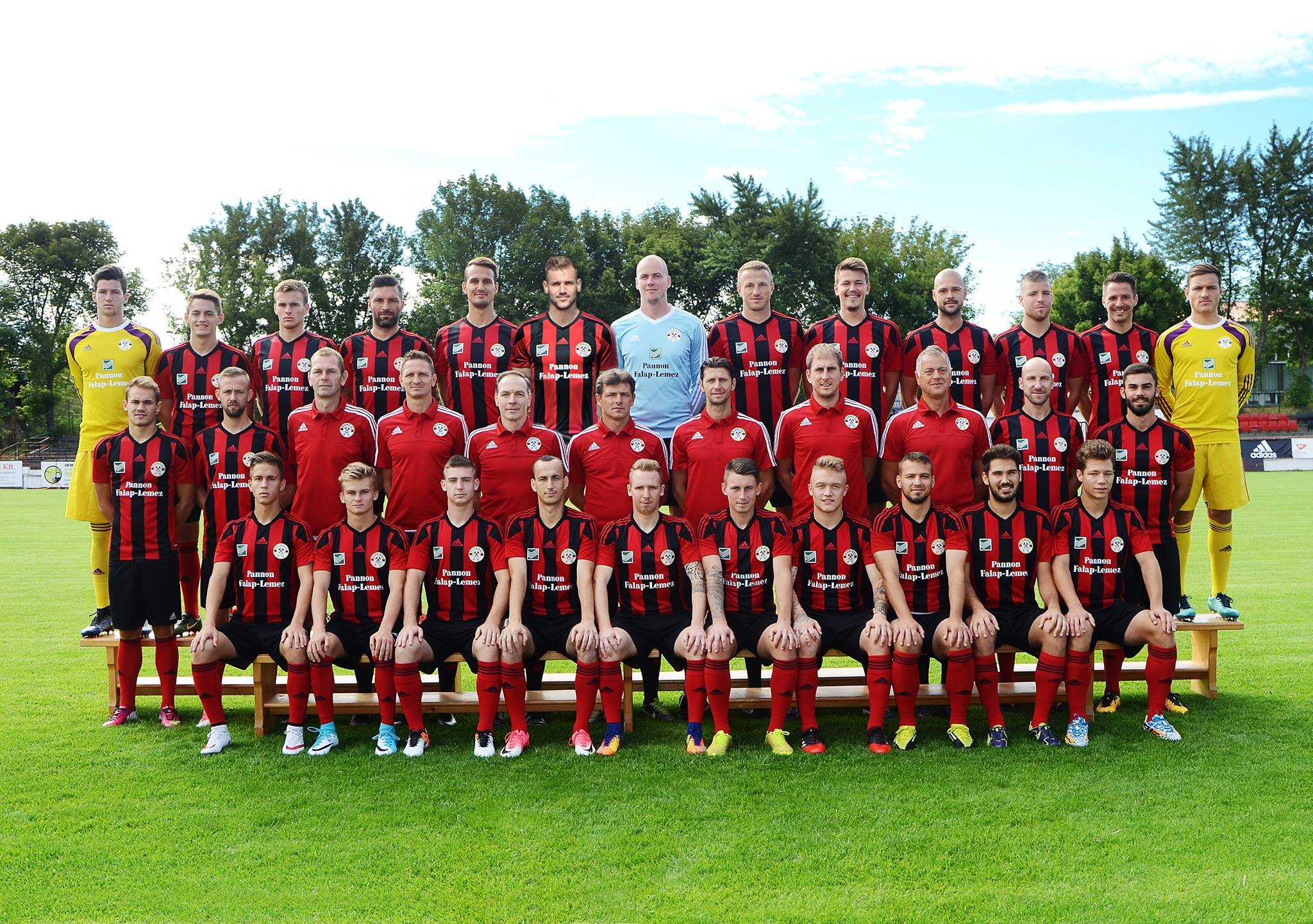
A dorogi csapat a 2017-18-as évadban. Felső sor balról: Zima Ádám, Kovács Dániel, Kamarás György, Simon Attila, Berkó Ádám, Bora György, Vajda Gellért, Vigh Ádám, Csató Martin, Perovic Dávid, Fekecs Dávid, Németh Ádám, Vajda Dániel. Középső sor: Szellák Soma, Faragó Tamás, Belányi István kapusedző, Havrán József erőnléti edző, Tóth László technikai vezető, Schindler Szabolcs vezetőedző, Tóth Csaba szakmai vezető, Fenyvesi László utánpótlásedző, Harmat József masszőr, Sitku Illés, Mészáros Áron. Ülő sor: Grabant Péter, Göblyös Dániel, Hartyán Dániel, Lénárt Tamás, Szedlár Zoltán, Nagyházi Dávid, Szalai András, Hauser Dániel, Fürjes Patrik, Ungvári Máté.

Egy héttel később a bajnoki nyitányon közönségcsalogató, változatos mérkőzésen 3–2-re verték a Csákvár csapatát. A folytatásban ugyan 1–0-ra kikaptak Dunaújvárosban a Vác vendégeként, ahol a játék képe alapján akár fordított eredmény is születhetett volna, február utolsó napján pedig a Szusza Ferenc Stadionban megrendezett Vasas elleni visszavágón sima 4–0-s angyalföldi győzelmet követően búcsúztak a kupasorozattól. Innen kezdve viszont egy emlékezetes időszak következett, amely során 8 egymást követő mérkőzést veretlenül és kapott gól nélkül hoztak. Közte fényes 4–0-s győzelem Mosonmagyaróváron, az őszi sikercsapat, a MOTIM ellen, majd újabb siker vendégként Nyíregyházán. Ezt követően Kozármislenyben egyben sporttörténelmi győzelmet is jelentett, ugyanis ez volt a helyiek stadionavatója, ahol ünneprontóként arattak 2–0-s győzelmet. Ez volt zsinórban a harmadik vendéggyőzelme a Dorognak. A folytatásban két igazi nagy halat is sikerült fogniuk. Előbb a szintén hosszú veretlenségi sorozattal büszkélkedő és előkelő helyen álló Szeged 2011 csapatát, majd a feljutás egyik nagy esélyesét és végül sikeresen az NB I-be feljutó Balmazújváros skalpját is begyűjtötték. Úgy tűnt megállíthatatlan a Dorog, legalábbis a sorozatban következő találkozóján a Budaörssel szemben is sokáig minden a terv szerint alakult. A Tatabányán játszott mérkőzésen a dorogiak nem csak 1–0-s vezetéssel zárták az első játékrészt, de több holtbiztos helyzetük és kapufájuk is fölényüket mutatta. A folytatásban aztán váratlanul egyenlített az ellenfele, s ezzel 804 percnyi játékot követően kaptak újra gólt. 5 perccel később pedig újabb gólt szerezve, a hazaiak megfordították az eredményt, amelyet egy kiállítást követően közel egy fél félidőn át tartó emberelőny ellenére sem sikerült legalább döntetlenre hozniuk. A következő héten elveszítették hazai veretlenségüket is. A feljutásért küzdő Soroksár ellen egyenrangú ellenfelek voltak, ám a második játékrész legelső percében, 0–0-s állásnál a dorogiak kapusát kiállították, s a rutinos vendégek végül minimális 1–0-s győzelmet arattak a végén 9 emberrel küzdő dorogiakkal szemben. Ugyanis a hajrá perceiben Tóth Martin begyűjtve második sárgáját, a kiállítás sorsára jutott. Aztán hétközi fordulóban Szolnokon az idényben másodszor vágtak 4 gólt idegenbeli meccsükön a piros-fekete támadók. A hazaiak két találata csak szépségtapasz volt 3–0-nál, majd 4–1-nél, ráadásul mindkettőt 11-esből érték el. A két NB I-re pályázó csapat ellen egy gólos vereséget szenvedtek: Otthon a Puskás Akadémia, idegenben pedig a Kisvárda ellen maradtak alul. A szezon utolsó három mérkőzését viszont veretlenül és kapott gól nélkül zárták. Biztos 2–0-s győzelmet arattak a Sopron ellen, majd a feljutásra még esélyes Békéscsaba otthonából hoztak el pontot, a zárófordulóban pedig valósággal kiütötték a Szegedi EOL csapatát, ahol féltucat gólig jutottak a dorogiak, egyben Ungvári Máté személyében saját nevelésű újoncot is avattak. A remekül sikerült tavaszi szezonnal a 8. helyre futott a csapat. Gólaránya plusz 11 volt. A tavaszi eredménye alapján a 4. legjobban teljesített csapat volt a mezőnyben.
A bajnokság hajrájában felreppent a hír, miszerint Németh Szabolcs egykori egyesülete, a Haladás és annak fiókcsapata, a Sopron komoly jövőbeli terveket szőttek, amelyre a dorogi sikeredzőt szemelték ki. Németh elfogadta a felkérést, amelyet a dorogi klub hivatalosan is megerősített. Közvetlenül a bajnoki küzdelmek befejezését követően az egyesület bejelentette az új vezetőedző személyét is. A dorogi klub Schindler Szabolccsal kötött szerződést. A csapat gerince a 2017-2018-as évadra is együttmaradt. A leköszönő Németh edző néhány játékost is magával vitt Sopronba, azonban a távozók kivétel nélkül élcsapatok kölcsönjátékosai voltak. Helyettük érkezett Kovács Dániel és Göblyös Dániel a Honvédból, Szalai András – aki egyben korosztályos válogatott is – Paksról, a szintén ifjúsági válogatott Vajda Dániel Budaörsről, Szellák Soma Sopronból, míg Németh Ádám, valamint Kamarás György Balmazújvárosból. Érdekesség, hogy Vajda Dániel érkezésével nem csak két azonos családnevű játékosa lett a Dorognak, de mindketten kapusok is. A vezetőedző mellett Bene Ferenc szakmai igazgató is elhagyta a dorogiakat, aki szintén visszautasíthatatlan ajánlatot kapva váltott, amely komoly szakmai kihívást jelentett számára. Az élvonalba való feljutást és stabil első osztályú csapattá válást célul maga elé tűző nyíregyházi klub hívta soraiba. Bene Ferenc helyére Tóth Csaba került a szakmai vezetői pozícióba. Az elmúlt évad zárófordulója és az új szezon nyitánya között mindössze nyolc hét telt el. A szűkre szabott időt igyekeztek minél hatékonyabban kihasználni a csapatépítésre, közte számos előkészületi mérkőzést játszottak. Ennek keretén belül került sor a török első osztályban szereplő többszörös bajnok és kupagyőztes Trabzonspor elleni összecsapásra semleges pályán, a somorjai edzőközpontban. A nagynevű ellenféllel szemben a tisztes helytállás mellett 2-1-es minimális arányú vereséget szenvedtek a piros-feketék.
2017–2018
A bajnoki küzdelmek már bő egy hónapja folytak, amikor szeptember elején Terjék Lajos csatlakozott az egyesülethez, aki a nyáron távozott Bene Ferenc helyét vette át a sportigazgatói poszton. Az új edzővel és a kissé megváltozott kerettel hasonló eredményt produkáltak, mint az elmúlt őszi szezonban, sőt sikerült még egy kicsit előrébb lépniük. Összességében egy ponttal többet szerezve három hellyel mentek feljebb a tabellán, mint egy évvel ezelőtt ilyenkor. Ezúttal a gólarány is kedvezőbben alakult, miután több volt a szerzett, mint a kapott gól, valamint egy sor élcsapat skalpját is sikeresen begyűjtötték. Legyőzték a tabellát addig pontveszteség nélkül vezető Nyíregyházát, mégpedig meggyőző, magabiztos 3–0-s eredménnyel és ugyanilyen arányban a Zalaegerszeget is. A tavaly még NB I-es, abszolút favorit őszi bajnok MTK-t 2–1-re, akik azt megelőzően nem csak veretlenek voltak, de mindössze egyetlen döntetlennel veszítettek csak pontot, a zárófordulóban pedig a harmadik helyen álló Vácot 2–0 arányban, akik ellen az elmúlt évadban még pontot sem sikerült szerezniük. A szezon egyik legnagyobb presztízs mérkőzésén, a Sopron elleni idegenbeli találkozót is győztesen hozták. A hazaiak trénere, Németh Szabolcs néhány hónappal korábban még a Dorog vezetőedzője volt és éppen a soproniak kedvéért hagyta el három sikeres év után a dorogiakat. A meccs külön pikantériájaként, Németh mester ultimátumot kapott a soproni klub elnökségétől, ugyanis csapata szereplése minden előzetes várakozást alulmúlt, s egy esetleges újabb kudarc az állásába kerülhetett volna. Bár a hazaiak alaposan felszívták magukat a találkozóra, ám a dorogiakat ez sem tudta megakadályozni, hogy legyőzzék őket, ráadásul a dorogi csapat nyerő emberei éppen azok a játékosok voltak, akiket valamilyen oknál fogva Németh edző mellőzött Dorogon. A mezőny egyik éllovasa, a Kisvárda otthonában egy órányi játékot követően 0–0-ra álltak és nem csak egyenrangú ellenfelei voltak a hazaiaknak, de a legnagyobb gólhelyzetek a dorogiak előtt adódtak. Közte is Vigh bődületes felső léces kapufájánál megkönnyebbülten sóhajtott fel a hazai publikum. Végül a rutinos várdai csatárok két villanása döntötte el a három pont sorsát. A szezon negatívumának mindjárt a legelső hazai mérkőzés bizonyult, ahol az újonc Budafok viszonylag simán nyert 2–0-ra egy meglehetősen kapkodó felfogásban pályára lépő és taktikai szempontból nehezen értékelhető Dorog ellenében. Ezen felül a csapatot elkapta egy négy egymást követő mérkőzésen át tartó vereségsorozat. Mindez még a bajnokság első negyedében. Igaz, a négy elveszített meccsből három idegenbeli volt és talán még a csapatépítés számlájára írható. Minden esetre éppen ezt követően verték az MTK-t, amellyel kezdetét vette egy öt fordulón át tartó veretlenség. A végelszámolásnál 6 győzelem, 6 döntetlen és 7 vereség volt a mérleg, 27:26-os gólaránnyal, 24 ponttal a 12. helyen zártak.
Akárcsak az elmúlt évben, ezúttal is túlóráztak a csapatok, miután volt tavaszról előrehozott forduló, mégpedig kettő is. A dorogiak jól jöttek ki a rájátszásból, miután előbb december első vasárnapján hazai pályán verték a Szolnokot 2–0-ra, majd december 10-én a Budafok otthonában gól nélküli döntetlennel fejezték be a bajnoki küzdelmeket. Ezzel további 4 ponttal gyarapodtak, rúgott góljai száma pedig kettővel. A sikeres végjáték ellenére sem tudtak feljebb lépni a tabellán ezáltal a 12. helyről várhatták a tavaszi folytatást. A bajnoki szerepléssel párhuzamban a Magyar Kupában ezúttal is bejutottak a nyolcaddöntőbe és akárcsak az elmúlt évben, szintén az NB I harmadik helyén álló csapatát kapták ellenfélül. Ezúttal a Debrecen várt a dorogiakra. A szezon érdekességei közé tartozott, hogy a korelnök, a negyvenedik életévéhez közeledő Sitku Illés immár kerek századik bajnoki mérkőzésén lépett pályára a Dorog színeiben, továbbá a dorogi legénység két jótékony célú fórumon is részt vett. Az ősz elején a Dorogon nagy hagyománnyal bíró SARPI városi futásban teljesítették a leghosszabb távot, az év vége felé pedig szűkös anyagi keretek között élő családok gyermekei részére szervezett karácsonyi ajándékgyűjtő akcióban az elsők között voltak az adományozók sorában. A szokásos szurkolói szavazás alapján Szedlár Zoltánt választották a szezon játékosának.

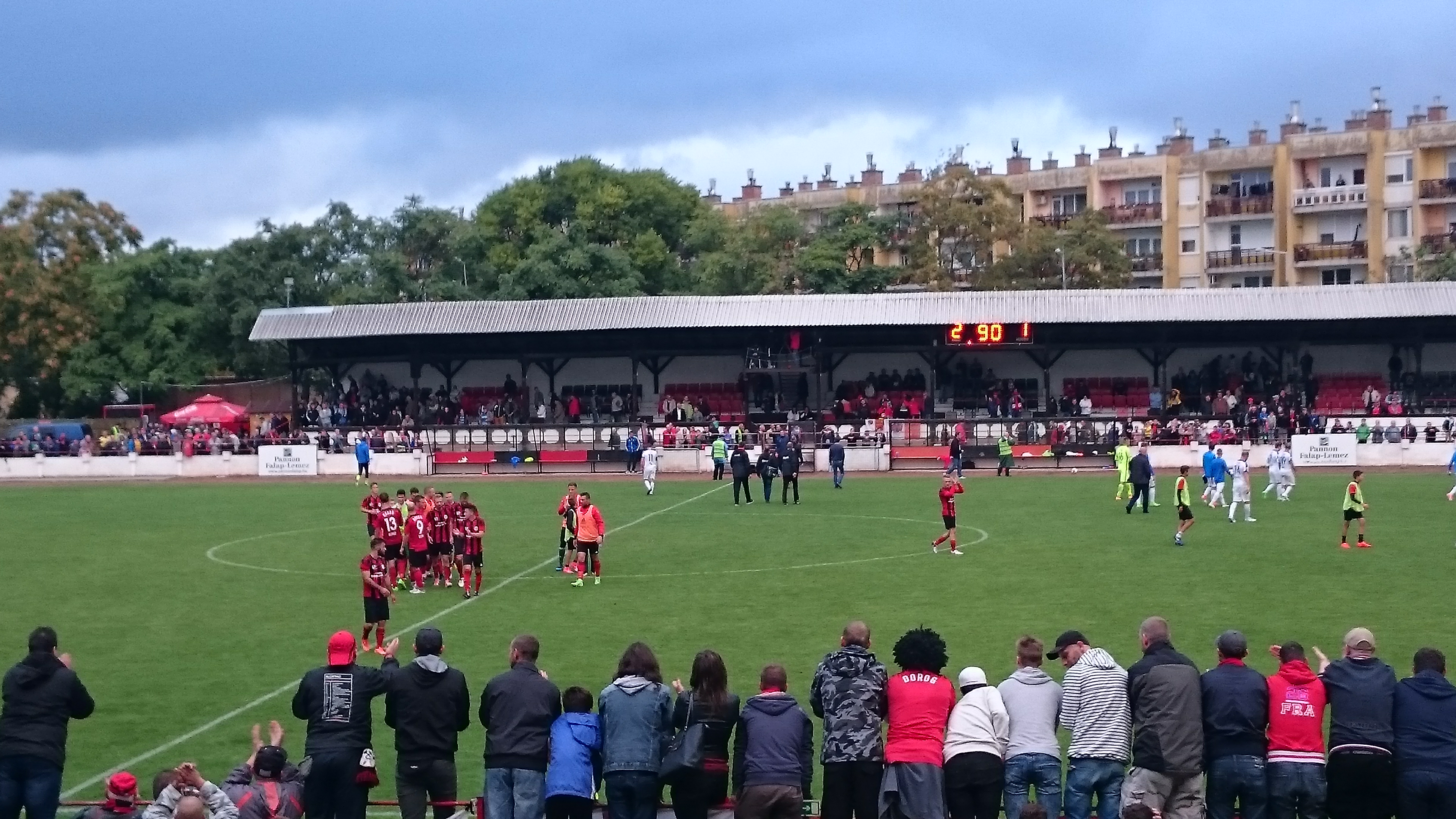
Az MTK elleni győzelem után

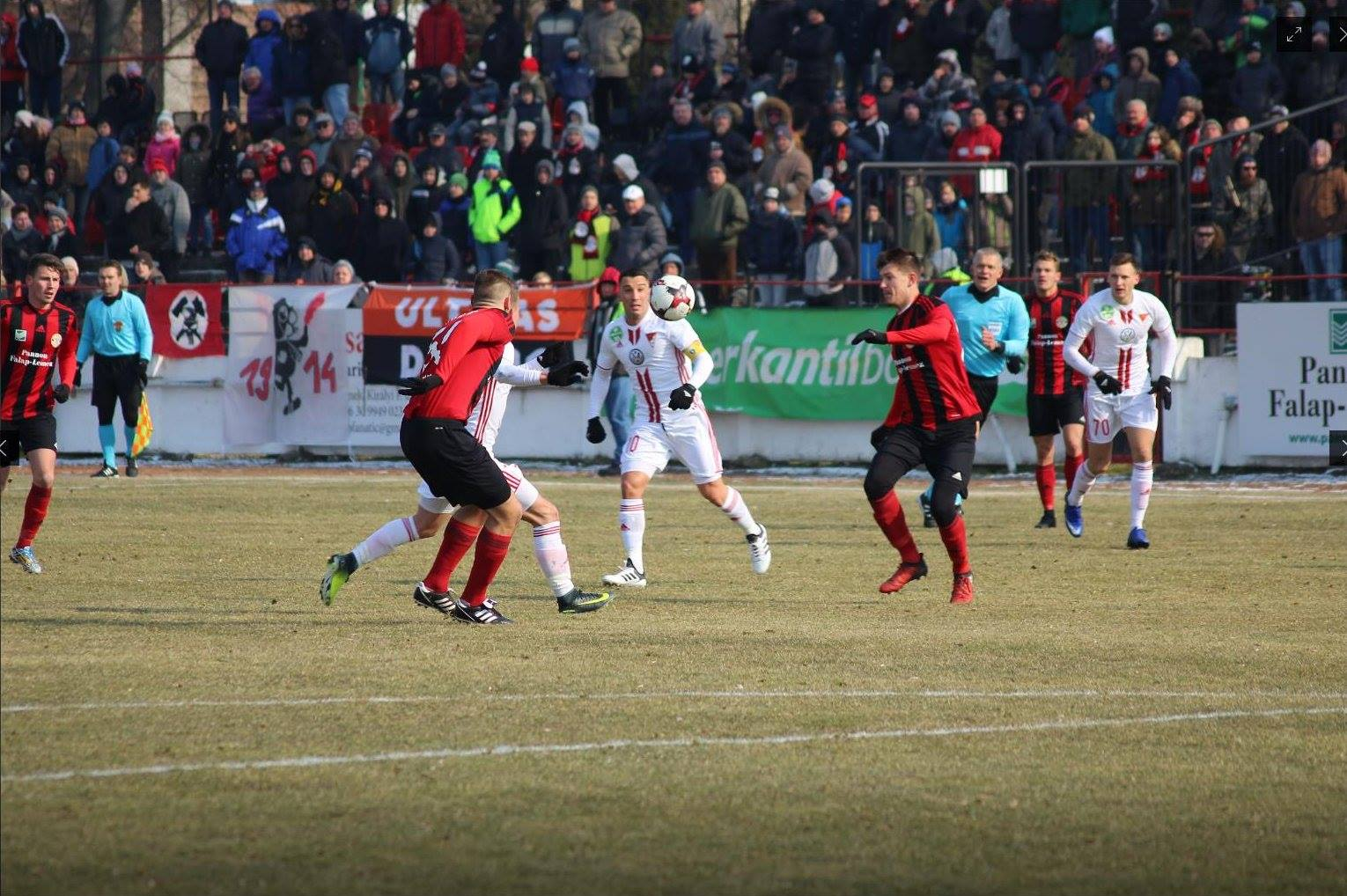
Nagy csata a Dorog-Debrecen nyolcaddöntő kupa-visszavágóján

A 2018-as év szomorúan indult a klub számára, miután január derekán elhunyt Fellegi István a dorogi labdarúgás hőskorszakának egyik meghatározó kiválósága. A téli felkészülés során a csapat keretében történt némi változás, amely közül a legjelentősebb, hogy hat évnyi játék után Hauser Dániel az NB III-ban folytatta a pályafutását, valamint Kamarás Györgyöt visszarendelte soraiba a Balmazújváros. Az érkezők sorában Kitl Miklós, valamint Városi Viktor személyében két NB I-es rutinnal is rendelkező labdarúgó igazolt Dorogra. A csapat a nemzetközi porondon is méltán híres Inter Bratislava ellen lépett volna pályára a tavaszi főpróbán, ám végül elmaradt a mérkőzés. Az év első tétmeccse a Debrecen elleni kupa-találkozó első felvonása volt Debrecenben február 20-án, amely hatalmas meglepetéssel szolgált. A dorogiak 2–1-re legyőzték a vendéglátókat úgy, hogy a vezetés még a debrecenieknél volt, ám Mészáros Áron duplájával fordított a Dorog és megérdemelten nyert. A Nagyerdei stadionba ellátogató mintegy 150 dorogi szurkoló hazai környezetet varázsolt, akik mindvégig határtalan lelkesedéssel buzdították a csapatukat. Néhány nappal később az első bajnokit is megvívták, ám 2–1 arányban alul maradtak hazai pályán a Budaörssel szemben. Igaz, mindkét vendég gólt vitatható eset előzte meg, viszont a dorogiak sem tudták igazán az akaratukat érvényesíteni ezen a mérkőzésen. Három nappal később került sor a Debrecen elleni visszavágóra, amelyen a dorogiak megint csak egyenrangú partnerei tudtak lenni nagynevű ellenfelüknek és a lefújás pillanatáig nyílt volt a továbbjutás. Noha a Dorognál volt szám szerint is az előny, valamint a lélektani és a hazai pálya előnye is, a hétvégi bajnoki miatt a hazaiaknak egy nappal kevesebb idejük maradt a mérkőzésre való ráhangolódásra és pihenésre. Továbbá míg a Debrecen az első mérkőzésén is a legjobb összeállításában játszhatott, a dorogiak egyik leggólerősebb és rutinos játékosára, Simonra sérülés miatt egyik meccsen sem számíthattak, akárcsak a szintén gólerős Perovicsra, ugyancsak a támadó sérülése okán, míg a debreceniek nagyobb keretének köszönhetően az ellenfélnek több frissítésre is adódott lehetősége. A várt debreceni rohamok elmaradtak a találkozó elején, sőt az első negyedórában jószerével el sem jutottak a vendégek a dorogi kapuig. Ugyanakkor a hazaiak több ígéretes támadást is vezettek, közte egy komoly gólhelyzetük is adódott, amelynek végén szögletre sikerült tisztázniuk a debreceni védőknek. Szinte a semmiből jött a vendégek gólja a 16. percben, ráadásul erősen lesgyanús esetet követően. A dorogiak így is mintegy órányi játék után továbbjutásra álltak, amikor az újabb debreceni gólt kapták. Azonban nem sokáig örülhettek a vendégek, mert tíz percre rá jött a dorogi szépítés és egalizálódott az összesített eredmény. Mindössze 6 perccel a befejezés előtt még hosszabbításra állt a mérkőzés, amikor egy kavarodást követően újabb találatot ért el a Debrecen, ám rögtön a középkezdést követően Mészáros mintegy harmincról bombagólt lőtt, amellyel a hajrá 5 perce nagyon izgalmassá vált. A dorogiak mindent egy lapra feltéve igyekeztek rohamozni, míg a vendégek taktikai cserével próbálták kibekkelni a maradék időt, s végül az idegenben lőtt egyetlen több gól döntött a javukra. A továbbjutás ezúttal inkább a szerencsén múlott, mintsem a két mérkőzés alapján a felek közötti különbség döntötte el.
Sokáig váratott magára az első tavaszi bajnoki győzelem. A csapat a szezon első két hónapjában nyeretlen maradt. Egy négy mérkőzésből álló döntetlensorozata mellett három elszenvedett vereséggel az addig stabil, s a veszélyzónával szembeni 12 pontos előnyük minimálisra olvadt. Ugyanakkor erre az időszakra esett a bravúrosnak mondható pontszerzésük az MTK otthonában, amely addig egyetlen csapatnak sem sikerült. A Húsvétvasárnap lejátszott mérkőzésen, amelyet a televízió élőben közvetített, kifogtak a bajnokságot magabiztosan nyerő fővárosi kék-fehéreken, sőt Vigh révén a dorogiaknak volt meccslabdája a második játékrész derekán. Azonban hazai pályán egyik sereghajtót sem tudták legyőzni, majd az azt követő két egymás utáni vereséggel vészesen közeledtek a kieső zónához. Az elszórt pontokat az élcsapatok ellen sikerült visszahozniuk. Legyőzték a magabiztosan szereplő Győrt és az NB I-be feljutó Kisvárdát, majd a Siófok elleni idegenbeli sikerük és a tavasszal megtáltosodott Csákvár elleni megnyert meccsekkel három fordulóval a bajnoki zárás előtt matematikailag is biztosítva volt a helyük. Végül a 12. helyen zárva fejezték be az évadot. A tavasz folyamán néhány alapjátékosuk elhúzódó sérülése is nehezítette a helyzetet és a legtöbb mérkőzésen egyetlen támadóval léptek pályára. A Kisvárda elleni győzelmük értékét emelte, hogy a két legjobbjuk, Mészáros és Bora nélkül vívták ki, ugyanis mindkét játékos korábban lesérült. Bora ráadásul arccsont repedést szenvedett Zalaegerszegen, így rá nem számíthattak a hátralevő fordulókban. A huzamosabb szerda-vasárnapi forgásban játszott fordulókból jól jöttek ki és a csapat még azt is elbírta, hogy egymás utáni hat bajnoki meccsükön is 11-est ítéltek ellenük. A Soroksár elleni 2-2-re végződött találkozón ellenfelük mindkét találata büntetőből esett. A szezon érdekességei között említendő Sitku Illés egyéni rekordja, akinek a szezon során lejátszott mérkőzéseivel a Dorog lett az a csapata, amelynek színeiben a legtöbbször szerepelt bajnokin. Noha a csapat teljesítette az előzetesen minimális mértékben meghatározott célkitűzését, a bajnokság végén a klub nem hosszabbította meg sem a vezetőedző és közvetlen szakmai segítője, sem a szakmai igazgató szerződését.

### 2018 és 2023 között
Az új évadra való felkészítést a korábbi sikeredző, a négy és fél év után visszatért Miskei Attila vezetőedző végezte, míg szakmai igazgatónak, a Szolnokról érkezett Balogh Pált nevezték ki. A bajnokságra való ráhangolódás jegyében került sor a februárban törölt találkozóra, az Inter Bratislava ellen. A dorogiaknak ez volt egyben a legelső edző meccsük 2018 nyarán, amelyet szép gólokkal 2–1 arányban nyertek. Összességében megismételték az elmúlt évad őszi szezonjának eredményét és ugyanúgy 6 győzelemmel, 6 döntetlennel és 7 vereséggel a 11. helyen végeztek. A 29–29-s gólarány is hasonlóan alakult az egy évvel korábbival. Ezúttal a csapat eredményessége erősödött az idegenbeli mérkőzések során. A szezonban a Budaörs tatabányai otthonában elszenvedett 4–1–s vereség jelentette az egyetlen komolyabb fiaskót, ugyanakkor három alkalommal is négy szerzett gólig jutottak a Kazincbarcika (idegenben), a Győr és a Tiszakécske elleni győztes találkozóin. Kereken harminc esztendőt követően sikerült pontot hozniuk a Kaposvár otthonából. A versenykiírás alapján a tavaszról előre hozott két első bajnokit is lejátszották, amelyek döntetlent és az ezzel járó 2 pontot hoztak. A 2018-as év záró mérkőzésén a Vácon elért 1–1-s eredménnyel egy nagyon hosszú negatív sorozatuk is megszakadt. Ugyanis a Vác vendégeként utoljára 1932-ben sikerült pontot szerezniük bajnoki mérkőzésen. A csapat a 21. fordulót követően a 12. helyről várhatta a tavaszi folytatást. A tavaszi szezon első negyede nem a várakozásoknak megfelelően alakult és a zsinórban elszenvedett harmadik vereséget követően Miskei Attilát felmentették a vezető edzői posztról, s a bajnokság befejezéséig Balogh Pál irányította a csapatot. A kiesés veszélye ugyan nem fenyegette a gárdát, de nem tudott előrébb lépni a korábbi évadbeli szereplésétől, s végül a 14. helyen végzett.
2019 nyarán a korábbi sikeredző, Németh Szabolcs visszatért a csapathoz. A gárda alaposan bekezdett a bajnoki nyitányon, miután legyőzve a feljutást megcélzó Vasast és a szintén nagy reményekkel indult Nyíregyházát. Két győzelmet követően azonban három vereség követett. A folytatás teljesen szélsőséges időszakokat hozott. Újabb három forduló két idegenbeli győzelemmel és egy hazai döntetlennel reménytkeltőnek tűnt, viszont ezt négy egymás utáni vereség követte. Közben a Balmazújváros kizárása miatt 19 csapatra olvadt a mezőny és a borsodi klub eredményeit törölték. Tekintve, hogy a dorogiak Balmazújvárosban 2–0-ra nyertek, így 3 pont és plusz 2 gól levonásra került tőlük. Október végén viszont egy 5 fordulóból álló nagyszerű széria következett, 4 egymás után megnyert mérkőzéssel és egy idegenbeli döntetlennel, amellyel a 6. helyen álltak. 42 év után sikerült legyőzniük a Békéscsabát, mégpedig 4:1 arányban és a többi három találkozón egyaránt 3 gólt szereztek. A megállíthatatlannak tűnő menetelés két egymást követő hazai mérkőzésen viszont kisiklott, miután két kiesés elől menekülő együttes, a Tiszakécske és a Szolnok ellenében csak egyetlen pontot szereztek. A szezonzáró mérkőzést viszont 3-0-ra idegenben megnyerték, amellyel a 8. helyen végeztek az ősz folyamán. A tavaszról előrehozott két fordulót elveszítve a 12. helyen telelt a csapat. A 2020. február 2.-án induló folytatás azonban a március 14.-én lebonyolított 25. fordulót követően, a bajnoki küzdelmeket felfüggesztették a Koronaírus-járvány miatt. Közel két hónapos kényszerszünet után az MLSZ befejezettnek tekintette a bajnokságot, amelynek hivatalos végeredményeként a 25 forduló alapján kialakult tabellát könyvelte el. Ennek alapján a dorogi csapat a 13. helyezett lett.
A Magyar Kupában szép sorozatot zárva, végül a negyeddöntőben búcsúztak, ahová veretlenül jutottak. A legjobb 16-közé jutásért a Debrecent ejtették ki, majd kettős győzelemmel, 6:1-es gólaránnyal léptek túl a III. ker. TVE csapatán, viszont az MTK-val szemben kettős vereséggel, 0:4-es gólaránnyal maradtak alul.

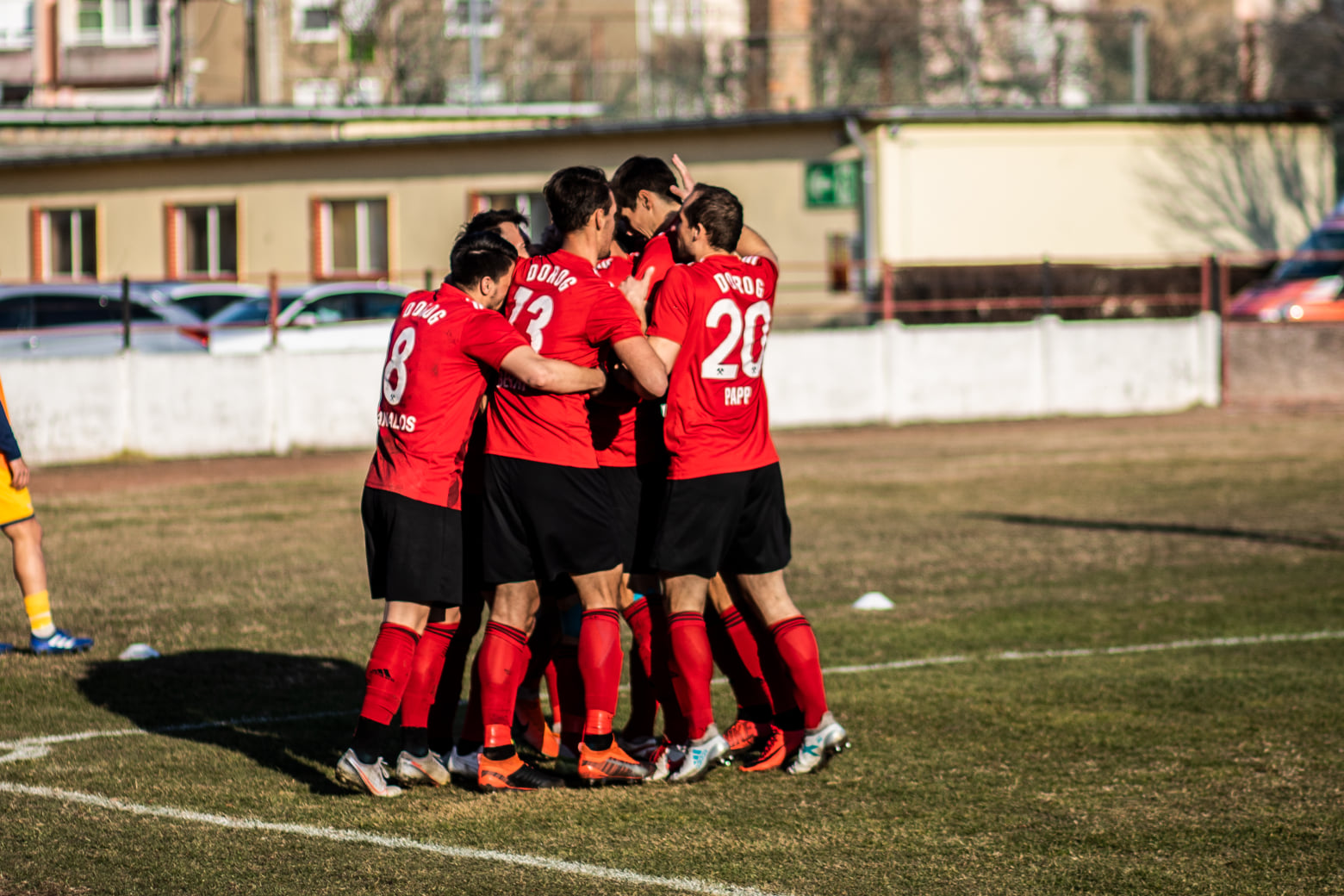
Az utolsó dorogi gólöröm a Buzánszky stadion felújítása előtt 2021 március 3-án

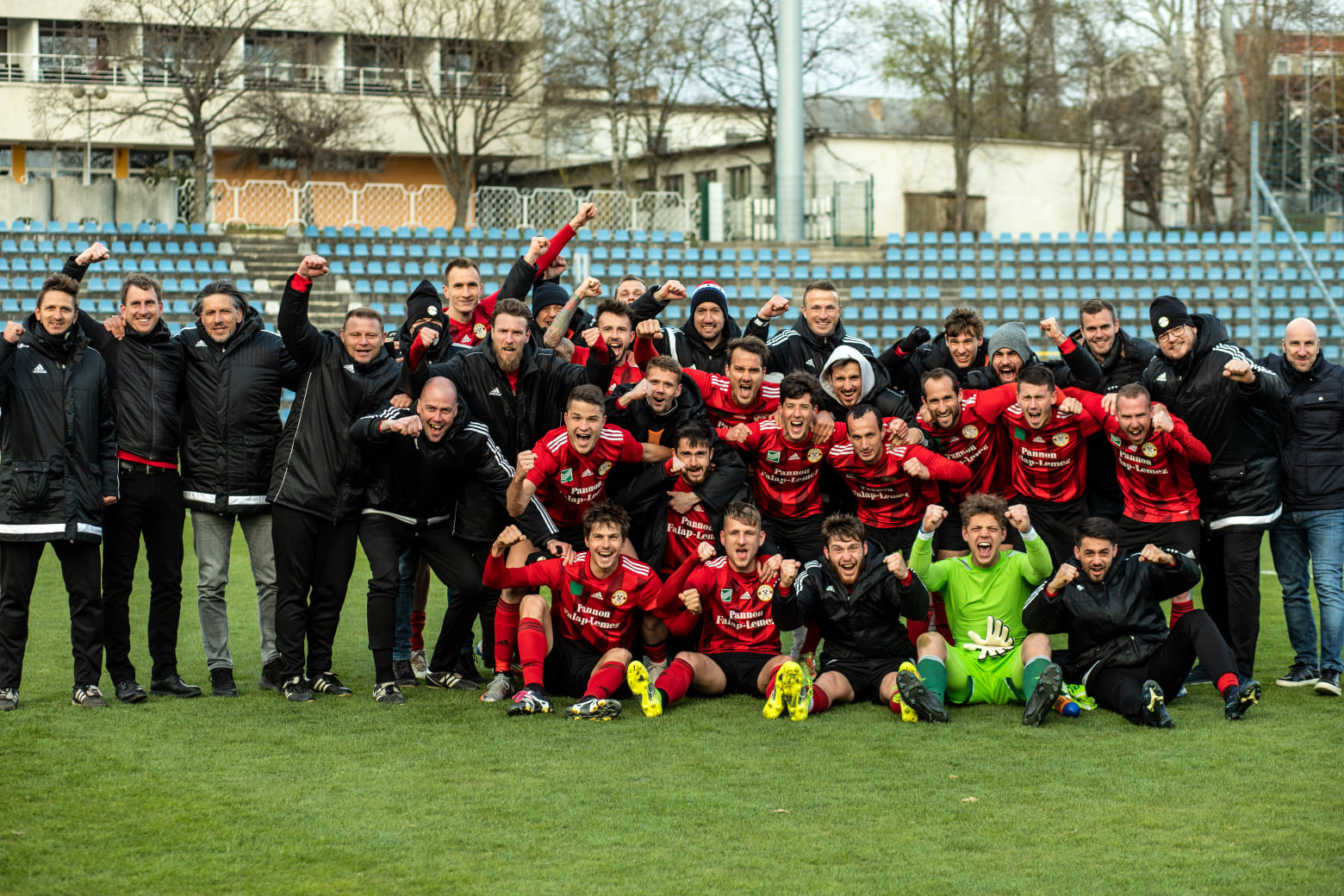
A Debrecen legyőzését követően a tatabányai stadionban

Súlyos vereséggel kezdték a 2020–2021-es évadot, miután az újonc Pécs otthonában 4–0-ra kaptak ki a bajnoki nyitányon. Ezt követően viszont egy eredményes széria következett, amely a 10. fordulóig tartott ki, miközben a csapat a 7. helyre tornászta fel magát. A 11. fordulótól azonban egyhuzamban öt meccsen át tartó vereség-hullámba kerültek, de a zárófordulóig is márcsak négy pontot tudtak szerezni. Ezzel éppen még bennmaradó helyen zárták az őszi szezont. A gyenge sorozat következtében a 15. fordulót követően edzőváltásra került sor. A felmentett Németh Szabolcs helyét közvetlen segítője, egyben az U19-es csapat vezetőedzője, Fenyvesi László vette át. A tavaszról előrehozott két találkozójukon is kikaptak, így a 18., kieső helyen teleltek. A tavaszi folytatás viszont jól sikerült. Nyolc egymás utáni mérkőzésen maradtak veretlenek majd egy minimális arányú idegenbeli vereséget követően, további 7 pontot gyűjtöttek három egymást követő fordulóban. Ezen 12 mérkőzésből álló időszak során mindössze négy gólt kaptak, abból is kettőt 11-esből. Ekkor viszont megint egy vereség-sorozat kezdődött, amely során négyszer hagyták el vesztesen a pályán, igaz, három ellenfelük is – Gyirmót, Vasas, Ajka – a tabella élmezőnyéhez tartoztot, továbbá a remek hajrát produkáló Szeged. Az utolsó fordulóban nyertek Kaposváron, s végül a 14. helyen fejezték be az idényt. Teljesítményükre kihatott, hogy a két gólerős csatáruk, Délczeg és Barna sérülésük miatt gyakorlatilag a teljes évadot kihagyták. Mindkét játékos csak a bajnokság hajrájában kapott csereként néhány percet. Szintén sérülés következtében az első számú kapusukra, Mursits Rolandra pedig a tavaszi szezonban nem számíthattak, viszont Borsos Vilmos sikeresen helyettesítette, aki a tavasz során a magyar utánpótlás-válogatott keretébe is meghívást kapott. Március első napjaiban kezdetét vették a Buzánszky stadion felújítási munkálatai, így a szezon nagyrészét idegen környezetben kellett játszaniuk. Három-három alkalommal voltak pályaválasztók Tatabányán és Gyirmóton. A teljes bajnoki évet végigkísérte a koronavírus-járvány, amelynek következtében egy teljes szezont zárt kapuk mögött rendeztek. A nem túl sikeres évadnak azért akadtak felemelő pillanatai is, köztük néhány bravúrral fűszerezve. Legnagyobb fegyvertényként, legyőzték 2–0-ra a bajnok Debrecent. Ezen felül négy pontot szereztek a Nyíregyháza és a Haladás ellen. Az időszak kiemelkedő eseménye a Ferencváros elleni Magyar Kupa legjobb 16-közé jutásáért játszott találkozójuk, ahol méltó ellenfelei voltak a zöld-fehéreknek, akik egy öngóllal nyertek végül 2:1-re.
A 2021–2022-es idény őszi szezonjában az előkelő 7. helyen végeztek, azonban a folytatás nagyon gyengére sikeredett. Különösen hazai pályán érte őket a legtöbb vereség és végül a 17. helyig csúsztak vissza. Az évad során újfent nyertek Szombathelyen és oda-vissza verték a nagy mumusuknak számító Pécsi MFC csapatát.
A 2022-2023-as szezon végén a csapat kiesett a másodosztályból. A kiesést követően Mayer László, a klub elnöke bejelentette, hogy a jövőben nem támogatja a labdarúgócsapatot, amelynek összes játékosával és vezetőedzőjével, Marián Slukával is megszűnik szerződéses viszonya.

## Névváltozatok

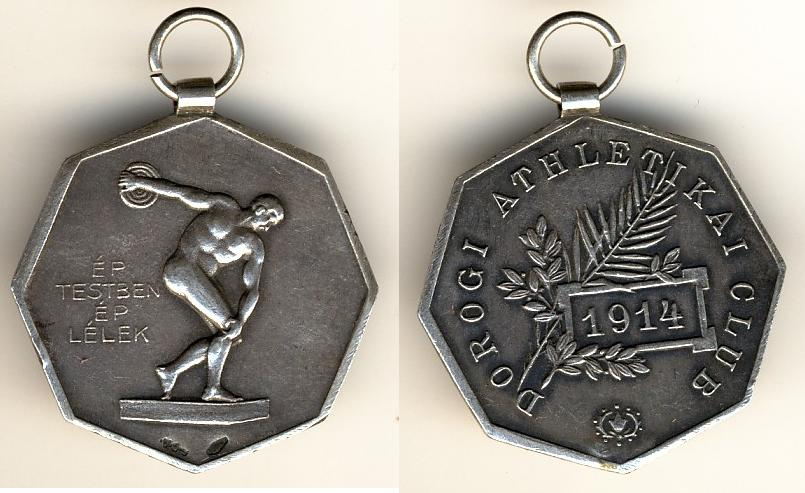
A legrégibb ereklyék egyikén a korabeli írásmóddal ábrázolt egyesületi név

| Elnevezés                         | Rövidebb forma    | Rövidítés | Időszak             | Években összesen  |
| --------------------------------- | ----------------- | --------- | ------------------- | ----------------- |
| Dorogi Athlétikai és Futball Club | Nem volt          | DAFC      | 1914–1918           | 4 éven keresztül  |
| Dorogi Athlétikai Club            | Dorogi AC         | DAC       | 1919–1949           | 30 éven keresztül |
| Dorogi Tárna                      | Nem volt          | Nem volt  | 1949–1951           | 2 éven keresztül  |
| Dorogi Bányász Sport Klub         | Dorogi Bányász SK | Nem volt  | 1951–1971           | 20 éven keresztül |
| Dorogi Atlétikai Club             | Dorogi AC         | DAC       | 1971–1983           | 12 éven keresztül |
| Dorogi Bányász Sport Club         | Dorogi Bányász SC | DBSC      | 1984–1995           | 11 éven keresztül |
| Dorogi Sport Egyesület            | Dorogi SE         | DSE       | 1995–1997           | 2 éven keresztül  |
| Budalakk Konzorcium FC Dorog      | Budalakk Dorog    | Nem volt  | 1997–1998           | Fél évig          |
| Dorogi Futball Club               | Dorogi FC         | DFC       | 1998-tól napjainkig | 27 év óta         |

## Az egyesület címere
A Dorogi FC jelenleg használt címere gyakorlatilag megegyezik a legelső címerrel, annyi finomítással, hogy a klub jelenlegi nevét és színét foglalja magában. Az embléma alapja két, egymás körül futó erős kontúrú kör, amely a folytonosságot is szimbolizálja. Színe legtöbbször fekete, csapatmezen, szereléseken fehér, zászlókon és ünnepi alkalom esetén arany, egyben ilyen esetekben olykor a körök babérággá alakulva jelennek meg. A két kör között határolt sáv felső görbületében a Dorogi, az alsóban pedig az FC felirat található, amelynek színe legtöbbször fekete, a fent említett esetekben pedig arany. A középső részen vízszintesen a klubszíneknek megfelelően piros-fekete-piros sáv díszíti. A címert a középpontban elhelyezett bányászkalapács uralja, amely a bányászat legkifejezőbb és legismertebb jelképe, valamint motívumeleme Dorog város címerének is. Szimbolizálja a bánya, a település és a sport szoros összetartozását. Jelentésében ott rejlik a kemény, fáradságos, egyben felemelő munka, a siker, a küzdelem, az erő, a biztonság, az összetartás és a bajtársiasság. A bányászkalapács alatt, a két szerszámnyéllel mintegy körülölelve található a klubalapítás éve. A klubalapítás óta kis mértékben változott a név- és színváltozáshoz igazítva, de formáját és tartalmát mindmáig megőrizte. 1995–1997 között átmenetileg a város címere volt rendszeresítve, 1997–1998 között alig több mint fél évig pedig a Budalakkos változat, amelyről a történeti áttekintésben már szó esett. Létezett egy nem hivatalos formátum is, amelyet Horváth Pál és a Rádió Taxi fúziója idejében használtak, és amelynek mintájául a Kispest-Honvéd címere szolgált.

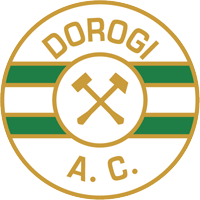
A klub címere 1919 és 1949 között
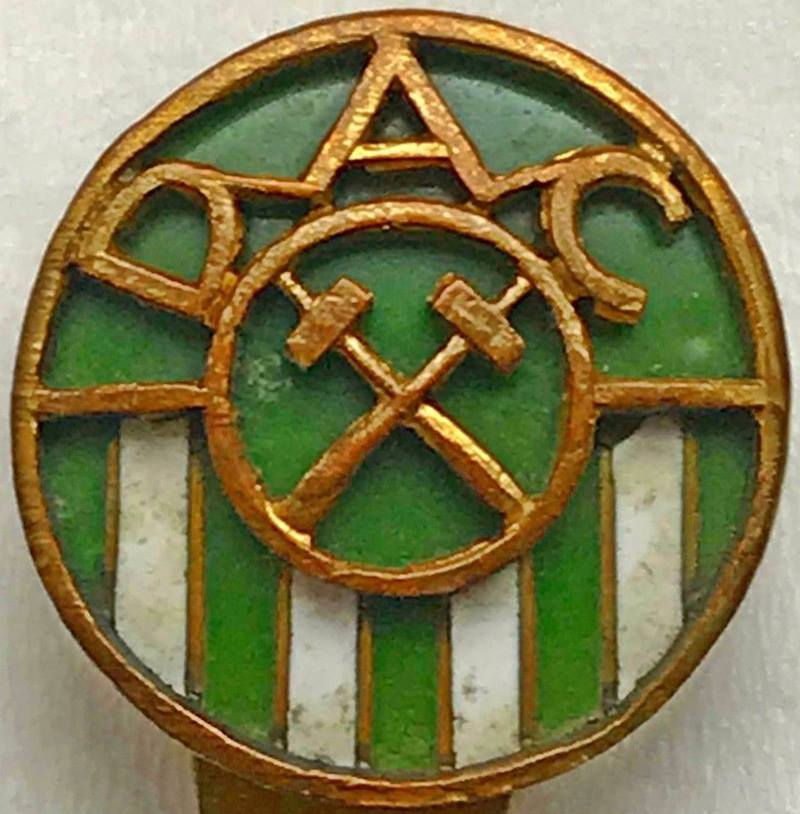
A 25. évforduló alkalmára készült változat 1939-ben
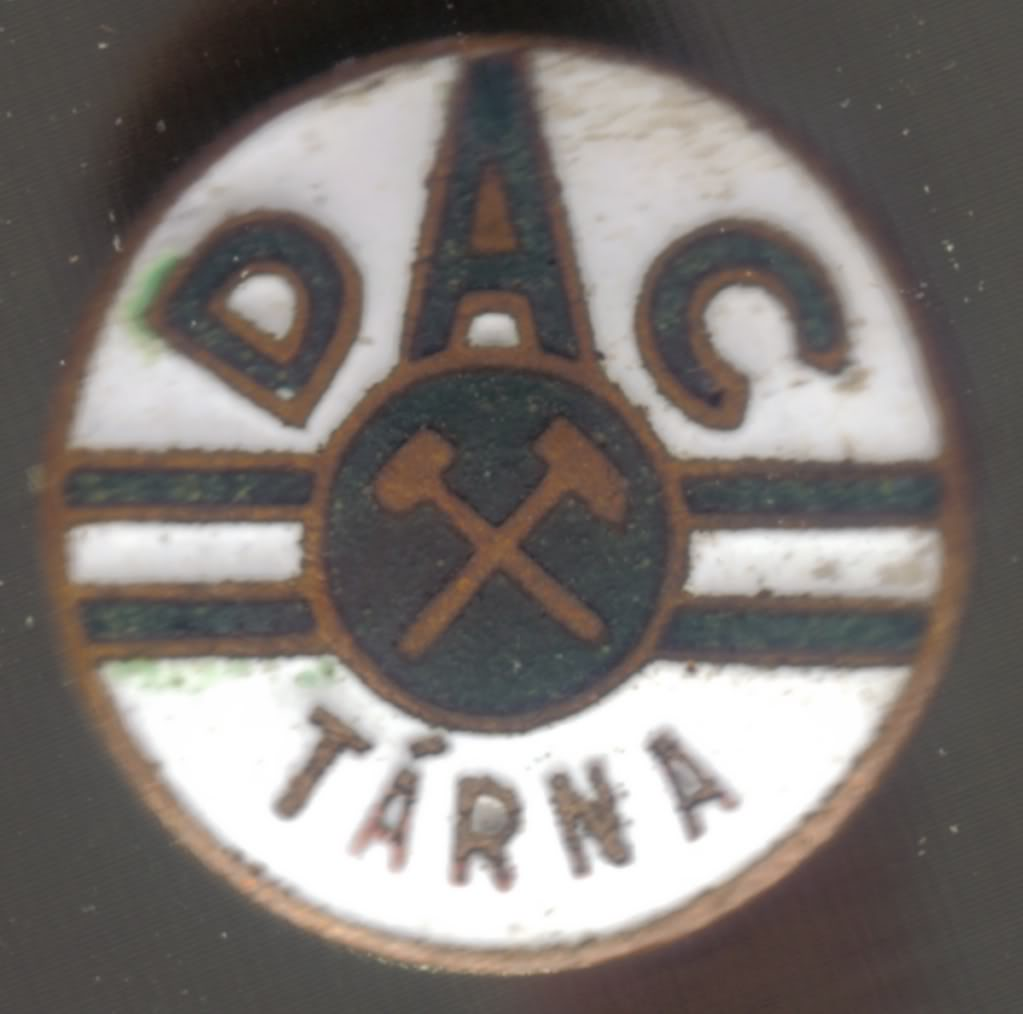
A Tárna verzió még zöld-fehérben, 1949–1950 között
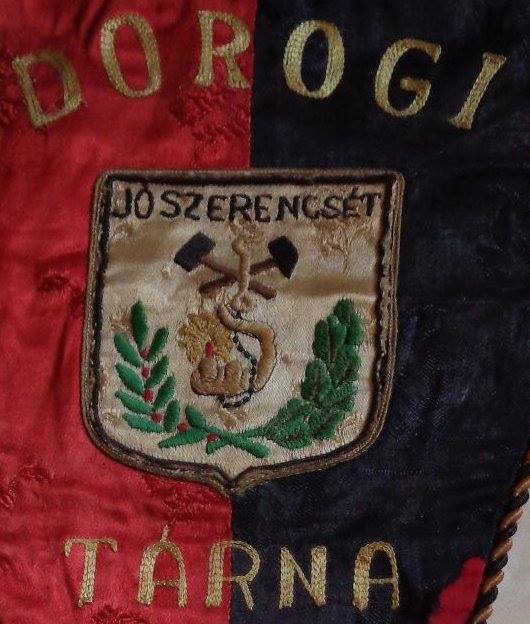
1950 óta piros-fekete, még a Tárna időszakban 1950–1951 között
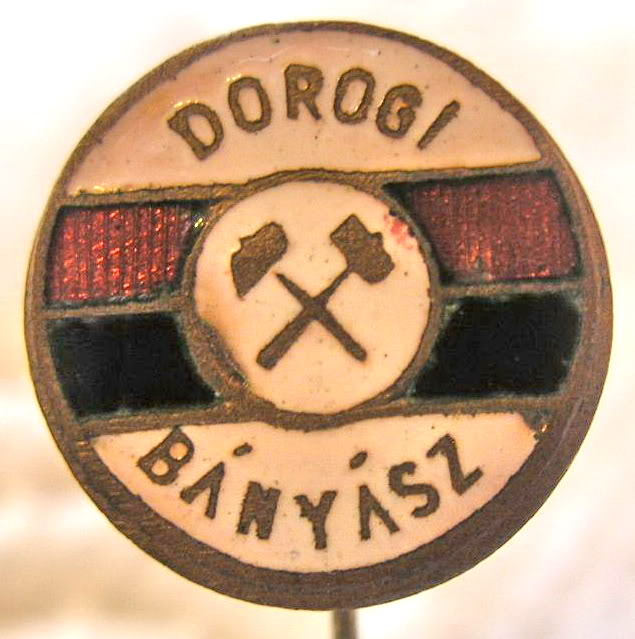
A címer 1951 és 1971 között
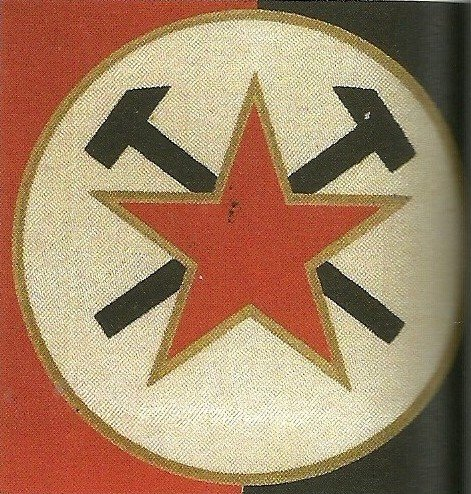
Az ötvenes évek elején, a rákosi-érában használt alternatív címer
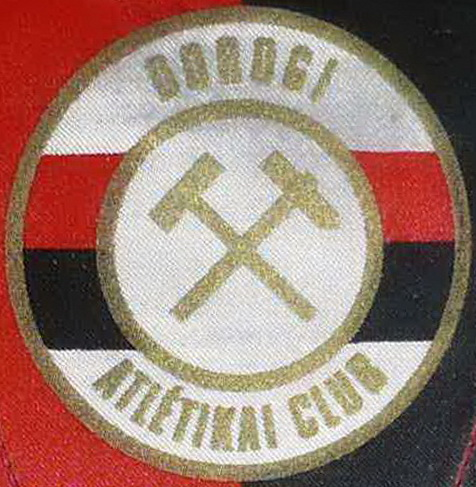
Címer 1971–1983 között
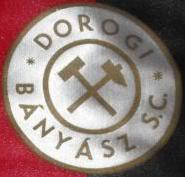
Az 1984-1995 közötti címer
A város címere, mint klubcímer 1995 és 1997 között

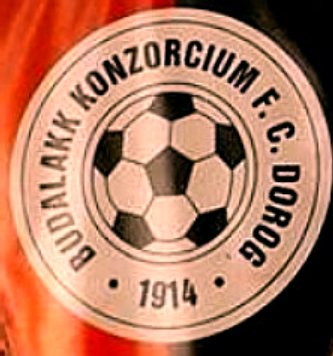
A Budalakkos címer 1998-ban
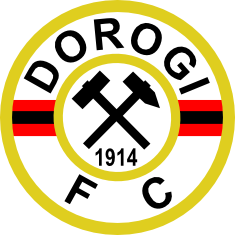
A klub 1998 óta hivatalos címere
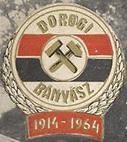
A címer az 50 éves évforduló alkalmán
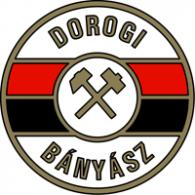
Ünnepi címer az ötvenes évekből
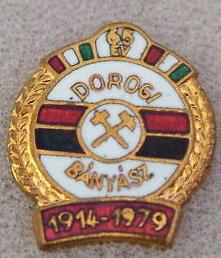
A 65 éves évforduló alkalmán készült címer
Az egyesület 65. évfordulójára készült fali díszen látható címer
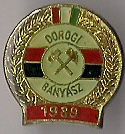
Címer a 75. éves évforduló alkalmából készült jelvényen
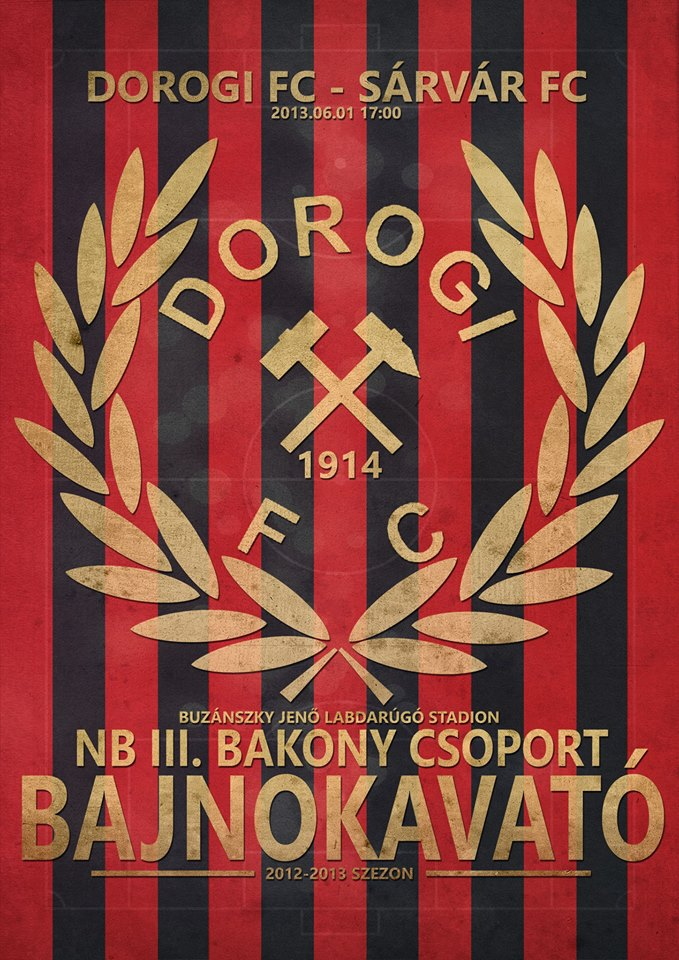
A bajnokavatás tiszteletére készült ünnepi forma, 2013-ban
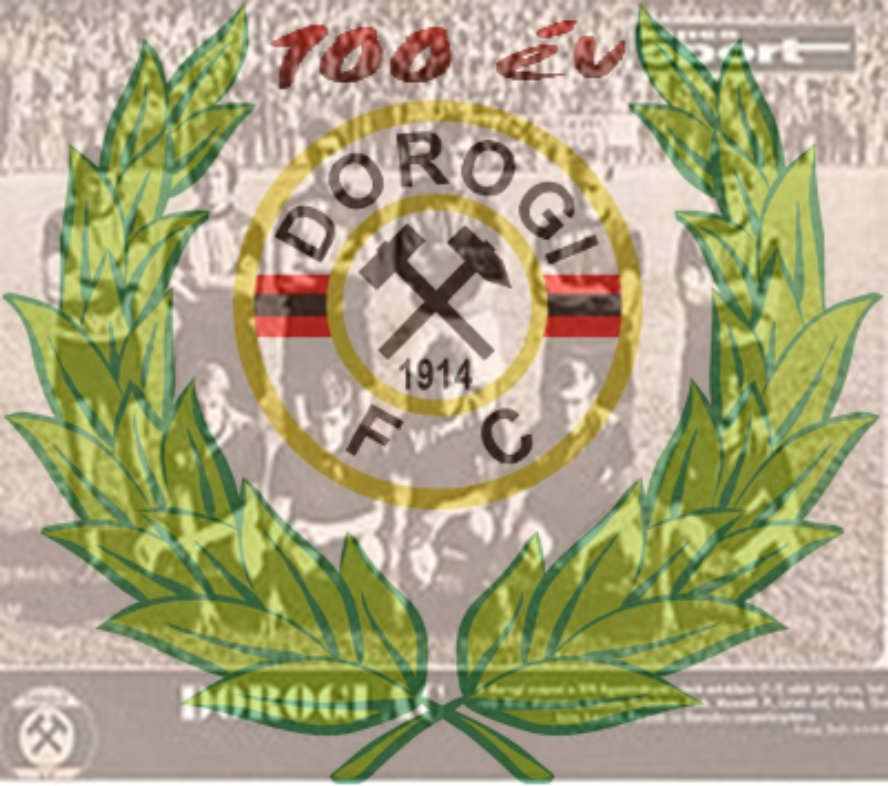
A klub címer a centenárium jegyében 2014-ben

## Stadionja

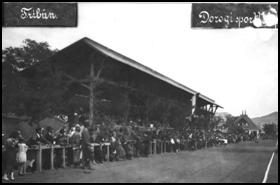
A zsúfolásig megtelt fedett ülőlelátó, 1927-ben

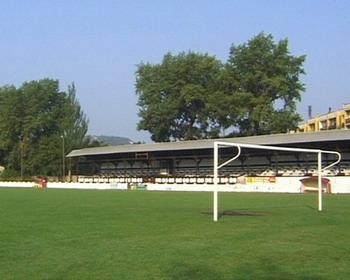
A stadion képeslapsorozatnak mintául szolgáló felvétel 2001-ből

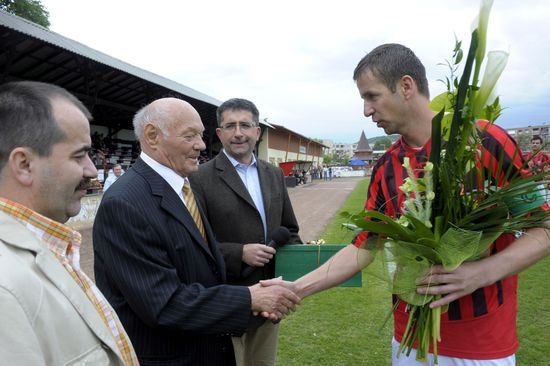
Buzánszky Jenő köszöntése 85. születésnapján és a stadion névadási ünnepsége. Balról: Szauter Tamás elnök, Buzánszky Jenő, Mayer László alelnök és Faragó Szabolcs csapatkapitány

A város közepén, a Köztársaság út – Iskola utca – Munkás út – Zsigmondy Vilmos-lakótelep által közrezárt területen található az eredetileg 15 ezer fő befogadására alkalmas Buzánszky Jenő Stadion és a hozzá tartozó sporttelep, amely a Dorogi FC központja és centerpályája. Tárgyilagosan azonban – figyelembe véve a jelenleg elfogadott és hatályban lévő szabványokat – jelenlegi hiteles és optimális befogadó képessége 10 ezer fő. Hivatalos címe: 2510 Dorog, Köztársaság út 3. Jelenlegi tulajdonosa a Dorogi Szénmedence Sportjáért Közalapítvány, üzemeltetője pedig a Dorog Város Egyesített Sportintézménye
A létesítmény, amely két dorogi híresség, Kompolthy Ödön mérnök és Gáthy Zoltán aranyokleveles építész tervei alapján készült, gyakorlatilag egyidős az egyesülettel. A stadion az időközönkénti felújítások és átalakítások ellenére a mai napig is megőrizte eredeti arculatát. A lelátók közül legkorábban a fedett ülőhelyes tribün készült el, amelyben szektorok, díszpáholy, sajtó- és közvetítő állás is helyett kapott. A betonalapú, 15 lépcsősoros állólelátón és annak folytatásában húzódó füvesített délkeleti kanyarban mintegy 10 ezren férnek el. Szintén az elsők között épült a díszesebb Déli-kapu, az egykori főbejárat, amely eredeti állapotában maradt fenn és a Centenáriumi ünnepség keretén belül történt felújításával eredeti fényét is visszakapta. A stadion fő büszkesége a kiváló minőségű játéktere, noha napjainkra az egy évszázadnyi időszak érezhető nyomot hagyott rajta. Hosszú ideig az ország egyik legjobb minőségű pályájaként tartották nyilván, amelyet salakos atlétikai futópálya ölel körbe.
Az 1920-as évek első felében a korszak egyik legkiválóbb sportcentruma volt, amelyet sok nagyváros és neves sportegyesület is megirigyelt. A létesítményhez tartozó legrégebbi elem, az emeletes klubszékház, amely 1895-ben épült. Eredetileg a csendőrségnek, majd a vasút részére szánták, végül a klub birtokába került. A sporttelephez már a legkorábbi időkben is tartozott öltöző, zuhanyzó, szertár, klubhelyiség és büfé is. 1923-ban felépült a több medencét, lelátót és ugrótornyot is magában foglaló versenyuszoda, amely egyben az első volt az ország vidéki települései közül. 1924-re pedig az elkészült új nevezetességgel, a Zenepavilonnal nyerte el teljességét, ahonnan a bányász zenekar szolgáltatta az élő zenét a mérkőzéseken.
A szakosztályok megszaporodásának köszönhetően szükségessé vált a sporttelep bővítése, így kiegészítésként szabadtéri kézilabda-, tenisz- és röplabdapálya is létesült. A sportcentrum a dorogiak és a vonzáskörzetben élők kedvelt helyévé vált, amely a sport mellett kulturális és egyéb rendezvényeknek is otthont adott, ahol többek között tartottak táncmulatságokat, vagy éppen munkásgyűléseket. A második világháború során jelentős károkat szenvedett, amelynek legjobban az uszoda látta a kárát, amelyet többé már nem tudtak visszaállítani eredeti szépségébe. Az évtizedek során számos felújítás és karbantartás történt, azonban sok esetben a vaskalapos politikai szemlélet gátolta a legjobb tervek és elképzelések kivitelezését, amelyek csak a tervező asztalig jutottak. Így nem készülhetett el 1971-ben az az átfogó és nagyszabású tervezet, amelynek keretén belül megújult volna a klubház, felépülhetett volna a múltjához méltó fedett versenyuszoda és a sportcsarnok. Kisebb szépítgetések ugyan történtek ekkor, azok azonban eltörpültek az eredeti tervek mellett. Ugyanígy nem lett soha villanyfényes stadion, amely ügyében évtizedekig fáradoztak a klub vezetői (annyi azért sikeresen megvalósult, hogy az egyik térfélen lehetőség van a kivilágításra, amely az esti edzésekhez alkalmas). 1998-ban, a Makovecz Imre által tervezett káprázatos fedett versenyuszoda és sportcentrum felépítése is meghiúsult, miként a Westel által finanszírozott, minden igényt kielégítő elektromos eredményjelző is 2003-ban. Kisebb veszteségként és még csak nem is szorosan sportrendezvényként, de a stadion és vele együtt a város hírnevét öregbítendő rockfesztivál sem kapott helyet 2005-ben, amelyet a legendás 1981-es, szintén Dorogon megrendezett rockfesztivál emlékére szerettek volna tető alá hozni az Iron Maiden együttes főszereplésével. A szóbeli engedélyeztetés ugyan megtörtént, végül maguk a szervezők hajlottak arra, hogy más helyet kerítsenek a rendezvénynek a lakosság várható ellenállását megelőzve. Így a három napos koncert a város határában lévő repülőtéren lett megtartva, igaz, már a brit szupercsapat nélkül.
A dorogi stadionból többször volt már televíziós közvetítés a Magyar Televízió és a Telesport által, a működését 1991-ben megkezdő városi televízió, a PKTV pedig minden egyes mérkőzést sugárzott. A népszerű egykori rádiós körkapcsolásos műsor Dorogról az elsők között jelentkezett. A stadion hivatalosan sokáig Dorogi Városi Stadion néven volt jegyezve, bár korábban, amikor a stadion rekonstrukcióhoz szükséges pályázati dokumentumokban meg kellett nevezni, felmerült az ötlet a névadással kapcsolatban, hogy Buzánszky stadion legyen, ám a klub és a város vezetői levették a napirendi pontról, mert nem tartották szerencsésnek élő személyről elnevezni. Közel egy évtized elteltével azonban felülvizsgálták a kérdést, és tekintve, hogy ország-, sőt világszerte elfogadott és bevett szokássá vált az élő személy utáni elnevezés stadionok és sportlétesítmények esetén, ezért a klub elnöksége és a város önkormányzata úgy határozott, hogy az eredeti terveknek megfelelően Buzánszky Jenő lesz a létesítmény névadója. A hivatalos ceremónia dátumaként Buzánszky Jenő 85. születésnapját jelölték meg, így 2010. május 4. óta hivatalosan Buzánszky Jenő Stadion a neve. 2001-ben az ország stadionjairól készült képeslapsorozatban szerepelt Dorogi Bányász Stadion néven, ugyanakkor nem ez volt az első alkalom, mert már az 1920-as években is megörökítették képeslapokon, jelezve a település életében betöltött szerepét. Egykor Szepesi György és Sándor Károly egyik kedvenc stadionja volt.
A 2017-es év folyamán realizálódott két közeljövőben megvalósításra kerülő fejlesztési és beruházási program. Elsőként a korábbiakban már többszöri igényként felvetődött Birkózócsarnok kivitelezése kapott zöld utat. A birkózók, mint Dorog legsikeresebb sportegyesülete, amely az országos elit tagja és nemzetközi szinten is meglehetősen elismert, önmagában is megérdemelt volna már egy méltó csarnokot. Ugyanakkor a 2012 óta megrendezésre kerülő Fekete Gyémántok Nemzetközi Birkózóverseny házigazdájaként is a rangos verseny ezáltal méltóbb helyszínt kaphat. Ennek megfelelően az elkészülő csarnok a küzdő- és nézőtér, valamint az öltözők és fürdők mellett az emeleti részen hotel és étterem részleggel válna kompletté. A beruházáshoz pedig párhuzamosan a sportcsarnok homlokzatának felújítása is kapcsolódna. A stadion felújítási program keretén belül 685 milliós támogatást nyertek, amelyből a tribün tetőszerkezetének felújítása valósulhatna meg, továbbá az állórész is tetőt kapna és a fűthető játéktér kialakítását is indítványozták.

## Bajnoki sikerei

### Bajnoki cím
12 alkalommal nyert bajnoki címet, mindannyiszor a másod- és harmadosztályban. Az 1920-as évek második felében egymást követő három évadban is bajnok lett. Az 1987-1988-as szezonban lehettek volna bajnokok, ám a menet közben visszalépett, majd megszűnt NB II-es Ganz Mávag helyére, az NB III 3. helyen álló Budapesti Építők SC-t sorolta az MLSZ a megüresedett helyre. Ezért eredményeit visszamenőleg törölték. Egyedül a Dorog nyert oda-vissza ellenük, ezáltal a csapattól 4 bajnoki pontot és 3 gólt elvettek, így végül a második helyen végeztek.
| Bajnoki évad | Osztály             |
| ------------ | ------------------- |
| 1922–1923    | Amatőr másodosztály |
| 1926–1927    | Amatőr első osztály |
| 1927–1928    | Amatőr első osztály |
| 1928–1929    | Amatőr első osztály |
| 1931–1932    | Amatőr első osztály |
| 1938–1939    | Amatőr másodosztály |
| 1943–1944    | NB III              |
| 1945*        | Másodosztály        |
| 1948–1949    | NB II               |
| 1970–1971    | NB II               |
| 1996–1997    | NB III              |
| 2012–2013    | NB III              |

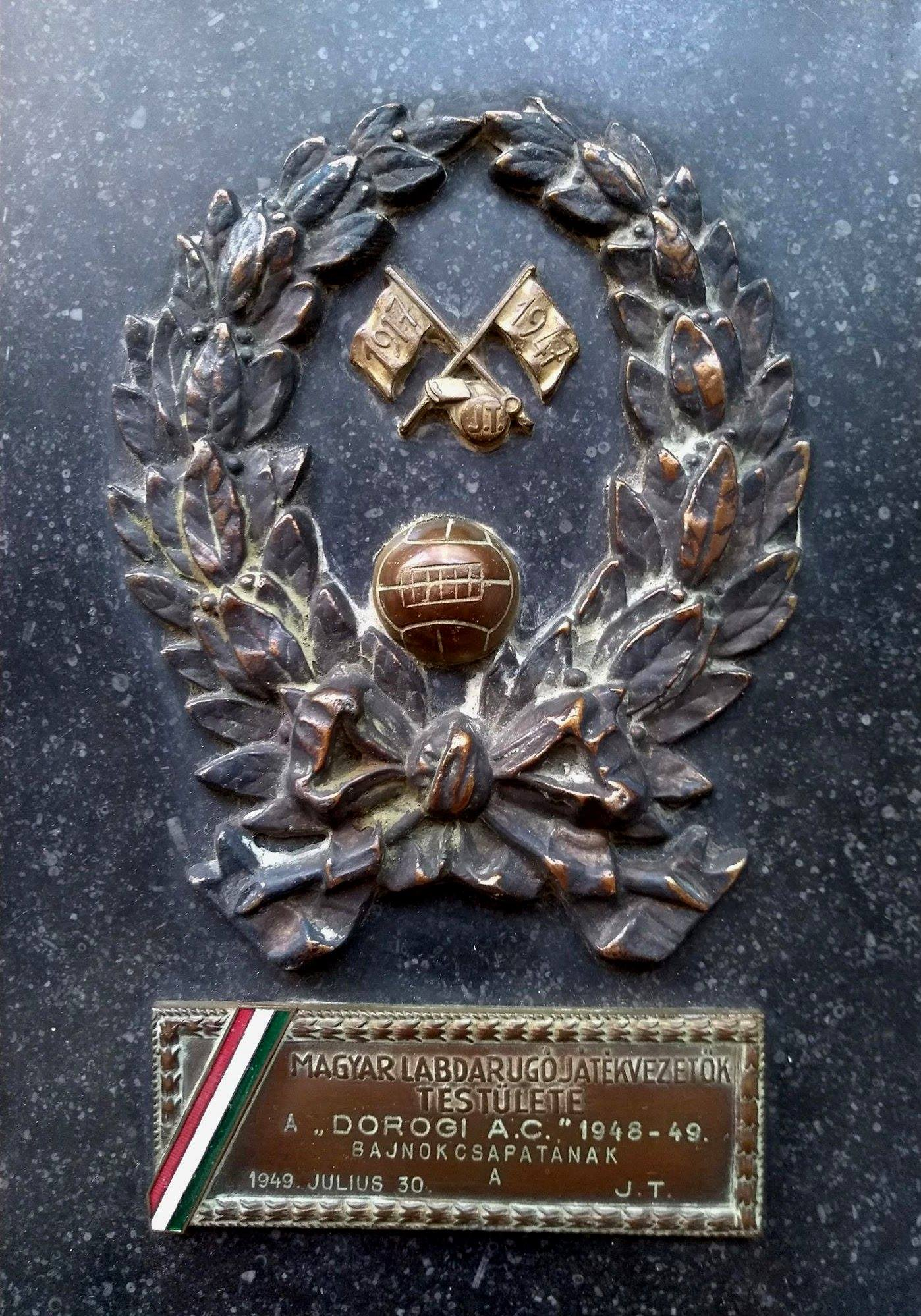
A Játékvezetői szövetség elismeréseként kapott emlék az 1949-es bajnoki címért

- (*): Közvetlenül az 1945-1946-os évad előtt ez volt az úgynevezett Nyári bajnokság.

### Bajnokok bajnoka
A címet 1949-ben nyerte, a három másik NB II-es bajnok elleni körmérkőzések győzteseként. A mérkőzéseket a fővárosban, semleges pályán játszották. A dorogiak hibátlan teljesítménnyel zártak.
| Hely | Csapat          |
| ---- | --------------- |
| 1.   | Dorogi AC       |
| 2.   | Debrecen        |
| 3.   | Budapesti Előre |
| 4.   | Nagykanizsa     |

### Középmagyarország bajnoka
A korai bajnoki rendszerben az adott osztály több csoportos volt. A bajnokság végén kiírták a bajnok csapatok körmérkőzéseit, hogy oda-visszavágó alapon megmérkőzzenek egymással az abszolút bajnoki címért. A dorogi csapatnak ez három alkalommal is sikerült. 1927-ben a Dorog nem csak veretlenül nyerte a négy csoportból kikerülő bajnokok egymás elleni körmérkőzéseit, de a győzelmek mellett mindössze egyetlen döntetlenje volt.
- 1927

| Hely | Csapat         |
| ---- | -------------- |
| 1.   | Dorogi AC      |
| 2.   | Szolnok        |
| 3.   | Alagi SC       |
| 4.   | Rákoscsabai TK |

- 1928

1928-ban csak két csoport volt és a másik csoport bajnokával, a Kecskeméttel három mérkőzésen át zajlott a kiélezett küzdelem. Mindkét fél hazai pályán egyszer nyert 2-1-re, ahol mindhárom dorogi találat Horváth nevéhez fűződik, majd a harmadik körben, semleges pályán, Cegléden Varga és Kálos góljaival 2-0-s dorogi győzelem született.
| Hely | Csapat        |
| ---- | ------------- |
| 1.   | Dorogi AC     |
| 2.   | Kecskeméti AC |

- 1932

1932-ben három csoport volt, ahol a bajnokok az 1927-es évadhoz hasonlóan ugyan azon csapatok közül kerültek ki. Az erőviszonyok öt évvel később is hasonlónak bizonyultak.
| Hely | Csapat         |
| ---- | -------------- |
| 1.   | Dorogi AC      |
| 2.   | Szolnok        |
| 3.   | Rákoscsabai TK |

### Országos döntőben
A középmagyarorszagi bajnoki cím elnyerését követően az Országos döntőben a legjobb magyar amatőr csapat cím elhódítása volt a tét. Háromszor sikerült bejutnia a legjobbak közé.
- 1927

| Országos döntő | Párosítás            | Eredmény |
| -------------- | -------------------- | -------- |
| Negyeddöntő    | Dorogi AC – Diósgyőr | 1 – 2    |

- 1928

| Országos döntő | Párosítás                  | Eredmény |
| -------------- | -------------------------- | -------- |
| Negyeddöntő    | Békéscsabai AK – Dorogi AC | 1 – 0    |

- 1932

Ekkor érték el a legjobb eredményüket. A dorogiak végül a 4. helyet szerezték meg, amely azt jelentette, hogy az ország 4. legjobb amatőr csapata, s amennyiben figyelembe vesszük a profi liga 12 csapatos mezőnyét, az abszolút első osztályt, úgy a dorogi klub az ország legjobb 16 egyesületébe tartozott.
| Országos döntő | Párosítás             | Eredmény |
| -------------- | --------------------- | -------- |
| Negyeddöntő    | Dorogi AC – Pécsi VSK | 5 – 2    |
| Elődöntő       | Győri ETO – Dorogi AC | 5 – 3    |

Végeredmény
| Hely | Csapat              |
| ---- | ------------------- |
| 1.   | Békéscsabai Bohn SC |
| 2.   | Győri ETO           |
| 3.   | FTC II.             |
| 4.   | Dorogi AC           |

### Bajnoki ezüstérmes
Ötször nyert bajnoki ezüstérmet, valamennyit a másod- és harmadosztályban. A 2014-2015-ös évadban az eredményei alapján ezüstérmes lett volna, ám 25 büntető pont levonással sújtották.
| Bajnoki évad | Osztály |
| ------------ | ------- |
| 1947–1948    | NB II   |
| 1972–1973    | NB I/B  |
| 1975–1976    | NB I/B  |
| 1987–1988    | NB III  |
| 2011–2012    | NB III  |

### Bajnoki bronzérmes
12 alkalommal állhatott a dobogó harmadik fokán a másod- és harmadosztályban. Ebben is volt egy szép szériája, amikor egymást követő három évben nyert bronzérmet, valamint kétszer két egymást követő évben is tudott duplázni.

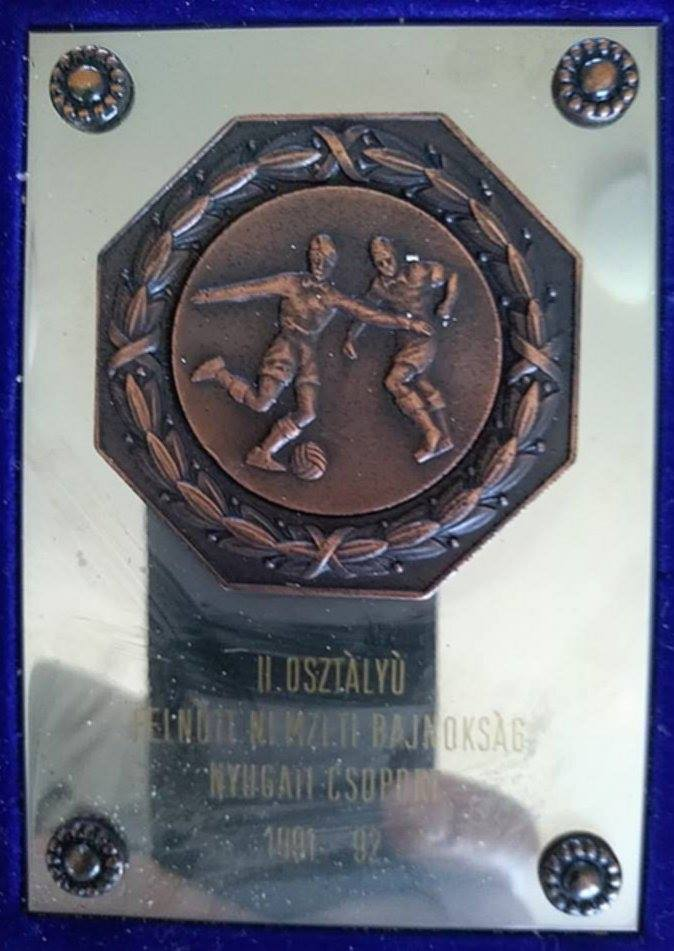
A dorogi csapat az NB II 1991-92-es évadjában nyert bronzérme

| Bajnoki évad | Osztály             |
| ------------ | ------------------- |
| 1925–1926    | Amatőr másodosztály |
| 1933–1934    | Amatőr másodosztály |
| 1934–1935    | Amatőr másodosztály |
| 1935–1936    | Amatőr másodosztály |
| 1968         | NB II               |
| 1969         | NB II               |
| 1981–1982    | NB II               |
| 1985–1986    | NB III              |
| 1986–1987    | NB III              |
| 1991–1992    | NB II               |
| 1998–1999    | NB II               |
| 2015–2016    | NB III              |

### Legjobb bajnoki helyezése az első osztályban
A csapat legjobb NB I-es helyezése az 1962-1963-as évadban szerzett 4. hely, ahol pontazonossággal a 3. helyezett Újpest és egyetlen pont különbséggel a 2. helyezett MTK mögött végzett. Ha történetesen az MTK-val szerzett volna ugyanannyi pontot, úgy beelőzték volna őket. Egy dolog tekintetében viszont a Dorog volt a legjobb ebben a bajnoki évben, nevezetesen az egész mezőnyből ők kapták a legkevesebb gólt.
- A bajnoki tabella végeredménye az élmezőny kiemelésével

| Hely | Csapat          | Gólarány | G-K | Pont |
| ---- | --------------- | -------- | --- | ---- |
| 1    | Ferencvárosi TC | 49 – 28  | 21  | 37   |
| 2    | MTK             | 41 – 32  | 9   | 31   |
| 3    | Újpesti Dózsa   | 50 – 31  | 19  | 30   |
| 4    | Dorogi Bányász  | 37 – 27  | 10  | 30   |

- Az előttük dobogós helyen végzettek elleni eredményeik

| Párosítás               | Otthon | Idegenben |
| ----------------------- | ------ | --------- |
| Dorog – Ferencvárosi TC | 0 – 1  | 1 – 1     |
| Dorog – MTK             | 4 – 1  | 0 – 0     |
| Dorog – Újpesti Dózsa   | 2 – 0  | 2 – 2     |

### Osztályozók a magasabb osztályba való kerülésért
| 1945                                                                       | NB I   | Dorog – Tatabánya         | 4 – 0 |
| 1945                                                                       | NB I   | Tatabánya – Dorog         | 2 – 1 |
| 5–2-es összesítéssel a Dorog jutott az NB I-be                             |        |                           |       |
| 1966                                                                       | NB I   | Dorog – Ózd               | 3 – 2 |
| 1966                                                                       | NB I   | Dorog – Haladás           | 1 – 1 |
| 1966                                                                       | NB I   | Komló – Dorog             | 1 – 0 |
| A Dorog csoportharmadik lett, így kiesett az NB I-ből.(*)                  |        |                           |       |
| 1996–1997                                                                  | NB I/B | Dunakeszi – Dorog         | 1 – 1 |
| 1996–1997                                                                  | NB I/B | Dorog – Dunakeszi         | 0 – 0 |
| Az idegenben lőtt góllal a Dorog került a magasabb osztályba               |        |                           |       |
| 2001–2002                                                                  | NB I/B | Dorog – Monor             | 0 – 1 |
| 2001–2002                                                                  | NB I/B | Monor – Dorog             | 2 – 2 |
| 3–2-es összesítéssel a Dorog maradt alul, így kiesett az NB I/B-ből.(**)   |        |                           |       |
| 2012–2013                                                                  | NB II  | Dorog – Szigetszentmiklós | 0 – 6 |
| 2012–2013                                                                  | NB II  | Szigetszentmiklós – Dorog | 1 – 1 |
| 7–1-es összesítéssel a Dorog maradt alul, így nem jutott az NB II-be.(***) |        |                           |       |

- (*) Az osztályozókat körmérkőzéses rendszerben, semleges pályákon rendezték. A dorogiak az Ózd és a Haladás ellen az MTK stadionban, a Komló ellen pedig a csepeli stadionban játszottak.
- (**) Az eredménytől függetlenül indulhatott volna a magasabb osztályban, ám anyagi okok miatt nem vállalta a klub.
- (***) Az eredménytől függetlenül indulhatott volna a magasabb osztályban, ám másodosztályú licence nem volt a dorogiaknak, az MLSZ pedig nem járult hozzá az engedély utólagos beszerzéséhez.

## Magyar Kupa

### Jelentősebb Magyar Kupa-szereplései
A csapat legjobb eredményei ebben a kupasorozatban, ahol csak a legjobb 16 közé jutásért és attól felfelé játszott mérkőzések szerepelnek. A sorsolás szeszélyeinek köszönhetően a korai időkben gyakorta a magasabb osztályban szereplő ellenfél volt a pályaválasztó az egy mérkőzéses kiírás esetében is. Az 1976-77-es kupa-évben a négy közé jutásért csoportmeccseket kellett játszani oda-visszavágó alapon, ahol csak a csoportelsők jutottak tovább. A táblázatban csupa nagybetűvel szedett csapatok NB I-esek, a vastagon szedett csapatok másodosztályúak, míg a dőlt-betűs harmadosztályút jelent.
| Év   | Kupasorozat | Forduló            | Mérkőzés                     | Eredmény | Helyszín                                   | Gólszerző                             | Megjegyzés                                                  |
| ---- | ----------- | ------------------ | ---------------------------- | -------- | ------------------------------------------ | ------------------------------------- | ----------------------------------------------------------- |
| 1927 | Magyar Kupa | Legjobb 16-közé    | SZEGEDI BÁSTYA – Dorog       | 4 – 1    | Szeged                                     |                                       |                                                             |
| 1928 | Magyar Kupa | Nyolcaddöntő       | FERENCVÁROS – Dorog          | 9 – 0    | Üllői úti stadion: 600 néző                |                                       | Hófúvásban zajlott a mérkőzés                               |
| 1932 | Magyar Kupa | Legjobb 16 közé    | Vasas FC – Dorog             | 1 – 1    | Budapest, Béke út                          | Szloboda                              | A Vasas a Profi liga II. tagja volt                         |
| 1932 | Magyar Kupa | Legjobb 16 közé    | Vasas FC – Dorog             | 2 – 0    | Budapest, Béke út                          |                                       | Megismételt mérkőzés                                        |
| 1944 | Magyar Kupa | Elődöntő           | KOLOZSVÁR – Dorog            | 4 – 3    | Kolozsvár: 2500 néző                       | Turai Lajos (2), Pfluger Dezső        |                                                             |
| 1952 | MNK         | Döntő              | BP. BÁSTYA – DOROG           | 3 – 2    | Budapest, Latorca úti stadion: 15 000 néző | Pozsonyi Ignác, Aspirány Gusztáv      |                                                             |
| 1955 | MNK         | Negyeddöntő        | BP. VÖRÖS LOBOGÓ – DOROG     | 5 – 0    | Csepel: 3000 néző                          |                                       | Bakonyi kiállítása miatt a Dorog emberhátrányban játszott   |
| 1956 | MNK         | Nyolcaddöntő       | PÉCSI DÓZSA – DOROG          | 5 – 3    | Pécs: 5000 néző                            | Monostori Tivadar (2), Pozsonyi Ignác | Monostori kiállítása miatt a Dorog emberhátrányban játszott |
| 1964 | MNK         | Negyeddöntő        | GYŐRI ETO – DOROG            | 1 – 0    | Győr: 3500 néző                            |                                       |                                                             |
| 1965 | MNK         | Nyolcaddöntő       | BP. VASAS – DOROG            | 5 – 0    | Fáy utca: 3000 néző                        |                                       |                                                             |
| 1968 | MNK         | Nyolcaddöntő       | Dorog – BP. HONVÉD           | 1 – 3    | Dorog: 3000 néző                           | Bartalos József                       |                                                             |
| 1973 | MNK         | Legjobb 16 közé    | Dorog – VIDEOTON             | 0 – 4    | Dorog: 1500 néző                           |                                       |                                                             |
| 1976 | MNK         | Negyeddöntő        | DOROG – ZALAEGERSZEG         | 0 – 2    | Tokodaltáró: 2000 néző                     |                                       |                                                             |
| 1976 | MNK         | Negyeddöntő        | ZALAEGERSZEG – DOROG         | 0 – 0    | Zalaegerszeg: 1000 néző                    |                                       |                                                             |
| 1976 | MNK         | Negyeddöntő        | DOROG – CSEPEL               | 0 – 0    | Tokodaltáró: 1000 néző                     |                                       |                                                             |
| 1976 | MNK         | Negyeddöntő        | CSEPEL – DOROG               | 2 – 2    | Csepel: 500 néző                           | Péntek Sándor (2)                     |                                                             |
| 1976 | MNK         | Negyeddöntő        | BP. HONVÉD – DOROG           | 5 – 1    | Kispest: 300 néző                          | Péntek Sándor                         |                                                             |
| 1977 | MNK         | Negyeddöntő        | BP. VASAS – DOROG            | 3 – 2    | Fáy utca                                   | Szabó József, Pásztor József          |                                                             |
| 1977 | MNK         | Negyeddöntő        | DOROG – BP. VASAS            | 1 – 2    | Tokodaltáró: 1500 néző                     | Peszeki Jenő                          |                                                             |
| 1977 | MNK         | Negyeddöntő        | DOROG – BP. HONVÉD           | 0 – 2    | Dorog: 200 néző                            |                                       | A csoportból a Vasas jutott a legjobb négy közé             |
| 1982 | MNK         | Legjobb 16 közé    | Dorog – SZOMBATHELYI HALADÁS | 2 – 2    | Dorog: 2500 néző                           | Péntek Béla (2)                       | 11-esekkel 4-2-vel a Haladás jutott tovább                  |
| 1984 | MNK         | Legjobb 16 közé    | Dorog – Siófok               | 0 – 2    | Dorog: 1500 néző                           |                                       |                                                             |
| 1986 | MNK         | Legjobb 16 közé    | Dorog – FERENCVÁROS          | 1 – 2    | Dorog: 6000 néző                           | Harmat József                         |                                                             |
| 1989 | Magyar Kupa | Legjobb 16-közé    | Dorog – VESZPRÉM             | 2 – 3    | Dorog: 1500 néző                           | Mózner János (2)                      |                                                             |
| 1991 | Magyar Kupa | Negyeddöntő 1.     | VÁC – Dorog                  | 1 – 1    | Vác: 1500 néző                             | Szedlacsek István                     |                                                             |
| 1991 | Magyar Kupa | Negyeddöntő 2.     | Dorog – VÁC                  | 2 – 2    | Dorog: 7000 néző                           | Orosz Ferenc, Csapó Károly            | Idegenben rúgott több góllal a Vác jutott tovább            |
| 1992 | Magyar Kupa | Legjobb 16 közé    | Dorog – ÚJPEST               | 0 – 4    | Dorog: 2000 néző                           |                                       |                                                             |
| 1996 | Magyar Kupa | Legjobb 16 közé 1. | ÚJPEST – Dorog               | 4 – 0    | Megyeri út: 1000 néző                      |                                       |                                                             |
| 1996 | Magyar Kupa | Legjobb 16 közé 2. | Dorog – ÚJPEST               | 1 – 0    | Dorog: 3000 néző                           | Bajor Tibor                           | 4–1-es összesítéssel az Újpest jutott tovább                |
| 1997 | Magyar Kupa | Legjobb 16 közé    | Dorog – MTK                  | 0 – 2    | Dorog: 1500 néző                           |                                       |                                                             |
| 2015 | Magyar Kupa | Legjobb 16 közé    | Dorog – Csákvár              | 1 – 3    | Dorog: 500 néző                            | Nagy Rihárd                           |                                                             |
| 2017 | Magyar Kupa | Nyolcaddöntő 1.    | Dorog – VASAS                | 1 – 2    | Dorog: 2000 néző                           | Mészáros Áron                         |                                                             |
| 2017 | Magyar Kupa | Nyolcaddöntő 2.    | VASAS – Dorog                | 4 – 0    | Szusza Ferenc Stadion                      |                                       | 6–1-es összesítéssel a Vasas jutott tovább                  |
| 2018 | Magyar Kupa | Nyolcaddöntő 1.    | DEBRECEN – Dorog             | 1 – 2    | Debrecen, Nagyerdei stadion: 800 néző      | Mészáros Áron (2)                     |                                                             |
| 2018 | Magyar Kupa | Nyolcaddöntő 2.    | Dorog – DEBRECEN             | 2 – 3    | Dorog: 500 néző                            | Bora György, Mészáros Áron            | Idegenben rúgott több góllal a DVSC jutott tovább           |
| 2020 | Magyar Kupa | Negyeddöntő 1.     | Dorog – MTK                  | 0 – 1    | Dorog: 500 néző                            |                                       |                                                             |
| 2020 | Magyar Kupa | Negyeddöntő 2.     | MTK – Dorog                  | 3 – 0    | Hidegkuti Nándor Stadion: 500 néző         |                                       | 4–0-ás összesítéssel az MTK jutott tovább                   |
| 2021 | Magyar Kupa | Legjobb 16-közé    | Dorog – FERENCVÁROS          | 1 – 2    | Dorog: zárt kapuk mögött                   | Girsik Áron                           | Az FTC második találata Nagyházi Dávid öngóljából született |
| 2025 | Magyar Kupa | Nyolcaddöntő       | Dorog – ÚJPEST               | 0 – 1    | Dorog: 2000 néző                           |                                       |                                                             |

### Magyar Kupa megyei döntőiben
A versenykiírás és lebonyolítási rendszer alapján a kilencvenes évek közepétől megyei osztályozókkal lehetett kivívni az országos főtáblára való jutást. A megyéken belül egyeneságú kieséses rendszerben a végére csak a legjobbak maradtak állva és kerültek a főtáblára. Komárom-Esztergom megyéből csak egyetlen csapatnak biztosított helyet a főtáblán Szövetség, ezért a végén versenyben maradt két csapatnak megyei döntőt kellett játszania. A győztes kivívta a jogot az országos legjobb 64 közé kerüléshez, ahol négyes csoportokba sorsolták a csapatokat és a csoportkörök végén az első két helyezett jutott a legjobb 32 közé, ahonnan már egyenes kieséses szakasz következett. A Komárom-Esztergom megyei döntőben is azon kupaszabályok érvényesültek, miszerint amennyiben két eltérő osztályban szereplő csapat kerül össze, úgy az alacsonyabb osztályú otthonában rendezték a döntőt, míg azonos osztályban szereplők esetén semleges helyszínt jelölt ki a Szövetség. A megyei győztes serleget is kapott a Szövetségtől. A jogszabály ideje alatt a dorogi csapat egymást követően háromszor is megvívta a döntőt.
| Dátum            | Kupasorozat | Forduló           | Mérkőzés          | Eredmény | Helyszín                  | Gólszerző                                                  |
| ---------------- | ----------- | ----------------- | ----------------- | -------- | ------------------------- | ---------------------------------------------------------- |
| 1996. június 27. | Magyar kupa | Megyei kupa-döntő | Dorog – Komárom   | 4 – 0    | Tatai edzőtábor: 200 néző | Takács Gábor, Marczinkó Zoltán, Harmat József, Bajor Tibor |
| 1997. június 11. | Magyar kupa | Megyei kupa-döntő | Dorog – Tatabánya | 6 – 0    | Dorog: 500 néző           | Czifferi Tamás (3), Sabján István (2), Bodó László         |
| 1999. július 3.  | Magyar kupa | Megyei kupa-döntő | Dorog – TATABÁNYA | 3 – 1    | Dorog: 3000 néző          | Marczinkó Zoltán, Vígh Szabolcs, Papp András               |

### Legnagyobb arányú győzelmei a Magyar kupában
| Dátum              | Kupasorozat | Forduló         | Mérkőzés                     | Eredmény |
| ------------------ | ----------- | --------------- | ---------------------------- | -------- |
| 1965. július 7.    | Magyar kupa | Első kör        | Devecseri Spartakus – DOROG  | 0 – 13   |
| 1966. július 17.   | Magyar kupa | Első kör        | Mosonszolnoki MEDOSZ – DOROG | 1 – 13   |
| 1955. február 13.  | Magyar kupa | Legjobb 32-közé | Szőnyi Szikra – DOROG        | 0 – 12   |
| 1930. február 13.  | Magyar kupa | Első kör        | Szentendrei MOVE – Dorog     | 1 – 10   |
| 1951. december 20. | Magyar kupa | Legjobb 16-közé | DOROG – VL Keltex SK         | 11 – 1   |

## Egyéb nemzeti kupasikerei
A dorogiak azon egyéb országos kupákban, tornákon való részvéteinek összesítése, amelyek során a csapat érdemleges eredményeket ért el. A táblázatokban csupa nagybetűvel szedett csapatok NB I-esek, míg a vastagon szedett csapatok másodosztályúak.
| Év   | Kupasorozat          | Eredmény      |
| ---- | -------------------- | ------------- |
| 1924 | Húsvéti gála         | Győztes       |
| 1927 | Corinthian Kupa      | Ezüstérmes    |
| 1928 | Corinthian Kupa      | Ezüstérmes    |
| 1929 | Szent István Kupa    | Ezüstérmes    |
| 1930 | Corinthian Kupa      | Nyolcaddöntős |
| 1932 | Corinthian Kupa      | Negyeddöntős  |
| 1933 | Corinthian Kupa      | Elődöntős     |
| 1938 | Szent István serleg  | 3. hely       |
| 1948 | Országos Bányászkupa | Kupa-győztes  |
| 1949 | Felszabadulás Kupa   | Kupa-győztes  |
| 1950 | Népszava Kupa        | Kupa-győztes  |
| 1952 | Országos Bányászkupa | Kupa-győztes  |
| 1971 | Nyári Totó Kupa      | 2. hely       |
| 1976 | Felszabadulás Kupa   | Negyeddöntős  |
| 1976 | Tisza Kupa           | 3. hely       |

- Részletes mérkőzés-adatok

Az 1924-es Húsvéti Gála
| Dátum             | Párosítás            | Eredmény | Helyszín | Góllövő                |
| ----------------- | -------------------- | -------- | -------- | ---------------------- |
| 1924. április 16. | Dorog – BTC          | 2 – 0    | Dorog    | hiányzó adat           |
| 1924. április 20. | Dorog – VAC          | 1 – 1    | Dorog    | Dóra                   |
| 1924. április 21. | Dorog – Drougista IE | 3 – 0    | Dorog    | Tonnhauser (2), Szolák |

További összesítő
| Év   | Kupasorozat                  | Mérkőzés                    | Eredmény | Helyszín                | Góllövő                                       |
| ---- | ---------------------------- | --------------------------- | -------- | ----------------------- | --------------------------------------------- |
| 1927 | Corinthian kupa-döntő        | MAC – Dorog                 | 3 – 0    | Budapest, Margit-sziget |                                               |
| 1928 | Corinthian kupa-döntő        | Dunakeszi Magyarság – Dorog | 3 – 0    | Budapest                |                                               |
| 1929 | Szent István kupa-döntő      | TÜSC – Dorog                | 3 – 1    | Tokod                   | Höfflinger                                    |
| 1930 | Corinthian kupa-nyolcaddöntő | Dorog – Postás SE           | 1 – 2*   | Dorog                   | Jagidza                                       |
| 1932 | Corinthian kupa-negyeddöntő  | Cinkotai TK – Dorog         | 1 – 0    | Cinkota                 |                                               |
| 1933 | Corinthian kupa-elődöntő     | TÜSC – Dorog                | 5 – 2    | Tokod: 2000 néző        | Lantos (2)                                    |
| 1938 | Szent István serleg-elődöntő | Dorog – UTE                 | 1 – 2    | Dorog: 1500 néző        | Gyömbér                                       |
| 1948 | Országos Bányászkupa-döntő   | Dorog – TATABÁNYA           | 3 – 1    | Dorog: 5000 néző        | Molnár József (2), Kinczel László             |
| 1950 | Népszava Kupa-döntő          | DOROG – VASAS               | 2 – 1    | Üllői út: 10 000 néző   | Bakonyi István, Pozsonyi Ignác                |
| 1952 | Országos Bányászkupa-döntő   | DOROG – SALGÓTARJÁN         | 4 – 3    | Tatabánya: 5000 néző    | Molnár József (2), Varga János, Klausz József |

(*): Hosszabbítás után

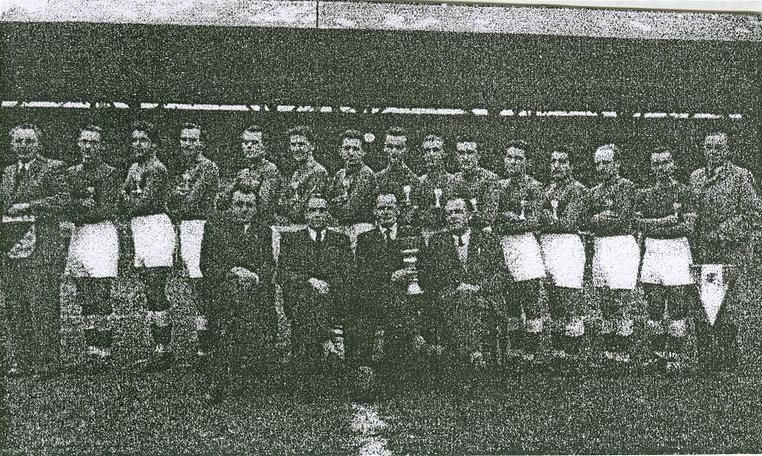
Az első Bányászkupa-győztes csapat, 1948-ban. Felső sor balról: Horváth edző, Magyar, Pfluger, Bartos, Buzánszky, Laczkó, Klausz, Keszeli, Bakonyi, Meszes, Kinczel, Molnár, Farkas, Aubéli, Mézner intéző. Ülnek: Fehér Kálmán, Abonyi András, Buna György, Nagy Sándor.

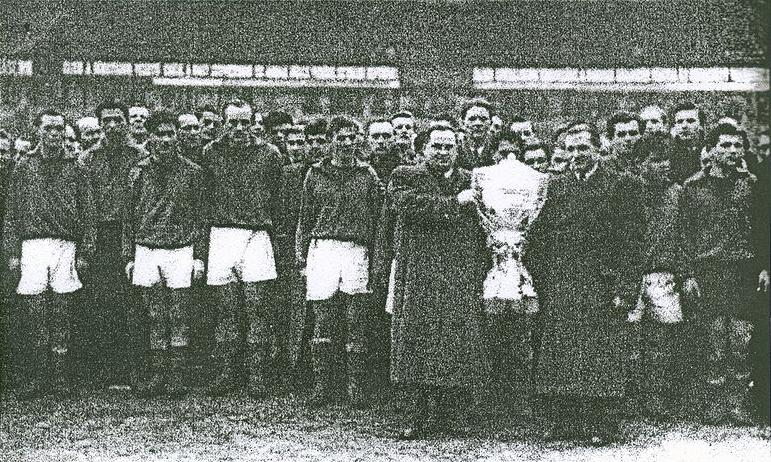
A Népszava Kupa-győztesek, 1950-ben. Balról: Buzánszky, Kamarás, Zsédely, Kónya, Bakonyi, Pothornik József a Bányász szakszervezet vezetője, Horváth István bányászati elöljáró, Varga.

Az 1976-os Felszabadulás kupa-sorozat
| Dátum            | Kupasorozat        | Forduló      | Párosítás           | Eredmény | Góllövő                           |
| ---------------- | ------------------ | ------------ | ------------------- | -------- | --------------------------------- |
| 1976. június 11. | Felszabadulás Kupa | Nyolcaddöntő | Dorog – FERENCVÁROS | 3 – 0    | Rozgonyi Miklós, Szabó József (2) |
| 1976. június 18. | Felszabadulás Kupa | Negyeddöntő  | Dorog – RÁBA ETO    | 0 – 1    |                                   |

Az 1976-os Tisza Kupa-sorozat
| Dátum               | Kupasorozat | Párosítás           | Eredmény | Helyszín                  | Góllövő                     |
| ------------------- | ----------- | ------------------- | -------- | ------------------------- | --------------------------- |
| 1976. augusztus 7.  | Tisza Kupa  | DOROG – SZEGEDI EOL | 2 – 1    | Kalocsa: 800 néző         | Kiss László, Pásztor Sándor |
| 1976. augusztus 10. | Tisza Kupa  | SALGÓTARJÁN – DOROG | 2 – 0    | Balassagyarmat: 3000 néző |                             |
| 1976. augusztus 12. | Tisza Kupa  | BÉKÉSCSABA – DOROG  | 1 – 1    | Baja: 1500 néző           | Szabó József                |
| 1976. augusztus 14. | Tisza Kupa  | DOROG – DIÓSGYŐR    | 1 – 0    | Jászberény: 800 néző      | Szabó József                |

## Nemzetközi kupasikerei
| Év   | Esemény                   | Helyszín                       | Eredmény     |
| ---- | ------------------------- | ------------------------------ | ------------ |
| 1962 | Húsvét Kupa               | Belgium                        | Kupa-győztes |
| 1962 | Rappan Kupa               | Olaszország                    | 2. hely      |
| 1962 | DFV Hallenfußball Turnier | Német Demokratikus Köztársaság | 5. hely      |
| 1963 | Miners' Gala              | Skócia                         | Kupa-győztes |
| 1966 | Kvarnerska Rivijera Kupa  | Jugoszlávia                    | 3. hely      |
| 1989 | Jubileum Kupa             | Magyarország                   | Kupa-győztes |
| 1991 | Pünkösd Kupa              | Németország                    | Kupa-győztes |
| 1992 | Szuperkupa-Teremtorna     | Magyarország                   | Kupa-győztes |
| 1993 | Szuperkupa-Teremtorna     | Magyarország                   | Kupa-győztes |

### Húsvét Kupa
1962. húsvétján a Belgiumban négy ország csapatainak részvételével rendezett tornán vett részt. A rendező, egyben házigazda a Royal Antwerp FC volt. Sorsolást követően alakult ki a két elődöntő, amelynek győztesei a kupért, a vesztesek pedig a 3. helyért játszhattak. A dorogiak egy héttel korábban, Virágvasárnap indultak és a húsvéti ünnepi hét elején érkeztek Belgiumba. A tornát megelőzően, a patinás francia LOSC Lille meghívásának tettek elegeget, így Nagykedden Lillebe látogattak egy barátságos mérkőzés erejéig, amelyre Nagyszerdán, április 18-án került sor. A találkozó utolsó perceiben, 1–1-es állásnál egy abszurd 11-est kaptak a házigazdák, Ilku kapus azonban bravúrral védte a büntetőt, amelyet a játékvezető nagy meglepetésre újra rúgatott. A hazaiak végül ezzel nyerték a mérkőzést 2–1-re. Másnap a csapat visszatért Belgiumba. Az első párosításban, Húsvétvasárnap a dorogiak legyőzték osztrák ellenfelüket, míg a második találkozón a házigazdákkal szemben a rendes játékidőben elért 1–1-es állást követően a Bayern jutott a fináléba. Másnap, Húsvéthétfőn az előző nap két vesztese a 3. helyért küzdött meg, ahol a hazaiak 5:1 arányban kiütötték ellenlábasukat. A döntőben a Dorog csapata jó játékkal megérdemelten kerekedett felül nagynevű ellenfelén és vívta ki kupagyőzelmét.
A döntőben a két csapat a következő összeállításban szerepelt:
Dorog: Ilku – Fellegi, Lakat, Fodor – Fürtös, Prohászka – Oláh, Surányi, Monostori, Kertes, Csóri.
Bayern: Kosar – Tietz, Kupferschmidt, Ostner – Borutta, Glesemann – Rockenwagner, Ohlhauser, Thimm, Grosser, Olk.
A dorogi csapatban a tornán Pálmai Sándor és Láng Károly is pályára lépett. A dorogiak edzője Buzánszky Jenő volt.
- A torna végeredménye

| Hely | Ország                       | Csapat           |
| ---- | ---------------------------- | ---------------- |
| 1.   | Magyarország                 | Dorogi Bányász   |
| 2.   | Német Szövetségi Köztársaság | Bayern München   |
| 3.   | Belgium                      | Royal Antwerp FC |
| 4.   | Ausztria                     | First Vienna FC  |

- Részletes mérkőzés-adatok

| Dátum             | Mérkőzés                | Eredmény | Színhely                              | Gólszerző         |
| ----------------- | ----------------------- | -------- | ------------------------------------- | ----------------- |
| 1962. április 22. | Dorog – First Vienna FC | 1 – 0    | Antwerpen, Bosuilstadion: 10 000 néző | Monostori Tivadar |
| 1962. április 23. | Dorog – Bayern München  | 1 – 0    | Antwerpen, Bosuilstadion: 15 000 néző | Kertes László     |

### Intertotó-kupa
A csoportban többszörös bajnok és kupa-győztes olasz, svájci és csehszlovák klasszis csapatokkal került össze. A dorogiak nem a legerősebb csapatukkal indultak a tornán, ugyanis a küzdelmek egy időbe estek a chilei világbajnoksággal, ahol két meghatározó játékosuk, Ilku István és Monostori Tivadar is részt vett a magyar válogatott tagjaként. Ők csak egy-egy mérkőzésen jutottak szóhoz a kupa-küzdelmek végén, amikor már a válogatott hazatért a vb-ről. Monostori mindjárt góllal köszönt be. A dorogiak kapuját a második számú kapus, Janák István védte, két mérkőzés erejéig pedig a SBTC-ből kölcsönben érkezett kapus, Cserháti József. Első szereplése alkalmán érte a csapatot az egyetlen igazi fiaskó, miután súlyos, 7-2-es vereséget szenvedtek Plzeňben. Szintén a tarjáni bányász csapatból érkezett kölcsönben Szojka Ferenc is, aki valamennyi meccsen pályára lépett, egy ízben, a Padova ellen gólt is szerzett. Vendégként nem sok babér termett a számukra, igaz, a másik két mérkőzésen minimális egy góllal maradtak csak alul. Odahaza viszont ellenállhatatlanok voltak és valamennyi meccsüket magabiztosan nyerték, 11 gólt rúgva. Érdekesség, hogy svájci ellenfelüknél Sommerlatt öngólt vétett a dorogi összecsapáson, viszont a svájci visszavágón éppen az ő góljával nyertek a helvétek. Összességében csoportmásodikok lettek és csak nekik sikerült a legendás olasz csapatot legyőzniük, amely végül egészen a döntőig menetelt – közte számos nagyarányú győzelmével -, ahol végül nagy csatában egy góllal maradt alul a kupát elhódító Slovan Bratislava ellen.

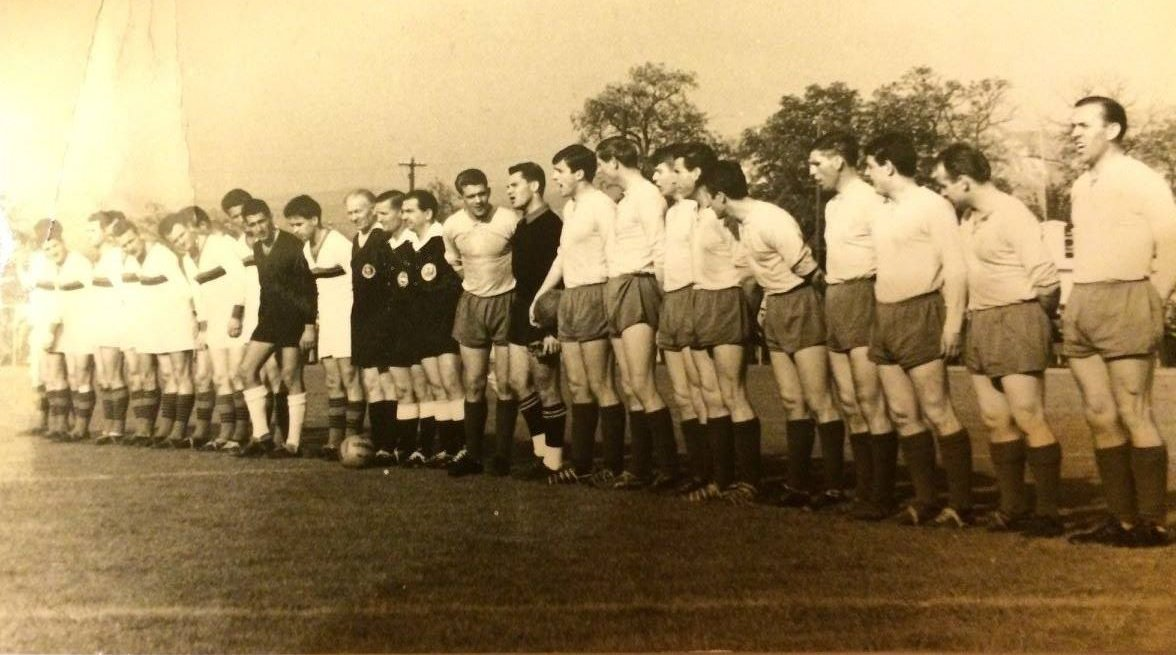
Az 1962-es Dorog – FC La Chaux-de-Fonds Intertotó-kupa mérkőzésre felsorakozott csapatok. Balra, tiszta fehérben a dorogiak

- A csoport végeredménye

| Hely | Ország        | Csapat               | M | Gy | D | V | Góla.   | P |
| ---- | ------------- | -------------------- | - | -- | - | - | ------- | - |
| 1.   | Olaszország   | Calcio Padova        | 6 | 4  | 1 | 1 | 15 – 8  | 9 |
| 2.   | Magyarország  | Dorogi Bányász       | 6 | 3  | 0 | 3 | 13 – 13 | 6 |
| 3.   | Svájc         | FC La Chaux-de-Fonds | 6 | 2  | 1 | 3 | 10 – 13 | 5 |
| 4.   | Csehszlovákia | Spartak Plzeň        | 6 | 1  | 2 | 3 | 12 – 16 | 4 |

- Összesített táblázat

| Szezon    | Kupa           | Forduló    | Csapat               | Otthon | Idegenben | Össz. |
| --------- | -------------- | ---------- | -------------------- | ------ | --------- | ----- |
| 1962–1963 | Intertotó-kupa | 3. csoport | Spartak Plzeň        | 4 – 2  | 2 – 7     | 6 – 9 |
| 1962–1963 | Intertotó-kupa | 3. csoport | FC La Chaux-de-Fonds | 4 – 1  | 0 – 1     | 4 – 2 |
| 1962–1963 | Intertotó-kupa | 3. csoport | Calcio Padova        | 3 – 1  | 0 – 1     | 3 – 2 |

- Részletes mérkőzés-adatok

| Dátum            | Mérkőzés                     | Eredmény | Színhely                           | Gólszerző                                                          |
| ---------------- | ---------------------------- | -------- | ---------------------------------- | ------------------------------------------------------------------ |
| 1962. május 27.  | Dorog – FC La Chaux-de-Fonds | 4 – 1    | Dorog: 10 000 néző                 | Oláh Sándor, Pálmai Sándor, Kertes László, Kurt Sommerlatt (öngól) |
| 1962. június 2.  | Spartak Plzeň – Dorog        | 7 – 2    | Plzeň: 6 000 néző                  | Kertes László, Pálmai Sándor                                       |
| 1962. június 10. | Dorog – Calcio Padova        | 3 – 1    | Dorog: 5 000 néző                  | Szojka Ferenc, Kertes László, Láng Károly                          |
| 1962. június 17. | Calcio Padova – Dorog        | 1 – 0    | Silvio Appiani stadion: 5 000 néző |                                                                    |
| 1962. június 24. | Dorog – Spartak Plzeň        | 4 – 2    | Dorog: 3 000 néző                  | Pálmai Sándor, Kertes László, Oláh Sándor, Monostori Tivadar       |
| 1962. június 30. | FC La Chaux-de-Fonds – Dorog | 1 – 0    | Stade Charrière: 8 000 néző        |                                                                    |

### Miners' Gala
A csapat a skót bányászszakszervezet meghívásának tett elegeget, amikor az 1962-es év elején felkérték részvételre a skótok által szervezett bányászcsapatoknak kiírt tornára a helyi bányásznap tiszteletére. A dorogiak április végén három felé szakadtak, ugyanis a válogatott mérkőzése miatt a dorogi válogatott játékosok a nemzeti csapattal tartottak, miközben a Dorognak lekötött nemzetközi találkozója is volt május első hetében a román első osztályú Kolozsvár gárdájával. A dorogi csapat gerince – többek között Tóth Gyula, Bartalos József, Karába János, Szuromi Antal, Takács Tibor, Tima-Horváth László, vagy éppen Turai József – amely néhány tatabányai és egy komlói labdarúgóval kiegészülve, Buzánszky Jenő vezetőedző irányításával április 30-án utazott skóciába, ahol kilenc napot töltött. A torna házigazdája a skót bányász-válogatott volt a skót fővárosban, viszont a másik két helyi résztvevő népszerű egyesület saját pályáján fogadta a dorogiakat. A skóciai bányásznap fénypontja volt a bányász kupa, ahol a dorogiak nem csak mindhárom mérkőzésüket megnyerték, s egyben a kupát is elhódították, de nagy közönségsikert is arattak a többezres publikum soraiban.
- Részletes mérkőzés-adatok

| Dátum          | Csapat 1                | Csapat 2       | Eredmény | Színhely   |
| -------------- | ----------------------- | -------------- | -------- | ---------- |
| 1963. május 1. | Thornton Hibs F.C.      | Dorogi Bányász | 0 – 1    | Thorton    |
| 1963. május 6. | Skót bányász-válogatott | Dorogi Bányász | 0 – 2    | Edinburgh  |
| 1963. május 8. | Arniston Rangers F.C.   | Dorogi Bányász | 1 – 3    | Gorebridge |

### Kvarnerska Rivijera Kupa
A HNK Rijeka egyesület által alapított nagyszabású nemzetközi labdarúgó torna az Adria partján, amely 1953 óta nyaranként kerül megrendezésre. Eredetileg utánpótlás és ifjúsági kupának szánták, azonban a gyakorlatban minden résztvevő csapat számos meghatározó felnőtt játékosát szerepelteti. Többek között olyan klasszis labdarúgók szerepeltek az idők során, mint Dino Zoff, Paul Breitner, Gerd Müller, vagy éppen Davor Šuker. A meghívottak kiválasztásában fő szempont, hogy mind a hazai, mind a külföldi csapatok jeles, első osztályban szereplő egyesület legyen. Így a torna csupa patinás, nagynevű klubok hatalmas seregszemléje. 16 résztvevő alkotja a mezőnyt, amelynek a fele hazai klub, míg a másik része különböző országokból kapnak meghívást. A kupa 14. kiírásában hívták meg a dorogiakat 1966-ban. Jugoszláv részről a házigazda Rijeka, valamint a szintén helyi Orijent mellett, a címvédő Partizán Belgrád, a Dinamo Zágráb, a Vojvodina, az NK Istra, az NK Rudar, míg a külföldi csapatok sorában a Dorogon kívül, többek mellett az Austria Wien, a Bayern München, a CSZKA Szofija, a Legia Warsawa, a Brønshøj BK, a Novara Calcio és a Torino FC alkották a mezőnyt.
A 16 csapatot négy csoportba sorsolták, csoportonként négy csapattal. Csoporton belül mindenki játszott mindenkivel, s a három csoportfordulót követően a csoportelsők jutottak a legjobb 4-közé. Ezt követően került sor az elődöntőkre, amelynek győztesei a döntőt vívták, a két vesztes pedig a 3. helyért játszhatott. A tornát három helyszínen, Rijekában, Pulában és Labinban rendezték, június 26. és július 3. között. A dorogiak a rijekai Orijent, az Autria Wien és a Vojvodina csapataival kerültek azonos csoportba. Az első körben jó játékkal, de rengeteg kihagyott helyzet mellett 1–0-ra verték az Orijentet, majd a második körben hasonlóan jó mérkőzésen, de sokkal jobb helyzetkihasználással 3–0-ra az Austriát is legyőzték. Ugyanígy mindkét meccsét a Vojvodina is biztosan nyerte, de jobb gólaránnyal. Így a zárófordulóban ki-ki meccset vívtak egymással, ahol a jugoszláv gárdának már a döntetlen is a továbbjutást jelentette volna. Azonban a dorogiak ezúttal is sikerrel vették az akadályt és hibátlan teljesítménnyel, kapott gól nélkül szerezték meg a csoportelsőséget. Kétnapos pihenőt követően a Partizan Belgráddal vívták az elődöntőt, amelyet a fővárosi csapat fölényesen nyert 4–0-ra. A másik ágon a házigazda Rijekát verte a CSZKA 1–0-ra.
A gólokban gazdag bronzmérkőzés döntőnek is beillett, amely mindvégig nagyiramú és fordulatos küzdelmet hozott. Az első félidőben a Dorognak ment jobban és egy gólos előnnyel fordultak a csapatok, majd a második játékrészben két gyors góllal fordított a házigazda. A dorogiaknak viszont sikerült előbb egyenlíteni, majd újabb találattal végül 3:2 arányban győzni. A többezres nézősereg sportszerűen vastapssal köszöntötte a dorogi csapatot. A Partizánnak sikerült megvédenie a címét, miután a döntőben 1–0-ra legyőzte a bolgárokat. A dorogiak szép sikernek könyvelték el a tornán nyújtott teljesítményüket, azonban fájlalták, hogy a csapat egyik legjelesebb játékosa, Bartalos József ezúttal formán kívül játszott.
- A torna végeredménye

| Hely | Ország       | Csapat           |
| ---- | ------------ | ---------------- |
| 1.   | Jugoszlávia  | Partizán Belgrád |
| 2.   | Bulgária     | CSZKA Szofija    |
| 3.   | Magyarország | Dorogi Bányász   |
| 4.   | Jugoszlávia  | HNK Rijeka       |

- A dorogiak eredményei

| Dátum            | Mérkőzés   | Csapat 1         | Csapat 2     | Eredmény |
| ---------------- | ---------- | ---------------- | ------------ | -------- |
| 1966. június 26. | Csoportkör | Orijent Rijeka   | Dorog        | 0 – 1    |
| 1966. június 27. | Csoportkör | Dorog            | Austria Wien | 3 – 0    |
| 1966. június 29. | Csoportkör | Dorog            | FK Vojvodina | 1 – 0    |
| 1966. július 2.  | Elődöntő   | Partizán Belgrád | Dorog        | 4 – 0    |
| 1966. július 3.  | 3. helyért | HNK Rijeka       | Dorog        | 2 – 3    |

### Jubileum Kupa
A dorogi klub fennállásának 75. évfordulója tiszteletére rendezett nemzetközi torna volt, amelyre 1989. augusztus első hétvégéjén került sor. Az ünnepelt, egyben házigazda dorogiak mellett csehszlovák csapatok, valamint a kor egyik legjobb honi csapata, a Tatabánya részvételével zajlott. A lebonyolítás egyszerű formában történt, ahol a sorsolást követően kialakult párosítások után a két győztes a döntőt vívhatta meg, míg a két vesztes a 3. helyért küzdött meg. A torna játékvezetői Lázin János és Szőke Tibor voltak. Szépszámú közönség látogatott ki a kétnapos rendezvényre, amelyen az MLSZ vezetősége, élén Laczkó Mihály elnök személyesen vett részt. A dorogiak állami elismerésben is részesültek, Németh Miklós miniszterelnök pedig elismerően gratulált. A nyári meleg ellenére is mozgalmas, látványos meccseket hoztak az összecsapások. A dorogi publikum hálás volt minden szép megoldást látván és a góloknál is kijárt minden csapat részére az ováció. A hazai csapat nem csak eredményesen, de ötletesen is játszott. Valamennyi góljukat kidolgozott akciókat követően érték el. A torna legszebb gólja a dorogi Marosvölgyi nevéhez fűződik. A dorogiak végül megérdemelten hódították el a trófeát, azonban nem volt teljesen felhőtlen a döntő mérkőzés, ahol a vendég tatabányaiak szikrázóan kemény harcmodorban játszottak, amely sokszor durvaságba is átcsapott. Az első félóra végén az addig is sokat kapó Móznert olyan kíméletlenül vágták fel, hogy súlyos lábtörést szenvedett. A dorogiak durvulás helyett inkább nemes elégtételt vettek a megyei riválison és megszerzett előnyüket nem csak sikeresen őrizték, de újabb góllal be is biztosították a győzelmüket. Kiprich József a torna végén a következőket nyilatkozta: "Mindig csodáltam a dorogi labdarúgást. Buzánszky, Ilku, Varga, Monostori és társai ma is legendaként élnek a magyar futball táborában. Azt kívánom a Dorognak, hogy legyen NB I-es csapata és Tatabányán nagy küzdelemben döntsük el, hogy ki a jobb."

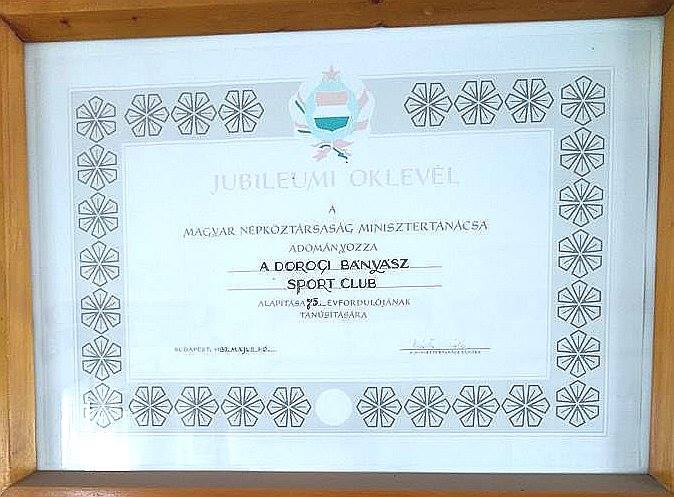
A Magyar Kormány ajándéka 1989-ben Németh Miklós miniszterelnök aláírásával

- A torna végeredménye

| Hely | Ország        | Csapat             | M | Gy | D | V | Góla. | P |
| ---- | ------------- | ------------------ | - | -- | - | - | ----- | - |
| 1.   | Magyarország  | Dorogi Bányász     | 2 | 2  | 0 | 0 | 6 – 1 | 6 |
| 2.   | Magyarország  | Tatabányai Bányász | 2 | 1  | 0 | 1 | 3 – 3 | 3 |
| 3.   | Csehszlovákia | Baník Handlova     | 2 | 1  | 0 | 1 | 3 – 5 | 3 |
| 4.   | Csehszlovákia | MŠK Hurbanovo      | 2 | 0  | 0 | 2 | 2 – 5 | 0 |

- Részletes mérkőzés-adatok

| Dátum              | Mérkőzés                       | Eredmény | Színhely         | Gólszerző                                                       |
| ------------------ | ------------------------------ | -------- | ---------------- | --------------------------------------------------------------- |
| 1989. augusztus 5. | Tatabánya – MŠK Hurbanovo      | 3 – 1    | Dorog: 1500 néző | Csapó Károly, Kiprich József, Szekeres József, ill. Halász      |
| 1989. augusztus 5. | Dorog – Baník Handlova         | 4 – 1    | Dorog: 2500 néző | Mózner János (2), Németh Zoltán, Marosvölgyi József, ill. Koska |
| 1989. augusztus 6. | Baník Handlova – MŠK Hurbanovo | 2 – 1    | Dorog: 1000 néző |                                                                 |
| 1989. augusztus 6. | Dorog – Tatabánya              | 2 – 0    | Dorog: 4000 néző | Németh Zoltán, Sulija Ottó                                      |

### Pünkösd Kupa

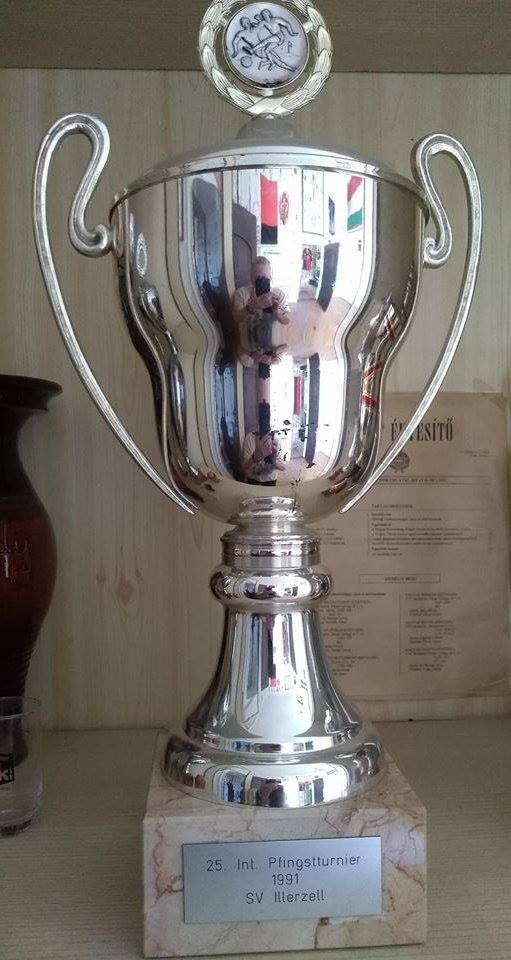
A Dorogi Sportmúzeumban kiállított 1991-ben megnyert 25. Nemzetközi Pünkösd Kupa Németországból

1991 májusában került megrendezére a népszerű és népszerű németországi torna, amely egyben immár a 25. jubileumi kupa volt a sorozatban. A házigazda a német ASV Dietenheim, míg a kupatalálkozók helyszíne pedig Illerzellben volt. Napi forgásban léptek pályára a csapatok péntek és hétfő között. A csoportkör után az elődöntőt, végül pedig a döntőt rendezték. A dorogiak nagyszerű csapategységével, 100%-os teljesítménnyel, kapott gól nélkül hódították el a trófeát.
A tornán részt vett dorogi keret tagjai: Ágoston Zoltán, Belányi István, Bohner Zoltán, Schuttovics László, Borsos Zsolt, Varga János, Kilián Géza, Burkodi István, Szépvölgyi Zoltán, Harmat József, Csapó Karoly, Szenczi Gábor, Tóth Ferenc, Ignácz János, Guba Péter, Szedlacsek István, Orosz Ferenc.
Vezető edző: Reszeli Soós István.
- A torna végeredménye

| Hely | Ország        | Csapat         |
| ---- | ------------- | -------------- |
| 1.   | Magyarország  | Dorogi Bányász |
| 2.   | Csehszlovákia | FC Chomutov    |
| 3.   | Németország   | Kaiserslautern |

- Részletes mérkőzés-adatok

| Dátum           | Mérkőzés   | Párosítás              | Eredmény |
| --------------- | ---------- | ---------------------- | -------- |
| 1991. május 17. | Csoportkör | Dorog – ASV Dietenheim | 2 – 0    |
| 1991. május 18. | Csoportkör | Dorog – Feyenoord      | 3 – 0    |
| 1991. május 19. | Elődöntő   | Dorog – Kaiserslautern | 1 – 0    |
| 1991. május 20. | Döntő      | Dorog – FC Chomutov    | 1 – 0    |

## Nemzetközi tornaszereplései
| Év   | Esemény               | Helyszín      | Eredmény |
| ---- | --------------------- | ------------- | -------- |
| 1957 | Húsvéti Torna         | Csehszlovákia | 4. hely  |
| 1962 | Nemzetközi teremtorna | NDK           | 5. hely  |
| 1985 | Bodrogköz-kupa        | Csehszlovákia | 2. hely  |

### Húsvéti Torna
A tornát rendhagyó módon bonyolították le. A két hazai csehszlovák csapathoz a két meghívott külföldi vendég együttest sorsolták, majd az első kört követően nem a két győztes küzdött az elsőségért, hanem az ellentétes párosítás vesztesével játszva alakult ki a sorrend. Végül minimálisan jobb gólkülönbség döntött az első helyről és egyetlen több szerzett góljával előzték meg a belgák a dorogiakat.
- A torna végeredménye

| Hely | Ország        | Csapat               |
| ---- | ------------- | -------------------- |
| 1.   | Csehszlovákia | RH Brno              |
| 2.   | Csehszlovákia | Baník Ostrava        |
| 3.   | Belgium       | White Star Bruxelles |
| 4.   | Magyarország  | Dorogi Bányász       |

- Részletes mérkőzés-adatok

| Dátum             | Mérkőzés                             | Eredmény | Színhely           | Gólszerző                                                             |
| ----------------- | ------------------------------------ | -------- | ------------------ | --------------------------------------------------------------------- |
| 1957. április 20. | Baník Ostrava – White Star Bruxelles | 5 – 3    | Ostrava: 8000 néző | Berek (2), Vénceek, Krizák, Sedláček, illetve Dimanche (2), Verlinden |
| 1957. április 20. | RH Brno – Dorog                      | 4 – 1    | Brno: 5000 néző    | Bubník (3), Prosek, illetve Varga János                               |
| 1957. április 21. | RH Brno – White Star Bruxelles       | 1 – 1    | Brno: 7000 néző    | Hajsky, illetve Deboedt                                               |
| 1957. április 21. | Baník Ostrava – Dorog                | 2 – 2    | Ostrava: 6500 néző | Mikeska, Mlicek, Varga János, Galina József                           |

### NDK olimpiai teremtorna
1962. február 13-16. között az NDK labdarúgó-szövetsége teremtornát szervezett a német olimpiai keret részvételével, amelyre további német csapatokat és a dorogiakat hívták meg. Összesen nyolc csapatból állt a mezőny. Az olimpiai keret játékosait négy csapatra osztották (I-IV. jelöléssel), ezzel kialakítva négy válogatott-csapatot, a mezőny további négy csapata volt a házigazda Glückauf Brieske és a Dorog. A két másik német csapat nem ismert, mint ahogy a mérkőzések eredményei és egyéb részletek sem. A helyszín a Senftenbergben lévő hatalmas sportcsarnok, a mintegy 2 ezer fő befogadására alkalmas Niederlausitzhalle volt, ahol a 60x30 méter méretű pályán rendezték a körmérkőzéseket. A tornát az NDK III. számú olimpiai csapata nyerte, míg a dorogiak az 5. helyen végeztek, akik ezen a németországi túrájuk során három nagypályás meccset is játszottak.

## Jelentősebb nemzetközi mérkőzései

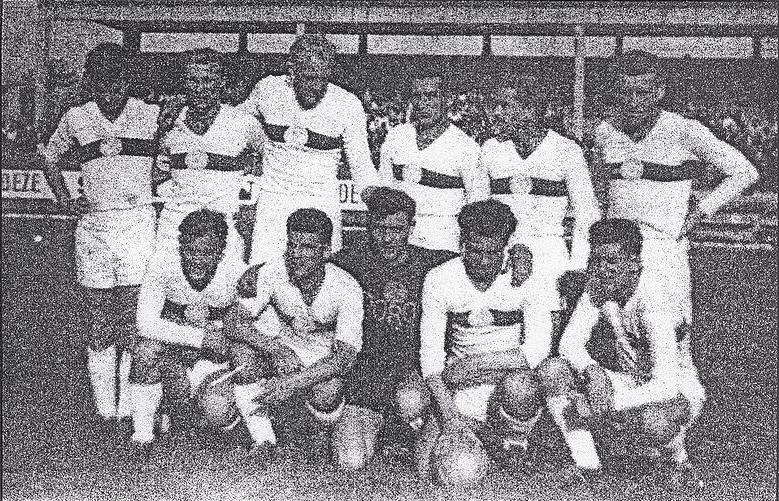
A győztes csapat Pozsonyban. Felső sor balról: Prohászka, Bakonyi, Kónya, Pozsonyi, Török, Pálmai. Guggolnak: Révész, Varga, Horváth, Dacsev és Ilku II.

A dorogiak számtalan alkalommal játszottak nemzetközi mérkőzést, közte több prominens klub ellen. Az esetek zömében meglehetősen sikeresen szerepeltek, pedig nem egyszer akár kétosztálynyi különbség is volt az ellenfél javára. Fennállása során eddig három kontinens húsz országának csapataival mérhette össze erejét, közte nemzeti válogatottakkal is megütközött. A listában csak nevesebb, főleg első osztályú csapatok elleni mérkőzései lettek kiemelve, valamint értelemszerűen a Nemzetközi kupasikerei és a Nemzetközi tornaszereplései című külön fejezetekben tárgyalt mérkőzései ebben a táblázatban nem szerepelnek. Szintén több olyan találkozó nem lett feltüntetve, amelyekhez egyelőre nem áll rendelkezésre megfelelő forrásmunka. A megmérettetések további találkozókkal is gazdagodhattak volna, azonban nem egyszer voltak kénytelenek egyéb tényezők miatt törölni a felek számos lekötött meccsüket. Többek között 1992 februárjában a sűrű programnaptár és a korai bajnoki szezonkezdet miatt végül elmaradt az olaszországi és németországbeli szereplésük, míg a kiélezetté vált politikai és háborús viszonyok okozta zavaros helyzet következtében, le kellett mondani az izraeli, valamint az isztambuli túrájukat. Több lekötött mérkőzésük az utolsó pillanatokban hiúsult meg, mint például az 1999. március 20.-ra kitűzött találkozójuk az ukrán Harkov, vagy az angol Rotherham United FC ellen, 2019 nyarán. A mérkőzések eredményei dorogi szemszögből értendők, ahol a helyszínek és lehetőség szerint a pontos dátumok és a gólszerzők is megemlítésre kerülnek.
| Jelmagyarázat                          |
| -------------------------------------- |
| A Dorog győzelmével végződött mérkőzés |
| Döntetlennel végződött mérkőzés        |
| A Dorog vereségével végződött mérkőzés |

| Dátum               | Ország                  | Ellenfél                   | Helyszín        | Eredmény | Gólszerző                                                                                |
| ------------------- | ----------------------- | -------------------------- | --------------- | -------- | ---------------------------------------------------------------------------------------- |
| 1927. augusztus 4.  | Csehszlovákia           | ŠK Slovan Nové Zámky       | Érsekújvár      | 7 – 6    | Höfflinger (3), Horváth (2), Varga, Szloboda                                             |
| 1950. május 30.     | Csehszlovákia           | Pozsony-válogatott         | Pozsony         | 1 – 1    | Klausz József                                                                            |
| 1951. július 26.    | Lengyelország           | Wisła Kraków               | Krakkó          | 1 – 0    | Csuberda Ferenc                                                                          |
| 1953                | Román 1952-1965         | Club Atletic Oradea        | Nagyvárad       | 3 – 2    |                                                                                          |
| 1955. július 30.    | Csehszlovákia           | Tatran Teplice             | Teplice         | 0 – 4    |                                                                                          |
| 1955. augusztus 5.  | Csehszlovákia           | Slavoj Nitra               | Nyitra          | 1 – 0    | Monostori Tivadar                                                                        |
| 1955. augusztus 7.  | Csehszlovákia           | Spartak Košice             | Kassa           | 1 – 0    | Kovács István                                                                            |
| 1956. április 1.    | Csehszlovákia           | Slovan Nitra               | Nyitra          | 2 – 1    | Varga János, Révész József                                                               |
| 1956. június 2.     | Csehszlovákia           | Pozsony-válogatott         | Pozsony         | 4 – 1    | Varga János (2), Dacsev Miklós, Pálmai Sándor                                            |
| 1956. június 4.     | Csehszlovákia           | Lokomotíva Košice          | Kassa           | 2 – 1    | Ilku Péter, Varga János                                                                  |
| 1956. június 8.     | Csehszlovákia           | Iskra Odeva Trenčín        | Trencsén        | 9 – 1    | Varga János (3), Ilku Péter (2), Pozsonyi Ignác (2), Prohászka János, Török László       |
| 1956. június 10.    | Csehszlovákia           | JS Žilina                  | Zsolna          | 5 – 2    | Varga János (2), Bakó László (2), Prohászka János                                        |
| 1957. augusztus 8.  | Román 1952-1965         | Recolta Târgu Mureș        | Marosvásárhely  | 5 – 0    | Monostori Tivadar (2), Lakat Jenő (2), Andris György                                     |
| 1959. augusztus 23. | Csehszlovákia           | Lokomotíva Košice          | Kassa           | 3 – 2    | Monostori Tivadar, Csóri László, Láng Károly, illetve Buzánszky Jenő öngólt vétett       |
| 1962. február 11.   | NDK                     | NDK Olimpiai-válogatott    | Lipcse          | 1 – 1    | Monostori Tivadar                                                                        |
| 1962. február 18.   | NDK                     | FSV Glückauf Brieske       | Senftenberg     | 0 – 1    |                                                                                          |
| 1962. február 20.   | NDK                     | Berlin-válogatott          | Berlin          | 1 – 0    | Kertes László                                                                            |
| 1962. április 18.   | Franciaország           | LOSC Lille                 | Lille           | 1 – 2    |                                                                                          |
| 1962. július 2.     | Belgium                 | Anderlecht                 | Brüsszel        | 2 – 1    |                                                                                          |
| 1962. július 4.     | Belgium                 | Royal FC Antwerpen         | Antwerpen       | 2 – 1    |                                                                                          |
| 1962. július 6.     | Olaszország             | Juventus                   | Antwerpen       | 1 – 0    |                                                                                          |
| 1963. május 5.      | Románia                 | Stiinta Cluj               | Dorog           | 2 – 2    | Kertes László, Rátvai István                                                             |
| 1964. március 8.    | Csehszlovákia           | FC Spartak Trnava          | Nagyszombat     | 2 – 2    | Szuromi Antal (2)                                                                        |
| 1965. március 9.    | Csehszlovákia           | ŠK Slovan Bratislava       | Pozsony         | 2 – 0    | Oborzil Sándor, Bartalos József                                                          |
| 1965. június 6.     | Szovjetunió             | CSKA Pamir Dushanbe        | Dusanbe         | 3 – 1    | Csóri László (2), Juhász Tibor                                                           |
| 1965. június 10.    | Szovjetunió             | Pakhtakor Taskent          | Taskent         | 1 – 0    | Szűcs Lajos                                                                              |
| 1965. június 14.    | Szovjetunió             | Kajrat Almati FK           | Alma Ata        | 0 – 0    |                                                                                          |
| 1966. május 7.      | Kuba                    | Kuba                       | Dorog           | 4 – 3    | Horváth Péter (2), Németh Ferenc (2)                                                     |
| 1968. február 18.   | Csehszlovákia           | Baník Handlova             | Dorog           | 4 – 2    | Juhász Tibor, Duralla Ferenc, ifj. Molnár József, Bartl Lőrinc                           |
| 1968. július 27.    | Csehszlovákia           | Baník Prievidza            | Privigye        | 1 – 4    | Juhász Tibor                                                                             |
| 1971. július 31.    | Lengyelország           | RTP Unia Racibórz          | Racibórz        | 1 – 1    | Rátvai István                                                                            |
| 1971. augusztus 4.  | Olaszország             | AC Reggiana                | Dorog           | 7 – 1    | Peszeki Jenő (2), Rátvai István, Horváth Péter, Takács Tibor, Bartalos József, Virág Pál |
| 1972. augusztus 2.  | Csehszlovákia           | Baník Handlova             | Nyitrabánya     | 2 – 1    | Tóth Gyula, Laczkó István                                                                |
| 1973. augusztus 26. | Szovjetunió             | CSZKA Moszkva              | Dorog           | 0 – 2    |                                                                                          |
| 1978. február 5.    | Csehszlovákia           | ASVS Dukla Banská Bystrica | Tokodaltáró     | 1 – 0    | Farszki Tibor                                                                            |
| 1978. február 17.   | Csehszlovákia           | AC Nitra                   | Tokodaltáró     | 0 – 0    |                                                                                          |
| 1979. június 14.    | Kuba                    | Kuba                       | Dorog           | 1 – 0    | Kiss László                                                                              |
| 1980. február 20.   | Csehszlovákia           | Baník Ostrava              | Ostrava         | 2 – 2    | Marosvölgyi József (2)                                                                   |
| 1981. február 14.   | Románia                 | Unirea Dej                 | Nagyenyed       | 3 – 1    | Laczkó István, Marosvölgyi József, Engelbrecht Zoltán                                    |
| 1981. február 18.   | Románia                 | FC CFR 1907 Cluj           | Kolozsvár       | 1 – 1    | Laczkó István                                                                            |
| 1981. július 26.    | Románia                 | Unirea Dej                 | Dorog           | 4 – 2    | Engelbrecht Zoltán, Laczkó István (2), Schalk Károly                                     |
| 1984. július 25.    | NDK                     | Dynamo Berlin              | Dorog           | 2 – 2    | Polgárdi István, Marosvölgyi József                                                      |
| 1986. augusztus 3.  | Törökország             | Altay Izmir                | Tatai edzőtábor | 1 – 1    | Csikós Sándor                                                                            |
| 1986. augusztus 6.  | Románia                 | FC Maramureș Baia Mare     | Dorog           | 1 – 0    | Kárpáti Imre                                                                             |
| 1987. február 7.    | NDK                     | BSG Rotation Berlin        | Berlin          | 2 – 2    | Kárpáti Imre (2)                                                                         |
| 1987. július 25.    | Csehszlovákia           | Baník Handlova             | Nyitrabánya     | 2 – 2    | Szabó József (2)                                                                         |
| 1987. augusztus 11. | Románia                 | FC Universitatea Cluj      | Dorog           | 2 – 2    | Kárpáti Imre, Szabó József                                                               |
| 1988. február 23.   | Lengyelország           | KS Górnik Zabrze           | Tokodaltáró     | 2 – 1    | Sulija Ottó, Füle Antal                                                                  |
| 1989. július 23.    | Lengyelország           | MKS Legnica                | Legnica         | 4 – 1    | Schuttovics László, Sulija Ottó, Szedlacsek István, Mózner János                         |
| 1990. július 23.    | Csehszlovákia           | FC Slovan Galanta          | Galánta         | 3 – 0    |                                                                                          |
| 1990. július 28.    | Csehszlovákia           | FC Spartak Trnava          | Nagyszombat     | 0 – 3    |                                                                                          |
| 1991. november 3.   | Olaszország             | Olaszország C              | Dorog           | 2 – 1    | Szenczi Gábor, Tóth Ferenc                                                               |
| 1992. február 2.    | Csehszlovákia           | Spartak Komárno            | Tokodaltáró     | 4 – 1    | Csapó Károly, Szatmári Csaba, Guba Péter, Arany László                                   |
| 1992. február 11.   | Csehszlovákia           | 1. FC Košice               | Tokodaltáró     | 1 – 0    | Szőczey István                                                                           |
| 1992. július 21.    | Csehszlovákia           | Baník Handlova             | Nyitrabánya     | 3 – 2    | Balogh Zoltán (2), Guba Péter                                                            |
| 1992. augusztus 5.  | Csehszlovákia           | Spartak Komárno            | Révkomárom      | 1 – 0    | Jeszenszky József                                                                        |
| 1993. szeptember 1. | Kuvait                  | Kuwait SC                  | Dorog           | 3 – 1    |                                                                                          |
| 1997. február 26.   | Ukrajna                 | FK Karpati Lviv            | Tokodaltáró     | 1 – 4    | Marczinkó Zoltán                                                                         |
| 1998. február 25.   | Ukrajna                 | FK Karpati Lviv            | Akasztó         | 2 – 1    | Czifferi Tamás, Vanicsek Zoltán                                                          |
| 1998. július 22.    | Türkmenisztán           | Nisa Aşgabat               | Dorog           | 5 – 0    | Bene Ferenc (3), Csapó Károly, Marczinkó Zoltán                                          |
| 2001. február 19.   | Szlovákia               | FK Dukla Banská Bystrica   | Tokodaltáró     | 1 – 0    | Kiss Béla                                                                                |
| 2017. január 28.    | Szlovákia               | FC Nitra                   | Nyitra          | 0 – 2    |                                                                                          |
| 2017. február 2.    | Ausztria                | SV Horn                    | Lipót           | 0 – 0    |                                                                                          |
| 2017. július 21.    | Törökország             | Trabzonspor SK             | Somorja         | 1 – 2    | Szedlár Zoltán                                                                           |
| 2018. június 29.    | Szlovákia               | FK Inter Bratislava        | Dorog           | 2 – 1    | Papp Máté, Szedlár Zoltán                                                                |
| 2019. július 6.     | Szlovákia               | STK Fluminense Samorin     | Dorog           | 2 – 3    | Girsik Áron, Csillag Dárius                                                              |
| 2019. július 24.    | Izrael                  | Makkabi Petah Tikva        | Telki           | 1 – 1    | Albert Ádám                                                                              |
| 2019. július 28.    | Egyesült Arab Emírségek | Shabab Al-Ahli Dubai FC    | Somorja         | 2 – 1    | Délczeg Gergely, Albert Ádám                                                             |
| 2020. január 14.    | Szlovákia               | SKF Sered'                 | Szered          | 2 – 2    | Földi Botond, Kitl Miklós                                                                |
| 2020. január 22.    | Szlovákia               | KFC Komárno                | Lipót           | 0 – 0    |                                                                                          |
| 2020. január 26.    | Csehország              | MFK Frýdek-Místek          | Szered          | 0 – 1    |                                                                                          |
| 2021. január 24.    | Szlovákia               | KFC Komárno                | Tokod-Üveggyár  | 2 – 2    | Szabó Lukas, Lénárth Tomás                                                               |

## Egyéb címek, sikerek
| Cím                                       | Év   |
| ----------------------------------------- | ---- |
| Fair play-díj (Legsportszerűbb csapat)    | 1930 |
| Vidék legjobbja                           | 1950 |
| Vidék legjobbja                           | 1951 |
| Vidék legjobbja                           | 1954 |
| Vidék legjobbja                           | 1955 |
| Vidék legjobbja                           | 1963 |
| Fair play-díj (Legsportszerűbb csapat)    | 1991 |
| Fair play-díj (Legsportszerűbb csapat)    | 1992 |
| Komárom-Esztergom megye legjobb csapata   | 1992 |
| Fair play-díj (Legsportszerűbb csapat)    | 1993 |
| Fair play-díj (Legsportszerűbb egyesület) | 2019 |

## Történetének egyéb fontos mérkőzései és statisztikái

### Történelmi mérföldkövek
Történelmi mérkőzései
| Mérkőzés adat                                   | Párosítás                         | Eredmény | Év   |
| ----------------------------------------------- | --------------------------------- | -------- | ---- |
| Legelső hivatalos mérkőzése                     | Dorog – Esztergomi TK             | 2 – 0    | 1914 |
| Az örök rivális elleni első mérkőzése           | Dorog – Tatabánya                 | 3 – 2    | 1916 |
| Legelső nemzetközi mérkőzése                    | Nové Zámky – Dorog                | 6 – 7    | 1927 |
| Legnagyobb arányú győzelme hivatalos mérkőzésen | Dorog – Avsturya Türkspor Birigli | 19 – 0   | 1984 |

Bajnoki szerepléseinek összegzése
- Legelső bajnoki szereplése óta megszakítás nélkül tagja az MLSZ versenyrendszerének.
- Az összefoglalóban szereplő adatok a 2025. május 25-i zárófordulóig eltelt időszakig terjednek.

| Bajnoki adat                | Évadok    |
| --------------------------- | --------- |
| Bajnoki évadjainak száma    | 114       |
| Bajnoki mérkőzéseinek száma | 3036      |
| Első osztályban             | 24        |
| Másodosztályban             | 52        |
| Harmadosztályban            | 36        |
| Negyedosztályban            | 2         |
| Legelső bajnoki évad        | 1919–1920 |

Adott osztályokban töltött leghosszabb időszaka egyhuzamban
| Osztály          | Periódus  | Évadok |
| ---------------- | --------- | ------ |
| Első osztályban  | 1949–1966 | 19     |
| Másodosztályban  | 1923–1938 | 15     |
| Harmadosztályban | 2005–2016 | 11     |

Osztályváltások
- Feljutások magasabb osztályba

| Eset | Évad      | Honnan               | Hová                |
| ---- | --------- | -------------------- | ------------------- |
| 1    | 1922–1923 | Amatőr másodosztály  | Amatőr első osztály |
| 2    | 1938–1939 | Amatőr másodosztály* | NB B                |
| 3    | 1943–1944 | NB III               | NB II               |
| 4    | 1945      | Másodosztály         | NB I                |
| 5    | 1948–1949 | NB II                | NB I                |
| 6    | 1970–1971 | NB II                | NB I/B              |
| 7    | 1972–1973 | NB I/B               | NB I                |
| 8    | 1975–1976 | NB II                | NB I                |
| 9    | 1987–1988 | NB III               | NB II               |
| 10   | 1996–1997 | NB III               | NB I/B              |
| 11   | 1999–2000 | NB II                | NB I                |
| 12   | 2015–2016 | NB III               | NB II               |

- Kiesések alacsonyabb osztályba

| Eset | Évad      | Honnan | Hová   |
| ---- | --------- | ------ | ------ |
| 1    | 1939–1940 | NB B   | NB III |
| 2    | 1946–1947 | NB I   | NB II  |
| 3    | 1966      | NB I   | NB I/B |
| 4    | 1967      | NB I/B | NB II  |
| 5    | 1973–1974 | NB I   | NB I/B |
| 6    | 1976–1977 | NB I   | NB II  |
| 7    | 1982–1983 | NB II  | NB III |
| 8    | 1993–1994 | NB II  | NB III |
| 9    | 1997–1998 | NB I/B | NB II  |
| 10   | 2001–2002 | NB I/B | NB II  |
| 11   | 2022–2023 | NB II  | NB III |

- Osztálycserék egyéb átszervezések miatt

| Eset | Évad         | Honnan              | Hová                 |
| ---- | ------------ | ------------------- | -------------------- |
| 1    | 1937–1938    | Amatőr másodosztály | Amatőr másodosztály* |
| 2    | 2002–2003**  | NB II               | NB III               |
| 3    | 2005–2006*** | NB III              | NB III               |

- (*): A bajnokság elnevezése nem változott, de átcsoportosítás miatt ekkor harmadosztálynak minősült.
- (**): A klub maga kérte átsorolását anyagi problémái miatt.
- (***): Az elnevezés továbbra is NB III, azonban innentől kezdve újra harmadosztályt jelentett.

Félbeszakadt bajnokságok
| Évad      | Osztály | Lejátszott fordulók | A félbeszakadás oka                       |
| --------- | ------- | ------------------- | ----------------------------------------- |
| 1944–1945 | NB II*  | 9                   | A II. világháború magyarországi eseményei |
| 1956      | NB I    | 21                  | Az 1956-os forradalom és szabadságharc    |
| 2019–2020 | NB II   | 25                  | Koronaírus-világjárvány                   |

(*) Eredetileg NB II, Budapesti B-csoport volt a tervezett elnevezés, amelynek mezőnyét 11 csapat alkotta volna, köztük a Kecskemét és Cegléd is. Az MLSZ az utazási távolságok csökkentése érdekében a bajnoki nyitány előtt átszervezéseket eszközölt és végül a dorogiak a Pilisvidéki körzetre keresztelt csoportba lettek besorolva, amely változatlanul másodosztályt jelentett.

### NB I-es mérkőzéseinek statisztikája
Összesítés
| Mérkőzés adat                    | Mérkőzésszám |
| -------------------------------- | ------------ |
| NB I-es mérkőzéseinek száma      | 563          |
| NB I-es győzelmeinek száma       | 162          |
| NB I-es döntetlenek száma        | 153          |
| NB I-es vereségeinek száma       | 248          |
| NB I-es szerzett góljainak száma | 795          |
| NB I-es kapott góljainak száma   | 1003         |

Legeredményesebb góllövő
| Mérkőzés adat                  | Játékos           | Gólszám | Időszak   |
| ------------------------------ | ----------------- | ------- | --------- |
| A legtöbb NB I-es gól szerzője | Monostori Tivadar | 94      | 1954–1966 |
| NB I-es gólkirályi cím*        | Monostori Tivadar | 15      | 1958–1959 |

(*): Megosztott cím, tekintve, hogy hárman végeztek az élen ugyanannyi góllal, így abban az évben Tichy Lajos (Budapesti Honvéd) és Kisuczky Róbert (Csepel SC) szintén 15 gólos volt.
Kerek gólok
| Jubileumi találat | Szerzője      | Mérkőzés              | Eredmény | Dátum             |
| ----------------- | ------------- | --------------------- | -------- | ----------------- |
| 100. NB I-es gól  | Molnár József | Dorog – MTK           | 1 – 0    | 1946. december 8. |
| 500. NB I-es gól  | Varga János   | Újpesti Dózsa – Dorog | 3 – 2    | 1958. július 21.  |

Legek
| Mérkőzés adat                       | Párosítás / Név              | Eredmény | Dátum                |
| ----------------------------------- | ---------------------------- | -------- | -------------------- |
| Legelső NB I-es mérkőzése           | Dorog – Szombathelyi Haladás | 3 – 3    | 1945. szeptember 23. |
| Legutolsó NB I-es mérkőzése         | Zalaegerszegi TE – Dorog     | 2 – 0    | 1977. június 11.     |
| Legelső NB I-es győzelme            | Dorog – Budafoki MTE         | 3 – 2    | 1945. október 21.    |
| Legutolsó NB I-es győzelme          | Dorog – Újpesti Dózsa        | 2 – 1    | 1977. június 4.      |
| Legelső NB I-es gól szerzője        | Lampert Mátyás*              | 3 – 3    | 1945. szeptember 23. |
| Legutolsó NB I-es gól szerzője      | Szabó József*                | 2 – 1    | 1977. június 4.      |
| Legtöbb gólt hozó bajnoki mérkőzése | Csepel – Dorog               | 8 – 5    | 1945. október 28.    |

- (*): Mindkét játékos sporttörténelmi jelentőségű gólja mellett további érdekesség, hogy az adott mérkőzésen mindketten dupláztak.

Legnagyobb arányú győzelmei az NB I-ben:
| Dátum                | Mérkőzés                 | Eredmény |
| -------------------- | ------------------------ | -------- |
| 1945. november 10.   | Dózsa MADISZ – Dorog     | 0 – 9    |
| 1947. július 6.      | Testvériség – Dorog      | 0 – 9    |
| 1950. június 18.     | Dorog – Debrecen         | 9 – 0    |
| 1953. szeptember 13. | Budapesti Postás – Dorog | 1 – 8    |

Legnagyobb arányú vereségei az NB I-ben:
| Dátum                | Mérkőzés                       | Eredmény |
| -------------------- | ------------------------------ | -------- |
| 1953. december 13.   | Dorog – Budapesti Vörös Lobogó | 0 – 10   |
| 1950. szeptember 17. | Budapesti Honvéd – Dorog       | 10 – 1   |

Népstadionbeli szereplései:
Kereken 20 éven keresztül játszott bajnoki mérkőzéseket az ország legnagyobb arénájában a kiemelt fővárosi élcsapatok vendégeként.
| Ferencváros                  | 9 |
| Vasas                        | 4 |
| MTK                          | 3 |
| Újpesti Dózsa                | 2 |
| Budapesti Honvéd             | 2 |
| 1954–1974 között 20 mérkőzés |   |

| Mérkőzés adat                      | Párosítás             | Eredmény | Dátum                |
| ---------------------------------- | --------------------- | -------- | -------------------- |
| Legelső népstadionbeli mérkőzése   | Ferencváros – Dorog   | 2 – 1    | 1954. szeptember 12. |
| Legutolsó népstadionbeli mérkőzése | Ferencváros – Dorog   | 2 – 0    | 1974. május 5.       |
| Legelső népstadionbeli győzelme    | Újpesti Dózsa – Dorog | 0 – 1    | 1955. március 27.    |
| Legutolsó népstadionbeli győzelme  | MTK – Dorog           | 0 – 1    | 1957. november 3.    |

### Leghosszabb veretlenségi időszakai
Az összeállításban nem a sorozat hossza, a legtöbb mérkőzés, vagy az osztály határozta meg a sorrendiséget. A felsorolás egyszerű időrendben történt.
| Veretlenségi periódus                   | Veretlen meccsek száma | Osztály             |
| --------------------------------------- | ---------------------- | ------------------- |
| 1928. szeptember 9. – 1929. május 30.   | 18                     | Amatör másodosztály |
| 1943–1944-es évadban egyetlen vereség   | 29                     | NB III              |
| 1947. április 20. – október 26.*        | 14                     | NB I, NB II         |
| 1979. március 4. – június 3.            | 13                     | NB II               |
| 1991. június 3. – november 11.          | 13                     | NB II               |
| 1992. szeptember 6. – 1993. április 2.  | 14                     | NB II               |
| 2011. november 13. – 2012. június 2.    | 15                     | NB III              |
| 2012. október 14. – 2013. augusztus 24. | 18                     | NB III              |
| 2014. június 1. – 2015. március 21.     | 20                     | NB III              |
| 2016. február 21. – augusztus 10.**     | 16                     | NB III, NB II       |

- (*) 8 NB I-es és az azt követő 6 NB II-es mérkőzéseken
- (**) 14 NB III-as és az azt követő 2 NB II-es mérkőzéseken

Leghosszabb veretlenségi sorozata az NB I-ben
| Veretlenségi periódus         | Veretlen meccsek száma | Osztály |
| ----------------------------- | ---------------------- | ------- |
| 1947. április 20. – július 6. | 8                      | NB I    |
| 1963. március 24. – május 26. | 8                      | NB I    |

Leghosszabb hazai veretlenségi időszakai
| Veretlenségi periódus                   | Veretlen meccsek száma | Osztály       |
| --------------------------------------- | ---------------------- | ------------- |
| 1982. december 12. – 1984. március 12.* | 17                     | NB II, NB III |
| 1985. április 21. – 1986. augusztus 24. | 22                     | NB III        |
| 1985–1986-os teljes bajnoki idény       | 17                     | NB III        |
| 1986. szeptember 7. – 1987. október 11. | 22                     | NB III        |

- (*) 9 NB II-es, majd az azt követő 8 NB III-as mérkőzéseken kereken 15 hónapon át nem kapott ki hazai pályán, amelyből 12 győzelem, az utolsó 10 meccset zsinórban megnyerve.
- Amennyiben nem csúszott volna közbe az ESMTK ellen 1–0 arányban elveszített mérkőzés 1986. augusztus 24.-én, ahol ráadásul az utolsó percben kihagytak egy 11-est a dorogiak, úgy az azt követő újabb 22 hazai veretlen meccsük egyhuzamban lenne az azt megelőzővel és abban az esetben egy 45 mérkőzésből álló folytonossági sorozattal büszkélkedhetnének úgy, hogy két és fél éven keresztüli időszakban senki sem tudta legyőzni őket odahaza. Egyébként a későbbiekben megint csak elvétve fordult elő minimális 1–0-s vereség. Ha azok nem jöttek volna közbe, gyakorlatilag egészen 1990 áprilisáig veretlenek maradhattak volna, amely elképesztő sorozatnak számítana. Viszont így is elmondható, hogy 1985 áprilisa és 1990 áprilisa között eltelt 5 kerek éven keresztül, a lejátszott mintegy 80 hazai bajnoki mérkőzésükből csupán ötöt veszítettek el, s valahányszor csak minimális arányban. Ráadásul 1988 augusztusától már mind NB II-es mérkőzés volt.

Leghosszabb idegenbeli veretlenségi időszakai
| Veretlenségi periódus                    | Veretlen meccsek száma | Osztály |
| ---------------------------------------- | ---------------------- | ------- |
| 1992. június 7. – 1993. április 2.       | 9                      | NB II   |
| 2012. október 14. – 2013. augusztus 24.* | 10                     | NB III  |
| 2014. május 18. – 2015. március 21.      | 11                     | NB III  |

- (*) Az osztályozó mérkőzést is beszámítva, úgy 10 idegenbeli fordulót hozott le veretlenül a csapat, mégpedig 7 alkalommal győzött, 3-szor döntetlent játszott, 23-8-as gólaránnyal úgy, hogy valamennyi mérkőzésen szerzett gólt.

### Leghosszabb győzelmi sorozatai
| 1928. szeptember 9. – 1929. május 30.   | 18 | Amatör másodosztály |
| 1971. április 4. – május 23.*           | 8  | NB II               |
| 1988. március 20. – május 8.            | 8  | NB III              |
| 2016. április 16. – július 31.**        | 8  | NB III, NB II       |
| 1968. június 2. – szeptember 22.        | 7  | NB II               |
| 2012. március 31. – május 20.           | 7  | NB III              |
| 1987. augusztus 17. – szeptember 20.    | 6  | NB III              |
| 1987. október 18. – november 29.        | 6  | NB III              |
| 1996. augusztus 5. – szeptember 17.***  | 6  | NB III              |
| Leghosszabb hazai győzelmi sorozata     |    |                     |
| 1983. május 28. – 1984. március 11.**** | 10 | NB II, NB III       |

- (*): A 8 győzelmet 24-2-es gólaránnyal produkálták, közte kettő 4–1-re és egy 5–0-ra nyert találkozóval.
- (**): A 8 győzelemből 7 a harmadosztályban, egy pedig már a másodosztályban született. A sorozatot 21–3-as gólaránnyal hozták.
- (***): A sorozat értékét növeli, hogy két mérkőzésen is emberhátrányban játszották, közte az egyik kettős létszámhiány volt.
- (****): 2 NB II-es, majd azt követően 8 NB III-as mérkőzésen

### Gólstatisztikák
Legtöbb szerzett gól egy bajnoki évadon belül
| Bajnoki évad | Osztály | Gólok száma | Fordulók száma |
| ------------ | ------- | ----------- | -------------- |
| 1943-1944    | NB III  | 118         | 30             |
| 1938-1939    | NB III  | 92          | 22             |
| 1948-1949    | NB II   | 88          | 30             |

Legnagyobb gólarányú győzelmei alacsonyabb osztályban
- Hazai pályán:

| Dátum                | Osztály          | Mérkőzés                     | Eredmény |
| -------------------- | ---------------- | ---------------------------- | -------- |
| 1923. június 22.     | KMK-VAsz.*       | Dorog – Dunaharaszti MTK     | 11 – 0   |
| 1928. szeptember 16. | KM-LAsz. I.o.**  | Dorog – Csillaghegyi MOVE FC | 11 – 0   |
| 1932. március 7.     | KM-LAsz. I.o.**  | Dorog – Sashalmi ASC         | 10 – 0   |
| 1939. április 2.     | KM-LASz. I.o.*** | Dorog – Vörösvári BKSC       | 10 – 0   |
| 1939. március 5.     | KM-LASz. I.o.*** | Dorog – Ceglédi MOVE         | 9 – 0    |
| 1943. szeptember 27. | NB III           | Dorog – Újpesti TSE          | 9 – 0    |
| 1944. április 11.    | NB III           | Dorog – Léva                 | 9 – 0    |
| 1948. május 27.      | NB II            | Dorog – Szombathelyi AK      | 9 – 0    |
| 1968. június 16.     | NB II            | Dorog – Siófok               | 9 – 0    |

- (*): Középmagyarországi kerület, Váci alosztály (harmadosztály)
- (**): Középmagyarországi Labdarúgó Alszövetség I. osztály (másodosztály)
- (***): Középmagyarországi Labdarúgó Alszövetség I. osztály (harmadosztály)
- Idegenben:

| Dátum              | Osztály | Mérkőzés                      | Eredmény |
| ------------------ | ------- | ----------------------------- | -------- |
| 1943. november 14. | NB III  | Fővárosi TK – Dorog           | 1 – 9    |
| 1949. június 26.   | NB II   | Újpesti MTE – Dorog           | 1 – 9    |
| 1943. május 24.    | NB III  | Pesterzsébeti Rákóczi – Dorog | 0 – 8    |
| 1944. április 16.  | NB III  | Werbőczy SE – Dorog           | 1 – 8    |
| 1968. november 10. | NB II   | Zalaegerszegi Dózsa – Dorog   | 1 – 8    |

Legtöbb gólt hozó bajnoki mérkőzések alacsonyabb osztályban:
| Dátum                | Osztály          | Mérkőzés                     | Eredmény |
| -------------------- | ---------------- | ---------------------------- | -------- |
| 1923. június 22.     | KMK-VAsz.*       | Dorog – Dunaharaszti MTK     | 11 – 0   |
| 1928. szeptember 16. | KM-LAsz. I.o.**  | Dorog – Csillaghegyi MOVE FC | 11 – 0   |
| 1988. május 29.      | NB III           | Dorog – Kartal               | 9 – 2    |
| 2000. augusztus 13.  | NB I             | Dorog – Csepel               | 5 – 6    |
| 1932. március 7.     | KM-LAsz. I.o.**  | Dorog – Sashalmi ASC         | 10 – 0   |
| 1939. április 2.     | KM-LASz. I.o.*** | Dorog – Vörösvári BKSC       | 10 – 0   |
| 1932. május 24.      | KM-LAsz. I.o.*   | Váci SE – Dorog              | 3 – 7    |
| 1943. március 2.     | NB III           | Dorog – Kőbányai TE          | 9 – 1    |
| 1943. október 4.     | NB III           | Dorog – Magyar Acél SE       | 7 – 3    |
| 1943. november 1.    | NB III           | Dorog – Herminamezei AC      | 6 – 4    |
| 1943. november 7.    | NB III           | Dorog – PATE                 | 9 – 1    |
| 1943. november 14.   | NB III           | Fővárosi TK – Dorog          | 1 – 9    |
| 1947. szeptember 8.  | NB II            | Dorog – Pápa                 | 9 – 1    |
| 1948. november 14.   | NB II            | Erzsébeti TC – Dorog         | 5 – 5    |
| 1949. április 24.    | NB II            | Dorog – Dunakeszi            | 9 – 1    |
| 1949. június 26.     | NB II            | Újpesti MTE – Dorog          | 1 – 9    |
| 1978. június 11.     | NB II            | Dorog – Budapesti Volán SC   | 2 – 8    |
| 1981. június 21.     | NB II            | Dorog – Balassagyarmat       | 6 – 4    |

- (*): Középmagyarországi Labdarúgó Alszövetség I. osztály (másodosztály)

A leggyorsabb szerzett gól
| Bajnoki évad | Osztály | Mérkőzés        | Gólszerző        | Időpont          |
| ------------ | ------- | --------------- | ---------------- | ---------------- |
| 1995–1996*   | NB III  | Dorog – Velence | Marczinkó Zoltán | 12. másodpercben |
| 1997–1998**  | NB I/B  | Szolnok – Dorog | Brandhuber Barna | 45. másodpercben |

- (*): Egyben az 1995–1996-os bajnoki évad leggyorsabb gólja volt, tekintve, ez volt nyitó forduló.
- (**): Azért is rekord, mert az ellenfél kezdte a játékot.

A legnagyobb szerzett gól
- A legnagyobb rúgott gól

| Időpont            | Osztály | Mérkőzés            | Gólszerző         | A gól leírása |
| ------------------ | ------- | ------------------- | ----------------- | --- |
| 1989. november 19. | NB II   | Dorog – Nagykanizsa | Szedlacsek István | A félpálya- és a bal oldali partvonal találkozásánál, de még a saját térfélen belülről (bő 50 méterről) a hosszú felső sarokba                           |
| 1995. május 7.     | NB III  | Dorog – Elektromos  | Marczinkó Zoltán  | A 16-os baloldali sarka elől kapásból úgy vágta elemi erővel a hosszú felső saroknak, hogy a labda levágódott az ellenkező kapufára, majd onnan a hálóba |

- A legnagyobb szerzett fejes gól

| Időpont              | Osztály | Mérkőzés         | Gólszerző   | A gól leírása                                                    |
| -------------------- | ------- | ---------------- | ----------- | ---------------------------------------------------------------- |
| 1978. október 1.     | NB II   | Dorog – KOMÉP SC | Varga János | A 16-os vonaláról középről felhőfejes a léc alá                  |
| 1993. szeptember 12. | NB II   | Beremend – Dorog | Guba Péter  | A 16-os bal oldali sarkáról előre vetődve a hosszú alsó sarokba. |

Góllövők örökranglistája
| Sorrend | Játékos            | Gólok |
| ------- | ------------------ | ----- |
| 1       | Molnár József      | 153   |
| 2       | Peszeki Jenő       | 96    |
| 3       | Monostori Tivadar  | 94    |
| 4       | ifj. Laczkó István | 91    |
| 5       | Varga János        | 82    |
| 6       | Klausz József      | 68    |
| 6       | Pozsonyi Ignác     | 68    |

Mesterlövészek
Mesterhármast sokan és többször is elértek már a dorogi csapatból, viszont a listában csak azok a játékosok szerepelnek, akik háromnál is több gólt szereztek egy ugyanazon mérkőzésen. Egyező számú találat esetén a sorrend az időbeliség alapján történik. A három öt gólt elérő játékos közül egyikük két alkalommal is ötször talált a kapuba, két játékos pedig háromszor is négy alkalommal volt eredményes (*-jelzés a nevük mellett), így ők értelemszerűen megelőzik a többi öt, illetve négy gólost. A triplán négy gólt szerzők esetében is az időrend eldönthetné a sorrendet, de ebben az esetben a sorrendet meghatározza az is, hogy melyik osztályban történt, hiszen a magasabb osztályban esett négy találat még inkább felértékelődik. Ritkaságszámba menő eset volt, amikor két játékos is ugyan azon a meccsen egyszerre lőtt négy gólt. Szintén érdekesség a MÁV Előre elleni kiütéses győzelem, ugyanis a fehérvári csapat vezette a bajnokságot az utolsó fordulóig. Akkor azonban a Dorogtól elszenvedett nem várt arányú vereséggel elestek az őszi bajnoki címtől. A visszavágón is kiadós vereséget mértek a vasutas csapatra Fehérváron, miután a 4. helyen végzett dorogiak 4–0-ra nyertek a bronzérmet nyert hazai csapat ellen. A táblázatban csak a bajnoki mérkőzések lettek figyelembe véve, valamint külön táblázat a kupa-meccsekhez, így nem szerepel két külön egyéni rekord: Hivatalos mérkőzésen a legtöbb gólt szerző dorogi játékosának Domján László bizonyult, aki a bécsúhelyi-török vegyes csapat elleni barátságos találkozón egymaga 8 gólt jegyzett 1984-ben, továbbá Urbán 7-szer volt eredményes a 15–2-es győzelmet hozó előkészületi mérkőzésen a Pilisszentiván csapata ellen 1927-ben.
| Sorrend | Játékos         | Gólok |
| ------- | --------------- | ----- |
| 1       | Prohászka János | 6     |
| 1       | Pfluger Dezső   | 6     |
| 1       | Molnár József   | 6     |
| 2       | Klausz József*  | 5     |
| 3       | Pfluger Dezső   | 5     |
| 3       | Takács Tibor    | 5     |
| 4       | Molnár József*  | 4     |
| 5       | Szabó József*   | 4     |
| 6       | Klausz József   | 4     |
| 7       | Holló Kornél    | 4     |
| 7       | Drexler         | 4     |
| 7       | Horváth I.      | 4     |
| 7       | Koppányi        | 4     |
| 7       | Bán István      | 4     |
| 7       | Berényi         | 4     |
| 7       | Pfluger Dezső   | 4     |
| 7       | Turai Lajos     | 4     |
| 7       | Lakics Balázs   | 4     |
| 7       | Juhász Tibor    | 4     |
| 7       | Peszeki Jenő    | 4     |
| 7       | Domján István   | 4     |

Mérkőzés részletek
| Gólszerző       | Gólok | Dátum                | Mérkőzés                    | Eredmény | Osztály            |
| --------------- | ----- | -------------------- | --------------------------- | -------- | ------------------ |
| Prohászka János | 6     | 1932. március 7.     | Dorog – Sashalmi ASC        | 10 – 0   | KM-LAsz. I.o.*     |
| Pfluger Dezső   | 6     | 1944. április 16.    | Werbőczy SE – Dorog         | 1 – 8    | NB III             |
| Molnár József   | 6     | 1949. június 26.     | Újpesti MTE – Dorog         | 0 – 9    | NB II              |
| Klausz József   | 5     | 1942. november 30.   | Dorog – MÁV Előre           | 7 – 0    | NB III             |
| Klausz József   | 5     | 1943. november 7.    | Dorog – PATE                | 9 – 1    | NB III             |
| Pfluger Dezső   | 5     | 1939. április 2.     | Dorog – Vörösvári BKSC      | 10 – 0   | KM-LASz. I.o.**    |
| Takács Tibor    | 5     | 1969. október 12.    | Dorog – Nagykanizsa         | 6 – 2    | NB II              |
| Molnár József   | 4     | 1947. július 6.      | Testvériség – Dorog         | 0 – 9    | NB I               |
| Molnár József   | 4     | 1947. szeptember 8.  | Dorog – Pápa                | 9 – 1    | NB II              |
| Molnár József   | 4     | 1948. május 27.      | Dorog – Szombathelyi AK     | 9 – 0    | NB II              |
| Szabó József    | 4     | 1987. szeptember 27. | Dorog – MÁV Előre           | 7 – 0    | NB III             |
| Szabó József    | 4     | 1988. május 29.      | Dorog – Kartal              | 9 – 2    | NB III             |
| Szabó József    | 4     | 1988. június 12.     | Dorog – Ráckeve             | 6 – 0    | NB III             |
| Klausz József   | 4     | 1943. május 17.      | Dorog – MAFC                | 8 – 1    | NB III             |
| Klausz József   | 4     | 1943. november 14.   | Fővárosi TK – Dorog         | 1 – 9    | NB III             |
| Holló Kornél    | 4     | 1922. november 16.   | Dorog – Alagi SC            | 4 – 4    | KMK-VAsz. II. o*** |
| Drexler         | 4     | 1923. június 22.     | Dorog – Dunaharaszti MTK    | 11 – 0   | KMK-VAsz. I.o****  |
| Horváth I.      | 4     | 1928. március 18.    | Dorog – Váci Reménység      | 6 – 1    | KM-LAsz. I.o.*     |
| Koppányi        | 4     | 1932. március 7.     | Dorog – Sashalmi ASC        | 10 – 0   | KM-LAsz. I.o.*     |
| Bán István      | 4     | 1932. április 10.    | Dorog – Váci AC             | 6 – 0    | KM-LAsz. I.o.*     |
| Berényi         | 4     | 1934. március 26.    | Rákoskeresztúri TK – Dorog  | 0 – 5    | KM-LAsz. I.o.*     |
| Pfluger Dezső   | 4     | 1944. április 11.    | Dorog – Léva                | 9 – 0    | NB III             |
| Turai Lajos     | 4     | 1944. április 11.    | Dorog – Léva                | 9 – 0    | NB III             |
| Lakics Balázs   | 4     | 1968. április 28.    | Dorog – Nagykanizsa         | 8 – 0    | NB II              |
| Juhász Tibor    | 4     | 1968. november 3.    | Zalaegerszegi Dózsa – Dorog | 1 – 8    | NB II              |
| Peszeki Jenő    | 4     | 1976. február 29.    | Dorog – Komló               | 7 – 0    | NB I/B             |
| Domján István   | 4     | 1983. május 15.      | Dorog – Nagybátony          | 7 – 2    | NB II              |

- (*): Középmagyarországi Labdarúgó Alszövetség I. osztály (másodosztály)
- (**): Középmagyarországi Labdarúgó Alszövetség I. osztály (harmadosztály)
- (***): Középmagyarországi kerület, Váci alosztály (harmadosztály)

Kupa-mérkőzések
Ebben a kategóriában is Molnár József dominál, aki egyben a legtöbb gólt is jegyzi a Dorog tétmérkőséseinek történetében. Külön érdekesség, hogy egymást követő két kupa-mérkőzésen szerezte a 11 gólját. Előbb a harmadosztályú győriek otthonában, majd az NB II. Déli csoportjának bajnoka ellen sziporkázott. Azonban az abszolút csúcstartó Monostori Tivadar, aki 8 gólt szerzett egy ugyanazon kupa-meccsen.
| Sorrend | Játékos           | Gólok |
| ------- | ----------------- | ----- |
| 1       | Monostori Tivadar | 8     |
| 2       | Molnár József     | 7     |
| 3       | Molnár József     | 4     |
| 4       | Horváth I.        | 4     |

Mérkőzés részletek
| Gólszerző         | Gólok | Dátum              | Mérkőzés                   | Eredmény | Osztály         |
| ----------------- | ----- | ------------------ | -------------------------- | -------- | --------------- |
| Monostori Tivadar | 8     | 1966. július 17.   | Mosonszolnok – Dorog       | 1 – 13   | MNK, Első kör   |
| Molnár József     | 7     | 1951. december 20. | Dorog – VL Keltex SK       | 11 – 1   | MNK, 16-közé    |
| Molnár József     | 4     | 1951. december 16. | Győri Vörös Meteor – Dorog | 1 – 7    | MNK, 32-közé    |
| Horváth I.        | 4     | 1929. május 20.    | Dorog – Kispesti MTE       | 5 – 0    | Corinthian-kupa |

Gólszerző kapusok:
Ritkán fordul elő, hogy kapusok iratkoznak fel a gólszerzők közé bajnoki mérkőzésen. Olykor azonban előfordult a dorogi klub történetében, ráadásul két esetben pontot, pontokat jelentő találatnak bizonyult a dorogi hálóőr gólja. Valamennyien 11-esből voltak eredményesek.
| Dátum              | Játékos        | Osztály | Mérkőzés            | Eredmény | Megjegyzés                              |
| ------------------ | -------------- | ------- | ------------------- | -------- | --------------------------------------- |
| 1960. július 31.   | Ilku István    | NB I    | Dorog – Ferencváros | 2 – 5    | Csak a szépítésre volt elegendő         |
| 1979. április 1.   | Schnitzer Imre | NB II   | Dorog – Pécsi VSK   | 1 – 1    | Pontot ért a bajnokcsapat ellen         |
| 1988. november 13. | Belányi István | NB II   | BVSC – Dorog        | 1 – 1    | 2 pontot ért a 2. helyezett otthonában* |

- (*): 11-esekkel 6-5-re nyert a Dorog. Az 1988-1989-es évadban a döntetlenek után 11-es párbajban további 1 pontot lehetett szerezni.

A leghosszabb kapott gól nélküli időszak:
| Gól nélküli periódus              | Osztály | Meccsek száma |
| --------------------------------- | ------- | ------------- |
| 2016. március 7. – május 14.      | NB III  | 9             |
| 1991. augusztus 25. – október 27. | NB II   | 8             |
| 2017. március 5. – április 23.    | NB II   | 8             |

### A magyar válogatott ellen
Valamennyi alkalommal a Dorog más és más osztályú volt a nemzeti csapattal való megmérkőzéseinek alkalmán. A vastagon szedett betű esetén NB II-es, nagybetűvel szedve NB I-es, dőltbetűvel pedig NB III-as.
| Dátum             | Helyszín | Mérkőzés                           | Eredmény |
| ----------------- | -------- | ---------------------------------- | -------- |
| 1949. március 30. | Dorog    | Dorog II. – Magyar B-válogatott    | 0 – 11   |
| 1949. március 30. | Dorog    | Dorog – Magyar válogatott          | 1 – 10   |
| 1952. április 10. | Budapest | Magyar Olimpiai Válogatott – DOROG | 3 – 0    |
| 1957. július 17.  | Budapest | Magyar B-válogatott – DOROG        | 4 – 3    |
| 1966. március 23. | Dorog    | DOROG – Magyar válogatott          | 0 – 2    |
| 1996. november 6. | Tata     | Magyar válogatott – Dorog          | 1 – 0    |

- A magyar utánpótlás-válogatott elleni mérkőzései

| Dátum               | Helyszín | Mérkőzés                           | Eredmény |
| ------------------- | -------- | ---------------------------------- | -------- |
| 1926. április 20.   | Dorog    | Dorog – Magyar ifjúsági-válogatott | 2 – 3    |
| 1936. április 14.   | Dorog    | Dorog – Magyar ifjúsági-válogatott | 3 – 4    |
| 1971. augusztus 1.  | Tata     | Magyar Ifjúsági válogatott – Dorog | 2 – 3    |
| 1990. július 17.    | Dorog    | Dorog – Magyar Ifjúsági válogatott | 1 – 1    |
| 1991. augusztus 14. | Dorog    | Dorog – Magyar Ifjúsági válogatott | 3 – 0    |
| 1993. július 4.     | Tata     | Magyar Ifjúsági válogatott – Dorog | 3 – 1    |

Grosics ellenfeleként
- A Dorog csapata 6 gólt vágott Grosicsnak a MATEOSZ elleni idegenbeli bajnokin 1949-ben.

### Negatív rekordok
- Zsinórban a legtöbb elveszített mérkőzés: 6-szor kaptak ki egymás után három alkalommal is – 1982 (NB II), 1994 (NB II) és 2001 (NB I/B).
- A leghosszabb nyeretlen sorozat: 16 mérkőzésen át, 2001, július 31 és november 23. között (NB I/B).
- A Dorog 25 ponttal esett ki az NB II-ből 1994-ben. Ilyen magas pontszámmal még soha egyetlen csapatnak sem kellett kiesnie.
- Szintén negatív csúcs 2015-ben a bajnokság közben történt 25 pont levonásával járó MLSZ büntetés.

A fejezetben szereplő adatok a klubtörténeti kiadványok alapján lett összeválogatva.

## Híres labdarúgói

### Válogatott labdarúgói

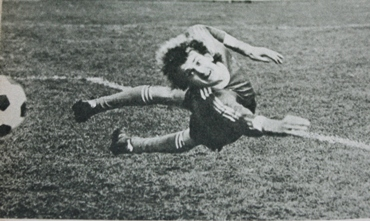
Andrusch József a rá jellemző akrobatikus mozdulattal véd az 1980-as évek elején

| Válogatottak     | Válogatottak   | Válogatottak      |
| ---------------- | -------------- | ----------------- |
| Andrusch József  | Farkas Imre    | Mészáros Ferenc   |
| Arany László     | Forró Gyula    | Monostori Tivadar |
| Aspirány Gusztáv | Füle Antal     | Mucha József      |
| Berta József     | Grosics Gyula  | Orosz Ferenc      |
| Bödör László     | Halász István  | Sitku Illés       |
| Buzánszky Jenő   | Ilku István    | Szojka Ferenc     |
| Demjén Patrik    | Kékesi Rezső   | Szuromi Antal     |
| Duró József      | Koman Vladimir | Szűcs Lajos       |

### Más ország válogatottjaiban szereplő labdarúgói
| Válogatott játékos | Csapat                        |
| ------------------ | ----------------------------- |
| Roman Mazupa       | Ukrán utánpótlás-válogatott   |
| Ivo Georgiev       | Bolgár labdarúgó-válogatott   |
| Mészáros Ferenc    | Román labdarúgó-válogatott    |
| Vendégh Attila     | Szlovák utánpótlás-válogatott |
| Girsik Áron        | Román utánpótlás-válogatott   |
| Szabó Lukas        | Szlovák U21-válogatott        |

### A válogatottban szerepelt edzői
| Válogatott játékos | Válogatott játékos |
| ------------------ | ------------------ |
| Bücs Zsolt         | Nikházi Márk       |
| Jeny Rudolf        | Sós Károly         |
| Kalmár Jenő        | Szabó Péter        |
| Kemény Tibor       | Szekeres Adrián    |
| Kléber Gábor       | Szűcs György       |
| Móré János         | Tóth József        |
| Nagy István        | Wéber Lajos        |

### Válogatottakat vezető játékosai és edzői
| A játékos / edző    | Válogatott csapata                                          |
| ------------------- | ----------------------------------------------------------- |
| Bene Ferenc         | Magyarország U18-as válogatott szövetségi kapitánya         |
| Eipel Ferenc        | Magyarország női válogatott szövetségi kapitánya            |
| Grosics Gyula       | Kuvaiti labdarúgó-válogatott szövetségi kapitánya           |
| Ivanics Tibor       | a Kubai labdarúgó-válogatott szövetségi kapitánya           |
| Mészáros Ferenc     | Szíriai válogatott szövetségi kapitánya                     |
| Mészáros Ferenc     | Iráni válogatott szövetségi kapitánya                       |
| Mészáros Ferenc     | Nicaraguai válogatott szövetségi kapitánya                  |
| Mészáros Ferenc     | Guatemalai válogatott szövetségi kapitánya                  |
| Monostori Tivadar   | Egyesült arab emírségekbeli válogatott szövetségi kapitánya |
| Mózner János        | Magyarország U17-es válogatott szövetségi kapitánya         |
| Reszeli Soós István | Magyar Ifjúsági válogatott edzője                           |
| Sós Károly          | Magyar válogatott szövetségi kapitánya                      |
| Sós Károly          | NDK válogatott szövetségi kapitánya                         |
| Szűcs György        | Iráni labdarúgó-válogatott szövetségi kapitánya             |

### A válogatottat segítő játékosai és szakmai tagjai
| A játékos / szakmai tag | Válogatott csapata                              |
| ----------------------- | ----------------------------------------------- |
| Andrusch József         | Magyar labdarúgó-válogatott kapusedzője         |
| Bekő Balázs             | U21 válogatott pályedzője                       |
| Borsos Vilmos           | U17-19 válogatott kapusedzője                   |
| Ivanics Tibor           | Magyar utánpótlás-válogatott erőnléti edzője    |
| Pálinkás András         | Magyar labdarúgó-válogatott kapusedzője         |
| Dr. Pák Péter           | Magyar labdarúgó-válogatott orvosa              |
| Halmai Tamás            | a Magyar labdarúgó-válogatott gyúrója, masszőre |

### Olimpiai-, B- és Utánpótlás-válogatott labdarúgói
| Válogatott játékos | Csapat | Válogatott játékos | Csapat | Válogatott játékos | Csapat | Válogatott játékos | Csapat  |
| ------------------ | ------ | ------------------ | ------ | ------------------ | ------ | ------------------ | ------- |
| Árki Gábor         | U, O   | Hauser Dániel      | U      | Makray Balázs      | U      | Szalai András      | U       |
| Bakonyi István     | B      | Höfflinger József  | O      | Medgyes Zoltán     | U      | Szatmári Csaba     | U, O    |
| Bánföldi Zoltán    | U, O   | Icsó Zsolt         | U      | Meszes Lajos       | U      | Szedlacsek István  | O       |
| Bartalos József    | U      | Ilku Péter         | U, B   | Mursits Roland     | U      | Szeibert György    | U       |
| Bene Ferenc        | U      | Karába János       | U, B   | Nagy Zsombor       | U      | Szőczey István     | U       |
| Borsos Vilmos      | U      | Kertes László      | B      | Nyíri Vince        | U      | Takács Péter       | U       |
| Csepecz János      | U, O   | Kinczel László     | U      | Papp András        | U      | Takács Tibor       | U       |
| Csóri László       | U      | Kiss II. Jenő      | B      | Pálmai Sándor      | U      | Tóth Martin        | U       |
| Dacsev Miklós      | B      | Klausz József      | B      | Prohászka János    | U, B   | Vajda Dániel       | U       |
| Demjén Patrik      | U      | Koronczai Benjamin | U      | Reizinger László   | O      | Vanicsek Zoltán    | U, O    |
| Duli Zsolt         | U      | Kővári Róbert      | U      | Sarlós András      | U, B   | Varga János        | U, O, B |
| Fellegi István     | U      | Lakat Jenő         | U, B   | Schromeisz Ervin   | U      | Varju Benedek      | U       |
| Frayt Miklós       | O      | Lakics Balázs      | U      | Schultz Levente    | U      | Zachán Péter       | U       |
| Grabant Bence      | U      | Lévai István       | U      | Sikesdi Gábor      | O      | Zima Ádám          | U       |
| Gramsh Jenő        | B      | Major Ferenc       | U      | Szabó József       | U      | Zuigéber Ákos      | U       |

- Rövidítések: Olimpiai válogatott (O), B válogatott (B), Utánpótlás-válogatott (U)

### Világbajnoki résztvevők
| Buzánszky Jenő                             | Svájc, 1954         | Vb-döntős, ezüstérmes         |
| Ilku István                                | Svédország, 1958    | Csoportkör/rájátszás, 6. hely |
| Ilku István                                | Chile, 1962         | Negyedddöntős, 5. hely        |
| Monostori Tivadar                          | Svédország, 1958    | Csoportkör/rájátszás, 6. hely |
| Monostori Tivadar                          | Chile, 1962         | Nyolcaddöntős, 5. hely        |
| Más csapatokból világbajnokságon szerepelt |                     |                               |
| Szűcs György                               | Olaszország, 1934   | Negyedddöntős, 6. hely        |
| Szűcs György                               | Franciaország, 1938 | Vb-döntős, ezüstérmes         |
| Kemény Tibor                               | Olaszország, 1934   | Negyedddöntős, 6. hely        |
| Grosics Gyula                              | Svájc, 1954         | Vb-döntős, ezüstérmes         |
| Grosics Gyula                              | Svédország, 1958    | Csoportkör/rájátszás, 6. hely |
| Grosics Gyula                              | Chile, 1962         | Negyedddöntős, 5. hely        |
| Szojka Ferenc                              | Svájc, 1954         | Vb-döntős, ezüstérmes         |
| Szojka Ferenc                              | Svédország, 1958    | Csoportkör/rájátszás, 6. hely |
| Bödör László                               | Chile, 1962         | Negyedddöntős, 5. hely        |
| Nagy István                                | Chile, 1962         | Negyedddöntős, 5. hely        |
| Nagy István                                | Anglia, 1966        | Negyedddöntős, 6. hely        |
| Tóth József                                | Argentína, 1978     | 1. csoportkör, 15. hely       |
| Tóth József                                | Spanyolország, 1982 | Csoportkör, 14. hely          |
| Halász István                              | Argentína, 1978     | 1. csoportkör, 15. hely       |
| Andrusch József                            | Mexikó, 1986        | Csoportkör, 18. hely          |
| Világbajnoki kerettagok                    |                     |                               |
| Mucha József                               | Spanyolország, 1982 | Csoportkör, 14. hely          |
| Orosz Ferenc                               | USA, 1994           | Nem jutott ki                 |
| Füle Antal                                 | USA, 1994           | Nem jutott ki                 |
| U20-as világbajnokság                      |                     |                               |
| Takács Péter                               | Egyiptom, 2009      | 3. hely, bronzérmes           |
| Szekeres Adrián                            | Egyiptom, 2009      | 3. hely, bronzérmes           |
| Koman Vladimir                             | Egyiptom, 2009      | 3. hely, bronzérmes           |
| U17-es világbajnokság                      |                     |                               |
| Varju Benedek                              | Brazília, 2019      | Csoportkör 19. hely           |
| Zuigéber Ákos                              | Brazília, 2019      | Csoportkör 19. hely           |

### Olimpiai résztvevők
| Fekete Imre                        | Amszterdam, Hollandia, 1928    | Középdöntős                         | Távolugró és hármasugró atlétaként mindkét számban              |
| Farkas Imre                        | Berlin, Németország, 1936      | 16. hely                            | Labdarúgóként                                                   |
| Buzánszky Jenő                     | Helsinki, Finnország, 1952     | Arany, Olimpiai bajnok              | Labdarúgóként                                                   |
| Más csapatokból olimpián szerepelt |                                |                                     |                                                                 |
| Solymár Károly                     | Stockholm, Svédország, 1912    | Középdöntős                         | Atlétaként gátfutásban                                          |
| Jeny Rudolf                        | Párizs, Franciaország, 1924    | Nyolcaddöntős, 10. hely             | Labdarúgóként                                                   |
| Berta József                       | Berlin, Németország, 1936      | 16. hely                            | Labdarúgóként                                                   |
| Grosics Gyula                      | Helsinki, Finnország, 1952     | Arany, Olimpiai bajnok              | Labdarúgóként                                                   |
| Szojka Ferenc                      | Helsinki, Finnország, 1952     | Arany, Olimpiai bajnok              | Labdarúgóként                                                   |
| Nagy István                        | Tokió, Japán, 1964             | Arany, Olimpiai bajnok              | Labdarúgóként                                                   |
| Sós Károly                         | Tokió, Japán, 1964             | Bronz, Olimpiai bronzérmes          | Az Egyesült Német-labdarúgó-válogatott szövetségi kapitányaként |
| Nagy István                        | Mexikóváros, Mexikó, 1968      | Arany, Olimpiai bajnok              | Labdarúgóként                                                   |
| Szűcs Lajos                        | Mexikóváros, Mexikó, 1968      | Arany, Olimpiai bajnok              | Labdarúgóként                                                   |
| Szűcs Lajos                        | München, NSZK, 1972            | Ezüst, Olimpiai ezüstérmes          | Labdarúgóként                                                   |
| Ivanics Tibor                      | Moszkva, Szovjetunió, 1980     | 5. hely                             | A Kubai labdarúgó-válogatott szövetségi kapitányaként           |
| Szatmári Csaba                     | Atlanta, USA, 1996             | Csoportkör, 16. hely                | Labdarúgóként                                                   |
| Olimpiai kerettagok                |                                |                                     |                                                                 |
| Frayt Miklós                       | Amszterdam, Hollandia, 1928    | A válogatott nem indult az olimpián | Labdarúgóként                                                   |
| Höfflinger József                  | Amszterdam, Hollandia, 1928    | A válogatott nem indult az olimpián | Labdarúgóként                                                   |
| Reizinger László                   | Amszterdam, Hollandia, 1928    | A válogatott nem indult az olimpián | Labdarúgóként                                                   |
| Szedlacsek István                  | Amszterdam, Hollandia, 1928    | A válogatott nem indult az olimpián | Labdarúgóként                                                   |
| Varga János                        | Helsinki, Finnország, 1952     | Olimpiai bajnok                     | Labdarúgóként, de a csapattal végül nem utazott az olimpiára    |
| Sikesdi Gábor                      | Szöul, Dél-Korea, 1988         | Nem jutott ki az olimpiára          | Más egyesület labdarúgójaként                                   |
| Orosz Ferenc                       | Barcelona, Spanyolország, 1992 | Nem jutott ki az olimpiára          | Más egyesület labdarúgójaként                                   |
| Vanicsek Zoltán                    | Barcelona, Spanyolország, 1992 | Nem jutott ki az olimpiára          | Más egyesület labdarúgójaként                                   |

### Európa-bajnoki (Európa-kupa) résztvevők
| Buzánszky Jenő                 | Róma, Európa-Kupa 1953           | Kupa-győztes                                                     | Az Eb elődjeként, 1960-ig Európa Kupa néven             |
| Pák Péter                      | Franciaország, 2016              | Nyolcaddöntős, 13. hely                                          | A válogatott csapatorvosaként szerepelt a tornán        |
| Más csapatokból Eb-n szerepelt |                                  |                                                                  |                                                         |
| Grosics Gyula                  | Róma, Európa-Kupa 1953           | Kupa-győztes                                                     | Az Eb elődjeként, 1960-ig Európa Kupa néven             |
| Grosics Gyula                  | Firenze, Európa-Kupa 1959        | Ezüstérmes                                                       | Az Eb elődjeként, 1960-ig Európa Kupa néven             |
| Szojka Ferenc                  | Budapest, Európa-Kupa 1955       | Ezüstérmes                                                       | Az Eb elődjeként, 1960-ig Európa Kupa néven             |
| Nagy István                    | Spanyolország, 1964              | Bronzérmes                                                       |                                                         |
| Szűcs Lajos                    | Belgium, 1972                    | 4. hely                                                          |                                                         |
| Ivo Georgiev                   | Anglia, 1996                     | 11. hely                                                         | A bolgár labdarúgó-válogatott tagjaként                 |
| Halmai Tamás                   | Franciaország, 2016              | Nyolcaddöntős, 13. hely                                          | A válogatott gyúrója és masszőreként szerepelt a tornán |
| Halmai Tamás                   | Labdarúgó-Európa-bajnokság, 2020 | Csoportkör (a tornát a vírusjárvány miatt 2021-ben rendezték)    | A válogatott gyúrója és masszőreként szerepelt a tornán |
| Eb kerettagok                  |                                  |                                                                  |                                                         |
| Szűcs Lajos                    | Olaszország, 1968                | A négyes fináléért a Szovjetunió ellen 2-0 és 0-3, nem jutott ki | Más egyesület tagjaként                                 |
| Mucha József                   | Jugoszlávia, 1976                | A selejtezőn csoportmásodik, nem jutott ki                       | Más egyesület tagjaként                                 |
| Kékesi Rezső                   | Nyugat-Németország, 1988         | A selejtezőn csoportharmadik, nem jutott ki                      | Más egyesület tagjaként                                 |
| Duró József                    | Svédország, 1992                 | A selejtezőn csoportjában a 4. helyen végzett, nem jutott ki     | Más egyesület tagjaként                                 |
| Arany László                   | Anglia, 1996                     | A selejtezőn csoportjában a 4. helyen végzett, nem jutott ki     | Más egyesület tagjaként                                 |
| Duró József                    | Anglia, 1996                     | A selejtezőn csoportjában a 4. helyen végzett, nem jutott ki     | Más egyesület tagjaként                                 |
| Forró Gyula                    | Franciaország, 2016              | Pótselejtezőn kijutott, de a tornára nem utazott a kerettel      | Más egyesület tagjaként                                 |
| U23-as Európa-bajnokság        |                                  |                                                                  |                                                         |
| Hegyi Imre                     | NDK, 1974                        | Európa-bajnok, aranyérmes                                        | Más egyesület tagjaként                                 |
| U18-as Európa-bajnokság        |                                  |                                                                  |                                                         |
| Szatmári Csaba                 | Németország, 1992                | Negyeddöntős, 5. hely                                            |                                                         |
| U17-es Európa-bajnokság        |                                  |                                                                  |                                                         |
| Varju Benedek                  | Írország, 2019                   | Negyeddöntős, 5. hely                                            | Más egyesület tagjaként                                 |
| Zuigéber Ákos                  | Írország, 2019                   | Negyeddöntős, 5. hely                                            | Más egyesület tagjaként                                 |

### További neves labdarúgói
| Neves játékos      | Neves játékos  | Neves játékos  |
| ------------------ | -------------- | -------------- |
| Arany Mihály       | Ignácz János   | Nagy Zsolt     |
| Andriska Vilmos    | Kamarás Mihály | Peszeki Jenő   |
| Bárdos Sándor      | Kónya István   | Pfluger Dezső  |
| Csanálosi Miklós   | Kotul László   | Pozsonyi Ignác |
| Csermák János      | Laczkó István  | Schnitzer Imre |
| Engelbrecht Zoltán | Láng Károly    | Sulija Ottó    |
| Hargitai Nándor    | Magos Gyula    | Szabó István   |
| Horváth Péter      | Molnár József  | Tóth Gyula     |

## Idegenlégiós játékosai
| Játékos                    | Ország             | Időszak   | Játékos                    | Ország      | Időszak   |
| -------------------------- | ------------------ | --------- | -------------------------- | ----------- | --------- |
| Christian Zalomír          | Románia            | 1992–1993 | Vendégh Attila             | Szlovákia   | 2008      |
| Constantin Shirgea         | Románia            | 1992–1993 | Andai Máriusz              | Németország | 2009–2010 |
| Roman Mazupa               | Ukrajna            | 1992–1993 | David Perović              | Szerbia     | 2014–2018 |
| Sandro Tomić               | Horvátország       | 1998      | Marushka Vitaly            | Ukrajna     | 2014–2016 |
| Vjacseszlav Jeremejev      | Ukrajna            | 2000      | Tomas Lenarth              | Szlovákia   | 2017–     |
| Julianu                    | Románia            | 2001      | Tomas Farago               | Szlovákia   | 2017–2019 |
| Jean-Pierre Zabundu        | Kongói Köztársaság | 2002      | Aron Girsik                | Románia     | 2019–2022 |
| Sylla Souleymane           | Guinea             | 2002      | Mihajlo Viktorovics Rjasko | Ukrajna     | 2020–2021 |
| Junior                     | Brazília           | 2008      | Lukáš Szabo                | Szlovákia   | 2021–2022 |
| De Carvalho Monteiro André | Brazília           | 2008–2011 | Tony Markos Kanalos        | Románia     | 2021      |

## Külföldi csapatokban megfordult játékosok és edzők

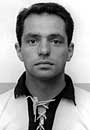
Dacsev Miklós, aki neves belga és holland csapatokban játszott

- Ebben a táblázatban csak külföldi élcsapatok, valamint külhoni válogatottak lettek figyelembe véve és természetesen nem szerepelnek a Dorogban megfordult külföldi, légiós játékosok sem.

| A játékos, illetve edző neve | Csapat 1.                              | Csapat 2.              | Csapat 3.              | Csapat 4.            | Csapat 5.         | Csapat 6.             | Csapat 7.             |
| ---------------------------- | -------------------------------------- | ---------------------- | ---------------------- | -------------------- | ----------------- | --------------------- | --------------------- |
| Árki Gábor                   | Mikkeln Pallolijat                     | Reipas Lahti           | FC Hämeenlinna         |                      |                   |                       |                       |
| Beliczky Gergő               | FC Zwolle                              |                        |                        |                      |                   |                       |                       |
| Budovinszky Krisztián        | ASK Baumgarten                         | FC Retzingen           | FC Hämeenlinna         | FC Haka              | NK Slaven Belupo  | First Vienna          | Sardari Tabriz FC     |
| Dacsev Miklós                | RSC Anderlecht                         | DOS                    |                        |                      |                   |                       |                       |
| Duró József                  | MK Bné Jehúdá Tel-Aviv                 | Pahang                 | Katar SC               |                      |                   |                       |                       |
| Dlusztus András              | Fortaleza EC                           | Fluminense de Feira FC |                        |                      |                   |                       |                       |
| Grabant Péter                | NK Nafta Lendava                       |                        |                        |                      |                   |                       |                       |
| Grosics Gyula                | Kuvaiti labdarúgó-válogatott           |                        |                        |                      |                   |                       |                       |
| Hargitai Nándor              | Novosadski Atletski Klub               |                        |                        |                      |                   |                       |                       |
| Ilku Péter                   | Atlético Madrid                        | FC Barcelona           | Espanyol               | Cádiz CF             |                   |                       |                       |
| Ivanics Tibor                | Kubai válogatott                       |                        |                        |                      |                   |                       |                       |
| Jeny Rudolf                  | Sporting CP                            | Academica de Coimbra   |                        |                      |                   |                       |                       |
| Kalmár Jenő                  | Excelsior Roubaix                      | RC Roubaix             | Stade de Reims         | Wiener AF            | Sevilla FC        | FC Porto              | Halmstads BK          |
| Kemény Tibor                 | PAE Olimbiakós                         | GKS Katowice           | Zagłębie Sosnowiec     |                      |                   |                       |                       |
| Kékesi Rezső                 | FC Yverdon                             |                        |                        |                      |                   |                       |                       |
| Koman Vladimir               | UC Sampdoria                           | Avellino               | AS Bari                | AS Monaco            | Krasznodar        | Ural                  | Adanaspor             |
| Mészáros Ferenc              | Nagyváradi AC                          | ITA Arad               | SC Braga               | Szír válogatott      | Iráni válogatott  | Nicaraguai válogatott | Guatemalai válogatott |
| Monostori Tivadar            | Egyesült arab emírségekbeli válogatott |                        |                        |                      |                   |                       |                       |
| Mucha József                 | KSV Waregem                            |                        |                        |                      |                   |                       |                       |
| Preklet Csaba                | Reggina Calcio                         |                        |                        |                      |                   |                       |                       |
| Sarlós András                | SK Pama                                |                        |                        |                      |                   |                       |                       |
| Schultz Levente              | SV St. Margarethen                     | SV Wacker Burghausen   | St. Petersdorf         |                      |                   |                       |                       |
| Simon Attila                 | Wolfsberger AC                         |                        |                        |                      |                   |                       |                       |
| Sitku Illés                  | Ankaraspor                             |                        |                        |                      |                   |                       |                       |
| Sós Károly                   | FC Saint-Malo                          | Olympique Ales         | FC Bern                | FK Banska Bystrica   | NDK válogatott    |                       |                       |
| Szabó József                 | Iraklisz                               | Apollon Kalamaria      | ASK Bruck              |                      |                   |                       |                       |
| Szabó Péter                  | Wiener AF                              | Eintracht Frankfurt    | 1. FC Nürnberg         | Galatasaray          | FC Wacker München | KS Ruch Chorzów       | FSV Frankfurt         |
| Szentpéteri Viktor           | FC Lahti                               | FC Hämeenlinna         | Sliema Wanderers FC    | Kuopion PS           |                   |                       |                       |
| Szűcs György                 | Iráni válogatott                       |                        |                        |                      |                   |                       |                       |
| Terjék Lajos                 | FC Ashdod                              | Karlsruher SC          | Énoszi Néon Paralimníu | Ajia Napa            | Ermisz Aradippu   | Othellosz Athienu     | Ahironasz Liopetriu   |
| Tóth József                  | IF Kraft                               |                        |                        |                      |                   |                       |                       |
| Wéber Lajos                  | Makkabi Brno                           | Bologna FC             | CA Paris               | Deportivo Valladolid |                   |                       |                       |
| Zima Ádám                    | Sparta F.C.                            |                        |                        |                      |                   |                       |                       |

## Híres edzők

Reszeli Soós István vezetésének négy éve alatt jól szerepelt a csapat, és nagyon közelinek tűnt az NB I

| Neves edzők    | Neves edzők         |
| -------------- | ------------------- |
| Bozai Gyula    | Palicskó Tibor      |
| Buzánszky Jenő | Reszeli Soós István |
| Duró József    | Sarlós András       |
| Ivanics Tibor  | Sós Károly          |
| Jeny Rudolf    | Solymár Károly      |
| Kalmár Jenő    | Szabó Péter         |
| Kemény Tibor   | Szűcs György        |
| Kléber Gábor   | Tóth József         |
| Móré János     | Varga János         |
| Nagy István    | Wéber Lajos         |

### Edzők listája, akik a csapat játékosai is voltak egykor
| Vezetőedzőként | Vezetőedzőként  |
| -------------- | --------------- |
| Bárdos Sándor  | Kinczel László  |
| Borsos Vilmos  | Laczkó István   |
| Buzánszky Jenő | Miskei Attila   |
| Duró József    | Morecz László   |
| Gabala Ferenc  | Prohászka János |
| Haraszti János | Sarlós András   |
| Honti József   | id.Varga János  |
| Karcagi Pál    | Varga János     |

| Edzőként       | Feladatkör                | Edzőként        | Feladatkör                | Edzőként          | Feladatkör                |
| -------------- | ------------------------- | --------------- | ------------------------- | ----------------- | ------------------------- |
| Ambrus Zoltán  | Utánpótlásedző            | Guzsik György   | Utánpótlásedző            | Mészáros Áron     | Utánpótlásedző            |
| Bakonyi István | Utánpótlásedző            | Faragó Szabolcs | Utánpótlásedző            | Monostori Tivadar | Utánpótlásedző            |
| Bene Ferenc    | Szakmai igazgató          | Harmat József   | Pályaedző, utánpótlásedző | Nagyházi Dávid    | Utánpótlásedző            |
| Belányi István | Kapusedző                 | Holdampf Sándor | Pályaedző, utánpótlásedző | Palotás Imre      | Utánpótlásedző            |
| Bodó László    | Utánpótlásedző            | Horváth Péter   | Pályaedző, utánpótlásedző | Sikesdi Gábor     | Utánpótlásedző            |
| Borsos Zsolt   | Utánpótlásedző            | Ilku István     | Kapusedző, utánpótlásedző | Szloboda Rezső    | Pályaedző, utánpótlásedző |
| Csapó Károly   | Pályaedző, utánpótlásedző | Janetka Zoltán  | Utánpótlásedző            | Takács Tibor      | Utánpótlásedző            |
| Csepecz János  | Kapusedző                 | Klausz József   | Utánpótlásedző            | Tóth Ferenc       | Utánpótlásedző            |
| Csóri László   | Pályaedző, utánpótlásedző | Kiss László     | Utánpótlásedző            | Vajda Gellért     | Kapussedző                |
| Ecker Róbert   | Utánpótlásedző            | Merényi Lipót   | Utánpótlásedző            | Vigh Ádám         | Utánpótlásedző            |

## A klub elnökei
Az egyesület 1914-ben történő megalakulása és az első világháború vége közötti időszakban az alapító tagok közül választott hármas, Csermák Vencel, Jeszenszky Ferenc és Cserven János közösen látta el az elnöki teendőket. A klub első hivatalos elnökét 1918-ban választották meg. Fennállása alatt többször neveztek ki elnöknek egykori helyi élsportolót (köztük Csermák János, Turai Lajos, Pozsonyi Ignác, Kiss László és Kara Dániel, akik a csapat labdarúgói voltak, valamint Csuha András tekézőt). A leghosszabb hivatali időt Kovács Antal töltött le, aki 20 éven át volt a klub első embere. Őt Gácser János követi a sorban 16 évnyi szolgálati idejével. A legrövidebb, egyben botrányos elnöklet Valencsik Ferenc nevéhez fűződik, aki Perger Károlyt váltotta, hogy aztán 7 hónap múlva visszaadja elődjének az elnöki széket. Göb Sándor és Kaiser József megbízott elnökök voltak átmeneti ideig, míg dr.Schmidt Sándor, Korompay Lajos, Kroszner László, Matyók László és dr. Tittmann János a klub társadalmi elnökei voltak.

### Az elnökök időrendi sorrendben

Tittmann János

| Elnökök             | Elnökök        | Elnökök          |
| ------------------- | -------------- | ---------------- |
| Urbányi Pál         | Sági Gyula     | Perger Károly    |
| Gácser János        | Csermák János  | Valencsik Ferenc |
| Dr. Tillesch Zoltán | Turai Lajos    | Perger Károly    |
| Szilárd József      | Pozsonyi Ignác | Kiss László      |
| Németh Ferenc       | Kovács Antal   | Bakonyi István   |
| Vörös Lajos         | Kollár Lajos   | Szauter Tamás    |
| Buna György         | Pap Kálmán     | Kara Dániel      |
| Kollarik Ferenc     | Csuha András   | Mayer László     |

### A klub jelenlegi elnökségi tagjai
A 2020–2021-es évadban a vezetőség összetétele
| Vezetőségi tag      | Titulus       |
| ------------------- | ------------- |
| Mayer László        | Elnök         |
| Dr. Bartalos József | Elnökségi tag |
| Dr. Pák Péter       | Elnökségi tag |
| Sitku Pál           | Elnökségi tag |
| Krecskovszki Ferenc | Elnökségi tag |

## A Dorogi FC örökös tagjai
A klub által adományozott legmagasabb elismerés, kitüntetés, amelyet olyan egykori játékosok, szakvezetők, vagy az egyesület hivatalos tagjai kaphatják, akik elévülhetetlen érdemeket szereztek a dorogi klub hírnevéért. A kitüntetés egy díszes emléklapból és egy örökös tagsági pályabérletből áll, amely tulajdonosát valamennyi Dorogon megrendezésre kerülő sportesemény díjmentes megtekintésére jogosítja. A kitüntetést a Dorogi FC elnökségének és prominens személyek (például a polgármester) egybehangzó döntése alapján ítélik oda, és ünnepélyes keretek között adják át. Az első ilyen alkalomra 2001. március 2-án került sor a dorogi József Attila Művelődési Ház színháztermében, ahol a magyar labdarúgás jeles személyei, mint Szepesi György, Hidegkuti Nándor, Szusza Ferenc, Sándor Károly, Göröcs János, valamint Sipos József, az óbudai Új Sipos Halászkert tulajdonosa is megtisztelték jelenlétükkel ez eseményt. Első körben harminc élő személy vehette át az elismerést Kiss László klubelnöktől és dr. Tittmann János polgármestertől. Volt szó arról is, hogy a kitüntetés posztumusz is odaítélhető legyen.

Varga János 60 éves évfordulója az egyesületben, 2009-ben

| Örökös tagok    | Örökös tagok       | Örökös tagok      |
| --------------- | ------------------ | ----------------- |
| Bakonyi István  | Ilku Péter         | Kertes László     |
| Bartalos József | Hargitai Nándor    | Kovács Antal      |
| Buzánszky Jenő  | Harmat József      | Kónya István      |
| Csepecz János   | Holdampf Sándor    | Monostori Tivadar |
| Csóri László    | Honti József       | Pálmai Sándor     |
| Gabala Ferenc   | Horváth Péter      | Peszeki Jenő      |
| Göb Sándor      | Laczkó István      | Prohászka János   |
| Grosics Gyula   | ifj. Laczkó István | Szabó István      |
| Fellegi István  | Lakat Jenő         | Takács Tibor      |
| Ilku István     | Kaiser József      | Varga János       |

## Rekordok

### Nézőszám csúcsok
A Dorog mérkőzései hagyományosan sok nézőt vonzottak az osztályszereplésétől függetlenül is. Az NB I-ben nem egyszer több néző volt a hazai meccseken, mint amennyi Dorog lakossága. Többször fordult elő elképesztő nézőcsúcs NB III-as mérkőzésen is (5, 6 és 7 ezer néző). Abszolút rekord a harmadik vonalban a Dorog – Dunakeszi mérkőzés 1997-ben, ahol 10 ezer néző volt, amely példátlan a magyar labdarúgás történetében. A legnagyobb érdeklődés mindig is az FTC elleni összecsapások felé irányult, éppen ezért amennyiben más mérkőzésen hasonló nézőszám volt, úgy azok javára döntve kerültek az összefoglaló táblázatokban a változatosság kedvéért.
A dorogi csapatot a legtöbb néző 1957-ben, a Népstadionban látta az FTC elleni bajnoki mérkőzésen.

### Nézőszámok toplistája az NB I-ben
- Nézőszám rekordok a Népstadionbeli mérkőzései alkalmán

| Év   | Párosítás                | Nézőszám |
| ---- | ------------------------ | -------- |
| 1957 | Ferencváros – Dorog      | 70 000   |
| 1955 | Újpesti Dózsa – Dorog    | 60 000   |
| 1954 | Ferencváros – Dorog      | 40 000   |
| 1955 | Budapesti Vasas – Dorog  | 35 000   |
| 1955 | Budapesti Honvéd – Dorog | 30 000   |

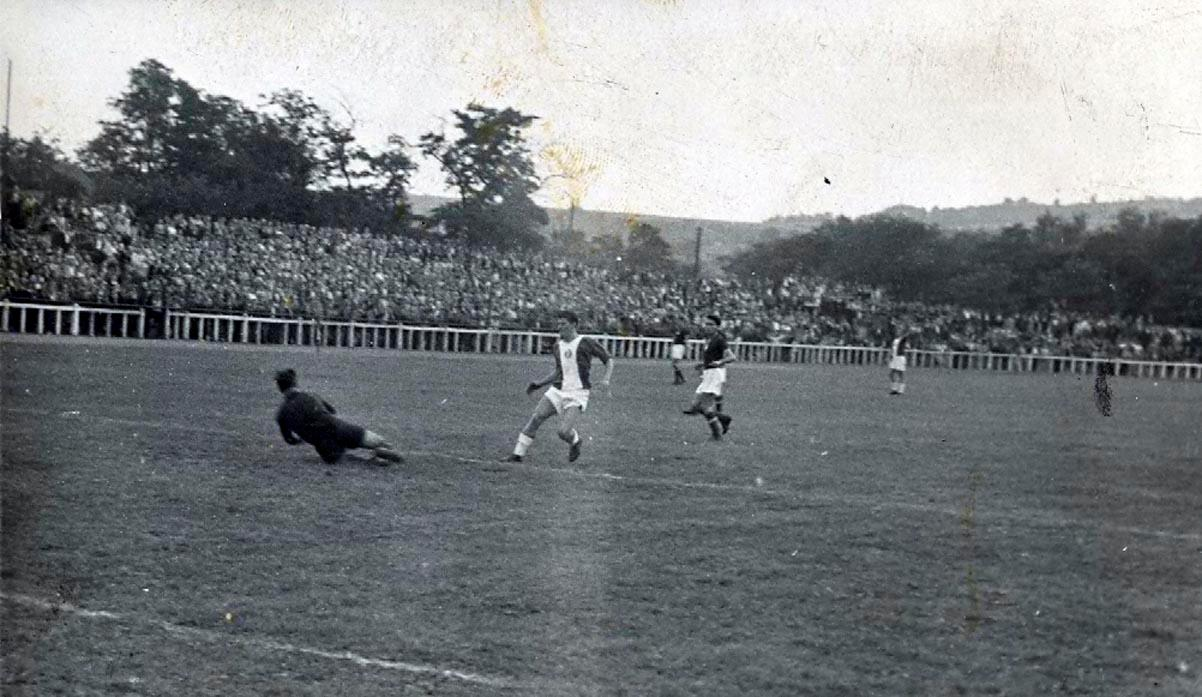
Telt ház a dorogi stadionban az 1960-as években

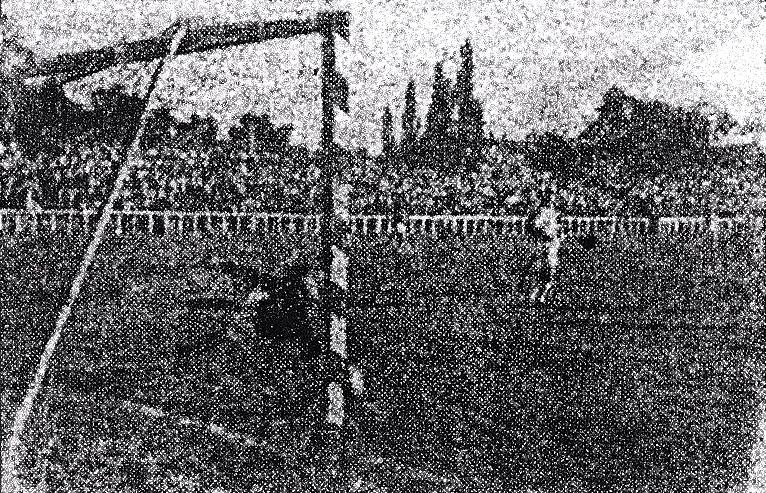
A dorogi stadion szurkolókkal telve a Dorog–Sztálin Vasmű meccsen. Varga 18 méteres bombája az ellenfél kapujába tart

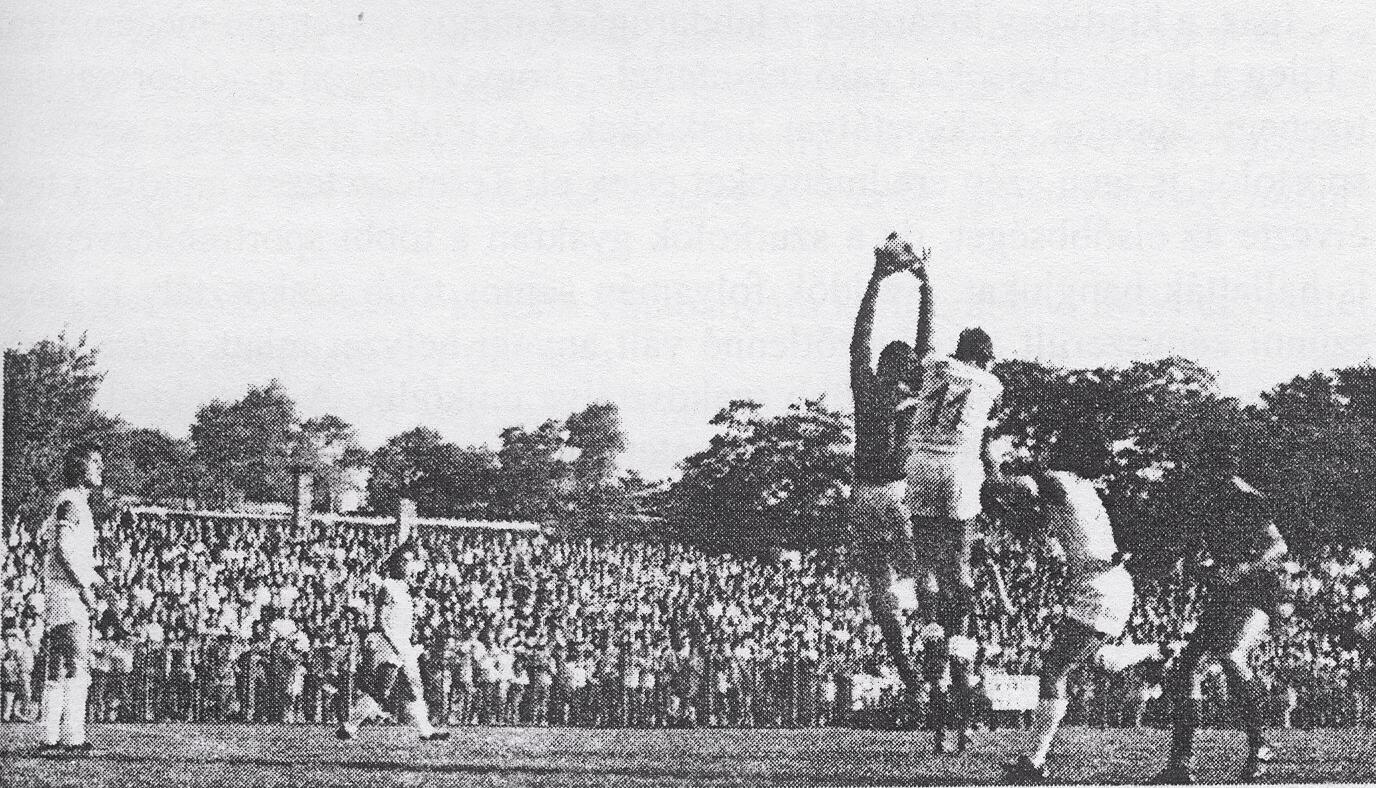
NB I-es meccs 1973-ban több, mint 10 ezres közönség előtt

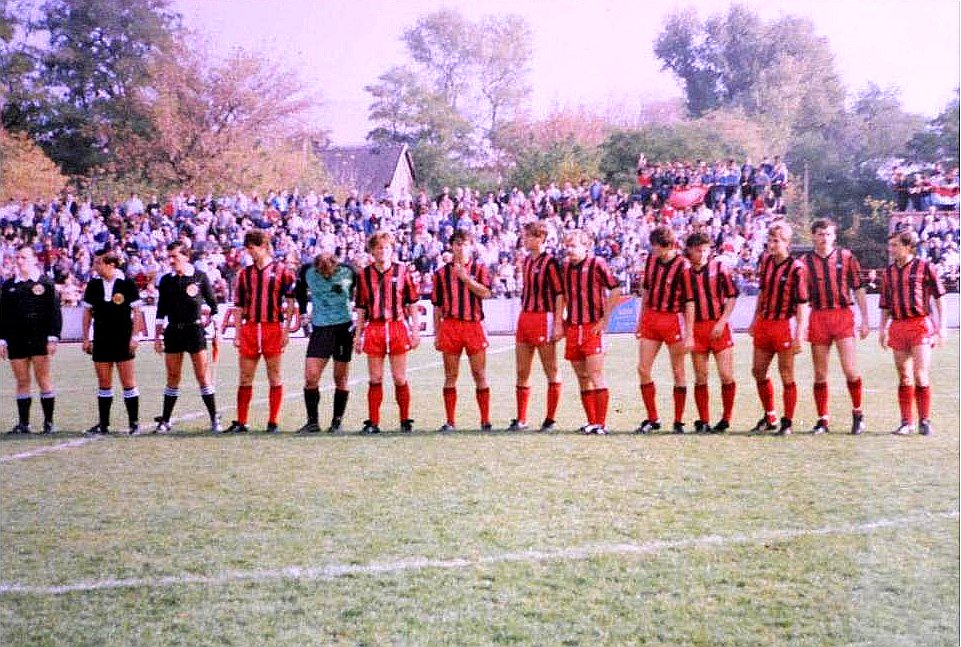
Több, mint 6 ezer néző 1987-ben a Dorog – Esztergom NB III-as mérkőzésen

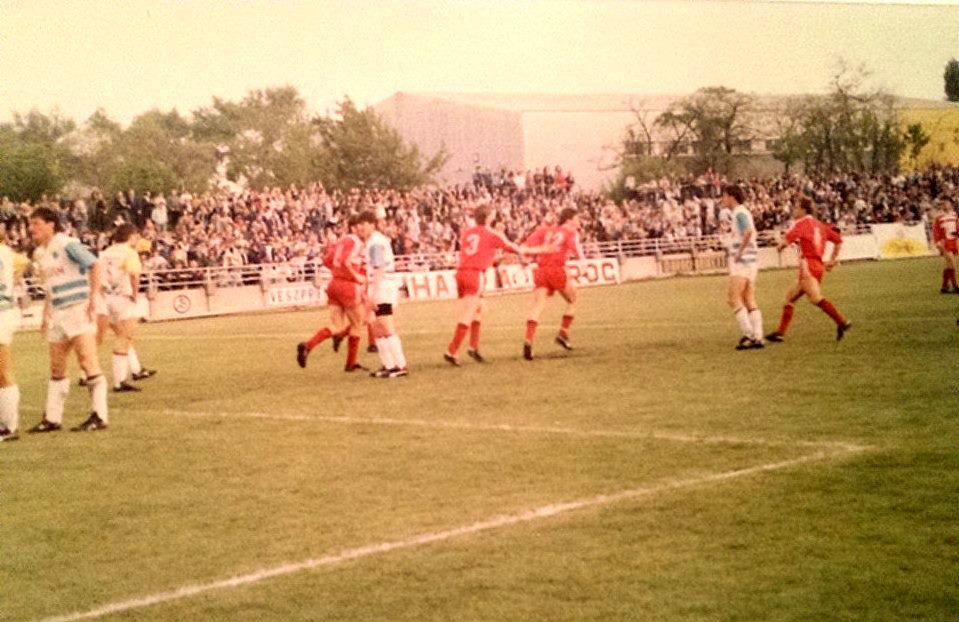
Dorog – Vác kupameccs visszavágó, 1991 májusában

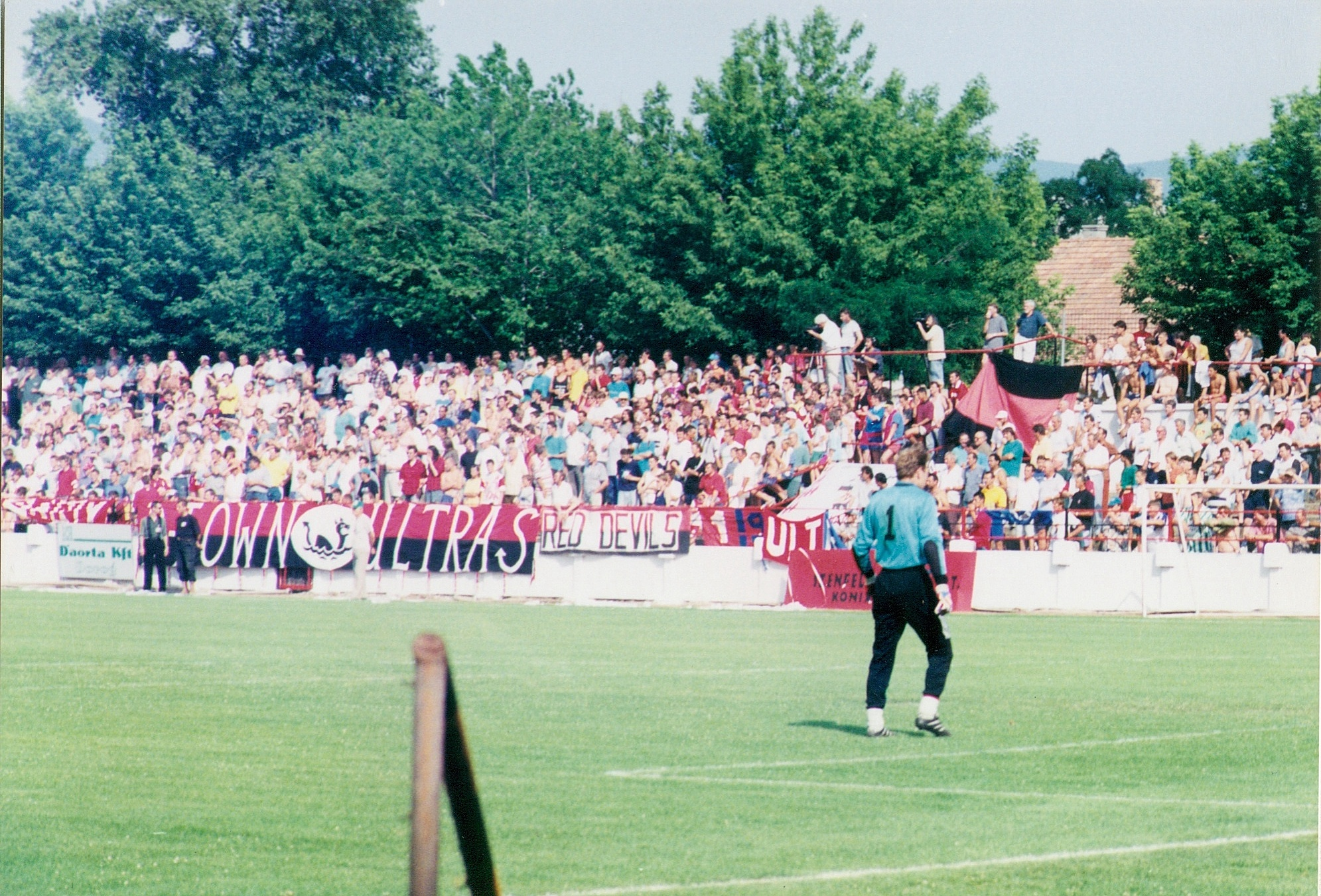
10 ezren a Dorog – Dunakeszi meccsen 1997-ben

- Nézőszám rekordok hazai mérkőzései alkalmán

| Év   | Párosítás                | Nézőszám |
| ---- | ------------------------ | -------- |
| 1973 | Dorog – Ferencváros      | 18 000   |
| 1976 | Dorog – Ferencváros      | 15 000   |
| 1973 | Dorog – VM Egyetértés    | 14 000   |
| 1957 | Dorog – Budapesti Honvéd | 12 000   |
| 1960 | Dorog – Újpesti Dózsa    | 12 000   |

- Nézőszám rekordok idegenbeli mérkőzései alkalmán

| Év   | Párosítás             | Nézőszám |
| ---- | --------------------- | -------- |
| 1961 | Ferencváros – Dorog   | 35 000   |
| 1957 | Diósgyőri VTK – Dorog | 22 000   |
| 1952 | MTK – Dorog           | 22 000   |
| 1953 | Újpesti Dózsa – Dorog | 22 000   |
| 1959 | Budapesti VSC – Dorog | 20 000   |
| 1962 | Debreceni VSC – Dorog | 20 000   |

### Nézőszámok toplistája alacsonyabb osztályban
- Nézőszám rekordok hazai mérkőzései alkalmán

| Év   | Párosítás           | Osztály           | Nézőszám |
| ---- | ------------------- | ----------------- | -------- |
| 1997 | Dorog – Dunakeszi   | NB III osztályozó | 10 000   |
| 1976 | Dorog – Ózdi Kohász | NB I/B            | 7000     |
| 1976 | Dorog – Budafok     | NB I/B            | 7000     |
| 1982 | Dorog – MTK         | NB II             | 7000     |
| 1991 | Dorog – Vác         | Magyar Kupa       | 7000     |
| 1987 | Dorog – Esztergom   | NB III            | 6500     |
| 1981 | Dorog – Kecskemét   | NB II             | 6000     |
| 1982 | Dorog – Szegedi EOL | NB II             | 6000     |
| 1988 | Dorog – Szekszárd   | NB II             | 6000     |

- Nézőszám rekordok idegenbeli mérkőzései alkalmán

| Év   | Párosítás                    | Osztály | Nézőszám |
| ---- | ---------------------------- | ------- | -------- |
| 1978 | Debreceni VSC – Dorog        | NB II   | 15 000   |
| 1993 | Szombathelyi Haladás – Dorog | NB II   | 8000     |
| 1967 | Debreceni VSC – Dorog        | NB I/B  | 8000     |
| 1975 | Kaposvár – Dorog             | NB I/B  | 7500     |
| 1967 | Kecskemét – Dorog            | NB I/B  | 7000     |
| 1971 | Békéscsaba – Dorog           | NB I/B  | 7000     |
| 1982 | Ózdi Kohász – Dorog          | NB II   | 7000     |
| 1976 | Dunaújváros – Dorog          | NB I/B  | 6000     |
| 1982 | Hódmezővásárhely – Dorog     | NB II   | 6000     |

Külön kategóriaként
A legtöbb nézőt hozó nemzetközi mérkőzése Taskentban volt 1965-ben. A Pakhtakor Taskent elleni találkozóját 65 000-en látták a helyszínen.
Egyedi rekord
- Dorog volt az egyetlen település, amely nem városként, hanem nagyközségként szerepelt hosszú időn keresztül az élvonalban. A hazai nézőszámokat ennek tükrében is érdemes figyelembe venni.

### A klub leghűségesebb tagjai

A 38 éves Faragó Szabolcs 18 évet játszott a Dorogban.

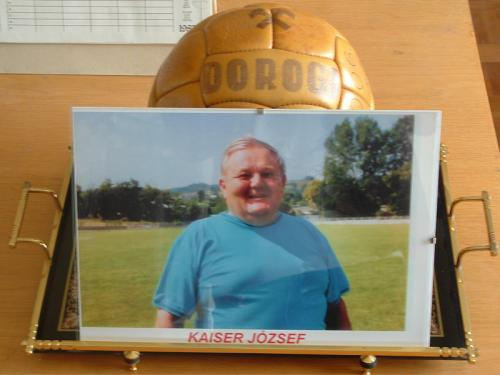
Kaiser József (Gömbi) emlékét őrző kép a Dorogi sportmúzeumban

Az egyesületben tevékenykedő sportolók döntő többsége klubtagságának megszűnését követően is valamilyen formában kapcsolatban maradt a klubbal, azonban számos egykori élsportoló aktív pályafutását követően is a dorogi egyesületet szolgálta hivatalos tagként is különböző pozíciókban. Közülük többen is gyakorlatilag egész életüket a klubnak szentelték és a menet közben bekövetkezett haláluk miatt szűnt meg a klubtagságuk. Az összefoglaló táblázatban olyan egyének kerültek be, akiknek szolgálati idejük a két évtizedet is meghaladja. Néhányan kisebb-nagyobb megszakításokkal nem folyamatosan voltak tagjai az egyesületnek, így csak azok az évek kerültek beszámításra, amelyet valóban a klub kötelékében töltöttek. Az ilyen eseteknél az illető nevénél *-megjelölés lett feltüntetve. Például Csapó Károly, aki 1978-tól volt hivatalos tagja a klubnak, majd 1995-ben két évet Ausztriában szerepelt. Ezt követően visszatért a klubhoz, majd néhány év múlva Pécsre igazolt két évre. Végül 2003-ban végleg visszakerült Dorogra és azóta is folyamatosan a klub tagja.
| Egyesületi tag      | Pozíció                                                                            | Időszak   | Évek | Státusz                                            |
| ------------------- | ---------------------------------------------------------------------------------- | --------- | ---- | -------------------------------------------------- |
| Bakonyi István      | Labdarúgó, Utánpótlásedző, Elnökségi tag                                           | 1941–2014 | 73   | elhunyt                                            |
| Göb Sándor          | Szakosztályvezető, Megbízott elnök, Sporttudósító                                  | 1949–2016 | 67   | elhunyt                                            |
| id.Varga János      | Labdarúgó, Edző, Szaktanácsadó                                                     | 1949–2010 | 61   | elhunyt                                            |
| Dr. Bartalos József | Labdarúgó, Elnökségi tag, Egyesületi jogász                                        | 1962–     | 60   | aktív                                              |
| Ilku István         | Labdarúgó, Utánpótlás- és kapusedző, Pályagondnok                                  | 1947–1995 | 48   | nyugdíjba vonult                                   |
| Kovács Antal        | Atléta, Szakosztályvezető, Klubelnök                                               | 1938–1982 | 44   | nyugdíjba vonult                                   |
| Bárdos Sándor       | Labdarúgó, Edző, Szakosztályvezető                                                 | 1923–1963 | 40   | nyugdíjba vonult                                   |
| Horváth Péter*      | Labdarúgó, Utánpótlásedző, Sporttisztviselő                                        | 1964–     | 41   | aktív                                              |
| Harmat József       | Labdarúgó, Edző, gyúró, masszőr                                                    | 1980–     | 42   | aktív                                              |
| Prohászka János     | Labdarúgó, Edző, Utánpótlás technikai vezető, Utánpótlás-nevelő, Szakosztályvezető | 1947–1983 | 36   | nyugdíjba vonult                                   |
| Csapó Károly*       | Labdarúgó, Edző                                                                    | 1978–     | 38   | aktív                                              |
| Kaiser József       | Utánpótlás technikai vezető, Szakosztályvezető, Megbízott elnök                    | 1970–2004 | 34   | elhunyt                                            |
| Belányi István*     | Labdarúgó, Kapusedző                                                               | 1983–2018 | 33   | visszavonult                                       |
| Varga János*        | Labdarúgó, Edző, Utánpótlásedző                                                    | 1978–2016 | 31   | visszavonult                                       |
| Buzánszky Jenő      | Labdarúgó, Edző, Technikai vezető, Szakosztályvezető                               | 1947–1977 | 30   | Az MLSZ és a megyei Szövetség alkalmazásába került |
| Honti József*       | Labdarúgó, Edző, Szakmai tanácsadó                                                 | 1973–2014 | 25   | visszavonult                                       |
| Faragó Szabolcs*    | Labdarúgó, Utánpótlásedző                                                          | 1996–2014 | 23   | visszavonult                                       |
| Csóri László        | Labdarúgó, Edző, Utánpótlásedző                                                    | 1957–1980 | 22   | visszavonult                                       |
| Borsos Zsolt        | Labdarúgó, Utánpótlásedző                                                          | 1981–2003 | 22   | visszavonult                                       |
| Kiss László*        | Labdarúgó, Utánpótlásedző, Technikai vezető, Ügyvezető igazgató, Klubelnök         | 1976–2012 | 22   | nyugdíjba vonult                                   |
| Csepecz János       | Labdarúgó, Kapusedző, Pályagondnok                                                 | 1984–2005 | 21   | nyugdíjba vonult                                   |

### A legtöbb mérkőzésen szerepelt játékosok listája
A táblázat a Top 10-ben szereplő labdarúgókat tartalmazza. További 10 játékos szerepelt kétszázat is meghaladó bajnokin. A listában nem szerepel Borsos Zsolt és Faragó Szabolcs, akik mindketten 18 éven át voltak a dorogi csapat alapemberei. Mérkőzésszámuk minden bizonnyal meghaladja a háromszázat, azonban pontos forrás nem áll rendelkezésre egyelőre, így nem lett figyelembe véve a jelenlegi lista elkészítésekor.
| Sorrend | Játékos         | Mérkőzésszám |
| ------- | --------------- | ------------ |
| 1       | Ilku István     | 404          |
| 2       | Bartalos József | 350          |
| 3       | Tóth Gyula      | 340          |
| 4       | Buzánszky Jenő  | 330          |
| 5       | Csóri László    | 307          |
| 6       | Varga János     | 279          |
| 7       | Peszeki Jenő    | 258          |
| 8       | Pálmai Sándor   | 252          |
| 9       | Prohászka János | 249          |
| 10      | Horváth Péter   | 246          |

### Egyéni csúcsok
- Ilku István – aki a leghűségesebb tagok egyike, több rekordot is jegyez: 404 bajnoki mérkőzésen szerepelt, ebből 352 NB I-es mérkőzés, továbbá kilenc egymást követő szezonban megszakítás nélkül minden mérkőzésen pályára lépett. Mint Grosics Gyula állandó tartaléka, a legtöbbször ült a válogatott cserepadján, ami világrekordnak számít. Kétszer szerepelt világbajnokságon. Megválasztották az Év kapusának is, valamint a Magyar Népköztársaság Kiváló Sportolója kitüntetésben részesült 1962-ben.[206]
- Grosics Gyula – ötszörös világválogatott és három világbajnokságon is szerepelt. A világ legjobb kapusai listájára is felkerült, valamint a Nemzet Sportolója kitüntetésben részesült.[207]
- Buzánszky Jenő – volt az egyetlen az Aranycsapatban, aki legelsőként vidéki klubból került be. Edzőként vele érte el a dorogi csapat a legnagyobb sikereit, továbbá a Nemzet Sportolója kitüntetésben is részesült.[208]
- Szűcs Lajos, – olimpiai arany- és ezüstérmes, kétszer is elnyerte az Év labdarúgója címet, továbbá világválogatott is volt.
- Sós Károly, – Egyidőben volt a Dorog edzője és a válogatott kapitánya is.
- Aspirány Gusztáv és Kertes László – Azon kivételes labdarúgók, akiknek mesterhármast sikerült lőniük Grosics Gyula kapujába bajnoki mérkőzésen. Aspirány a MATEOSZ elleni idegenbeli mérkőzésen 1949-ben, míg Kertes a Tatabánya ellen hazai pályán triplázott 1961-ben.
- Göb Sándor – A Nemzeti Sport Aranygyűrűvel ismerte el sok évtizedes sporttudósítói munkáját.
- Varga János – A Dorogi FC Aranygyűrűjét kapta klubhűségéért és az egyesületért végzett munkájáért, valamint Pro-Urbe díjban részesült.
- Mayer László – Pro-Urbe díjas

### Világbajnoki csúcsok
- A magyar válogatott az 1954-es 9:0-s győzelmével tartotta a vb-rekordot a legnagyobb arányú győzelem terén, amelynek Grosics és Buzánszky személyében két dorogi is részese volt.
- Az 1962-es chilei világbajnokságon a magyar válogatottban öt dorogi kötődésű játékos is szerepelt. Ilku és Monostori a vb idején is a Dorog játékosai voltak, Grosics és Bödör korábban játszottak a Dorogban, míg Nagy István később került Dorogra.
- A magyar válogatott valamennyi világbajnoki részvétele során volt dorogi, illetve dorogi kötődésű játékos a csapatban.

## Egyéb érdekességek

### Generációk sora: apák, fiaik és unokáik a csapatban
Története során többször előfordult, hogy apák és fiaik, olykor az unokák is játszottak a dorogi csapatban.
Háromgenerációsok:
- Csermák Vencel klubalapító, a legrégibb csapat játékosa volt, majd fia, Csermák János az 1930-as és 1940-es évek kitűnősége, később a klub elnöke, majd az unoka, ifj. Csermák János az 1960-as években.
- Merényi Lipót az 1950-es években, majd fia, ifj. Merényi Lipót az 1970-es években, végül az unoka, Merényi Tamás, aki az 1990-es évek közepén mutatkozott be a felnőtt csapatban, és a 2009-es szezonban még aktívan játszott.
- Laczkó István az 1940-es, 1950-es évek kiválósága, a csapat későbbi edzője, akit fia, ifj. Laczkó István, a gólerős csatár követett, majd az unoka, Laczkó Gábor zárta a sort az 1980-as években.
- Turai Lajos az 1940-es, 1950-es évek erőssége, későbbi klubelnök, majd fia, Turai István, az 1960-as évek NB I-es csapatának tagja, végül az unoka, Turai Zsolt.
- Guzsik György az 1950-es években, majd fia ifj. Guzsik György az 1970-es és az 1980-as években, később pedig az unoka, Guzsik Rihárd napjainkban.

Kétgenerációsok:
- Pfluger Miksa klubalapító, a legelső dorogi csapat tagja, majd fia, Pfluger Dezső 1936 és 1951 között.
- Kertész Lajos, a csapat legelső kapusainak egyike 1919 és 1924 között, majd fia, Kertész László csatár, 1945 és 1955 között.
- Rozgonyi Miklós a legelső NB I-es dorogi csapat játékosa az 1940-es évek közepén, majd fia, ifj. Rozgonyi Miklós az utolsó NB I-es csapat tagjaként.
- Molnár József a klub történetének legeredményesebb játékosa az 1940-1950-es években, majd fia, ifj. Molnár József a hatvanas évek második felében.
- Aspirány Gusztáv a magyar labdarúgás egyik legendája az 1950-es években, majd fia, Aspirány Ferenc az 1973-ban NB I-be jutott csapat tagja.
- Szépvölgyi Mátyás az 1950-es évek tehetsége, majd fia, ifj. Szépvölgyi Mátyás az 1970-es években.
- Horváth István az 1940-es–1950-es évek kiválósága, majd fia, ifj. Horváth István kapus 1975-1979 között.
- Arany Mihály az 1980-as elejének a játékmestere, majd fia, Arany László, az 1990-es évek kiváló csatára.
- Mucha József, a Fradi és a válogatott későbbi játékosa az 1960-as években szerepelt a dorogi csapatban, majd fia, Mucha Bálint, aki tagja volt az 1997-es dorogi bajnokcsapatnak.
- Kiss László, a Dorogi FC későbbi klubelnöke az 1976–77-es NB I-es csapatban szerepelt, majd fia, ifj. Kiss László, aki az ezredforduló éveiben szerepelt a dorogi gárdában.
- Bozai Gyula edző 1998-ban, és az általa vezetett csapatban fia, ifj. Bozai Gyula.
- Gabala Ferenc egykori játékos, majd edző fia, Gabala Krisztián, bár a fiú még ifistaként került NB I-es csapatokhoz, felnőtt labdarúgóként pályafutása jó részét a Budapest Honvédban töltötte.
- Vigh Gábor az 1970-es évek végén volt a csapat játékosa, majd fia, Vigh Ádám a második évezred első évtizedétől.
- Monostori Tivadar, az egykori válogatott és világbajnoki résztvevő az 1950-es – 1960-as években, majd unokája, Bula Benjamin napjainkban.
- Mészáros István az 1980-as évek közepén, majd fia, Mészáros Áron 2012 és 2021 között.
- Borsos Vilmos kapusként és a dorogiak vezető edzőjeként 2002 és 2004 között, majd fia, a szintén kapus ifj. Borsos Vilmos 2019 és 2023 között.
- Belányi István kapus 1983 és 2001 között, majd fia, a szintén kapus Belányi Balázs napjainkban.
- Bartalos József az 1960-as–1970-es évek között, majd unokája, Faragó Bálint a 2022–2023-as évadban.
- Harmat József az 1980-as–1990-es években, majd fia, Harmat Zsombor napjainkban.

A csapat orvosai sorában is generációk váltották egymást. A híres dorogi Pák orvosdinasztia összeforrt a klub történetével, amely több mint 60 éve kezdődött.
- Dr. Pák György kezdte a sort a két világháború közötti időszakban, akit fia, dr. Pák Gábor váltott, végül az unoka, dr. Pák Péter vette át ezt feladatkört, aki jelenleg is a csapat orvosa.[209][211]

### Testvérek a csapatban
Testvérhármasok
- Ilku István, Ilku Péter és Ilku János az 1950-es, 1960-as években.
- Szabó István, Szabó Gyula és Szabó József az 1960-as, 1970-es években.
- Hernádi Gyula és Hernádi János az 1970-es években, Hernádi Péter az 1990-es évek első felében.

Testvérpárok
- Monostori Tivadar és fivére, Monostori György az 1950-es és 1960-as években.
- Révész István és Révész László 1952 és 1955 között
- Peszeki Jenő és Peszeki Géza az 1970-es évek legendás testvérpárja
- Engelbrecht József és Engelbrecht Zoltán az 1980-as években
- Selymes György és Selymes Attila az 1980-as vek közepén.
- Ivanics Tibor az utolsó NB I-es csapat edzője és fivére, Ivanics Tamás, a keret tagja.
- Romfa Károly majd néhány évvel később Romfa Norbert az 1980-as évek végén az 1990-es évek elején.
- Brandhuber Barna és Brandhuber Tamás az 1990-es évek végén.
- Czivisz János és Czivisz Tamás, ráadásul mindketten kapusok, az 1990-es évek során
- Grabant Péter és Grabant Bence a 2016-17-es évadban.
- (*): Később Egelbrecht László személyében volt még egy ilyen nevű játékos, de itt csak névrokonságról van szó.

### Híres sportolók fiai a csapatban
- Az Újpest és a válogatott legendás labdarúgója, Bene Ferenc fia, ifj. Bene Ferenc.
- A Honvéd és a válogatott híres kapusának, a későbbi szövetségi kapitánynak, Bicskei Bertalannak a fia, ifj. Bicskei Bertalan.
- Az Európa-, világ- és olimpiai bajnok erőemelő, Fekete László fia, ifj. Fekete László.
- A Tatabánya egykori kiváló kapusa, Dombai András fia, a szintén kapus ifj. Dombai András.
- A Békéscsaba, majd a Győri ETO és a Videoton egykori kiváló játékosa, Csató Sándor fia, Csató Martin.
- A Haladás, a Honvéd, majd az MTK 64-szeres válogatott csatárának, Illés Bélának fia, Illés Bence.

### Nevesebb névrokonok a csapatban
Többször is abban a tévhitben voltak sokan, hogy az azonos nevű játékosok rokonságban állnak egymással, de a felsorolt esetekben csak véletlen névegybeesésről van szó:
- Az 1949–63 között szerepelt legendás Varga János és az 1970-es és 1980-as, majd az 1990-es évek játékosa, a jelenlegi utánpótlásedző, Varga János, valamint az 1970-es évek végén Varga Sándor.
- Horváth István az 1940-es, 1950-es évek kiválósága és Horváth Péter az 1960-as, 1970-es években, valamint Horváth Ferenc az 1970-es évek első éveiben, a későbbiek folyamán pedig Horváth Gellért.
- Horváth I. István kapus 1970–1974 között és az ugyancsak kapus Horváth II. István 1975–1979 közötti időszakban.
- Az 1970-es és 1980-as években Péntek Sándor és Péntek Béla.
- Szintén az 1970-es években szerepelt Kiss László és Kiss Károly, majd az ezredforduló éveiben Kiss Krisztián.
- Az 1980-as évek csapatában Lukács István és Lukács László.
- Az 1980-as években az NB I-ben is sokáig játszó Domján István és Domján László.
- Az 1990-es években Harmat József és Harmath László.
- Az egykori kitűnő NB I-es játékos, Tóth Gyula, és az 1990-es években Tóth Ferenc és Tóth László.
- Az utolsó NB I-es dorogi csapat tagja, Csapó Zsigmond és az 1990-es évek tehetsége, a jelenlegi másodedző, Csapó Károly, aki nem összekeverendő egy másik Csapó Károllyal, a Tatabánya egykori hírességével.
- Az 1990-es évek végén és a 2000-es évek elején szerepelt csatártehetség, Fekete Zoltán és fentebb már említett ifj. Fekete László.
- Az 1982–2001 között játszó Borsos Zsolt, majd nem sokkal később Borsos Vilmos, az Újpest egykori kapusa, aki a csapat edzője is lett.
- Az 1990-es évek elején Szatmári Csaba, aki később a Debrecen és a válogatott játékosa, valamint olimpikon volt, majd Szatmári Csaba saját nevelésű játékos, aki 2011. nyarán 17 évesen mutatkozott be a felnőtt csapatban az NB I-es Kaposvár elleni edzőmérkőzésen.

### Egyéb rokoni szálak
- Prohászka János a két világháború közötti időszakban, majd Prohászka János az 1950-es–1960-as évek kiválósága, akinek nagybátyja, egyben keresztapja volt az elsőként említett játékos.
- Vigh Gábor az 1970-es évek végén, az 1980-as évek elején, majd 20 évvel később az unokatestvér, Vigh Szabolcs.

Érdekes egybeesés, hogy egyes esetekben neves dorogi játékosok, illetve az elnökség tagjainak lányait szintén dorogi labdarúgók vették el feleségül.
A legismertebb párok:
- Dr. Bartalos József, az egykori kiváló NB I-es játékos, majd a klub elnökségi tagjának mindkét lánya dorogi labdarúgó felesége lett: Ágota nevű lányát Füle Antal, Edina nevű lányát pedig Harmat József, később pedig Faragó Szabolcs,
- Monostori Tivadar Mariann nevű lányát Holdampf Sándor,
- Prohászka János, a Dorogi Aranycsapat játékosának Magdolna nevű lányát Goldschmidt Gyula,
- Györgyei Ferenc olimpikon birkózó, majd a dorogi birkózó csapat edzőjének Ilona nevű lányát Pfluger Dezső,
- Kovács Antal klubelnök Andrea nevű lányát Csizmazia István,
- Vígh János sportköri vezető Ilona nevű lányát Csapó Zsigmond,
- Prohászka János, a neves dorogi atléta Mária nevű lányát Péntek Sándor vette el feleségül.

Két játékos ugyanazon családba nősült:
- Virág Pál a Dorogon köztiszteletben álló személynek, Weisz Jánosnak Terézia nevű, Szabó István pedig Zsuzsa nevű lányával kötött házasságot.

A leghíresebb házasságkötés:
- Szűcs Lajos és Pécsi Ildikó színművésznő frigye volt.[215]

Híres labdarúgók testvérei a csapatban:
- Temesvári Miklós egykori labdarúgó és mesteredző öccse, Temesvári Tibor az 1972–1973-as évad NB I-be jutott csapatában.
- Izsó Ignác, a Vasas SC bajnokcsapatának játékosának öccse, Izsó Sándor az 1970-es évek végén.
- Csikós Lajos a Rába ETO és a Kispest-Honvéd egykori hátvédének bátyja, Csikós Sándor az 1980-as években.
- Sallai Sándor, az 1980-as évek közismert NB I-es (Debreceni VSC, Budapesti Honvéd) és válogatott játékosának öccse, Sallai László játszott Dorogon az 1980-as évek végén és az 1990-es évek elején.
- Hajnal Tamás, a Bundesligában légióskodó válogatott labdarúgó fivére, Hajnal Róbert volt a dorogi csapat tagja az új évezred éveinek második felében, aki 2010-ig játszott Dorogon, majd Ausztriába igazolt.

Külön kategóriaként:
- A dorogi csapatban játszott a 60-as években a neves ferencvárosi válogatott labdarúgó, Lipcsei Péter édesapja, Lipcsei Imre.

### Labdarúgóból rocksztár

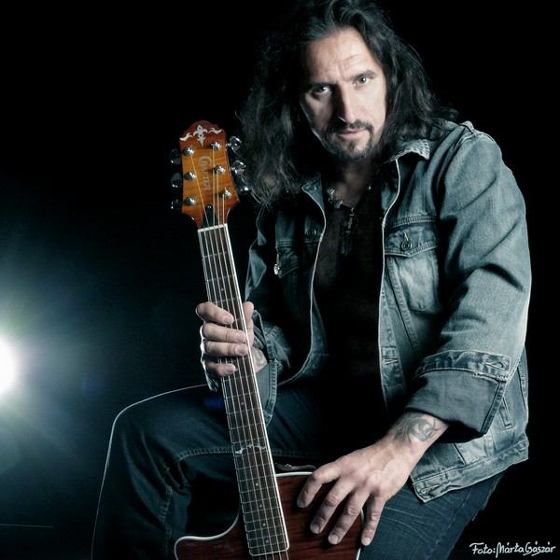
A rockzenész Filip György napjainkban

A dorogi születésű és saját nevelésű Filip György 1977-ben kezdte a klubnál a pályafutását, és 1983-ban mutatkozott be a felnőtt csapatban, az emlékezetes 5–3-as dorogi győzelemmel zárult Székesfehérvári MÁV Előre elleni mérkőzésen. A tehetséges játékos reményteljes pályája azonban egy sérülés miatt 1987-ben befejeződött. Ekkor fordult teljes mértékben a másik nagy kedvence, a rockzene felé. Az idők során komoly ismeretségre és elismertségre tett szert. Nagy népszerűségnek örvendett saját alapítású zenekara, a Harley Davidson Band, amellyel több lemezt is kiadtak, és gyakran szerepeltek a televízióban. Az együttes tagja volt Tóth Renáta is, aki korunk közismert és neves együttesének, a Kormoránnak az énekese Géczi Erikával együtt, aki történetesen olimpikon volt 1988-ban az 1988. évi nyári olimpiai játékokon, Szöulban. Filip György jelenlegi zenekarával, a Filip Gyuri Band nevű formációval (gitár, ének és szájharmonika), valamint az AC/DC tribut formációjával a legismertebb hazai rockzenészek egyike, aki rockfesztiválok, motorostalálkozók és számos neves események főszervezője és szereplője. A futballhoz azonban továbbra is hű maradt, és gyakori résztvevője a dorogi városi kispályás labdarúgó bajnokságnak és kupamérkőzéseknek, olykor pedig a dorogi öregfiúk csapatában is pályára lép.

### Népstadion
Az ország legnagyobb arénájához, a Népstadionhoz – mai nevén, Puskás Ferenc Stadionhoz – érdekes kötődése van Dorognak. Azon túl, hogy a dorogi csapat az 1953-as megnyitástól 1974-ig számtalan tétmérkőzést játszott itt, a Népstadion tervezője és a kivitelezés egyik fő irányítója az a Dávid Károly építész volt, aki a híres dorogi gyermekgyógyász főorvos, valamint a szocialista rendszert követően Dorog város első szabadon választott polgármesterének, dr. Dávid Annának az édesapja. Ezen felül a Népstadion játéktere megegyezett a dorogi stadion gyepszőnyegének méretével.

## Utánpótlás

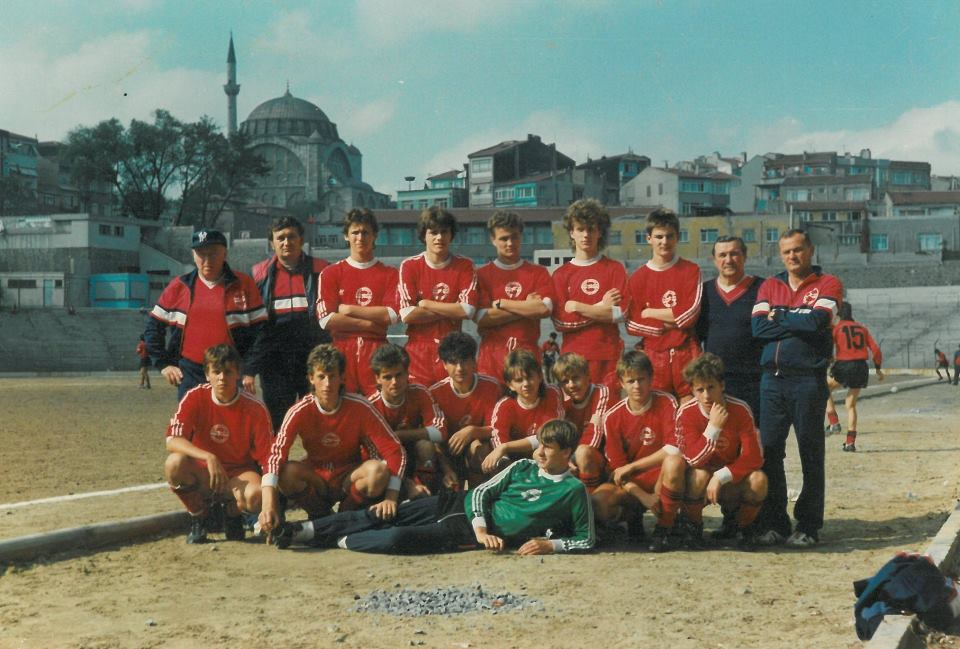
Az ificsapat Törökországban. A felső sorban jobbról Bakonyi István és Takács Tibor edzők

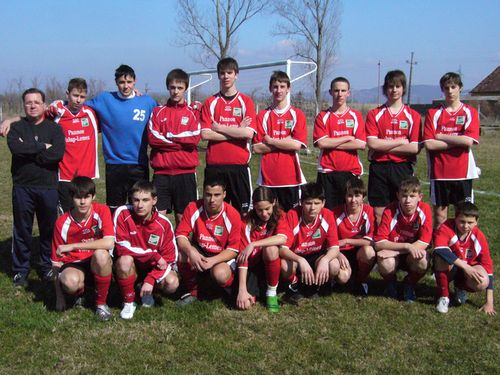
A dorogi serdülő csapat 2009-ben Baranya Istvánnal

Az egyesület egyik legfontosabb pillére az utánpótlás, amely a különböző korosztályos csapatok, az ifjúsági A, ifjúsági B, serdülő I, Serdülő II és a kölyökcsapat (régebben serdülő III), valamint az előkészítő csoportot foglalja magában. A dorogi utánpótlás mindig is jelentős erőt képviselt, és fontos szerepet töltött be a klub története során. A felnőtt csapat feltöltése zömében a helyi utánpótlásból történt. A sikerekhez és a folytonossághoz nagyban hozzájárult a biztos szakmai háttér, lévén a szakvezetők sorában olyan neves és lelkiismeretes személyek sorakoztak, akik egykor a dorogi csapat kiválóságai voltak, mint Klausz József, Bakonyi István, Varga János, Laczkó István, Ilku István, Prohászka János, Monostori Tivadar, Palotás Imre, Horváth Péter, Ecker Róbert, vagy a kiváló pedagógiai érzékű testnevelő, Kruzslik János. Az utánpótláscsapatok szép sikereket értek el mind a honi utánpótlás-bajnokságokban és tornákon, mind a nemzetközi porondon. Számos megmérettetés közül is a franciaországi nagyszabású nemzetközi ifjúsági kupasorozat volt az egyik legemlékezetesebb, ahol Európa-hírű csapatok, mint például a holland Ajax Amszterdam volt a mezőny tagja, vagy a spanyol FC Barcelona által szervezett hasonló kvalitású kupaküzdelem, ahová a dorogiak szintén meghívást kaptak. Az MLSZ szabályainak megfelelően, az utánpótláscsapatok ugyanabban az osztályban szerepelnek, mint a felnőtt csapat. Egyes kivételek esetén azonban a dorogi csapatok számára engedélyezték az NB I-es utánpótlás-bajnokságban való részvételt akkor, amikor a felnőtt csapat a harmadosztályban szerepelt. Az NB I-ben is megállták a helyüket, és gyakran az élmezőnyhöz tartoztak. Számos bajnoki cím és kupasiker mellett emlékezetes maradt az 1997-es év, amikor a felnőtt csapattal együtt két osztályt ugrottak előre. Míg a felnőttek kiestek, az ifjúsági csapat bajnok lett, és a következő évadban megvédte bajnoki címét úgy, hogy hat büntetőpontot levontak tőlük.
Az idők során is megmaradt a tradíció, miszerint több egykori játékos vezeti a különböző korosztályú csapatokat, akik közül az egyik legkiemelkedőbb együttesét Sikesdi Gábor vezette, de rajta kívül is kiváló munkát végzett Morecz László, Borsos Zsolt, Harmath József, Belányi István, Haraszti János, Varga János, Holdampf Sándor, Ambrus Zoltán, vagy éppen Csapó Károly. Az utánpótlás terén 2001 óta még egy neves személy, Baranya István sportigazgató is munkálkodik, aki fontos pozíciót tölt be az MLSZ-ben és az egyik vezéregyénisége az országos utánpótlás-nevelő programnak. A dorogi utánpótlás technikai és adminisztratív vezetője több mint három évtizeden keresztül Kaiser József volt. A dorogi utánpótlás több saját kiírású torna házigazdája, amelyek közül a két hagyományos kupa, a Klausz József Emléktorna és a Buzánszky-Grosics kupa a legnevesebb. Az 1990-es években alakult Dorogi Diófa FC focióvodával lett teljes a helyi utánpótlás, ahol már hároméves kortól foglalkoztatják a gyerekeket kisiskolás korig. Bár szervezetileg különállóak a Dorogi FC-től, azonban szoros az együttműködés. Az egyesület pályáit és öltözőit használhatják, valamint szerepet kapnak a klub rendezvényein is. A klub 85 éves évfordulóján a Diófa csemetéi kísérték a játékosokat a játéktérre az ünnepi bajnoki mérkőzésre. Tagjai között nevelődött több egykori játékos gyermeke, mint Guszik György, Csapó Károly, Faragó Szabolcs, vagy Ambrus Zoltán fia. A Dorogi FC méltán a legkiválóbb nevelő egyesületek egyike, amely sokak mellett olyan kiválóságokat adott a magyar labdarúgásnak, mint Grosics Gyula, Bakonyi István, Ilku István, Ilku Péter, Laczkó István, Mucha József, Szabó József, Sikesdi Gábor vagy Füle Antal. A dorogi utánpótlás-nevelés történetében mérföldkő volt a klub centenáriumi évében átadott Monostori Tivadar Utánpótlás Nevelő Központ, amelynek köszönhetően európai szintű edzőközpontja lett az egyesületnek.

## Női szakosztály

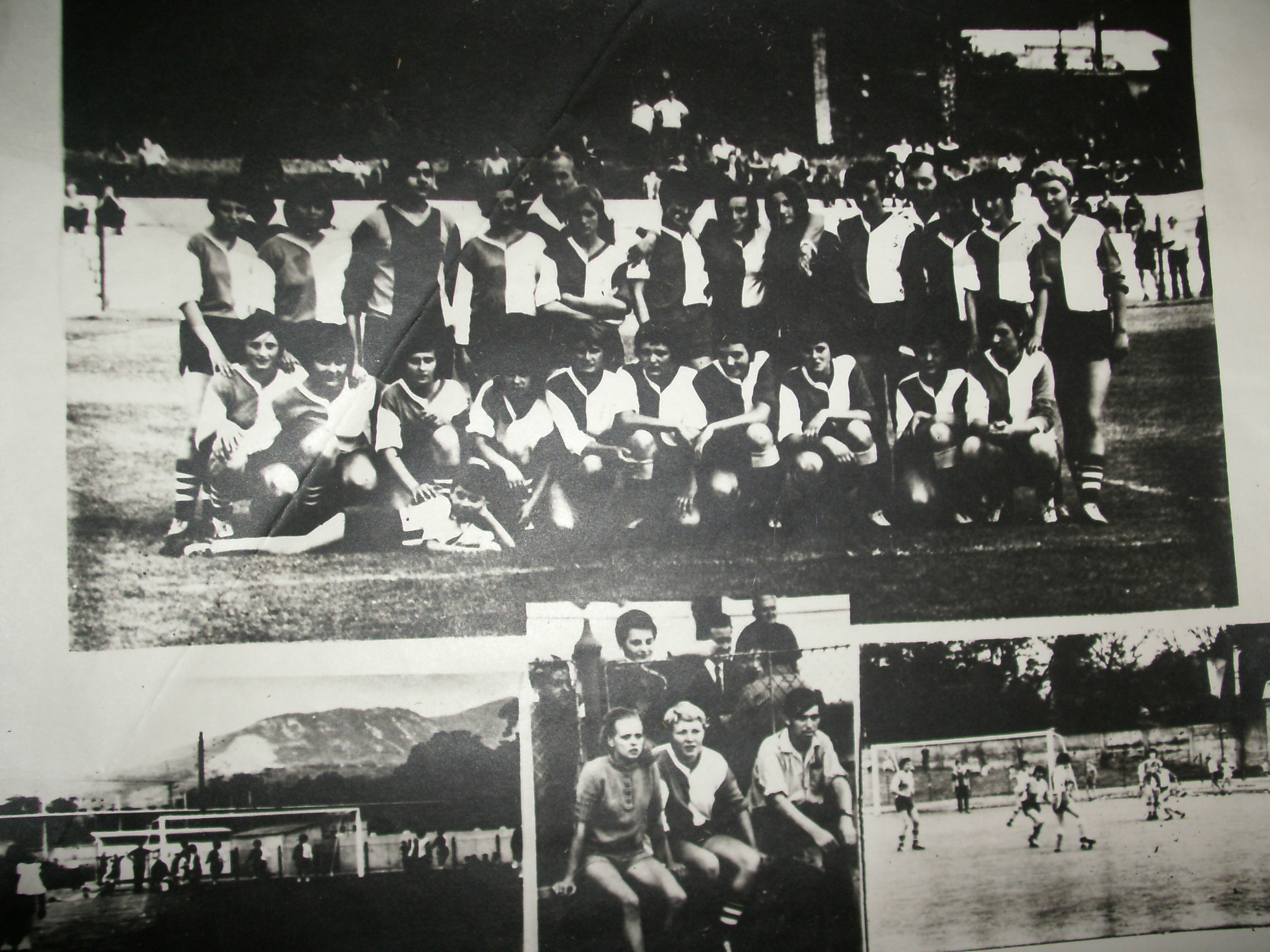
A dorogi női labdarúgó szakosztály tablója az 1970-es évek elejéről

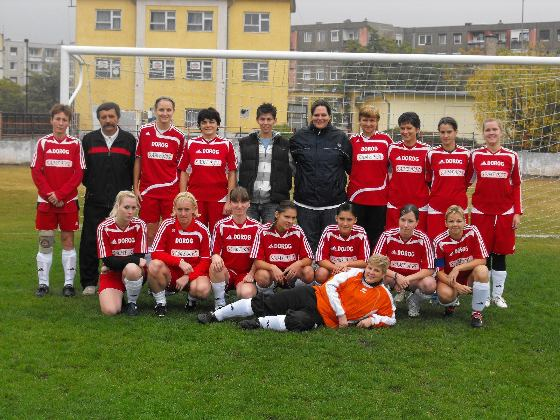
A dorogi női csapat Haraszti János edzővel

Az 1960-as évek végén lelkes lányokból és asszonyokból üde színfoltként alakult meg, ám tekintve, hogy a háztartás és a gyermeknevelés terén is sok feladat hárult rájuk, az 1970-es évek közepén alábbhagyott a kezdeti lendület, és inkább az alkalmi szereplés került előtérbe. 1998-ban új alapokra került Dorogon a női labdarúgás, amely hatására újult erővel szerveződött meg a hölgyek csapata, Dorog SE néven. Ez a Dorogi FC-től függetlenül működött mind anyagilag, mind adminisztratívan, azonban szoros partneri kapcsolatot igyekeztek kialakítani a helyi egyesülettel, amelynek köszönhetően használhatták annak létesítményét. Az átalakulást követően az első hivatalos bemutatkozó mérkőzésükre az ország egyik tradicionális élcsapata, a Femina ellen került sor 1998 júniusában, a Dorog–Sopron NB I/B-és bajnoki meccs előmérkőzéseként. A dorogi lányok nagy közönségsikert aratva, tisztes helytállás mellett 3–1 arányban kaptak ki. Egy éven belül már komoly ismertségre tettek szert. Egymást érték a sikeres tornaszereplések, amelyek közül a Tatabányán és Dusnokon rendezett kupákban komoly sikereket könyvelhettek el. 1999-ben két saját kiírású tornát is rendeztek, ahol szintén jól szerepeltek. Még ugyanebben az évben elindulhattak a kispályás NB I-es bajnokságban. 2006. január 1-jén csatlakoztak a Dorogi SE-hez, és Dorogi Egyetértés SE-SAME lett a hivatalos nevük. A csapatot az egykori dorogi labdarúgók közül segítette Kottesz Béla, Haraszti János és Varga János is, a későbbiekben pedig a játékvezetőként is tevékenykedő Klotz Tamás. A hölgyek legelső kiválósága, az első osztályú minősítésű Pokorni Gáborné (Horváth Valéria), aki egykor a Dorogi AC atlétája volt. A dorogi csapat 2011 óta egyre jobb teljesítménnyel hívta fel magára a figyelmet, míg 2014-ben feljutott az NB I-be.
- Kapcsolódó videó:

Dorog–Nyíregyháza, Női NB II., 2010

## Tradíciók

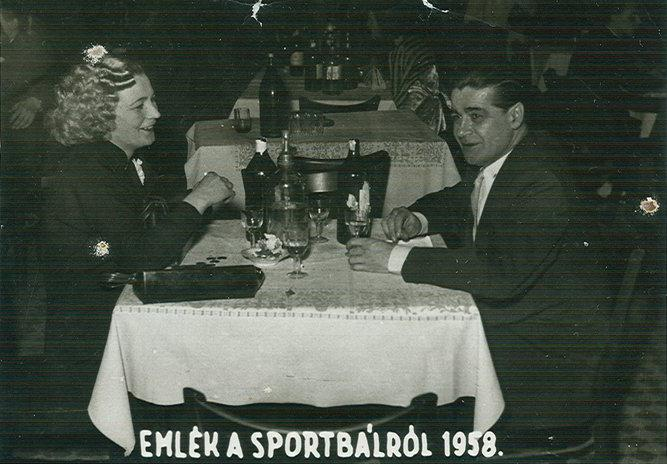
Egykori sportbál Dorogon. A képen Pfluger Dezső és felesége, Györgyei Ilona, a bajnok és olimpikon birkózó Györgyei Ferenc lánya

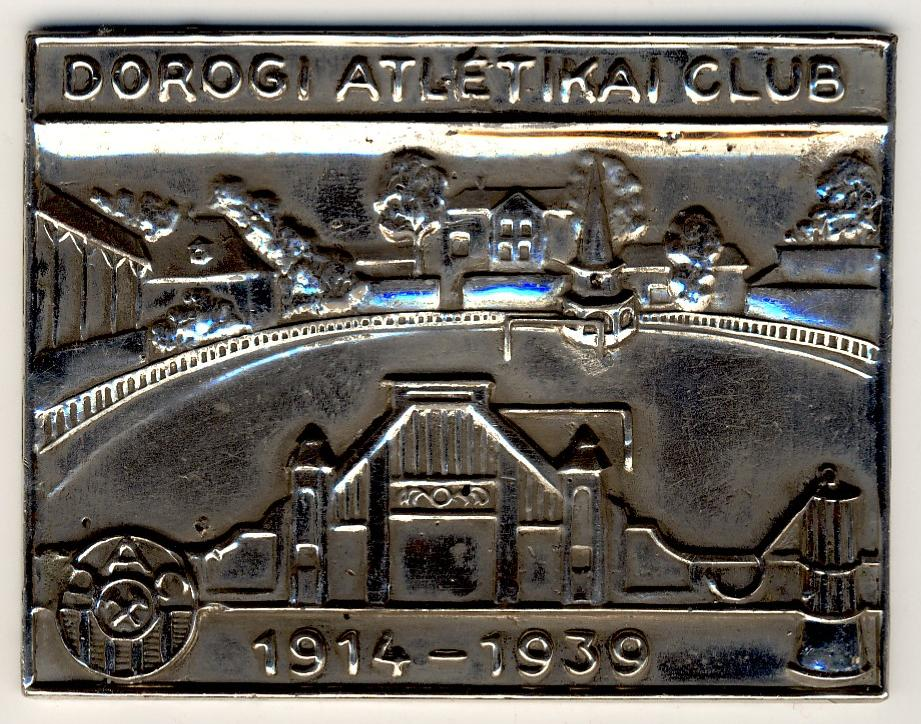
A 25 éves évfordulóra készült fém emlékplakett, 1939-ben

Az egyesület történetében mindig fontos szerepet töltöttek be a különböző hagyományok, amelyek szerves részévé váltak a klub életének.

### Évfordulók
- Az egyesület alapításának emlékére nagyszabású ünnepi megemlékezéseket tartanak kerek évfordulóhoz kötve, amelyhez hozzá tartozik a különböző saját kiírású tornák rendezése, kiadványok, emléktárgyak készítése és a kitüntetések. A klub történetében megemlékeztek a 25, 50, 65, 75, 85 és 90 éves évfordulóról, valamint a centenárium tiszteletére az egész évet a 100. éves fennállás megünneplése emelte a különleges esztendők sorába.[144][222]
- Szintén az évfordulók hivatalos sorába tartozik az egykor kiemelkedő dorogi játékosok és szakvezetők születésnapi köszöntése, amely szintén kerek évfordulóhoz kötött. Az ünnepeltet közvetlenül az aktuális bajnoki mérkőzés előtt köszönti a klubvezetés és a csapat. A hangosbemondó méltatja az ünnepelt életét és sportpályafutását, végül – az ajándékok átadását követően – az ünnepelt végzi el a kezdőrúgást.
- Egykori dorogi játékosok, szakvezetők, vagy azok közvetlen hozzátartozóinak elhalálozása esetén az aktuális bajnoki mérkőzés kezdete előtt történik a megemlékezés. A gyászlobogó kitűzése mellett félárbócra eresztik a nemzeti és a klubzászlót. A hangosbemondó méltatja az elhunyt életpályáját, majd a játékvezető jelt ad a mérkőzés kezdésére. A kezdőrúgást követően újra a sípjába fújva megállítja a mérkőzést. A játéktéren a két csapat tagjai és a játékvezetők az éppen elfoglalt helyükön megállva, a szurkolók pedig a lelátón felállva egyperces néma csenddel adóznak az elhunyt emlékére. Ezt a tradíciót követték az előforduló bányaszerencsétlenségek alkalmán elhunytakra való megemlékezés akár a dorogi, akár más bányákban történt tragédiák során, ezenkívül pedig nemzetközi, vagy hazai élsportoló, illetve az aktuális ellenfél soraiban történt halálozás, valamint világméretű katasztrófák esetén is.[223]

### Bányásznap

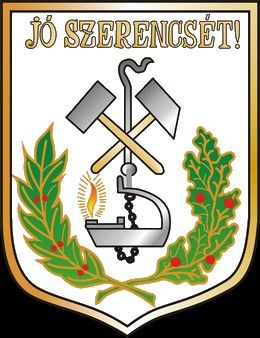
A bányásznapi címer

A szénbányászat legjelesebb ünnepe a Bányásznap, amely meghatározó a dorogi klub életében még napjainkban is. Eredetileg minden év december 4-én, Borbála napján ünnepelték, lévén a bányászok védőszentje Szent Borbála, azonban a bányásztelepülések közül Dorogon a decemberi megemlékezés mellett augusztus 20-án is tartották. A szocialista rendszerben államilag neveztek ki új dátumot a Bányásznapra, amelyet 1951 óta minden szeptember első vasárnapján tartanak, s ennek egyik fénypontja a bajnoki labdarúgó mérkőzés volt, ahol a csapattól feltétlenül győzelmet vártak. A stadion zászlódíszbe öltözött, számos plusz programmal kedveskedtek a közönségnek, és ekkor még a megszokottnál is többen látogattak el a mérkőzésre. Ilyenkor került sor a sportolók kitüntetésére is. Sokszor azonban éppen a nagy bizonyítási vágy ütött vissza, és nem egyszer nem csak a győzelem maradt el, hanem ki is kaptak. Ami viszont még ennél is rosszabb volt, ha egyszerűen a sorsolás úgy hozta, hogy a Bányásznapon nem játszott otthon a Dorog. A klub vezetői minden évben, a sorsolás előtt kérelmezték az MLSZ-től, hogy a sorsolás elkészítésekor vegyék figyelembe a kérésüket, hogy az adott dátumra essen hazai mérkőzés, azonban olykor előfordult, hogy elutasították, illetve nem vették figyelembe a szövetségben a dorogiak kérelmét. Az idők során viszont az esetek túlnyomó részében sikerült az engedélyeztetés, vagy éppen a véletlen sorsolás amúgy is hazai meccset hozott. Utoljára 1987-ben fordult elő, hogy hazai mérkőzés nélkül telt az ünnep. Bár a bánya fúziója az egyesülettel 1994 óta megszűnt, majd 2004-ben megszűnt maga a bánya is, a régi tradíció megmaradt a mai napig is, mint ahogyan a város is tovább ünnepli, csak kissé más tartalommal, de nem feledve, hogy a város és a vonzáskörnyéke életében milyen fontos szerepet töltött be több mint két évszázad az 1781-es első helyi bánya megnyitása óta. Mindezek mellett Dorog még jelenleg is bányászváros, ugyanis a szánbányán kívül kőbánya is működik, amely szintén évszázados múlttal büszkélkedhet, és aktív helyzete még hosszú évekig biztosítottnak látszik.

### Ankétok

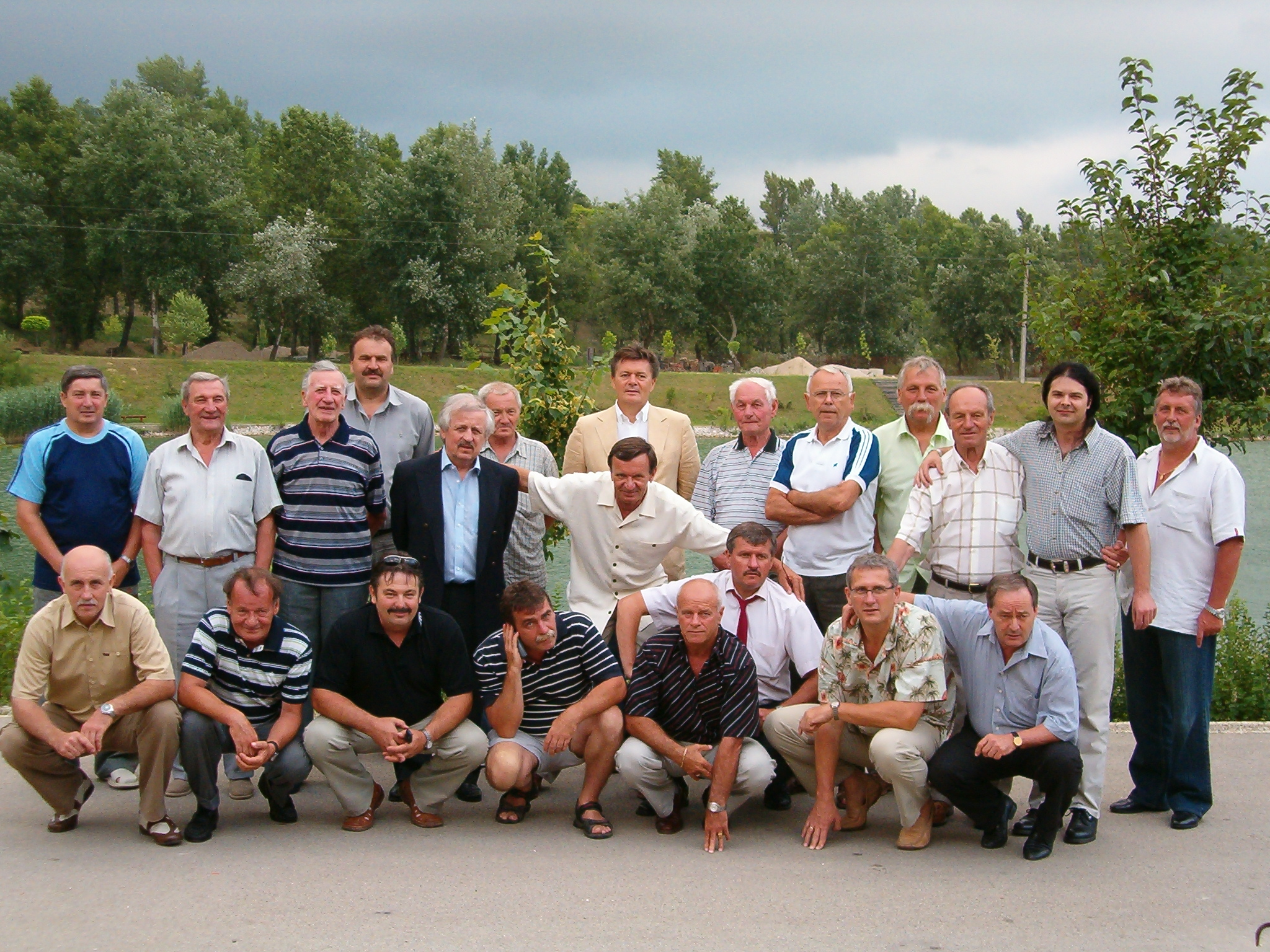
Az utolsó NB I-be jutás 30. évfordulóján tartott összejövetel. Felső sor balról: Kis Rudolf, Bakonyi István, Göb Sándor, Für István, Ivanics Tibor, Ecker Róbert, Peszeki Jenő, dr. Tittmann János polgármester, Kovács Antal, Fellegi István, Schnitzer Imre, Monostori Tivadar, Szabó Gyula helyi sporttörténet-író, Gabala Ferenc. Guggolnak: Engelbrecht József, Peszeki Géza, Fürstenceller János, Hernádi Gyula, Kiss Károly, Szabó József, Holdampf Sándor, dr. Bartalos József

Az egyesület jeles és meglehetősen népszerű rendezvényei a nagy hagyományokkal rendelkező különböző ankétok, összejövetelek.
- Szurkoló ankét: Minden bajnoki szezon kezdete előtt a klub vezetése és a csapat vendégül látja a szurkolókat, ahol az érdeklődőket tájékoztatják a csapat felkészüléséről, a célkitűzésekről, a keretben történt változásokról. Ekkor mutatják be hivatalosan az újonnan érkezett játékosokat és szakvezetőket. Olykor a bajnokság közben is sor kerül hasonló összejövetelre, valamint a bajnoki szezon zárásakor, amikor az eredményeket méltatják.
- Évadzáró bankett: Népszerűségét és jelentőségét mutatja, hogy a felnőtt csapat mellett a különböző utánpótláscsapatok külön-külön is megszervezik a saját bankettjeiket, amelyek karácsony táján, illetve a nyár elején esedékesek, és ahová a támogatók és a szurkolók is meghívást kapnak.
- Dorogi Labdarúgó Ikonok Találkozója: 2021 óta a május–szeptember közötti időszakban – háromszor is megrendezésre kerül minden évben, ahol a Dorog egykori veterán labdarúgói jönnek össze egy zenés-táncos nosztalgia estre. A helyszín a dorogi Palatinusz tó melletti szabadtéri Kacsa kocsma, amelyet az ilyen alkalmak során zászlókkal, klubcímerrel is díszítenek.
- Alkalmi összejövetelek: Ide tartoznak a különböző évfordulókhoz vagy eseményekhez kötött rendezvények, mint például a dorogi sporttal kapcsolatos kiadványok ünnepélyes bemutatója. Néhány jelentőset kiemelve:
  - A legemlékezetesebb rendezvények között szerepelt az évszázad mérkőzésének tartott Anglia–Magyarország mérkőzés 40. évfordulóján a filmvetítéssel és az Aranycsapat tagjainak részvételével 1993-ban megtartott összejövetel.[227]
  - 2002-ben Szabó József által tartott élménybeszámoló a Videoton 1984-85-ös UEFA-kupa szerepléséről, ahol a kupasorozat valamennyi gólját levetítették.[228]
  - A dorogi csapat utolsó NB I-be való jutásának 30. évfordulója tiszteletére rendezett ünnepség 2006-ban, ahol gyakorlatilag a teljes egykori csapat tagjai és vezetői is részt vettek. Visszaemlékezés történt az 1975–76-os bajnoki évadról szóló összefoglalóról. Az egykori labdarúgók jeles felajánlásokat tettek: Monostori Tivadar az 1962-es chilei világbajnokságon viselt futballcipőjét, Engelbrecht József a legelső futballcipőjét, Kiss Károly a Szekszárd elleni záró mérkőzésen viselt mezét, Ivanics Tibor pedig két korabeli, a Népsportból származó, a dorogi csapatról szóló cikket adományozott a Dorogi Sportmúzeum részére.[229]
  - A 2012–2013-as évadban nyert bajnoki cím örömére az azt megelőző bajnoki címet szerzett csapat részére nosztalgia találkozót szerveztek, amelyen az 1996–1997-es évad bajnokcsapat tagjai vettek részt.
  - Az 1963-ban Skóciában megrendezett Bányász Gála 60. évfordulóját a skót fél kezdeményezésére a dorogiakkal közösen ünnepelték egy internetes konferencia-kapcsolás segítségével. A megemlékezésre Dunfermline–Dorog helyszínnel 2023. június 14-én került sor.[230]

### Egyéb hagyományok
- Az Év játékosa cím: Több évtizedes, régi hagyomány, hogy a szurkolók szavazta alapján a legjobb játékos kapja e címet, amelyet egy évben kétszer is – a tavaszi és az őszi szezon végén – odaítélik az arra a legérdemesebb labdarúgónak. A szurkolók közül bárki szavazhat és egyszerű többséggel, a legtöbb szavazatot kapó játékos nyeri. Maguk a labdarúgók között is megbecsült cím ez, amelyre büszkék. Átadására az adott szezon legutolsó hazai mérkőzése előtt kerül sor, miután a csapatok a játékvezetőkkel felsorakoznak a játéktéren. A szurkolók képviseletében és nevében a vezér-szurkolók – legtöbbször Balázs Mihály adja át a serleget és a hozzá tartozó emléklapot, valamit egy apró ajándékot a hangosbemondó által méltatott sorok közepette.
- A szurkolók és a csapat elköszönése: A korábbiakban is bevett szokás volt, hogy a drukkerekhez kivonult a csapat pacsizni és egy baráti ölelésre a mérkőzések végén, azonban 2012 óta egy meglehetősen rendhagyó forma honosodott meg, amely teljesen természetessé vált minden egyes mérkőzés után. A találkozó után a csapat tagjai, szakvezetői egyvonalban felsorakoznak a pálya szélén a szurkolókkal szemben. Összeölelkezve rázendítenek az Ha egyszer meghalok kezdetű négysoros dorogi szurkoló-rigmusra, amelyet a drukkerek csöndben végighallgatnak, majd miután a felhangzott strófát befejezték, valamennyien együtt közösen éneklik ütemes taps kíséretében, a játékosok és szakvezetők pedig ütemesen szökdelnek közben. Ez az egyfajta szeánsz hűen kifejezi a klub és híveinek családias és mély összetartozás-érzetét.

### Öregfiúk

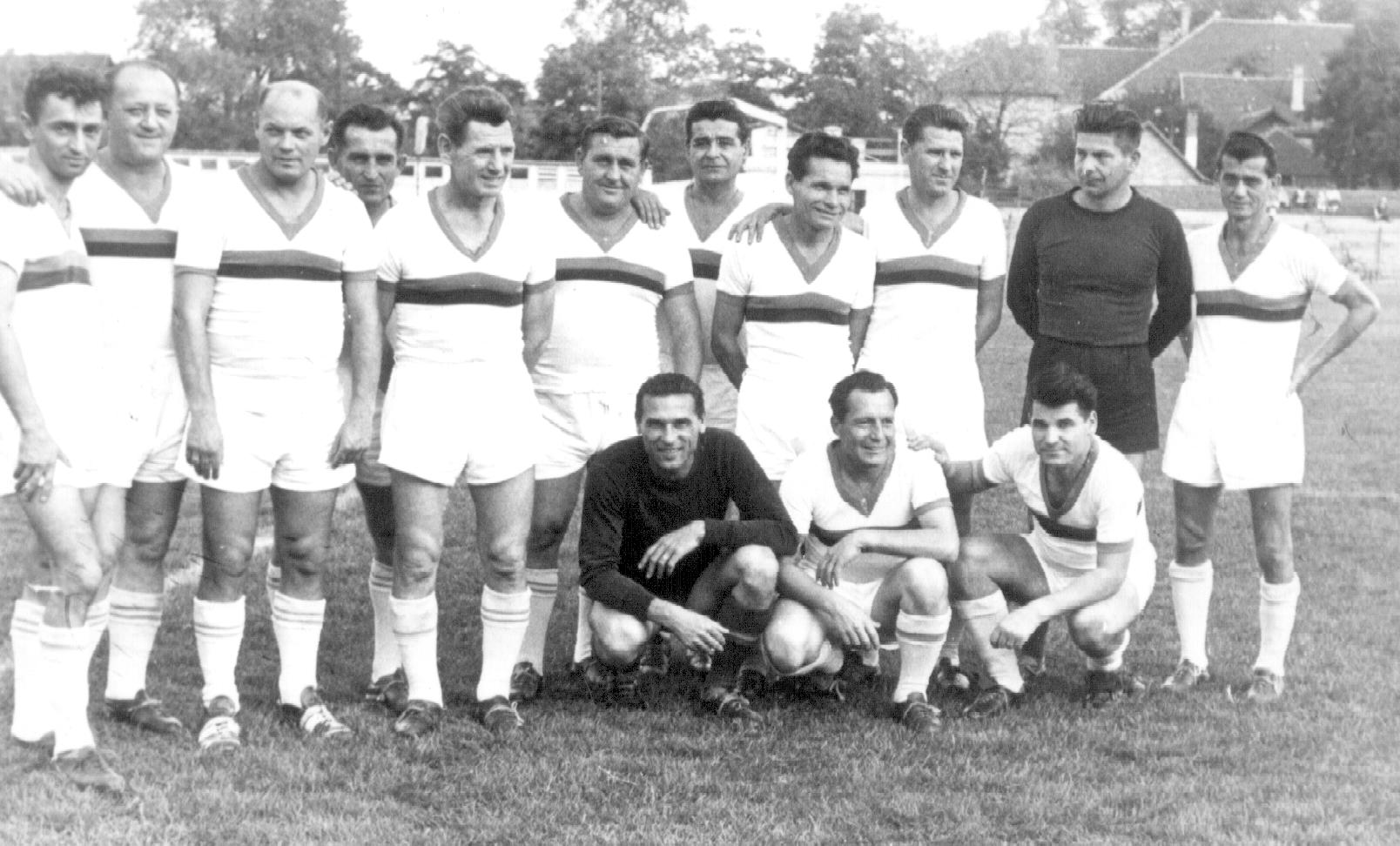
Dorogi Öregfiúk csapata 1966-ban. Balról: Szajlai, Csermák, Buzánszky, Pozsonyi, Klausz, Lampert, Pfluger, Kinczel, Laczkó, Pintér, Horváth. Guggolnak: Grosics, Molnár, Varga

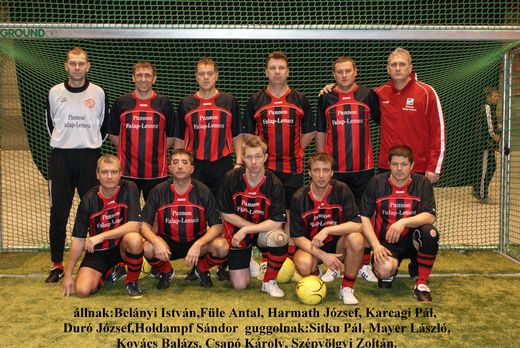
A dorogi öregfiúk csapata egy rangos nemzetközi tornán Németországban, 2011-ben

Az egyesület nem rendelkezik a klasszikus értelemben vett szervezett öregfiúk csapattal, így nem is szerepel dorogi csapat az öregfiúk bajnokságban. Ugyanakkor különböző alkalmak esetén mindig ütőképes és nagy neveket felvonultató csapattal állnak ki. Egészen az 1980-as évekig szinte valamennyi Bányásznapon a felnőtt csapat bajnoki mérkőzése előtt pályára léptek. Sokáig állandó tagjai között szerepelt Ilku István, Csóri László, Takács Tibor, Bartalos József, Virág Pál, Horváth Péter, vagy éppen Monostori Tivadar, akik mindig kiváló játékkal örvendeztették meg a publikumot. Ellenfélként más hazai és külföldi öregfiúk csapatai, olykor a Magyar Színészválogatott és a Parlament válogatott szerepelt, ahol kivétel nélkül a dorogiak kerültek ki győztesen. A legutóbbi emlékezetes öregfiúk mérkőzés a millecentenáriumi ünnepségsorozat részeként megrendezésre kerülő Ferencváros elleni derbi volt 2001. augusztus 20-án, ahol ugyan a Fradi nyert 4–2-re, de a dorogiak hatalmas közönségsikert arattak, valamint Szabó József csukafejesből szerzett gólja a jobb felső sarokba felejthetetlen maradt a több mint 3000 ezer nézőnek. 2011 januárjában a németországi Nürburgban megrendezett nemzetközi kupára, a Fritz Walter-emléktornára kaptak meghívást, ahol többek között a Bayern München, a Kaiserslautern, a Frankfurt, a Mainz, a Karlsruhe, a Dortmund, a Hunsrück, a Metz, a luxemburgi válogatott, a Mozel területi válogatott és a Rajna-Pfalz válogatott alkotta a mezőnyt. A dorogiak nemcsak szép eredményt és nagy közönségsikert arattak, de meghívást kaptak a következő évi tornára is.

### Bálok
Nagy népszerűségnek örvendtek a hagyományos sportbálok, amelyeket az 1950-es és 1960-as években tartottak az egyesület valamennyi szakosztályának részvételével, ahol a sportolók, szakvezetők és a szurkolók vidám estéket töltöttek el, amelynek része a táncmulatság volt. Az idő múlásával ez a szokás halványulni kezdett, majd teljesen megszűnt. Az 1990-es években újra felmerült az igény e tradícióra, ám végül beleolvadt az 1995 óta minden év februárjában megrendezésre kerülő Bál a városért elnevezésű estbe, amelynek fő szervezője Dorog város önkormányzata. A bálon a legtöbb helyi illetékességű cég és egyesület is képviselteti magát, köztük a Dorogi FC is. A rendezvény bevételét minden évben egy előre kijelölt célra ajánlják fel, amely többször sportcélú támogatás volt. A bál a nagy népszerűsége mellett komoly hasznot hozott a város életében, tekintve, hogy az eddigi célok sikeresen meg is valósultak.

## Szurkolók

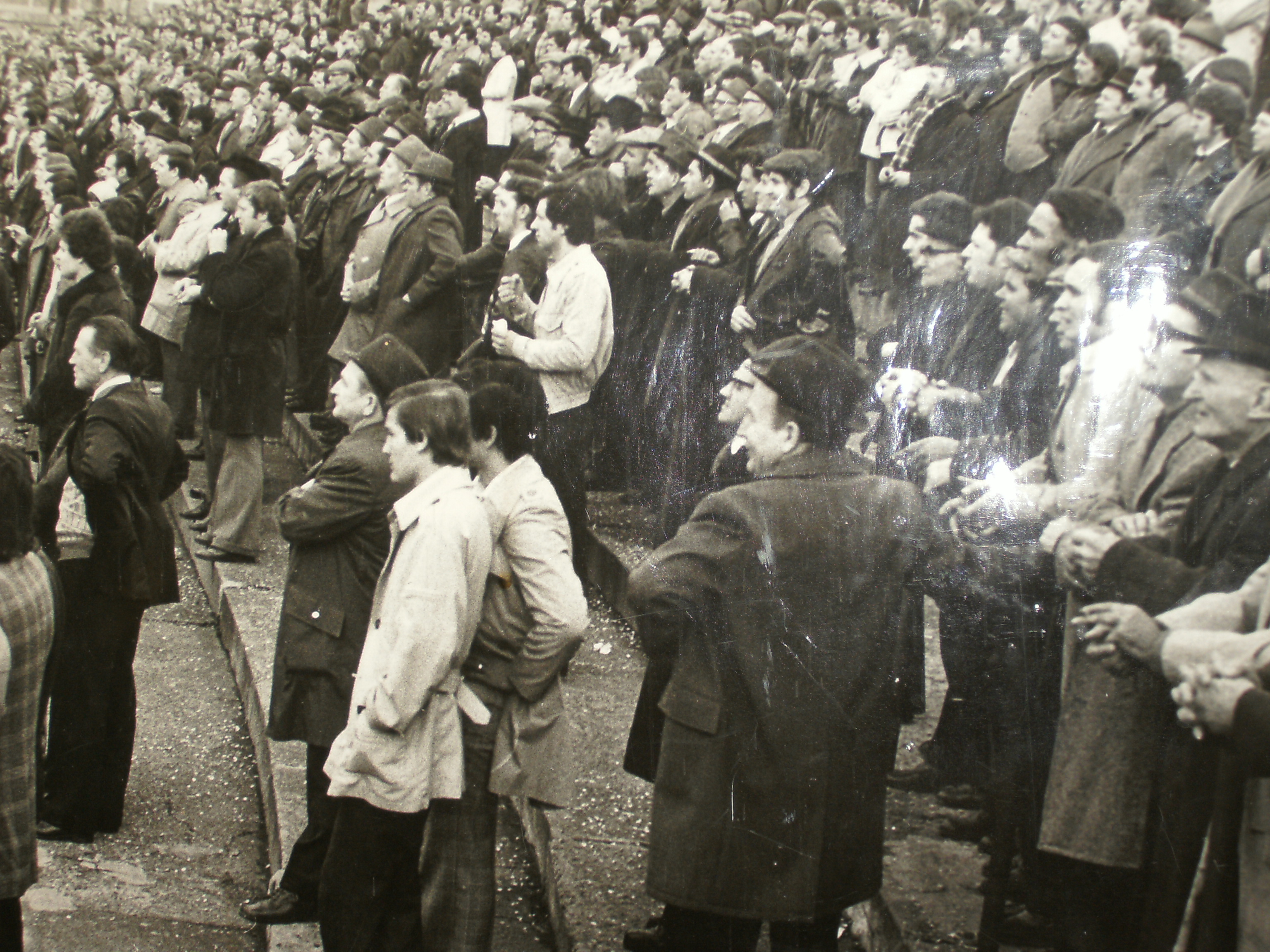
Dorogi drukkerek a hősidőkből

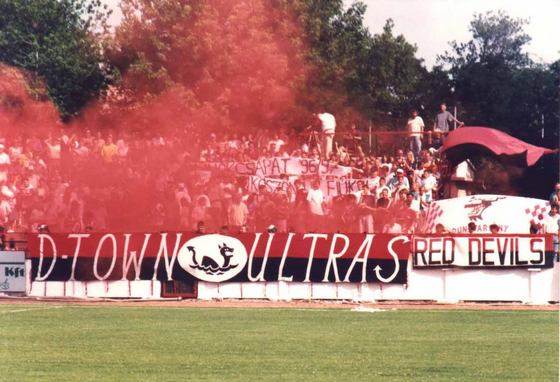
Dorogi ultrák a Dorog-Dunakeszi osztályozó mérkőzésen, 1997-ben

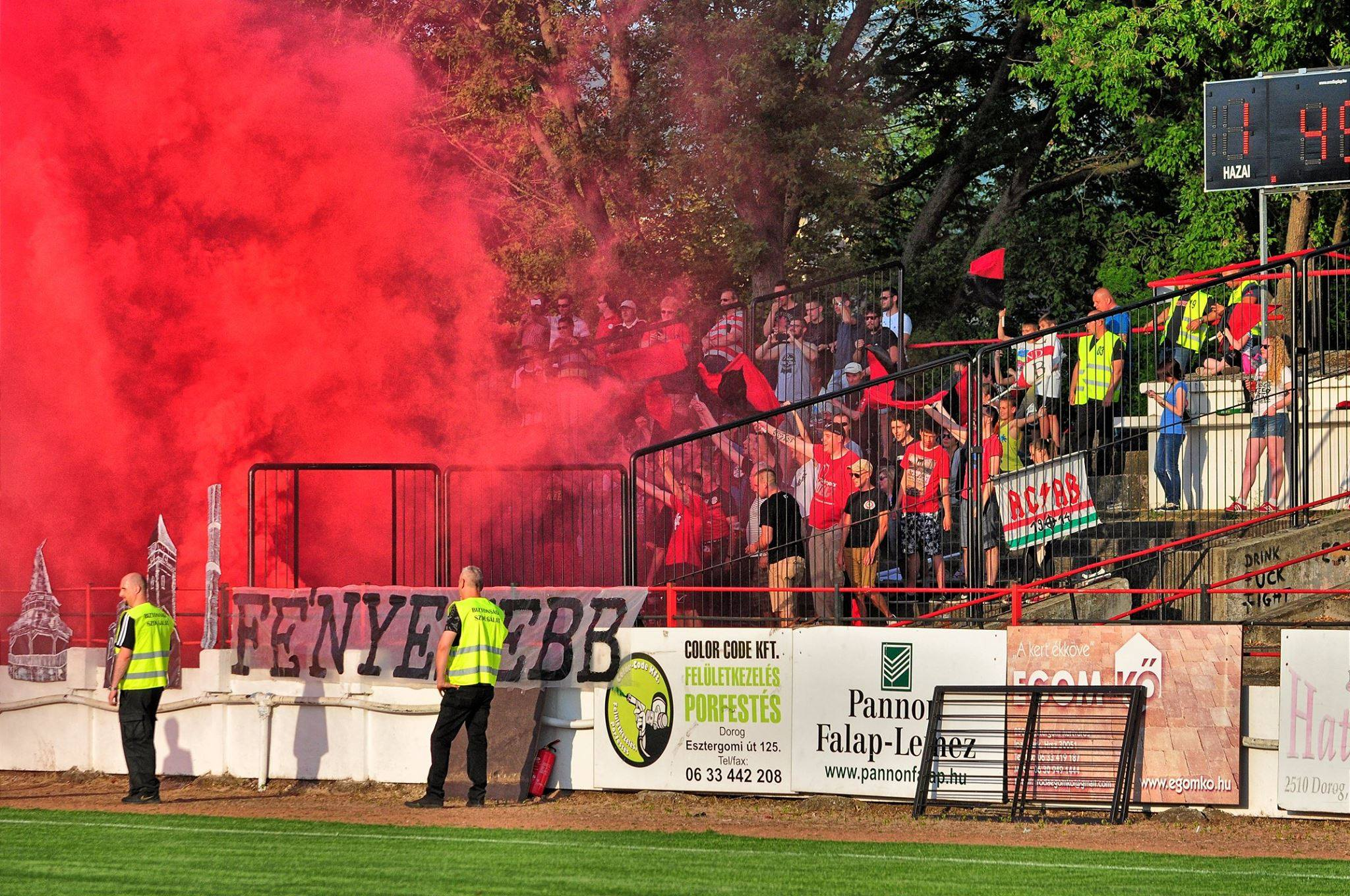
Valódi meccshangulat NB III-as meccsen

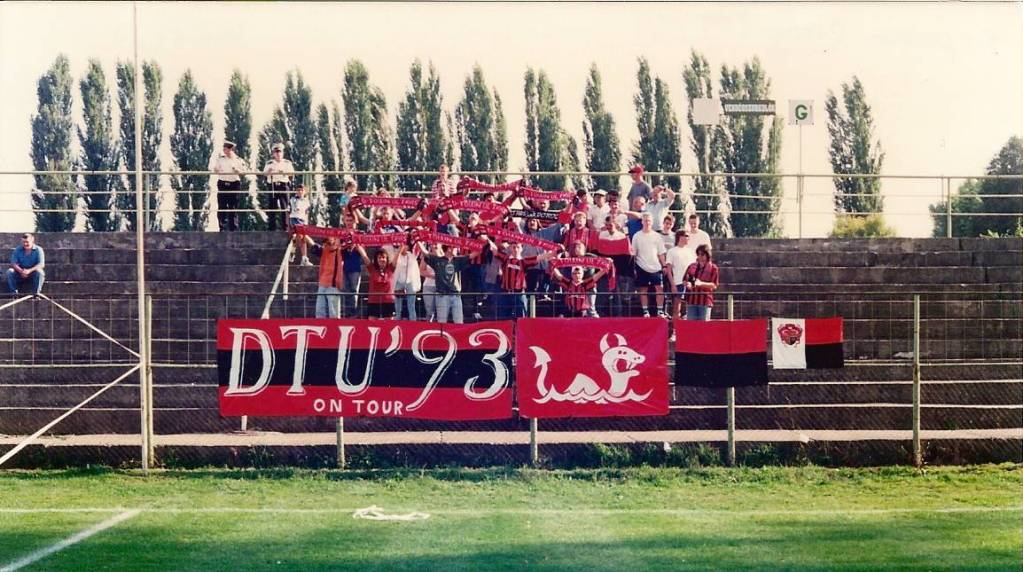
Dorogi szurkolók Kaposváron, a Rákóczi Stadionban

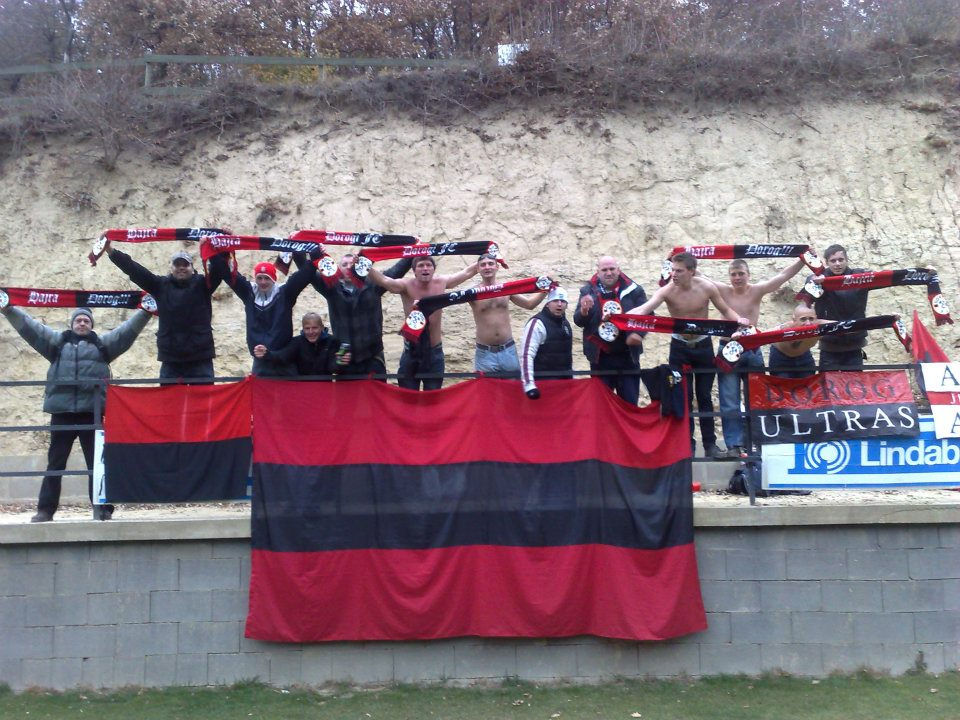
Dorogi ultrák bajnoki meccsen Törökbálinton 2011 novemberében

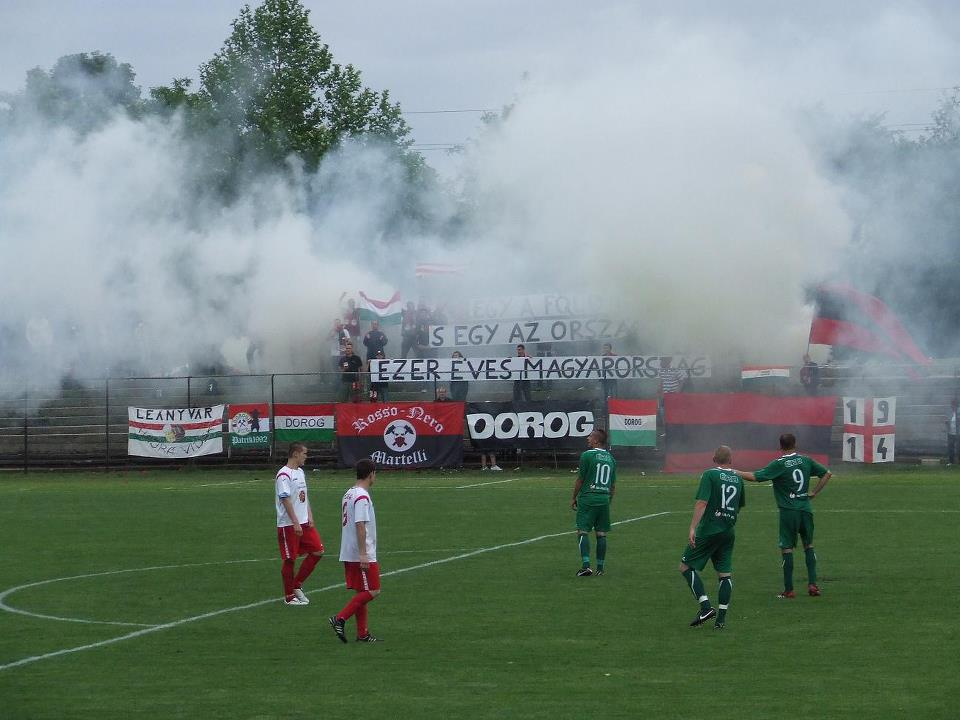
Pirotechnika dorogi módra

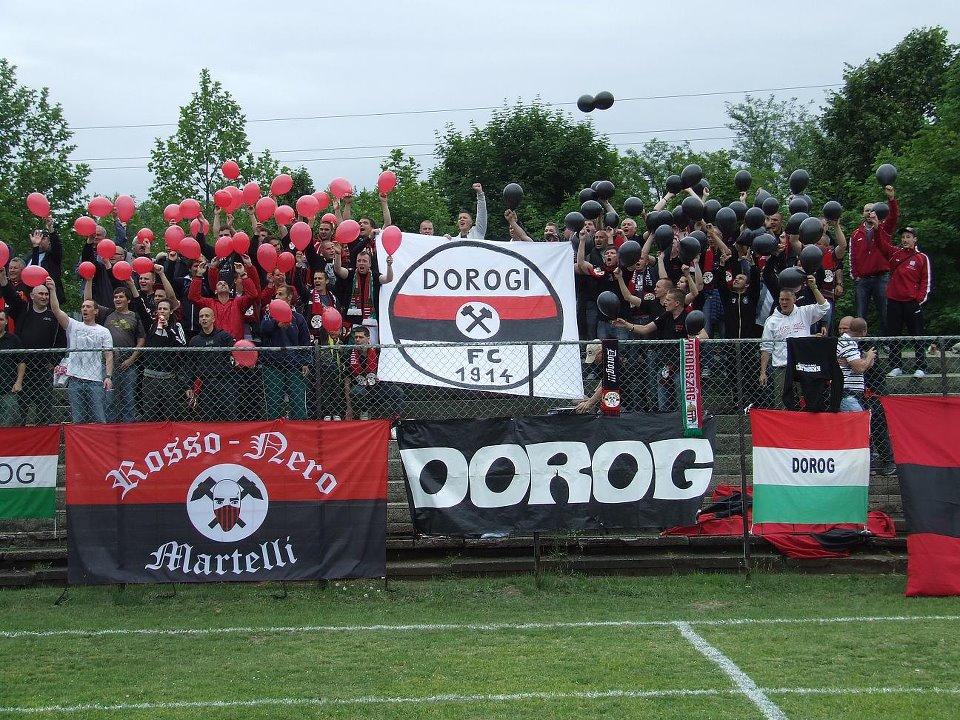
Dorogi ultrák Érden, 2012. június

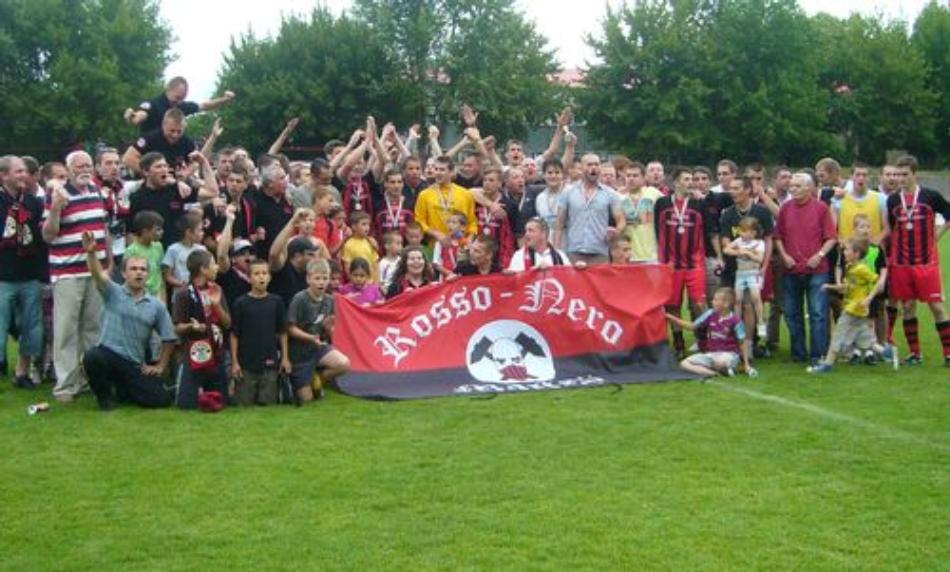
Az ezüstérem ünneplése 2012 júniusában

Dorogot hagyományosan nagy, lelkes és hűséges szurkolótábor jellemezte alapítása óta. A drukkerek nem csak a csapat biztatásával tűntek ki, hanem szervesen kivették részüket a klub életéből társadalmi munkájukkal is. Részt vettek a stadion építésében, és sok esetben önzetlenül segítették az egyesületet anyagi támogatással. A kezdeti időkben lelkes asszonyok készítették a csapat szerelését és gondoskodtak azok tisztán tartásáról. A második világháborút követő ínséges időkben gyakran plusz élelemmel látták el a sportolókat az otthonról hozott saját ennivalójukkal. A szurkolók már a legkorábbi időszakban is nagy számban jártak ki a mérkőzésekre, és az 1920-as években kialakult az úgynevezett „B-közepes” drukkolás. Hatalmas hangerővel, kereplőkkel, transzparensekkel és az általuk fabrikált – olykor igen szellemes szövegű – rigmusokkal biztatták a csapatukat. Az 1920-as és 1930-as években az átlagos nézőszám 2–3 ezer volt, amikor a település lakossága alig érte el a 6 ezer főt. A kor minden nehézsége ellenére idegenbe is szép számban kísérték el kedvenceiket. 1932-ben például 500 szurkoló tartott a csapattal a 100 kilométerre lévő Győrbe egy bajnoki meccsre. Az NB I-es szereplés időszakában még nagyobb tömegeket vonzott a dorogi foci, és a vonzáskörnyék településein élőkön kívül az ország távolabbi pontjairól, valamint a Felvidékről is érkeztek buzdítani a csapatot. A dorogi labdarúgás hanyatlása sem szegte kedvét a szurkolóknak, akik az alacsonyabb osztályokban is kitartottak kedvenceik mellett. Az NB III-as mérkőzéseken nem volt ritka a 2–3 ezer néző, idegenben pedig sokszor több dorogi drukker volt a mérkőzéseken, mint a hazai hívek. A sajtó is többször foglalkozott a dorogi szurkolói jelenséggel. 1985-ben például egymás után két kiemelt cikket is írt róluk a Népsport, ahol nem csak a lelkes és nagyszámú szurkolótábort méltatták, hanem sportszerű hozzáállásukat példaértékűnek mutatták be. Az egyik cikk az Anti-Heysel címet kapta, utalva az 1985-ös BEK-döntő tragédiájára.
A szurkolói élet több hagyományt és számos emlékezetes történetet teremtett Dorogon. Az 1978-as argentínai világbajnokság után vált népszerű kellékké a papírszerpentin és konfetti, amellyel sok alkalommal az ellenfél rendező- és biztonsági gárdáját kergették az őrületbe. 1993-ban alakult az ultra-csoport D-Town Ultras (DTU) néven, akik saját klubtagsági igazolvánnyal, szurkolói lappal és több ereklyével rendelkeztek.
Három különböző szurkolói sálat és számtalan – köztük gigantikus méretű – drapériát készítettek. Repertoárjukban később a pirotechnikai eszközök is megjelentek. 1997-ben a tíz legjobb magyar szurkolócsoport közé sorolták őket. Több korábbi kezdeményezést követve, 1998-ban hivatalosan is megalakult a Dorog-szurkolók Baráti Köre, amely számos újítást vezetett be. Kezdeményezésükre és szervezésükben zajlottak éveken át a meccsek félidejében rendezett 11-es rúgó versenyek, ahol szurkolók mérhették össze tudásukat, és amelyben a dorogi és az ellenfél tartalék kapusai is rendre részt vettek, és valamennyien jelképes ajándékot kaptak. Ezen felül meccsbeharangozó kiadványokat készítettek, és jelentős mértékben hozzájárultak a sportmúzeum elkészüléséhez. A klub és a szurkolók között jó kapcsolat volt a jellemző az idők során, melynek egyik legnagyobb elismerése az egyesület részéről, hogy a szurkolók egy szavazati joggal rendelkeztek az elnökségben. Leszámítva néhány nézeteltérést, igazán komoly ellenségük nincs, inkább barátokat szereztek az idők folyamán. Szinte testvéri kapcsolatban álltak a dunavarsányi ultrákkal, jelenleg pedig a csepeli ultracsoporttal, továbbá jó viszonyban voltak a nyíregyházi, a várpalotai, a kaposvári, a kecskeméti, a szegedi és a salgótarjáni szurkolókkal, valamint korrekt volt a viszonyuk a fővárosi nagy klubok szurkolóival is, a zalaegerszegi szurkolók pedig saját bevallásuk szerint, éppen a dorogi tábor hatására alakították meg az Armadát. Ezen felül kölcsönös szimpátia alakult ki a pécsi drukkerekkel is.
Sokkal inkább egyes játékvezetőkkel gyűlt meg a bajuk. Nem egy esetben bíróverés is történt, egy alkalommal, Sopronban pedig tömegverekedésbe kerültek a helyi biztonságiakkal és a rendőrökkel. Tekintve, hogy több rendőrt is megvertek, az erősítésre kivezényelt rendőrök nem engedélyezték a soproni szurkolókkal előre megbeszélt közös sörözést, hanem kényszerű rendőri kíséretet kapva, egészen a város közigazgatási határán túlra lettek kitessékelve. Nem véletlenül ragasztották Dorogra a „vidék Fradija” elnevezést, hiszen komoly számú szurkolója és szimpatizánsa volt ország- és világszerte egyaránt. Az új évezred első évtizedének közepétől alaposan megcsappant a mérkőzések nézettsége. Az átlag nézőszám alig 300 körül mozgott, azonban még ekkor is kísérték idegenbe drukkerek a csapatot, és ha nem is annyira acélos formában, de létezett a B-közép. 2011 őszén az egyre javuló és eredményes szereplésnek köszönhetően meccsről-meccsre egyre nagyobb számban kezdtek visszatérni a drukkerek a lelátókra. 2012 tavaszán új szurkolói csoport is alakult Rosso-Nero Martelli néven. A tavaszi szezonban sokszor már idegenben akkora volt a látogatottság, mint korábban egy-egy hazai mérkőzésen. Hosszú idő után 2012-ben volt újra arra példa, hogy egy Dorog-meccsen ezerben volt mérhető a nézőszám. Azonban nem csak a szám szerinti növekedés jellemezte a dorogi tábort, de a szurkolás színvonala és hatékonysága elérte a régen megszokott és jellemző szintet. Hatalmas hanghatás, látványosság, változatosság és hihetetlen odaadó lelkesedés a legfőbb ismérve a dorogi fanatikusoknak, mind ez pedig abszolút kulturált és sportszerű keretek között. Napjainkra a szurkoló tábor ismét megüti az első osztályú szintet. A dorogi szurkolók szervesen kiveszik részüket a magyar válogatott hazai és idegenbeli mérkőzésein egyaránt. Szintén a korábbi hagyományokat követve, további baráti kapcsolatokat építettek ki az érdi, a csepeli és mosonmagyaróvári drukkerekkel. A 2012–2013-as bajnokságban egyetlen említésre méltó negatívumként a Csornán történt kisebb rendbontásukat róhatnák fel nekik, valamint a Szigetszentmiklós elleni osztályozó hazai mérkőzését, ahol a mintegy 40 fős vendégtábor zászlóit tépték le néhányan, az akkor többszörösen is frusztrált szurkolók közül. Az eset teljességéhez azonban az is hozzátartozik, hogy a vendégszurkolók önkényesen a fedett tribünön foglaltak helyet, beülve a hazai drukkerek közé annak ellenére, hogy a szigetszentmiklósi klub saját honlapján érthetően közzé tette szurkolói számára, hogy az állólelátó vasút felőli oldalán van fenntartva a helyük, amelyet a Munkás út felől, a Déli kapun át közelíthetnek meg. Ezen felül biztos vezetésük tudatában szándékosan hergelték a dorogiakat.
A dorogi ultrák pozitívumaihoz ugyanakkor érdemes kiegészítésként megemlíteni, hogy Pápán beálltak havat lapátolni a mérkőzés előtt, valamint a hatalmas júniusi áradások idején napokon keresztül részt vettek a dunai gátakon az árvíz elleni küzdelemben. 2014 novemberében a BKV Előre elleni hazai bajnokin történt szurkolói rendbontást követően bíróságra citálták azt a Dágon élő dorogi drukkert, aki a meccs végén a pályára szaladt és a játékvezetőt fenyegette. Tettéért a bírósági ítélet kitiltotta a dorogi stadionból. A dorogi ultrák nehezményezték mindezt, ezért szolidaritásból a teljes ultra-csoport távol-, pontosabban a stadionon kívül maradt a hazai mérkőzések alkalmán. A csapat irányában érzett szeretetük és kitartásuk megmaradt, de nem kívántak a létesítményen belül tevékenykedni. Helyette a Vasút-sor felőli oldalon, az utcán tartózkodva állták végig a meccseket és onnan buzdították csapatukat. A mérkőzésekre kivezényelt rendőri erők szintén a stadionon kívül, közvetlenül a szurkolótábor mellett sorakoztak fel és igyekeztek felügyelni a biztonságra. Az önkéntes száműzetést követően megszüntették a csoport nevét és jelenleg Ultras Dorog 1914 néven működik a szervezett tábor. Az ultrák a stadionon belül nem képviselnek semmilyen politikai hovatartozást és mentes mindenféle szélsőséges irányzatoktól. A klub, a csapatuk és a város iránti elkötelezettségük és rajongásuk viszont jó értelemben vett fanatizmussal, továbbá egészséges haza- és nemzet-tudattal társul. A kifeszített molinók és transzparensek között egy Székely zászló, valamint egy, a Történelmi Magyarországot ábrázoló zászló díszeleg minden mérkőzésen. A Székely-lobogó részben testvértelepülésük, az erdélyi Hargitában található Felsőboldogfalva tiszteletére is van rendszeresítve. 2016 őszén a Puskás Akadémia–Dorog NB II-es bajnokira mintegy ezer dorogi drukker utazott Felcsútra a Pancho Arénába, ahol parádés hangulatot teremtettek szurkolásukkal. Mindezért a dorogi klub hivatalos fórumokon is kifejezte köszönetét, noha az egyesületet megbüntették a bevetett pirotechnikai kellékek alkalmazása miatt. 2018 februárjában a DVSC elleni kupa-mérkőzés első találkozójára mintegy 150 dorogi utazott Debrecenbe.

### Ultracsoportok galériája

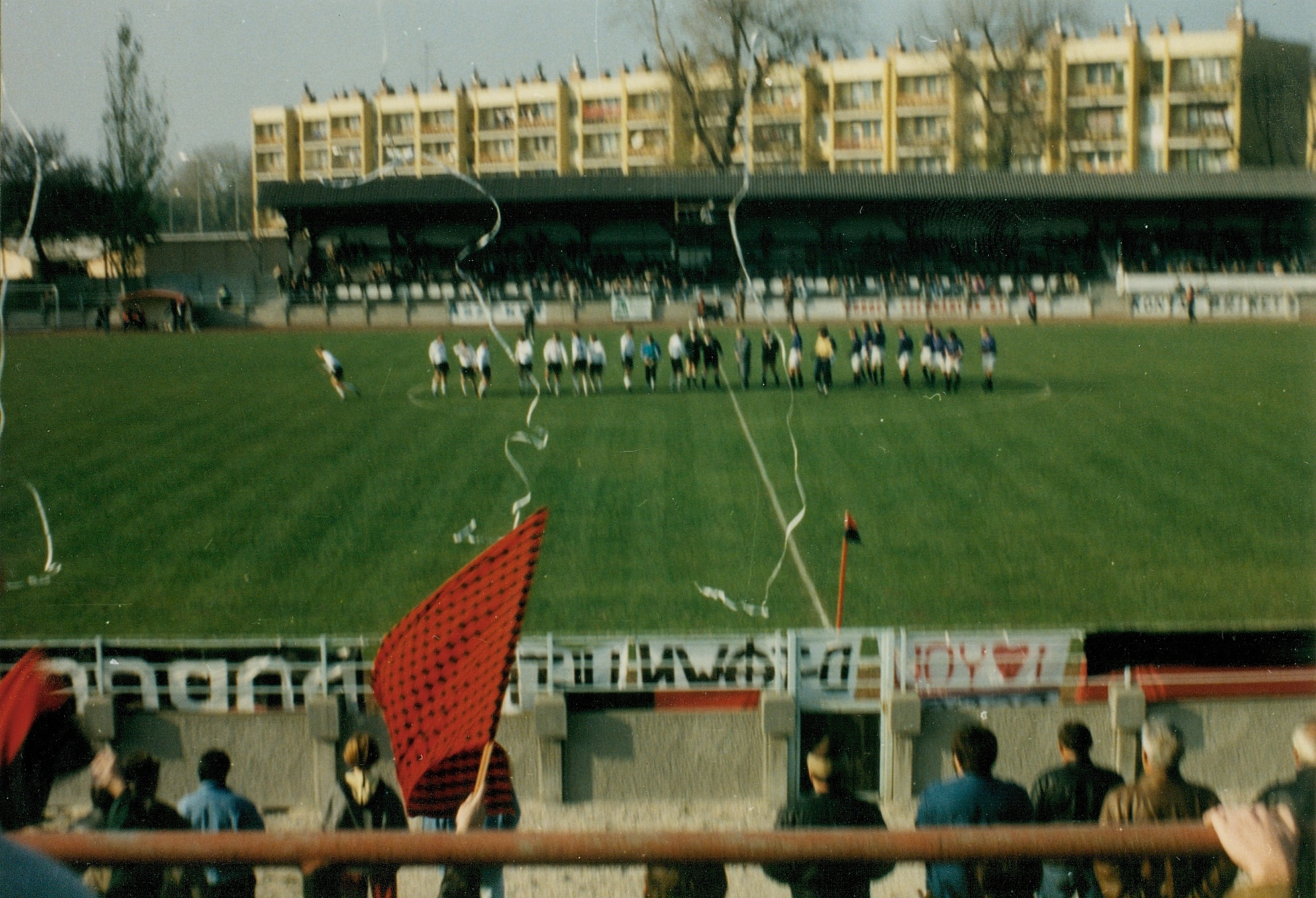
Dorog – Mohács meccsen, 1993. október 31.
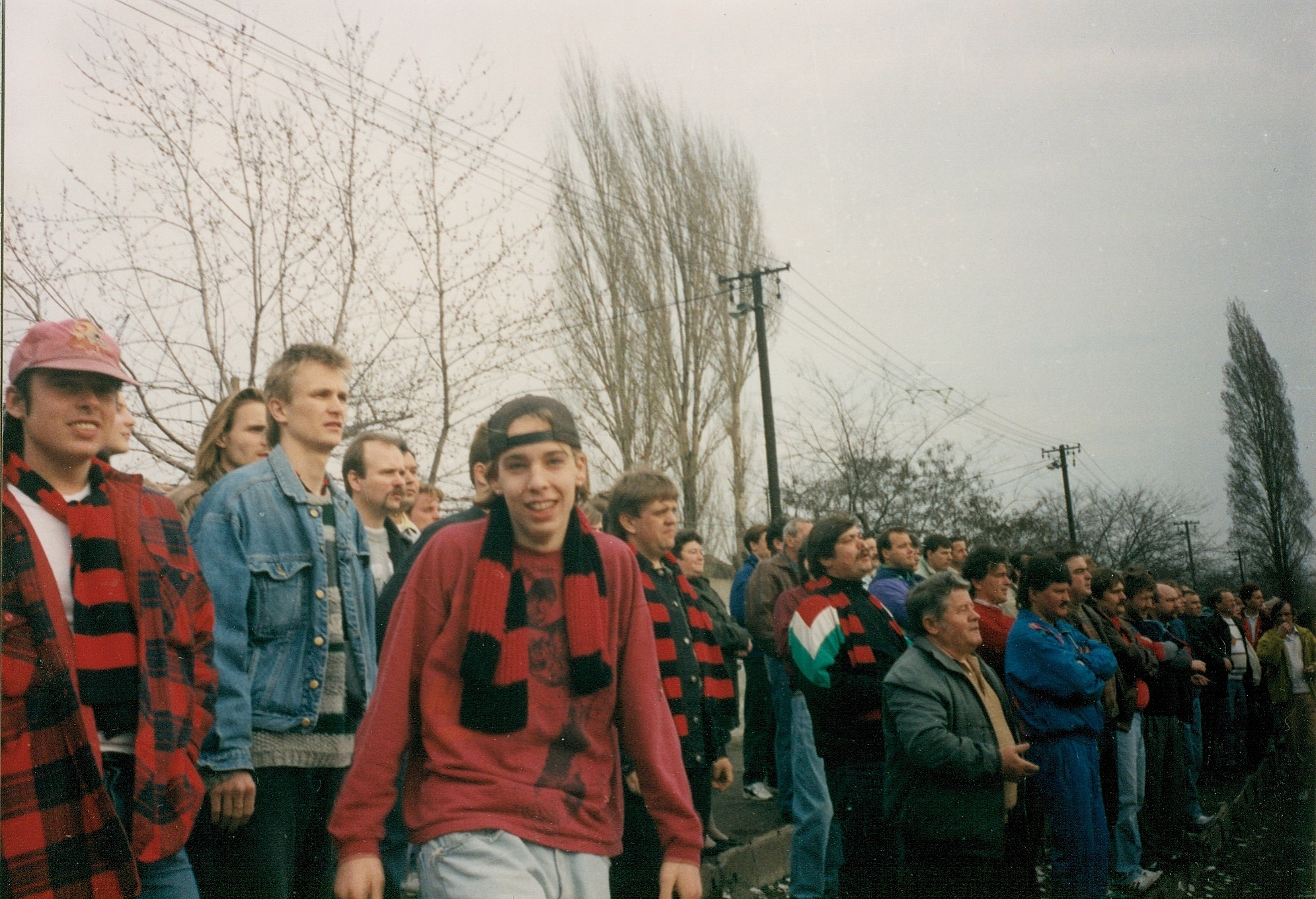
Az ESMTK elleni idegenbeli meccsen 1994 márciusában
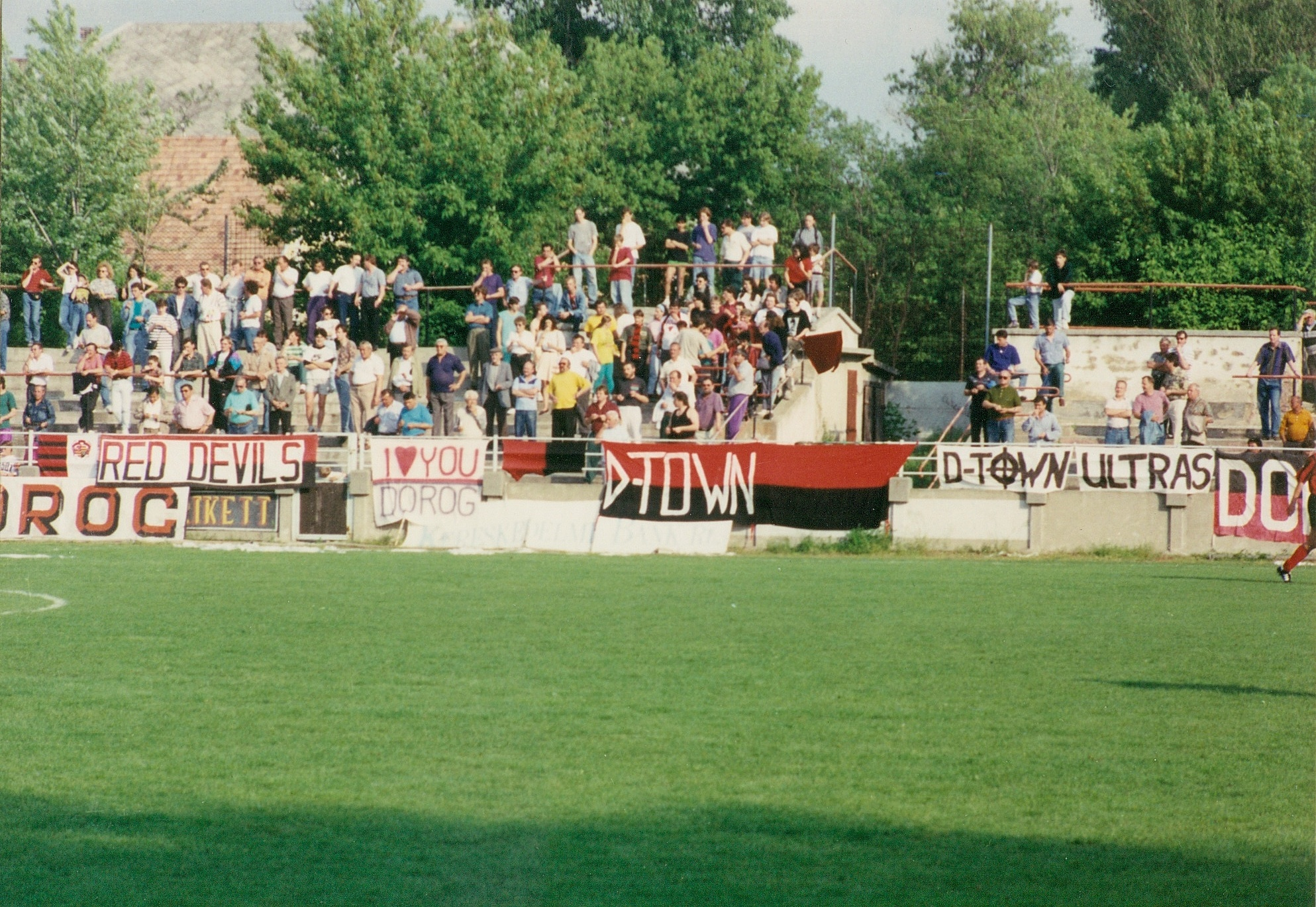
Dorogi ultrák a Budafok elleni meccsen 1994-ben
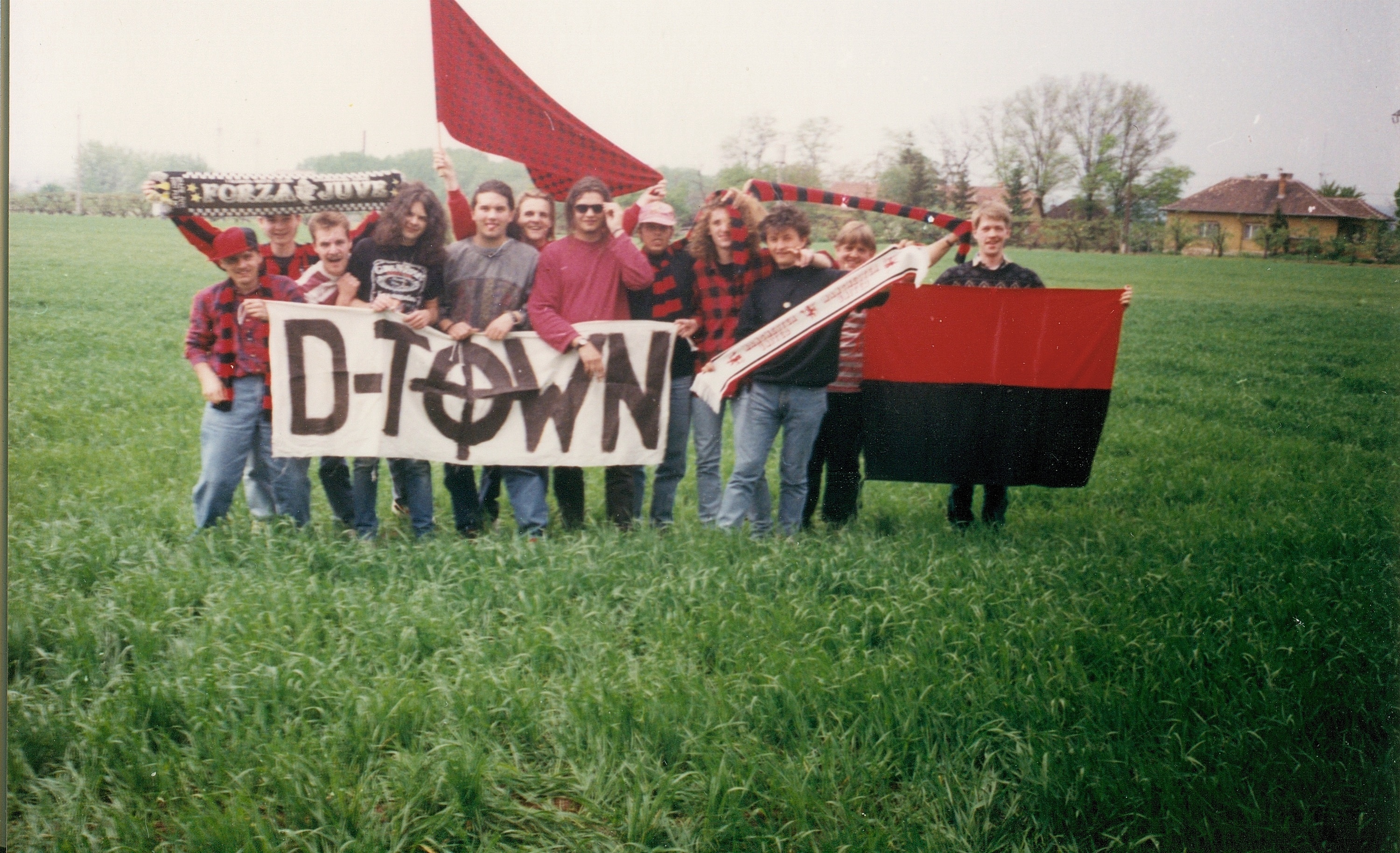
Dorogiak rövid pihenője a 6-os számú főút mellett 1994-ben
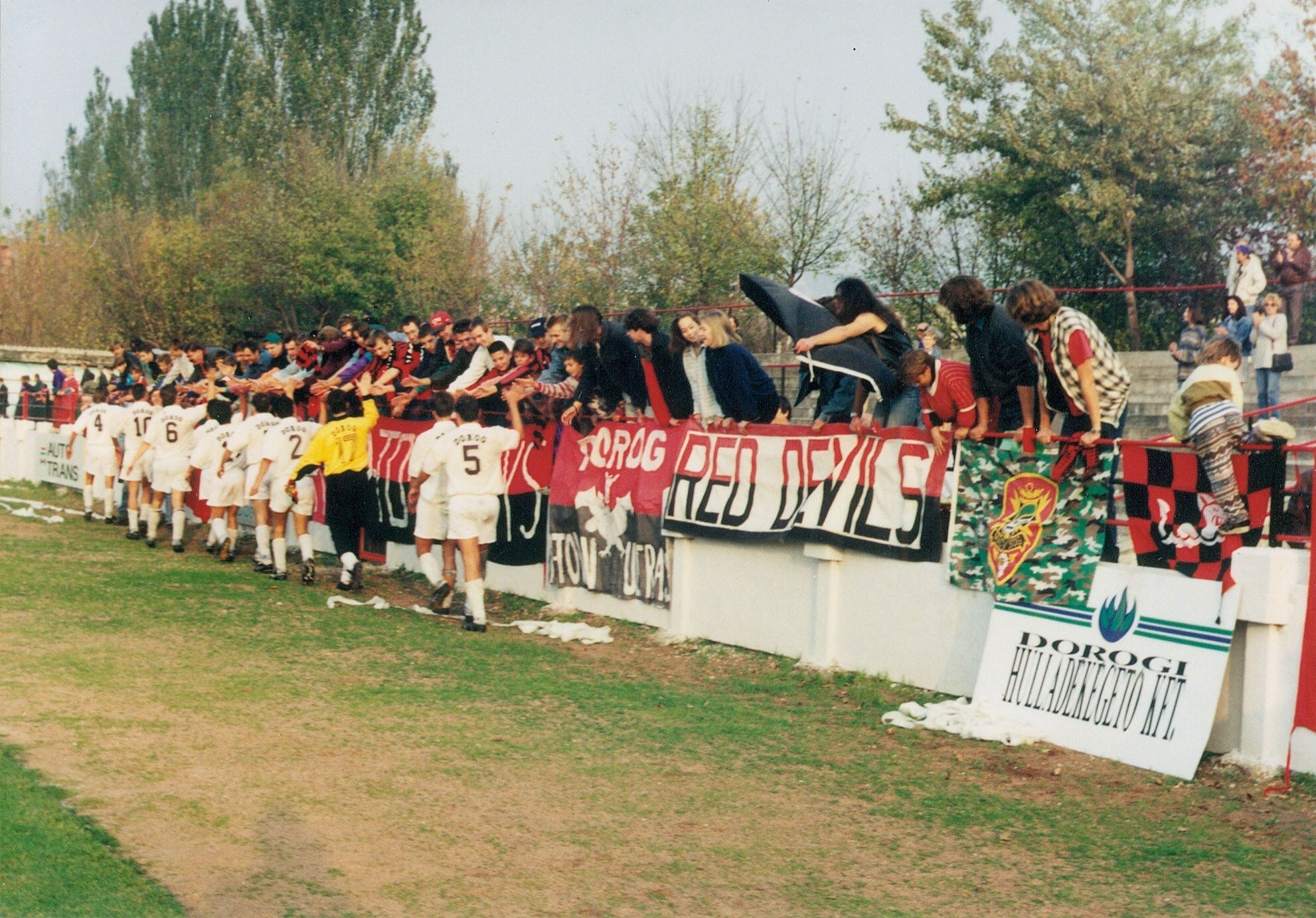
Dorog – Bicske meccs után, 1995. október
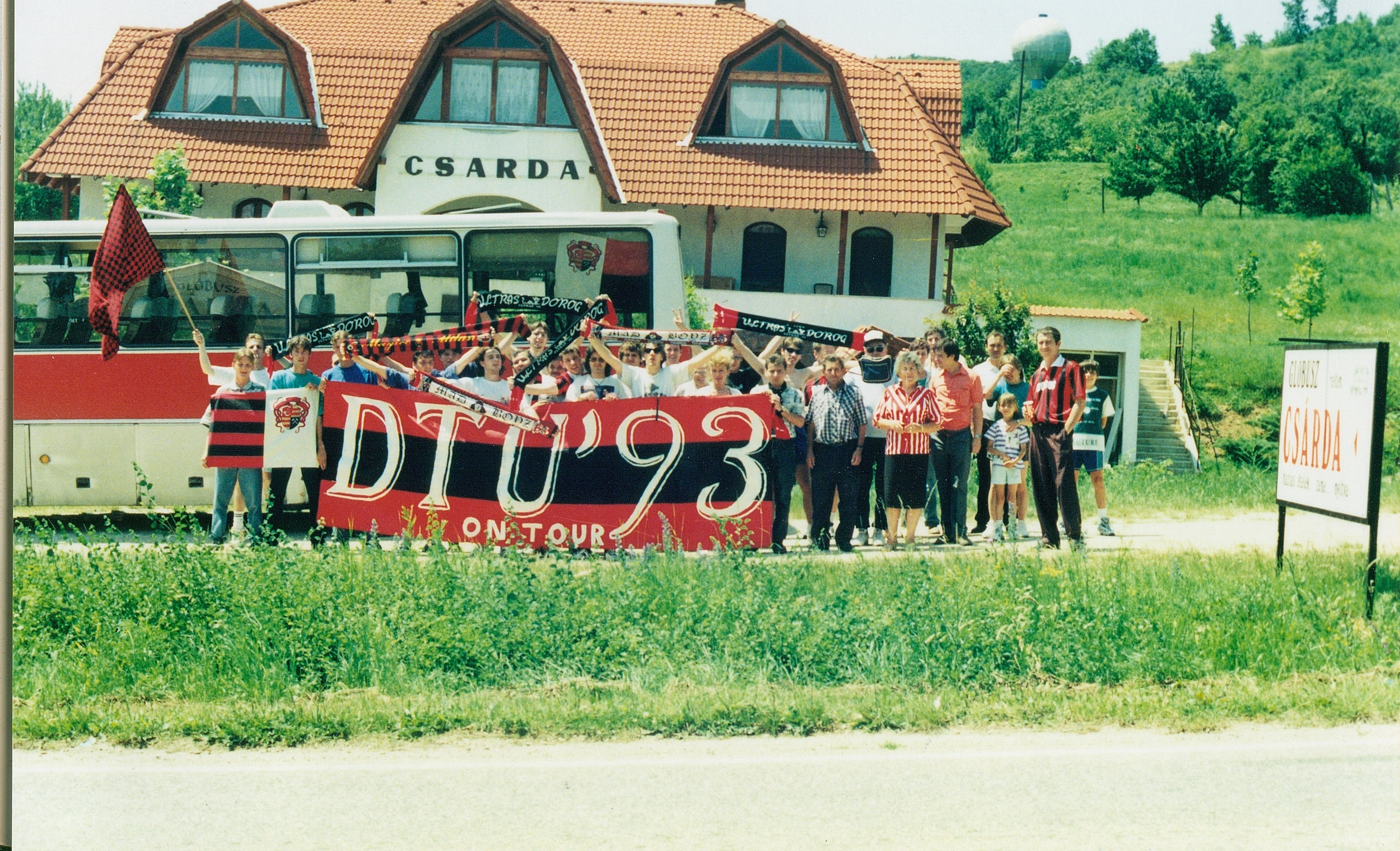
Az egyik szurkolói busz és utasai a Balaton-felvidéken 1997-ben
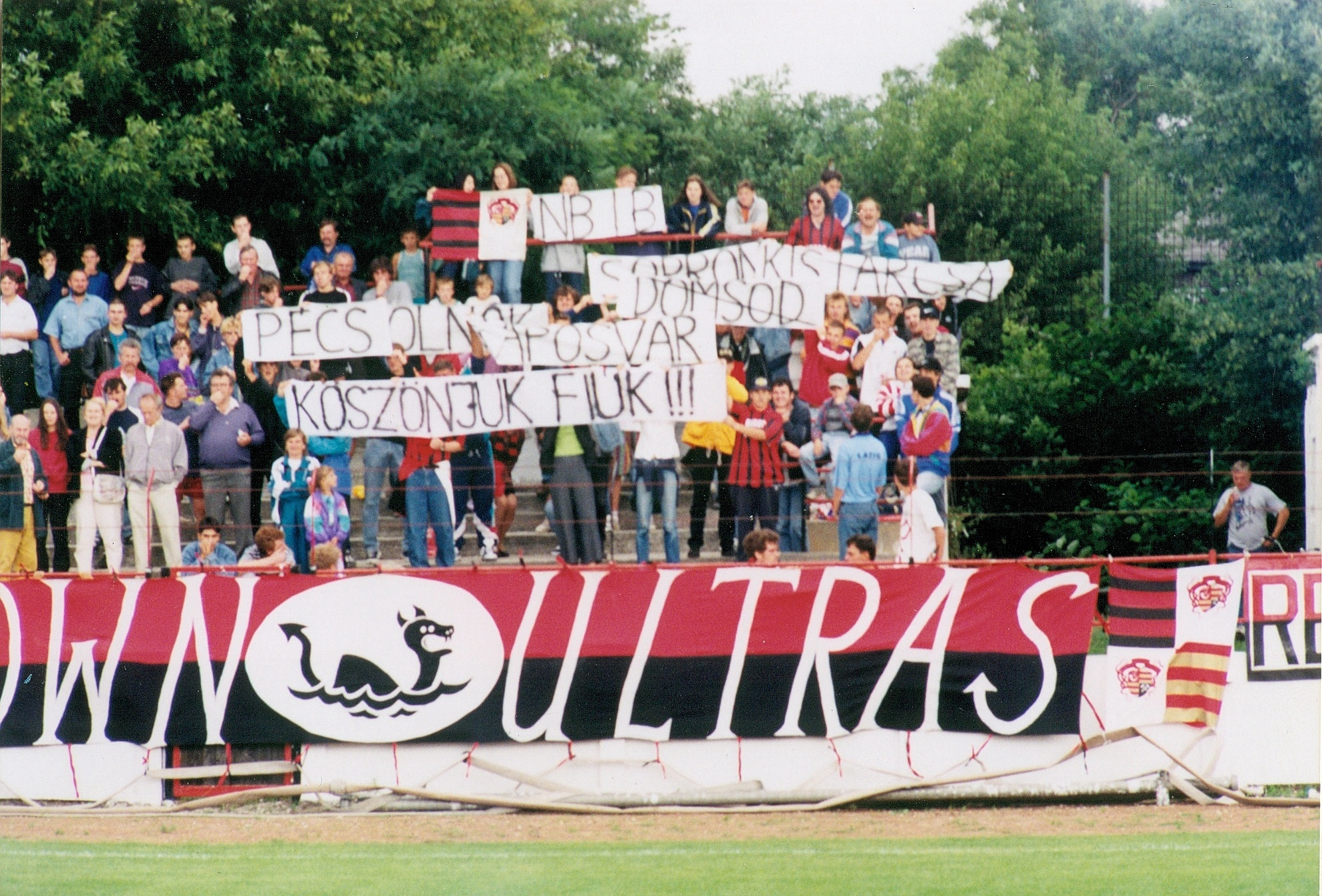
A Nagykanizsa elleni nyitómeccsen az NB I/B-ben 1997-ben
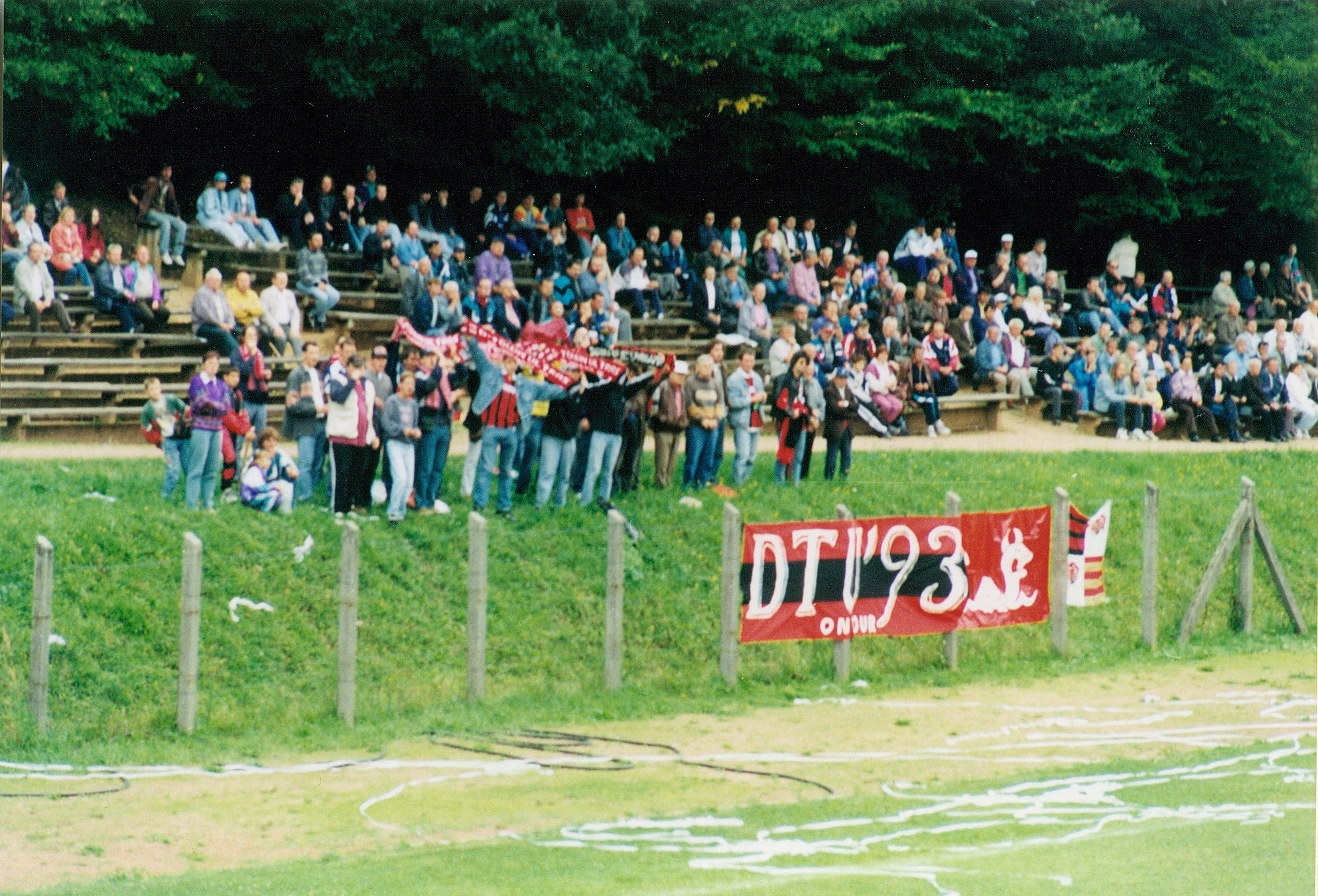
Salgótarjánban 1997-ben
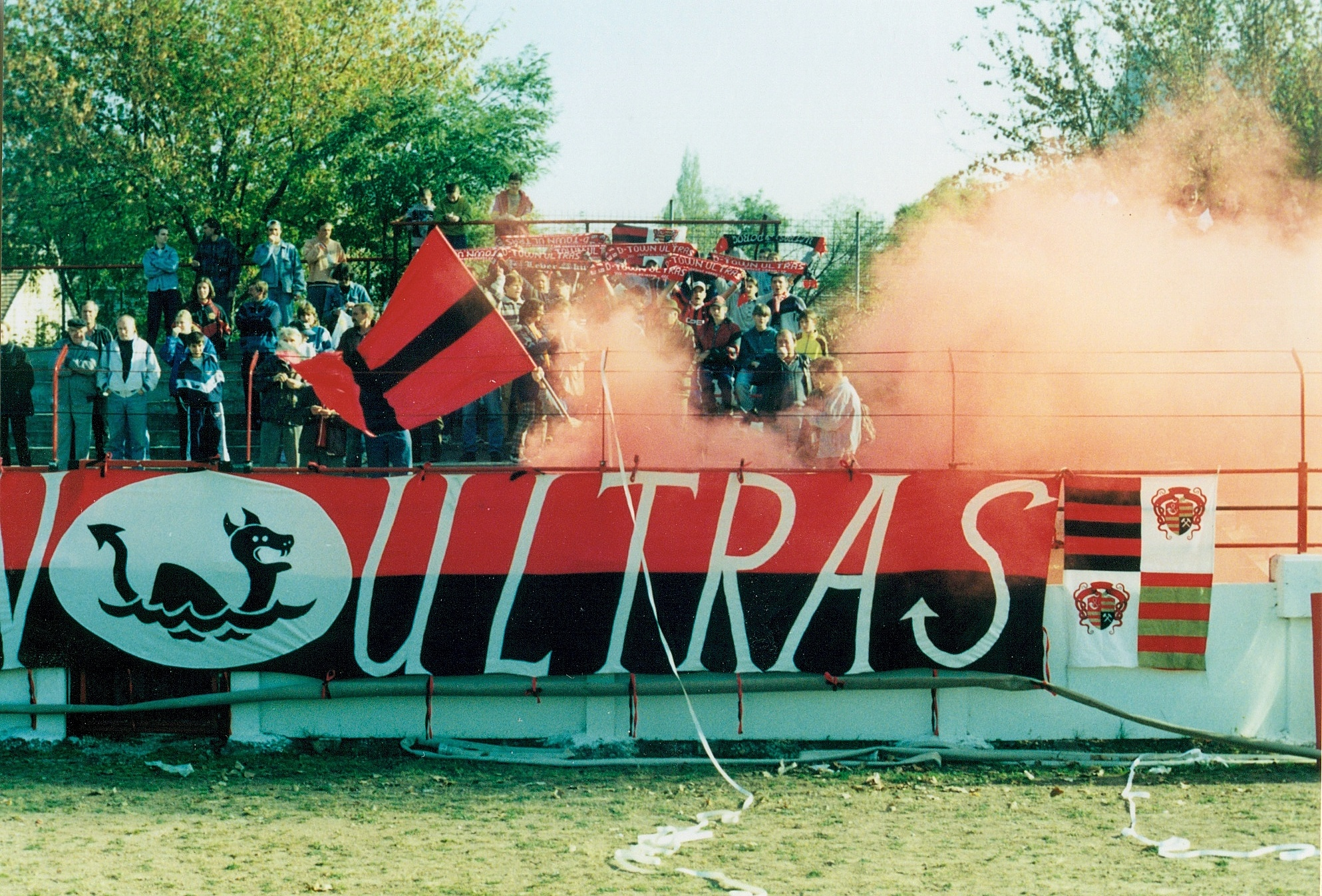
Dorog – Nyíregyháza meccsen 1997-ben
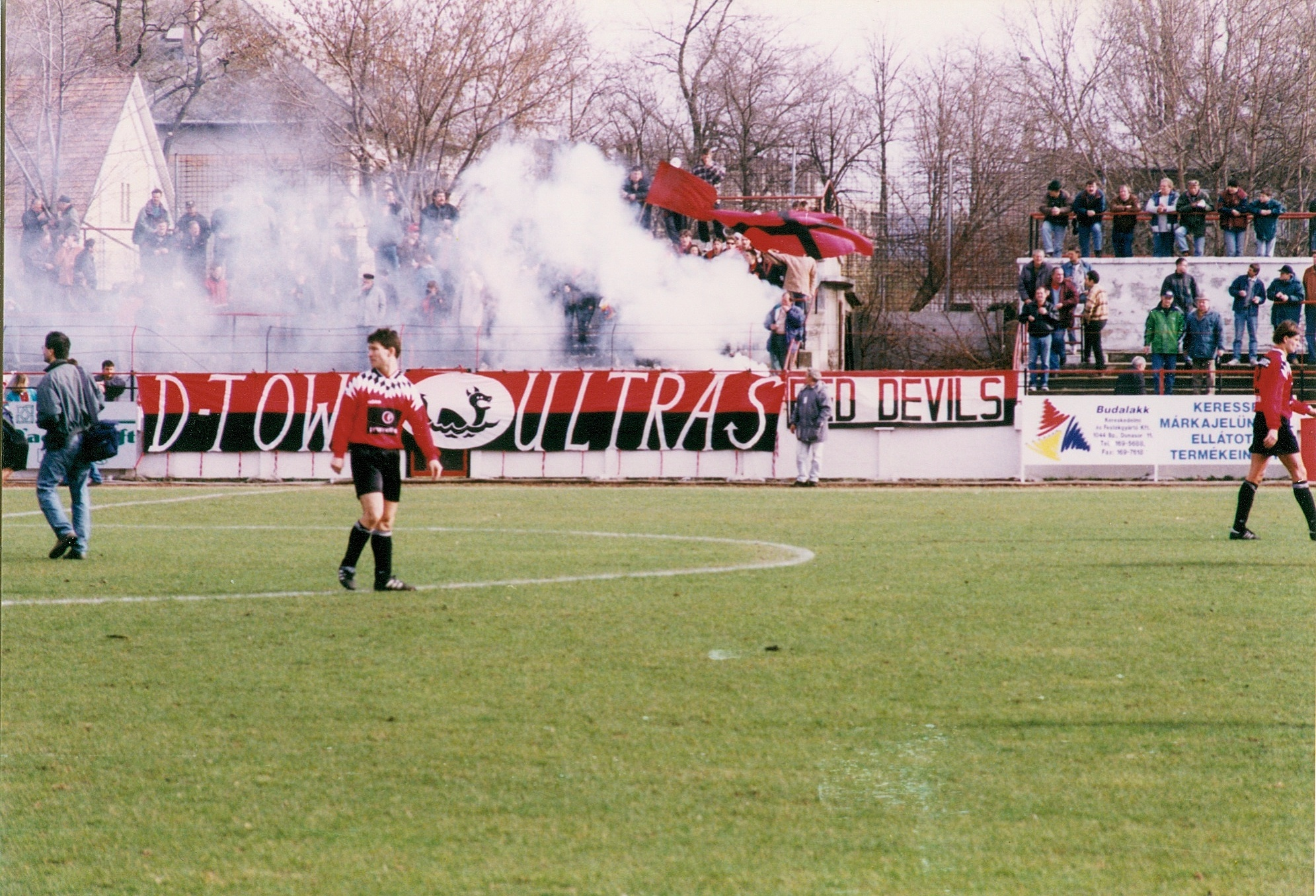
A Paks elleni hazai meccsen 1998 márciusában
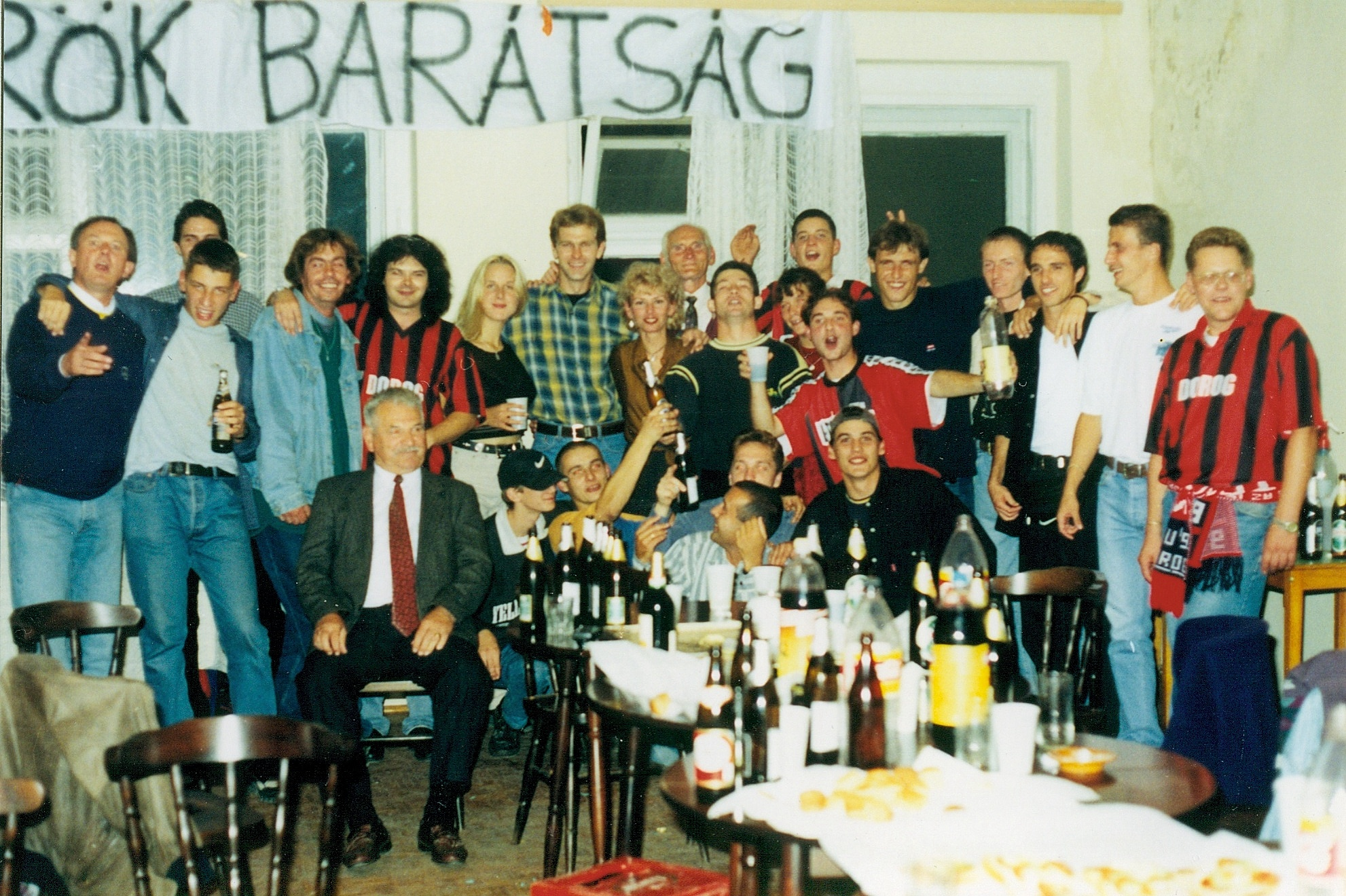
Szurkolói bankett 1998-ban
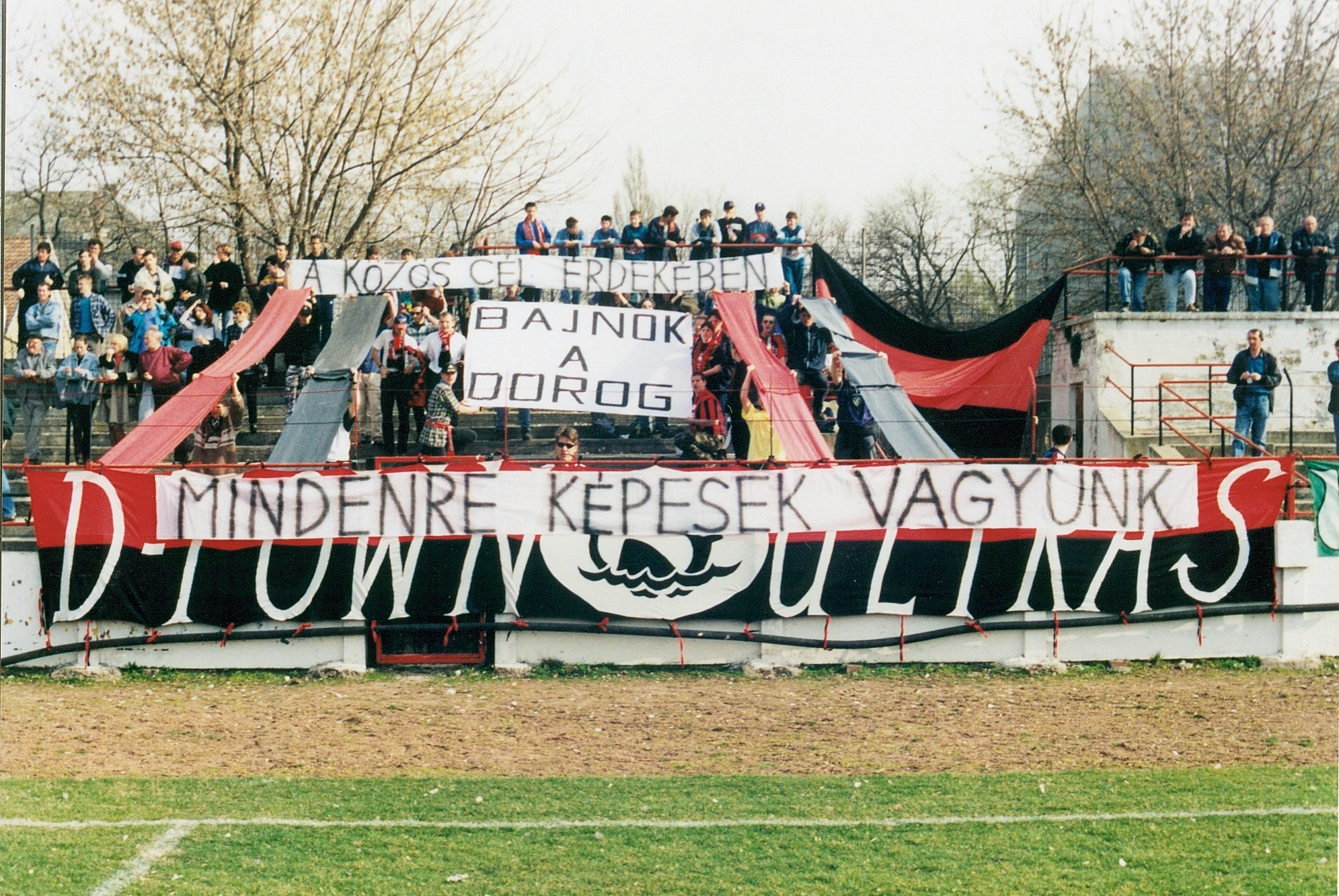
A Százhalombatta elleni mérkőzésen 1999-ben
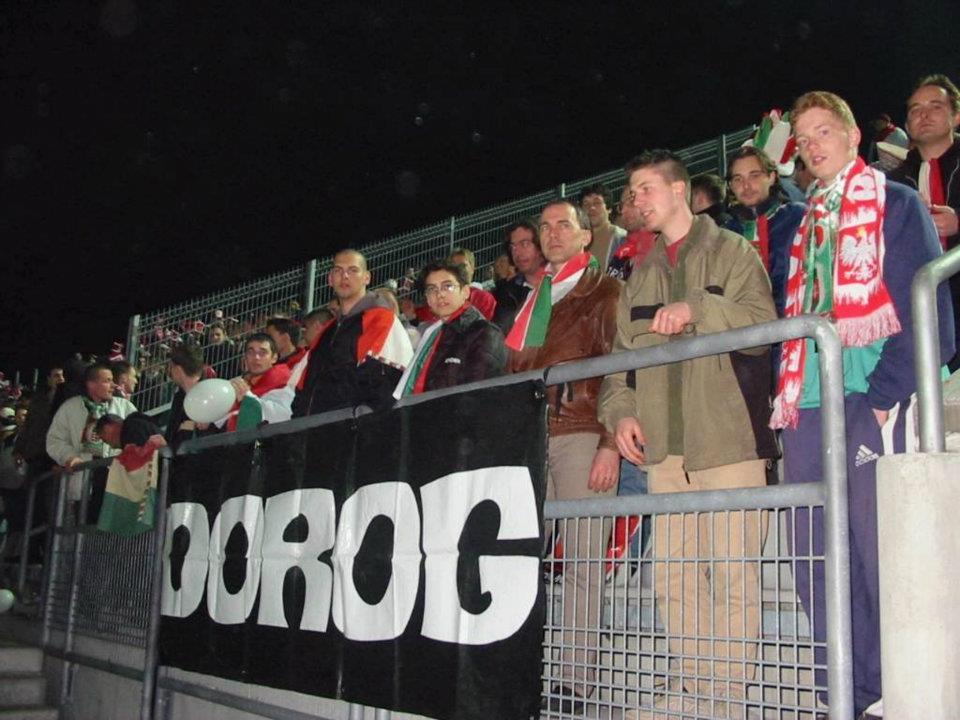
Katowicében, a Chorzów Slaski stadionban, a lengyelek elleni Eb-selejtezőn.
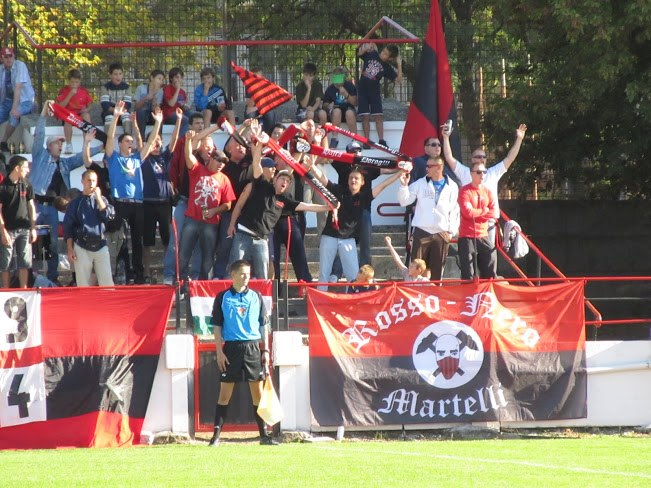
Dorogi szurkolók 2012. őszén.
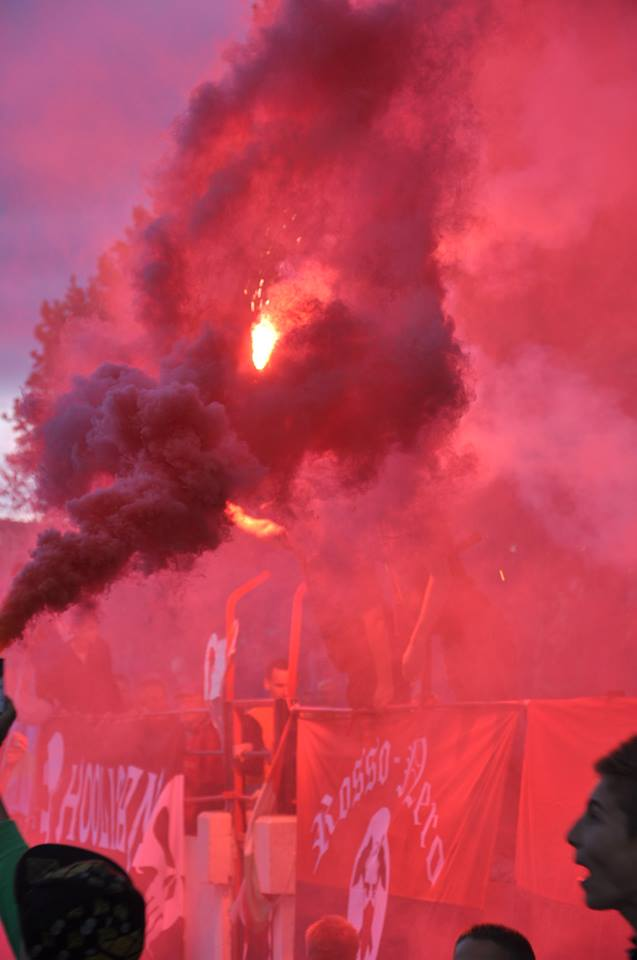
Pirotechnika 2013-ban
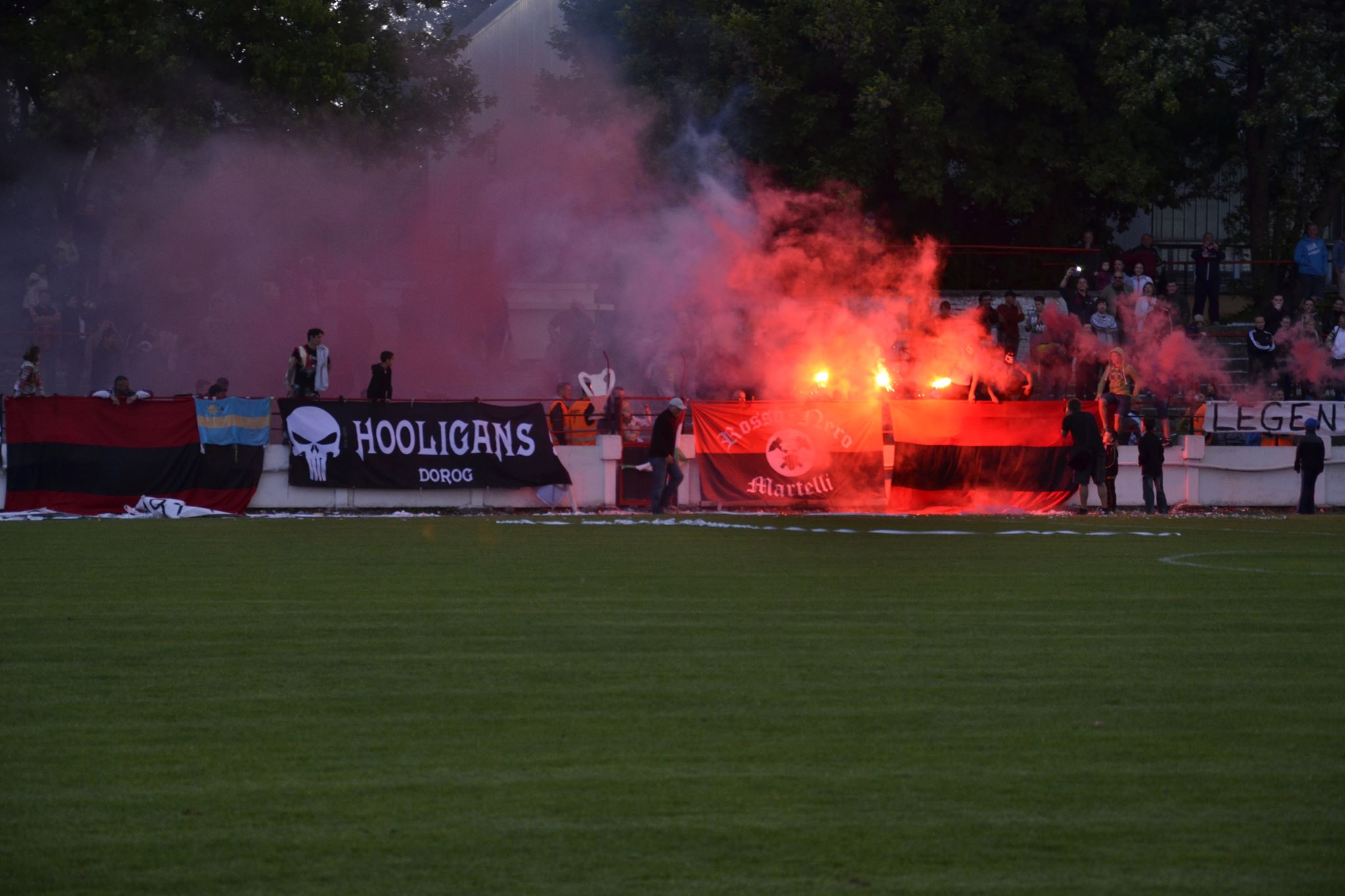
A Rosso Nero Martelli egyre színvonalasabb koreográfiákkal rukkol elő
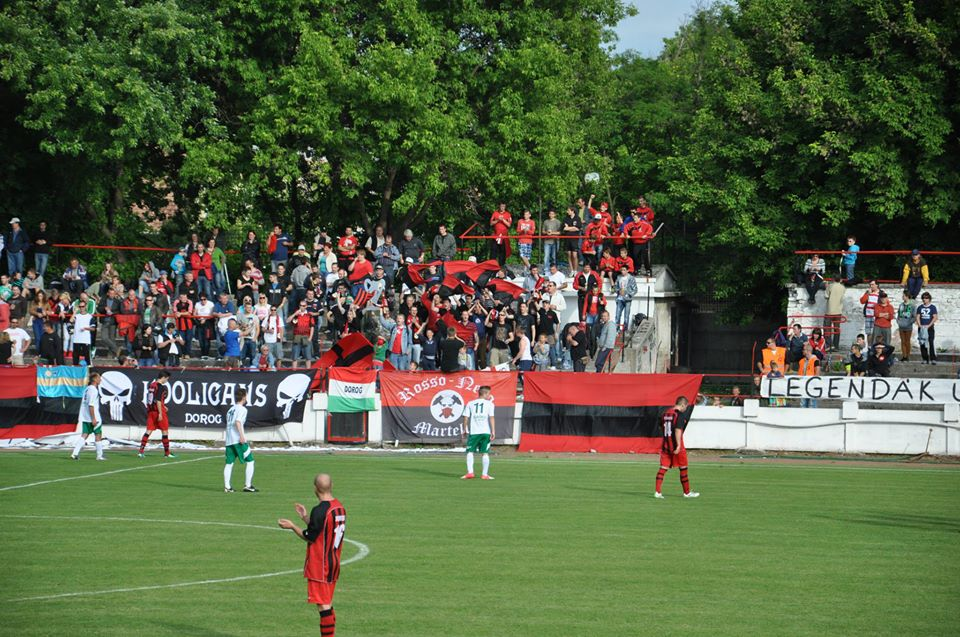
Számszerűen is gyarapodtak a dorogi ultrák
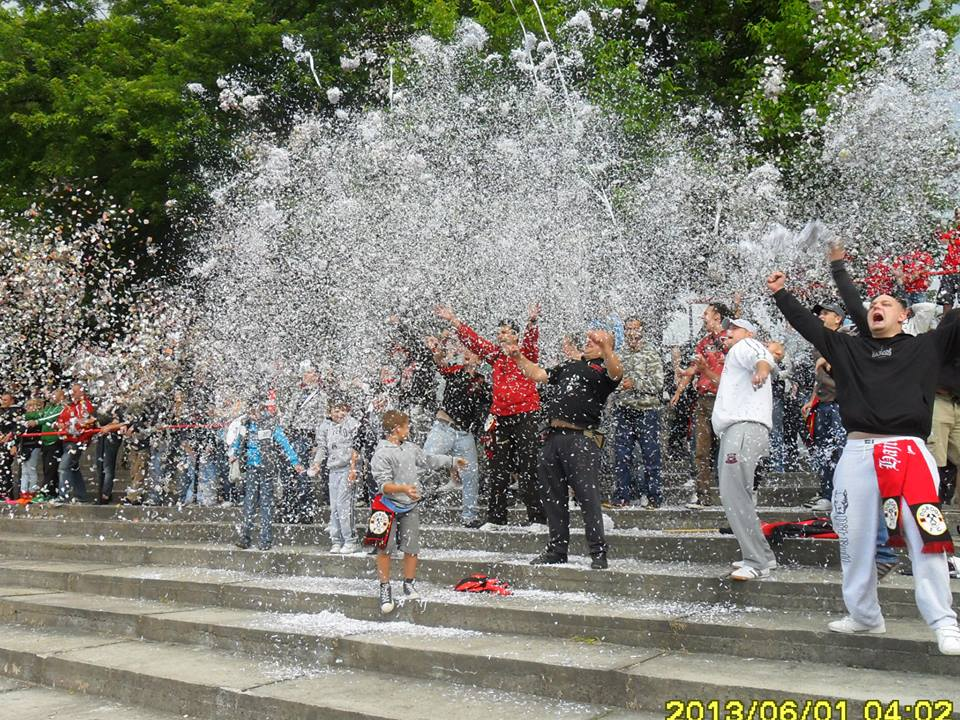
Konfettizuhatag
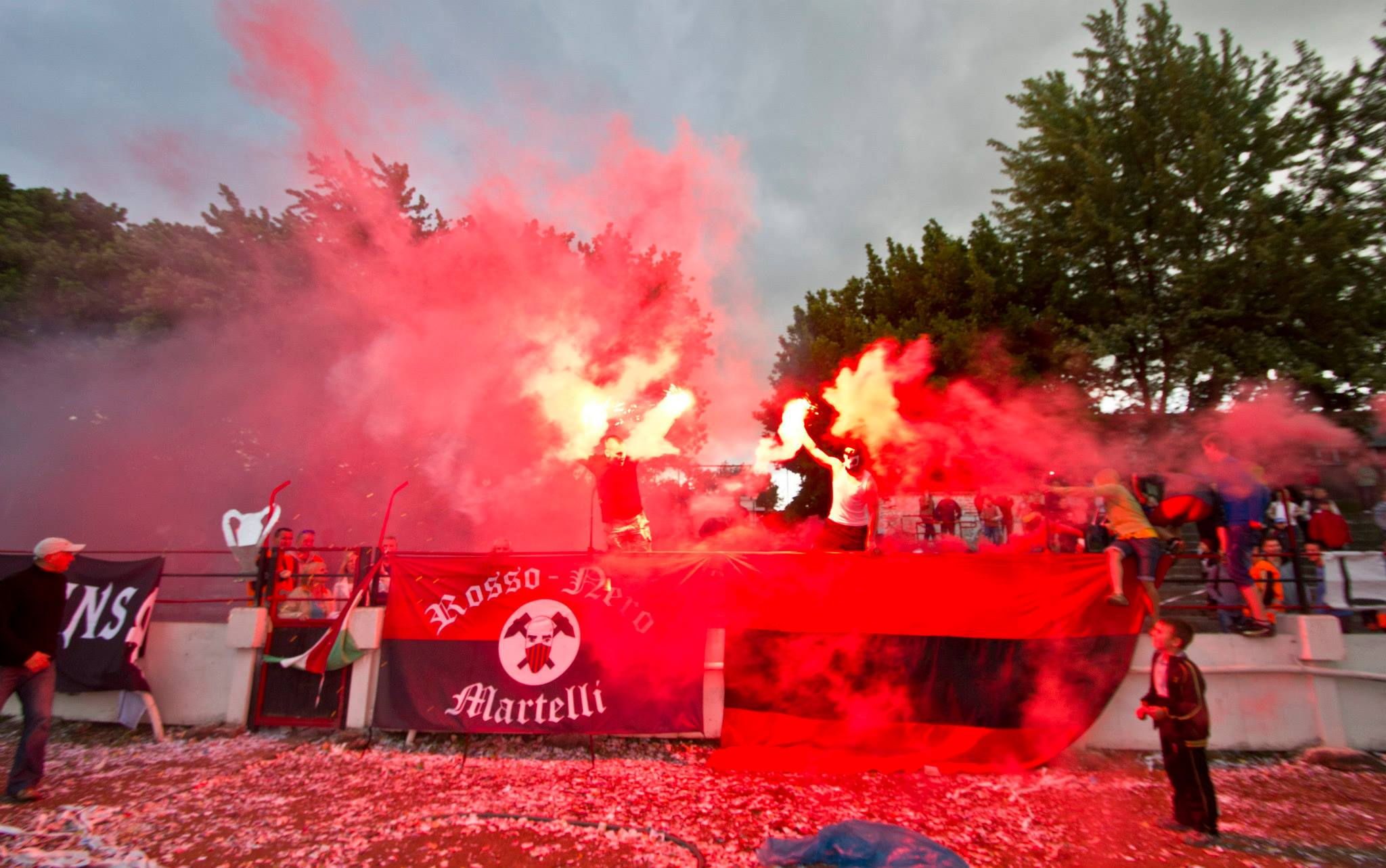
A bajnoki címért játszott meccsen
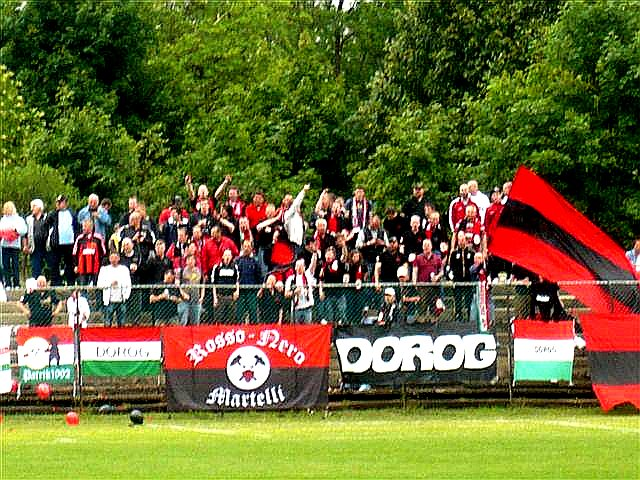
Dorogiak idegenben 2012-ben.
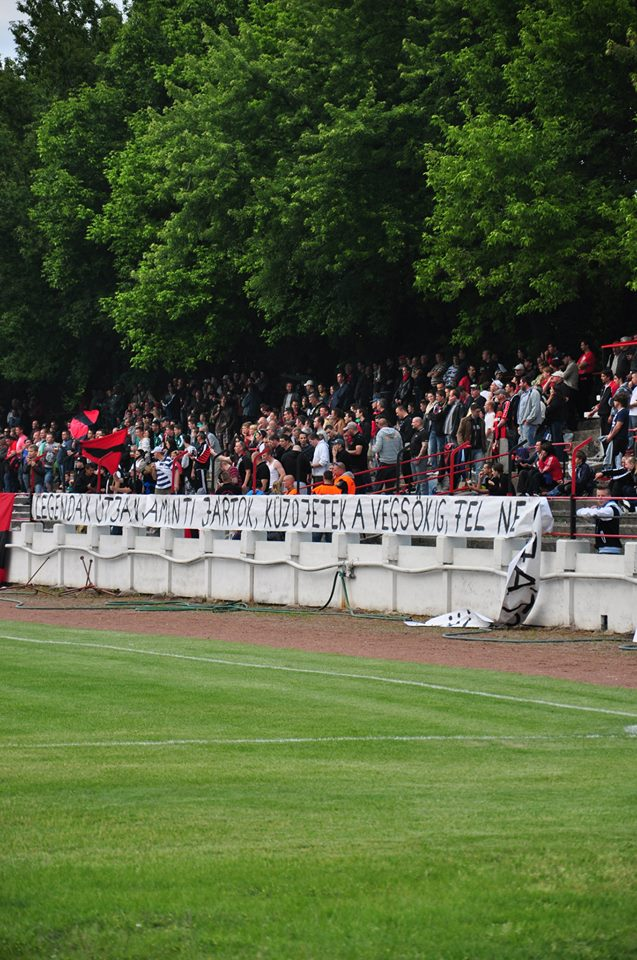
2013-ban egyre több szurkoló látogatta a dorogi csapat mérkőzéseit
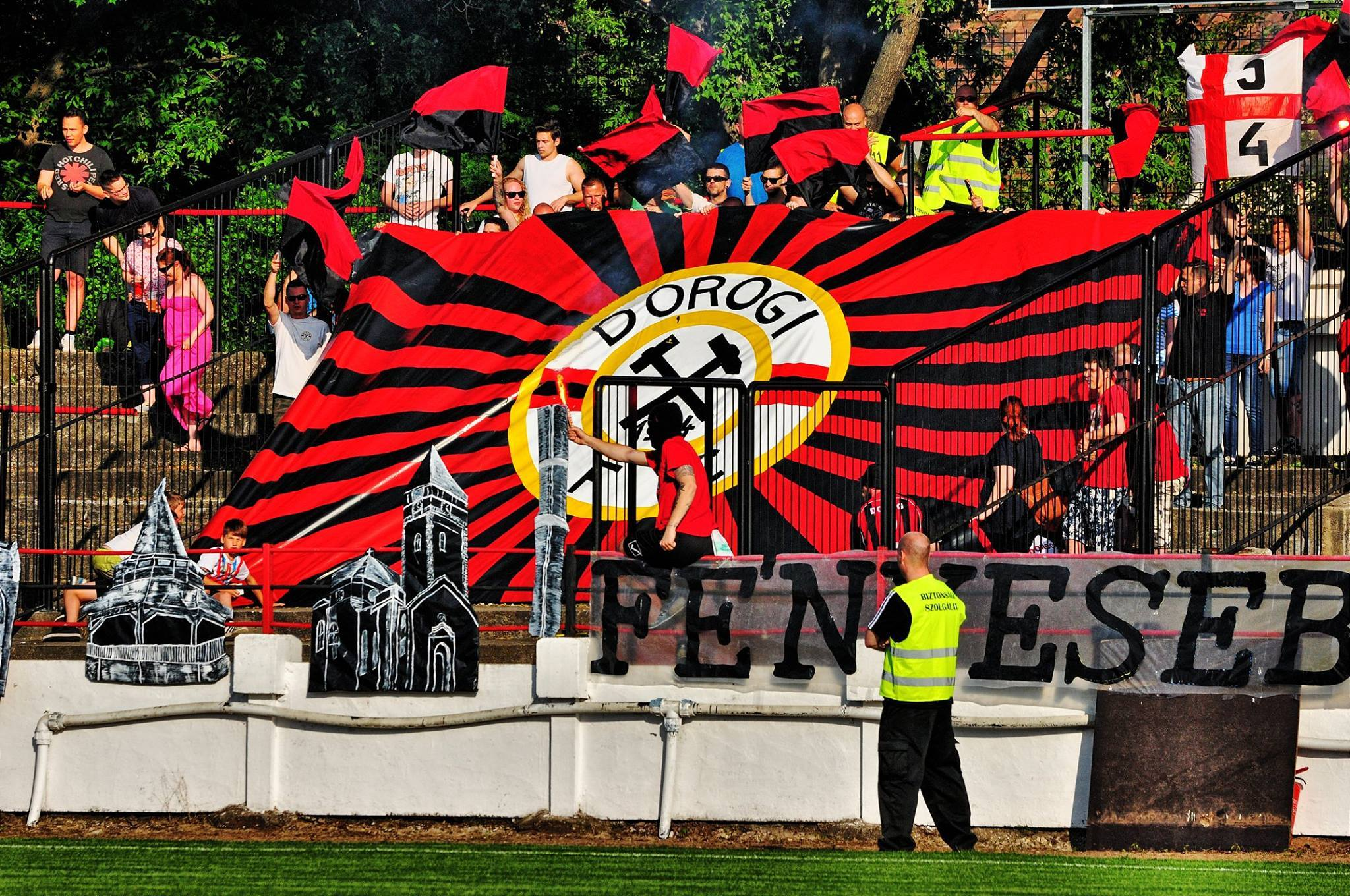
Az egyik legötletesebb terv és látványkivitel a dorogiaktól 2016-ban
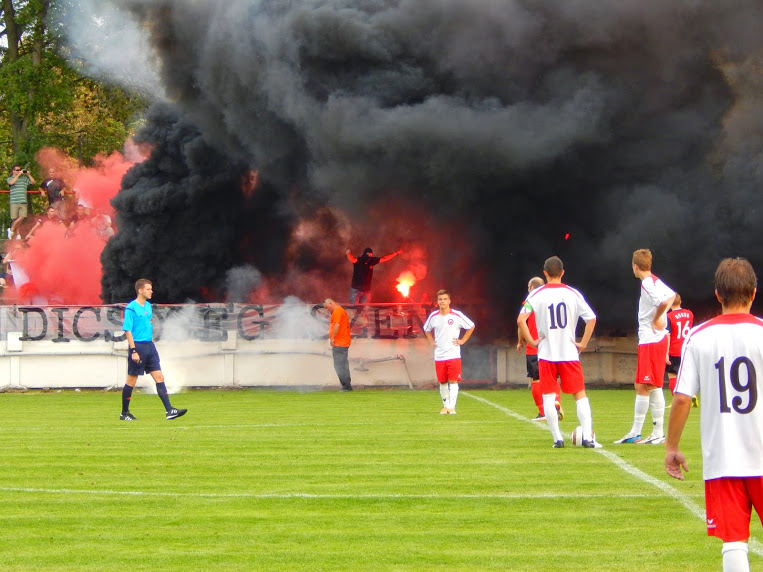
A látvány is fontos, bár a gomolygó füst egy időre eltakarja a kilátást
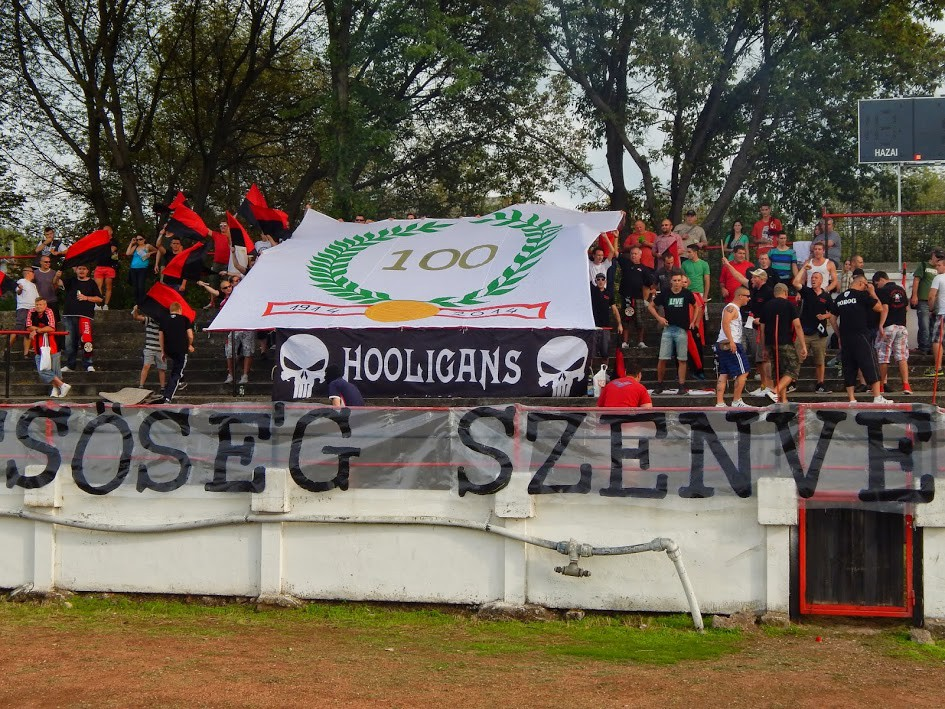
Az eltelt 100 év büszkesége
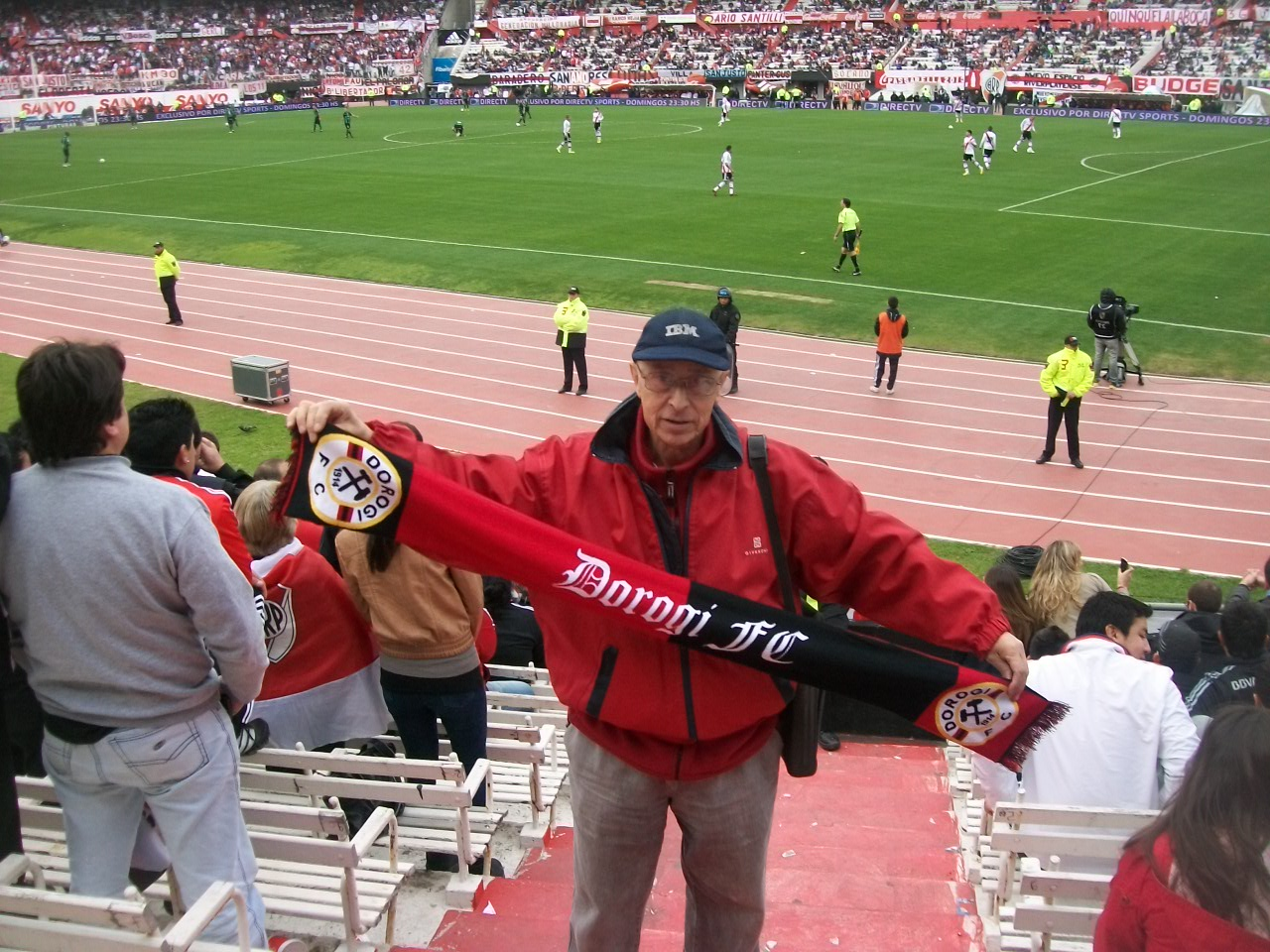
Egy argentin Dorog-szimpatizáns a River Plate stadionban
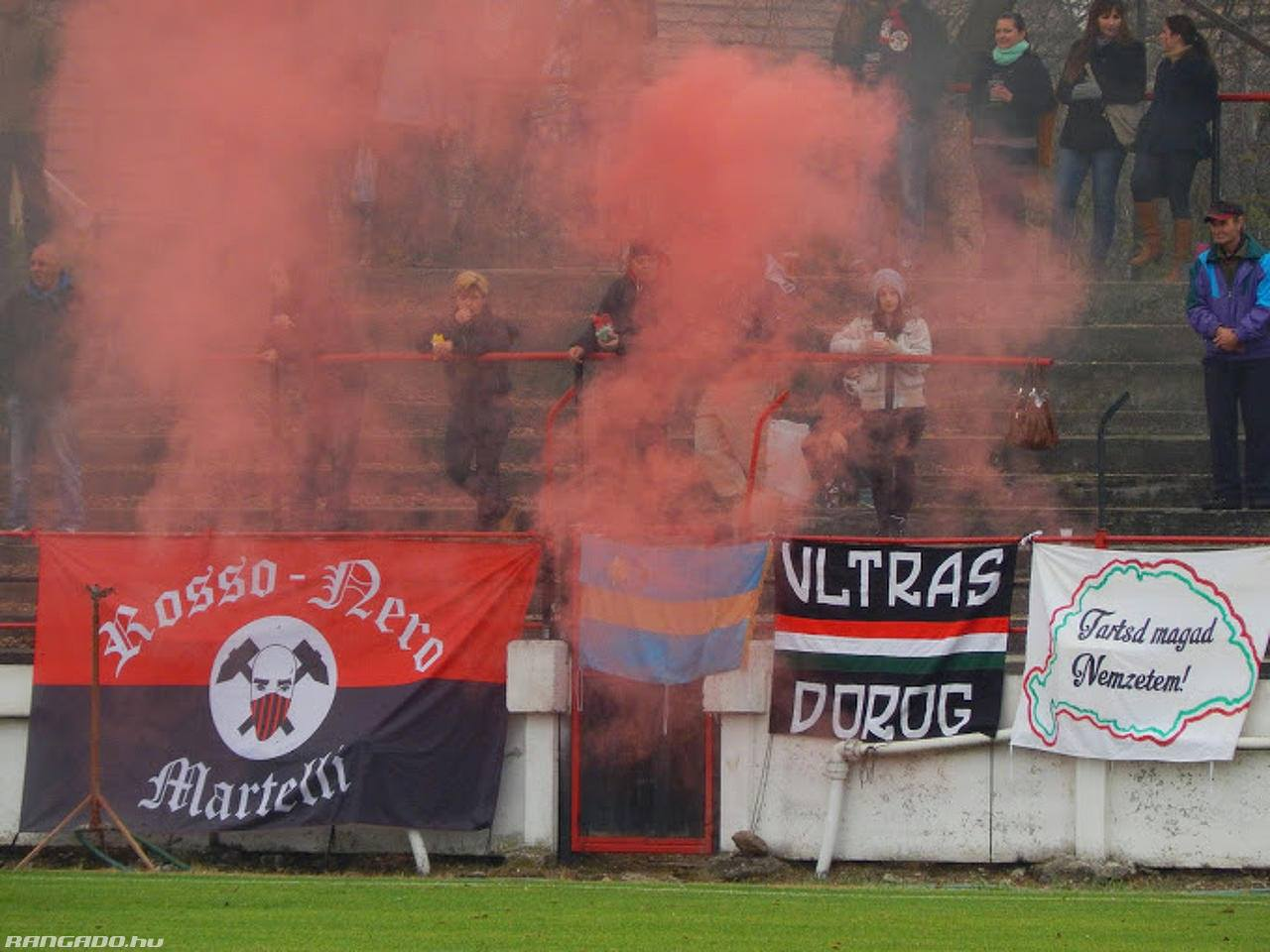
Nincs lelátókép gomolyogó füstbomba nélkül
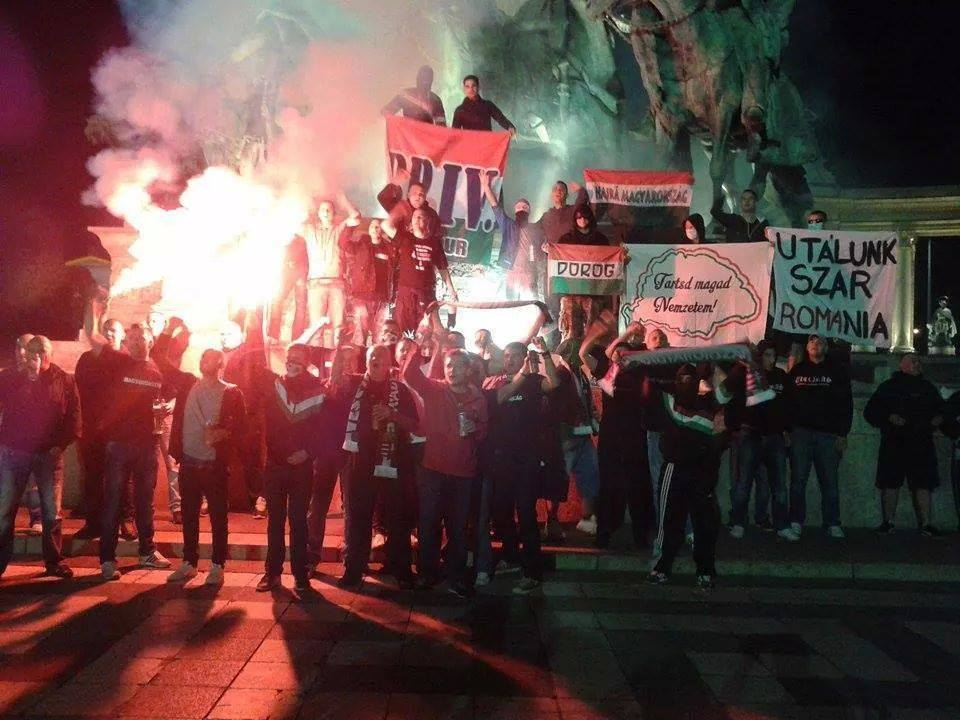
A dorogiak indulás előtt Bukarestbe a román-magyar Eb-selejtezőre 2014-ben
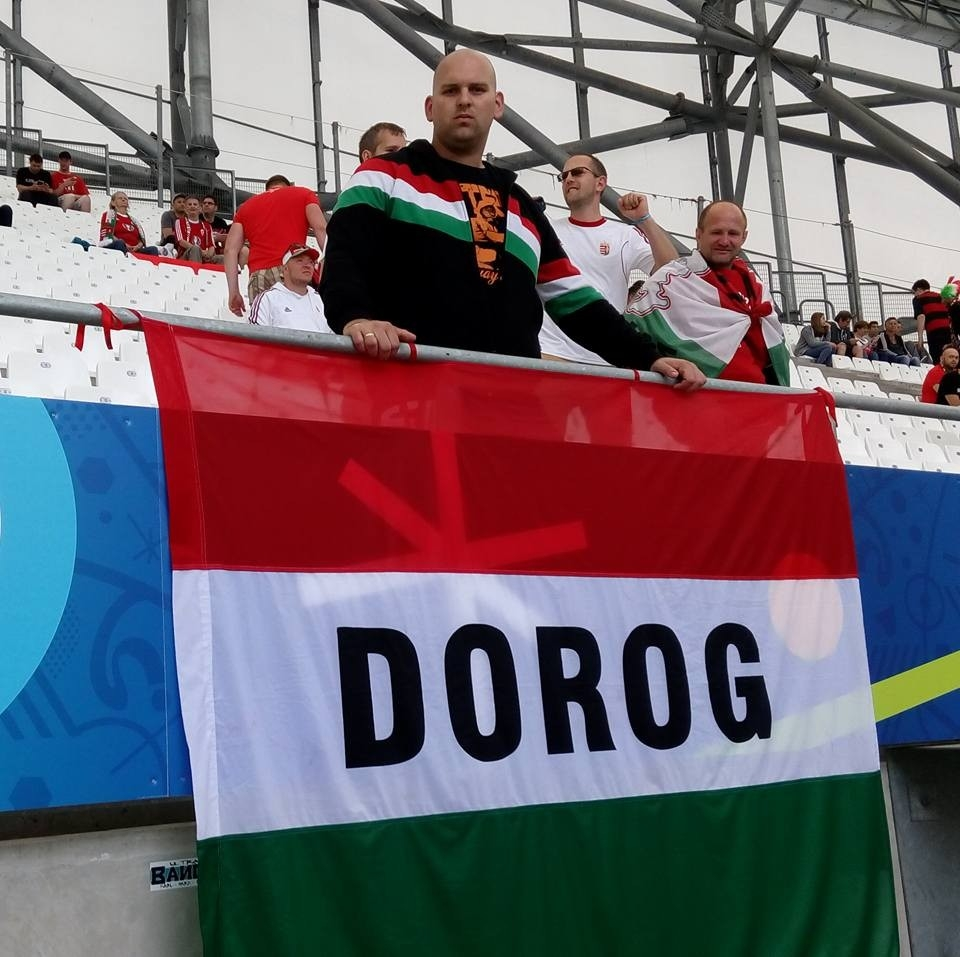
Dorogiak a 2016-os labdarúgó Európa-bajnokságon Marseille-ben
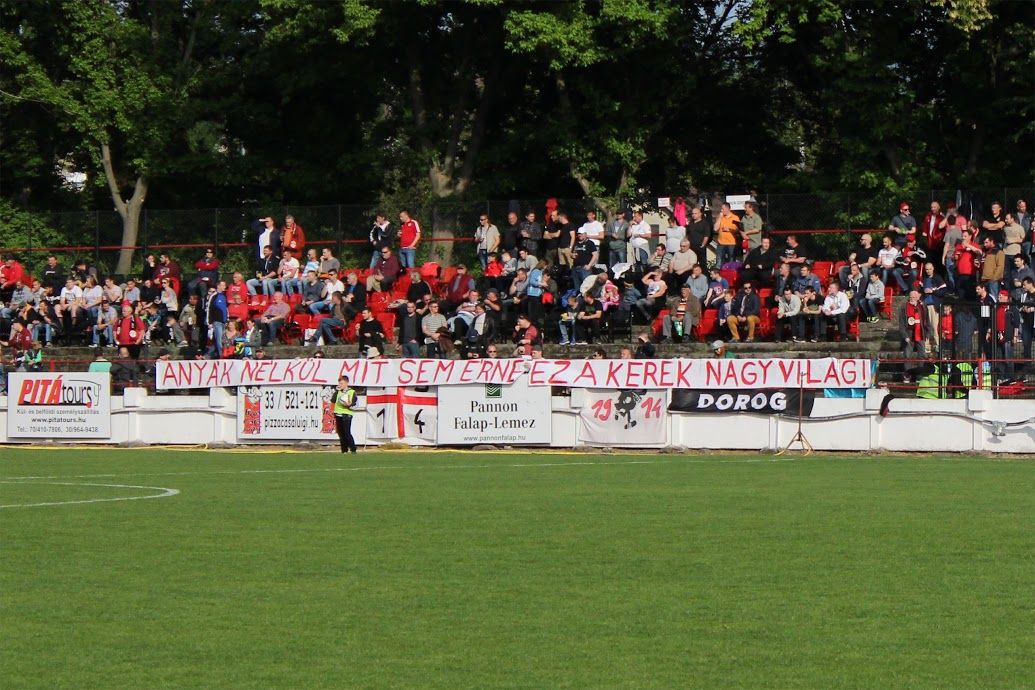
Anyák napján játszott meccsen
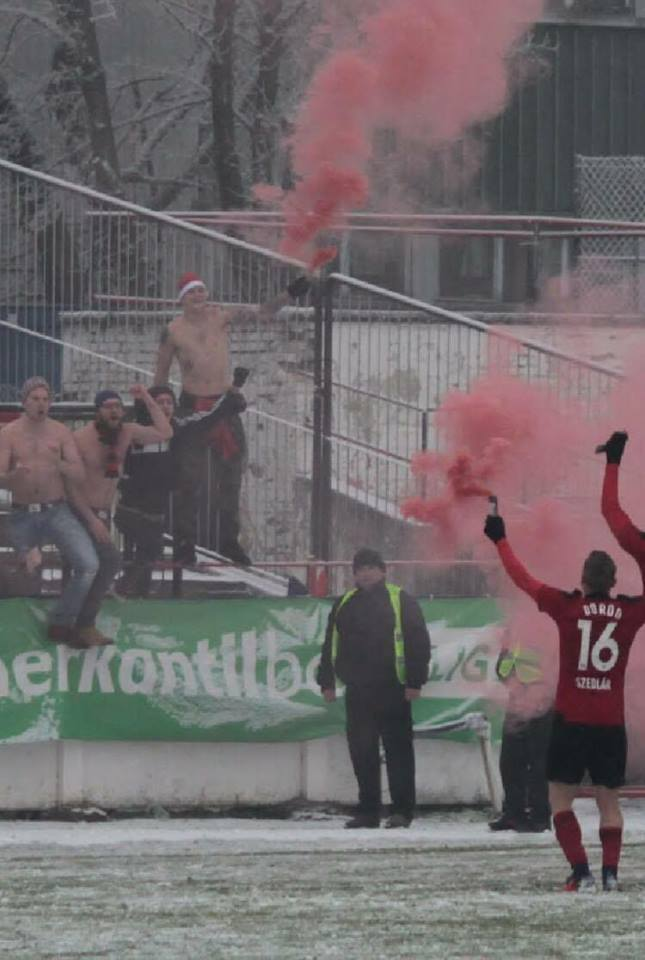
A szurkolók és a játékosok is "füstölve" köszöntik egymást

### A Dorognak szurkoló hírességek
A Dorog-szurkolók között akad néhány híres ember vagy nevesebb közéleti személyiség
| - Albert József rádiós és televíziós médiaszakember - Árvai Ferenc szobrász- és festőművész - Bencze László fotóművész - Bolyai Kató gyermekszínész, színtársulat vezető - Dr. Bona Gábor hadtörténész, a Hadtörténeti múzeum főigazgatója - Both Lehel világhírű zongoraművész, zenetanár - Cservenka Rita újságíró és televíziós médiaszakember - Cselenyák Imre író, a Magyar Írószövetség tagja, rockzenész - Démusz János fővárosi vendéglős - Gál Kálmán vállalkozó, utánpótlás-nevelő, jazz-beatzenész | - Gonda György kőfaragó mester - Kunya György MLSZ referens, a Magyar Ökölvívó Szövetség elnöke - Fekete László olimpiai-, Európa- és világbajnok erőemelő - Filep István Gábor rádiós és televíziós médiaszakember, riporter - Dr. Hágelmayer István az Állami Számvevőszék első elnöke - Hanzó András rendőrkapitány - Lattmann Béla Emerton-díjas basszusgitáros - Dr. Révay Gábor főgyógyszerész - Szabó Gyula sporttörténet-kutató és író, hisztotechnikai kutató, rockzenész - Szentkirályi Károly fizika-matematika szakos tanár és jazz-rockzenész - Végh Éva festőművész |

### Himnuszok, indulók
Az egyesület életének és a szurkolói tradíciók sajátosságai közé tartoznak az indulók, amelyek himnuszként szolgálnak. Közülük maga a Bányászhimnusz is, mint jellegzetes bányászhagyomány-elem megjelenik a dorogi sportéletben, bár kiemelt szerepe és tekintélye folytán elsősorban kivételes alkalmak estén, vagy gyászszertartásokon csendül fel.
- Bányászhimnusz (részlet)

Szerencse fel! Szerencse le! Ilyen a bányász élete,

Váratlan vész rohanja meg, mint bérctetőt a fergeteg.,

Nem kincs után sóvárgok én, bányász kislányt óhajtok én.,

Bányász kislányt óhajt szívem, ki szívében bányász legyen.,
Az 1950-es, 1960-as években a Mikor a Dorogi Bányász kivonul kezdetű indulója volt az egyesültnek, de megfelelő források hiányában jelenleg nem lehetséges a szöveg bemutatása. 1993-ban készült el Dorog-induló néven a következő szerzemény, amelynek zeneszerzője és szövegírója a Piliscsaba melletti Kopár Csárda zenekara volt. A csárda évtizedeken át támogatója volt az egyesületnek, és a vendéglátás mellett az indulóval is meglepték a klubot, amely stúdiófelvételként kazettán volt hozzáférhető.
- Dorog-induló I. (részlet)

A sípszó adja meg a kezdőjelet,

Induljon hát a nagy küzdelem!

A tét most nagy, a játék komoly,

Rajta srácok; hajrá Dorog!

A játék folyik, komoly a tét,

Gyerünk fiúk; jó szerencsét!

Zöld gyepen a labda forog,

Jó kedvünk lesz, ha nyer a Dorog.
Meghallgatható itt: Dorog-induló 1993
2001-ben készült a következő induló, amelynek szövegét és zenéjét Pálmai Zoltán és zenekara szerezte és játszotta fel stúdióban, amelyet különböző effektekkel színeztek, és belekevertek meccsfelvételt és szurkolói kórust is. A technikailag tökéletes felvétel mellett a régi indulót újrahangszerelve és az említett elemekkel színesítve hasonlóan feljátszották és rögzítették. Mindkét induló CD-n jelent meg.
- Dorog-induló II. (részlet)

Hajrá fiúk, szép lesz a nap,

Az ellenfél ma tőlünk jó kis leckét kap!

Szárnyal a szív, zúg a tömeg,

Nagyok voltunk régen, ismételjük meg!

Süthet a Nap, vagy éppen mennydörög,

Csak egy a fontos nekünk, hogy

Nyerj, nyerj, nyerj Dorog!
Meghallgatható itt: Dorog-induló 2001.
1990-ben született szerzemény a Hajrá Bányász, amely egyszerű dalként látott napvilágot, idővel nőtte ki magát, mint induló. A szerző Szabó Gyula, aki a nemzetközi pályákon is közkedvelt John Lennon–Paul McCartney számnak, a Yellow Submarine (Sárga tengeralattjáró) című Beatles-sláger zenéjét kölcsönözte zenei alapjául, és a dorogi Kadaverin nevű rockzenekarral adta elő, amelynek tagjai – Szabó Gyula mellett Borsiczki Barnabás, Gazda Zsolt és Ötvös Károly – nemcsak lelkes szurkolói voltak a csapatnak, de egykor valamennyien a dorogi egyesület utánpótláscsapatainak igazolt játékosai is voltak.
- Hajrá Bányász! (részlet)

Van egy csapat, mely azért él,
Hogy mindent megtegyen a sikerért.
Tart tőlünk az ellenfél,
Hisz' nagyon jól tudják, hogy nincs esély.
Ha jő a meccs, a szurkolók,
Előkerülnek a kocsmákból.

## A klub neves külkapcsolatai

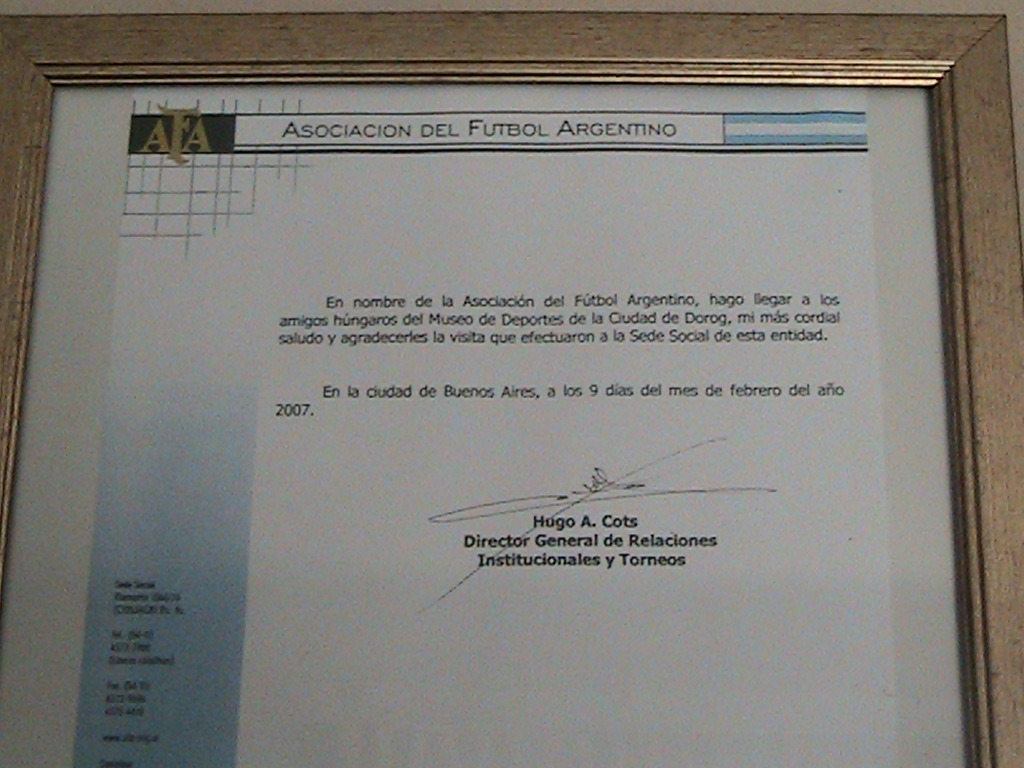
Az Argentin Labdarúgó Szövetségtől kapott emléklap

Fennállása alatt számos kapcsolatot épített ki az egyesület más klubbal, szövetséggel, köztük több világhírű egyesülettel.
| Klub / Egyesület             | Ország        |
| ---------------------------- | ------------- |
| Royal Antwerp FC             | Belgium       |
| FC Barcelona                 | Spanyolország |
| Montpellier                  | Franciaország |
| Rajnai Labdarúgó Szövetség   | Németország   |
| River Plate                  | Argentína     |
| Argentin labdarúgó-szövetség | Argentína     |
| Colonia del Sacramento       | Uruguay       |
| Dunfermline Athletic FC      | Skócia        |